# Historia de Barcelona

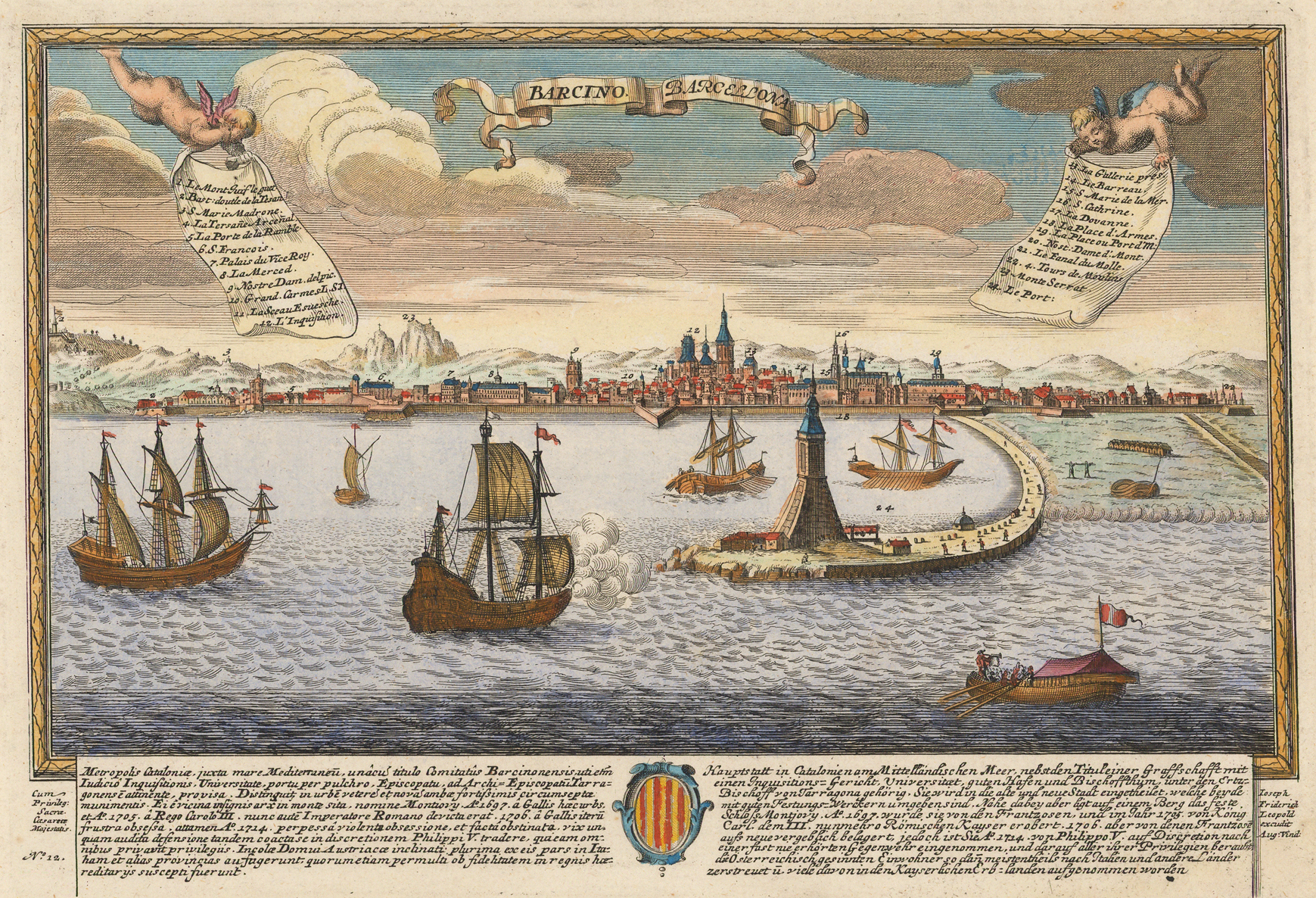
Puerto de Barcelona, grabado de Joseph Friedrich Leopold (c. 1720).

La historia de Barcelona se extiende a lo largo de 4000 años, desde finales del Neolítico, con los primeros restos hallados en el territorio de la ciudad, hasta la actualidad. El sustrato de sus habitantes aúna a los pueblos iberos, romanos, judíos, visigodos, musulmanes y cristianos. Como capital de Cataluña y segunda ciudad en importancia de España, la Ciudad Condal ha forjado su relevancia con el tiempo, desde ser una pequeña colonia romana hasta convertirse en una ciudad cosmopolita valorada internacionalmente por aspectos como su economía, su patrimonio artístico, su cultura, su deporte y su vida social.
Existen escasos vestigios anteriores a la fundación de la ciudad por los romanos en el siglo I a. C. El área del llano de Barcelona y zonas colindantes conserva restos de finales del Neolítico y principios del Calcolítico. Posteriormente se desarrolló la cultura de los layetanos, un pueblo íbero. La ciudad romana, fundada en tiempos de Augusto, fue una colonia próspera aunque de escaso tamaño. A partir del siglo III se introdujo el cristianismo y, entre los siglos v y viii, formó parte del reino visigodo. Tras una breve ocupación musulmana, Barcelona entró en la órbita del Imperio carolingio, hasta que se constituyó como condado y se independizó en el siglo X.
En época medieval, el Condado de Barcelona adquirió preeminencia sobre el resto de condados catalanes y, con la formación de la Corona de Aragón, la ciudad se convirtió en uno de los centros políticos, económicos, sociales, culturales y comerciales de un vasto territorio que se extendía por todo el Mediterráneo (Cataluña, Aragón, Valencia, Baleares, Rosellón, Cerdeña, Sicilia, Nápoles, Atenas y Neopatria). 
La crisis económica y social de la época bajomedieval se prolongó en buena medida durante la Edad Moderna: la unión de Castilla y Aragón en la Monarquía Hispánica conllevó el traspaso del poder real a tierras castellanas, lo que trajo un período de cierta decadencia, agravada por conflictos militares como la guerra de los Segadores (1640-1651) o la guerra de Sucesión (1701-1714), si bien a partir del siglo XVIII comenzó una etapa de pujanza económica.
El siglo XIX fue de un gran crecimiento para la ciudad, tanto a nivel demográfico como económico y urbanístico. El plan de Ensanche y la anexión de varios municipios colindantes supusieron una gran ampliación del perímetro urbano. La ciudad vivió un proceso de industrialización y modernización de sus estructuras urbanas, económicas y sociales, aunque, en el ámbito social, se vivió una época de gran conflictividad provocada por la lucha de clases entre el proletariado y la burguesía. Se experimentó también un renacimiento cultural y, a finales de siglo, surgió el modernismo como la expresión artística por excelencia de la nueva sociedad barcelonesa.
El siglo XX comenzó con las mismas agitaciones políticas con que acabó el siglo anterior, que cristalizarían en la Guerra Civil. La dictadura franquista significó un período de cierta decadencia, aunque la posterior llegada de la democracia revitalizó de nuevo la ciudad. El continuo progreso tanto económico como social llevó a que Barcelona sea una urbe de gran relevancia tanto en el contexto español como europeo, mientras que diversos acontecimientos sociales, como los Juegos Olímpicos de 1992 y el Fórum Universal de las Culturas de 2004, situaron a la Ciudad Condal como una metrópoli de reconocido prestigio internacional, importante foco turístico y cultural, así como un pujante centro financiero y congresístico.

## Geografía y localización

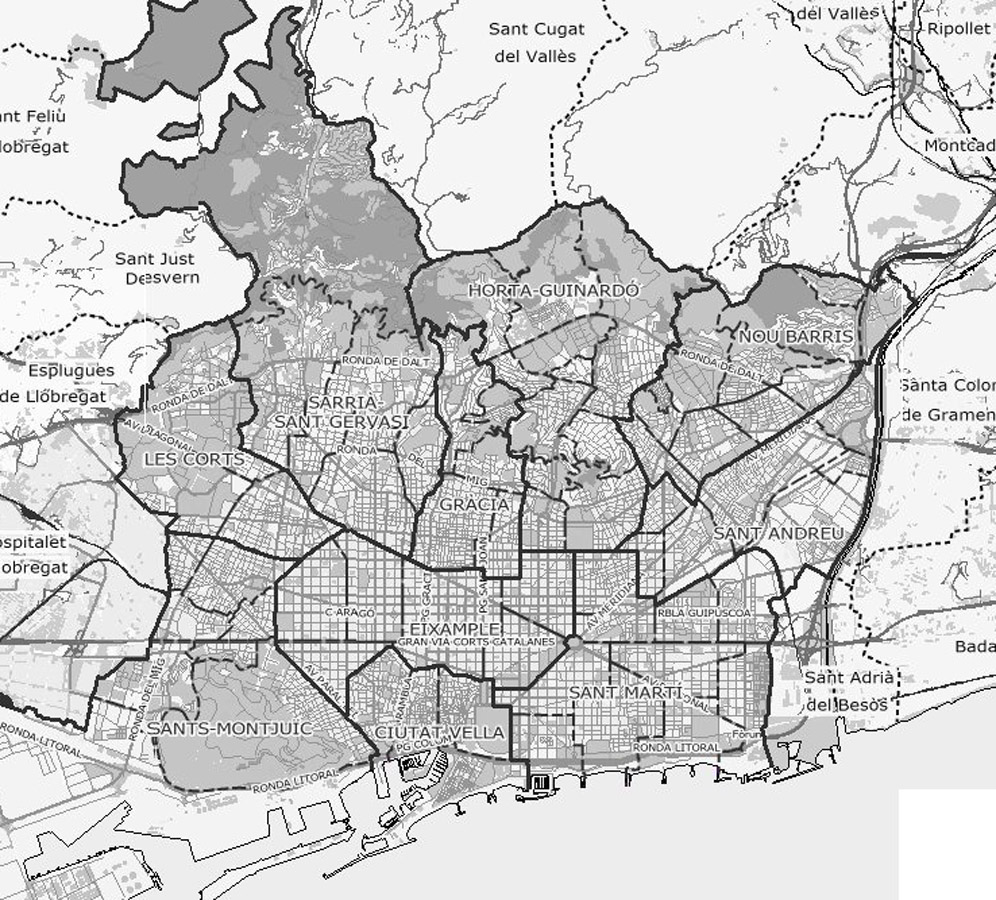
Plano de Barcelona.

Barcelona, capital de la comunidad autónoma de Cataluña, se encuentra en el Levante español, en la costa mediterránea. Su situación geográfica se ubica entre los 41°16′ y 41°30′ de latitud norte y entre los 1°54′ y 2°18′ de longitud este. Con una superficie de 102,16 km², está situada en una llanura de unos 11 km de largo y 6 de ancho, limitada en sus costados por el mar y por la sierra de Collserola —con la cima del Tibidabo (516,2 m) como punto más alto—, así como por los deltas de los ríos Besós y Llobregat. Por encima de la línea de la costa y separando la ciudad del delta del Llobregat se encuentra la montaña de Montjuic (184,8 m).
El llano de Barcelona no es uniforme, sino que presenta diversas ondulaciones originadas por los múltiples torrentes que antaño surcaban el terreno, y tiene asimismo una inclinación uniforme desde el mar hasta la sierra de Collserola, con una ascensión de unos 260 m. El terreno está formado por un sustrato de pizarras y formaciones graníticas, así como arcillas y rocas calcáreas. La costa estaba ocupada antiguamente por marismas y albuferas, que desaparecieron al ir avanzando la línea de costa gracias a los sedimentos aportados por los ríos y torrentes que desembocaban en la playa; se calcula que desde el siglo VI a. C. la línea de costa ha podido avanzar unos 5 km.
El clima es mediterráneo, de inviernos suaves gracias a la protección que la orografía del terreno ofrece al llano, que queda resguardado de los vientos del norte. La temperatura suele oscilar entre los 9,5 °C y los 24,3 °C, como media. Presenta poca pluviosidad, unos 600 mm anuales, y la mayoría de precipitaciones se produce en primavera y otoño. La vegetación propia de la zona está compuesta principalmente por pinos y encinas, con un sotobosque de brezo, durillo, madroño y plantas trepadoras.
Barcelona es también capital de la comarca del Barcelonés y de la provincia de Barcelona, y es el núcleo urbano más importante de Cataluña a nivel demográfico, político, económico y cultural. Es la sede del gobierno autonómico y del Parlamento de Cataluña, así como de la diputación provincial, del arzobispado y de la IV Región Militar, y cuenta con un puerto, un aeropuerto y una importante red de ferrocarriles y carreteras. Con una población de 1 604 555 habitantes en 2015, es la segunda ciudad más poblada de España después de Madrid, y la undécima de la Unión Europea.
| Gráfica de evolución demográfica de Historia de Barcelona entre 1842 y 2017                              |
| |
| Población de derecho según los censos de población del INE. Población según el padrón municipal de 2017. |

## Toponimia

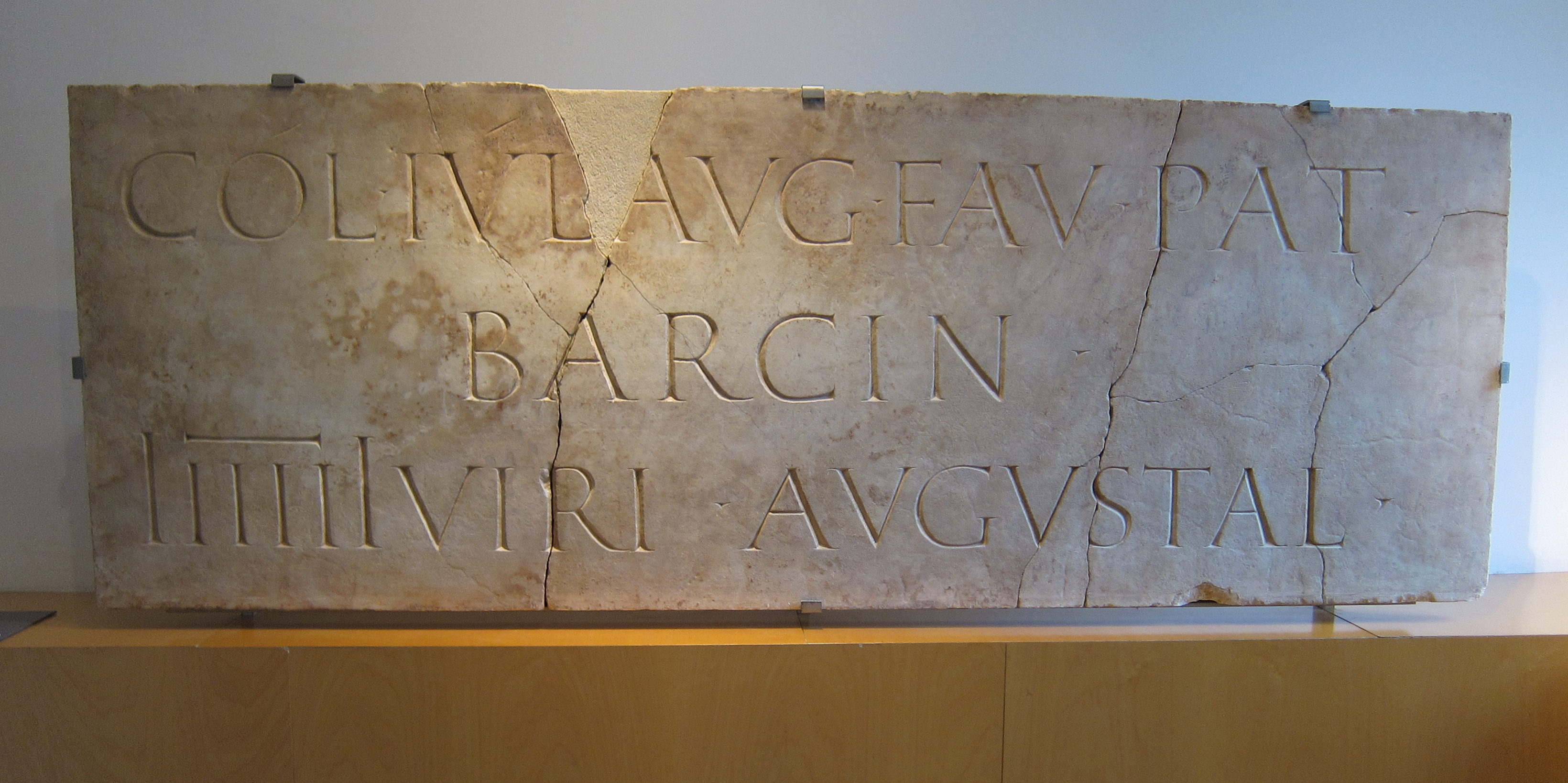
Estela romana de mármol con el nombre de Barcino (110-130 d. C.), Museo de Historia de Barcelona.

El origen y significado del topónimo Barcelona es incierto. Parece provenir de un poblado ibérico denominado Barkeno (), que se menciona en unos dracmas ibéricos del siglo II a. C. Esta forma se adaptó en latín como BARCĬNŌ cuando la ciudad fue fundada como colonia romana en el siglo I a. C. Algunas leyendas apuntan a un posible origen cartaginés, derivado de Amílcar Barca, pero parece poco probable, como la leyenda que atribuye la fundación de la ciudad a Hércules, que habría recalado en ella en el noveno de una flota de barcos, por lo que la habría llamado Barca-nona.
La primera mención escrita sobre Barcino procede del siglo I d. C., efectuada por Pomponio Mela, mientras que en el siglo II d. C. el astrónomo Claudio Ptolomeo la menciona en griego como Βαϱϰινών (Barkinṓn) en su Geografía. El topónimo evolucionó entre los siglos IV y VII: en el siglo IV Avieno la llama en su Ora Maritima como Barcilō, aunque aparecen entonces numerosas variantes, como Barcilona, Barcinona, Barcinonem, Barchinon o Barchinonam. Por otro lado, ya en el año 402 el poeta Persio la denomina Barcellōne, un genitivo que hace suponer la existencia del nominativo Barcellōna. Isidoro de Sevilla la nombra en el siglo VII como Barcinona, mientras que ya en ese siglo aparece por primera vez la forma actual Barcelona.
El topónimo Barcelona se halla presente en otros países del mundo, con unas 50 entidades de población que llevan ese nombre, la mayoría en Latinoamérica —la más relevante la Barcelona venezolana—, pero también en Francia, Italia, Estados Unidos, Filipinas, Australia y Camerún.

## Símbolos

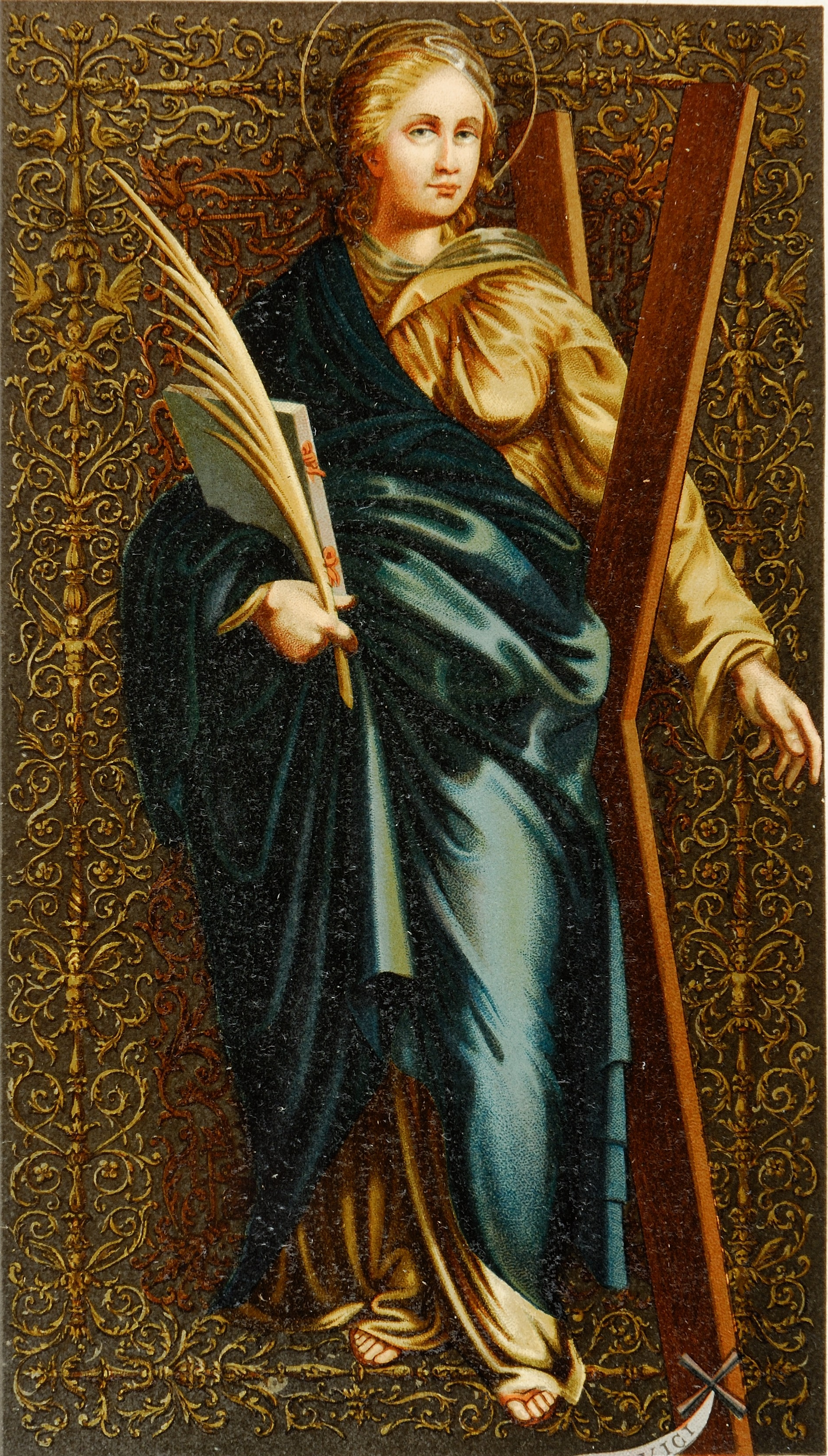
Bandera de Santa Eulalia.

El escudo de Barcelona se divide en cuatro cuarteles: el primero y el cuarto presentan la cruz de San Jorge llena de gules sobre plata, y el segundo y tercero el señal real de la Corona de Aragón, de cuatro palos de gules en campo de oro; lleva por timbre una corona real. El escudo está documentado por vez primera en 1329, mientras que, en 1345, el rey Pedro III concedió a la ciudad el privilegio de llevar signo nostro et signo dicte civitatis, es decir, el señal real y el municipal juntos. Cabe señalar que, entre los siglos xiv y xviii, no había un número fijo de palos, que podían variar de dos a cinco. También el timbre ha tenido varias versiones a lo largo del tiempo, pudiendo ser una corona condal o real, o bien una cimera real en forma de dragón alado o de murciélago, a veces con lambrequines.
Por su parte, la bandera de Barcelona es heráldica, ya que proviene de la conversión del escudo en bandera. Su representación más antigua es en una carta náutica de 1339, obra del cartógrafo mallorquín Angelino Dulcert. Como el escudo, ha tenido varias versiones en el tiempo, con dos o cuatro palos, siendo estos verticales u horizontales. Otra bandera usada históricamente fue la de Santa Eulalia, patrona de la ciudad, con una imagen de la santa con los símbolos de su martirio (palma y cruz en aspa), sobre fondo carmesí. Como pendón o estandarte militar, fue usada en numerosos conflictos bélicos en los que la ciudad se vio inmersa, especialmente por la Coronela. Su primera mención proviene de 1588.

## Antigüedad

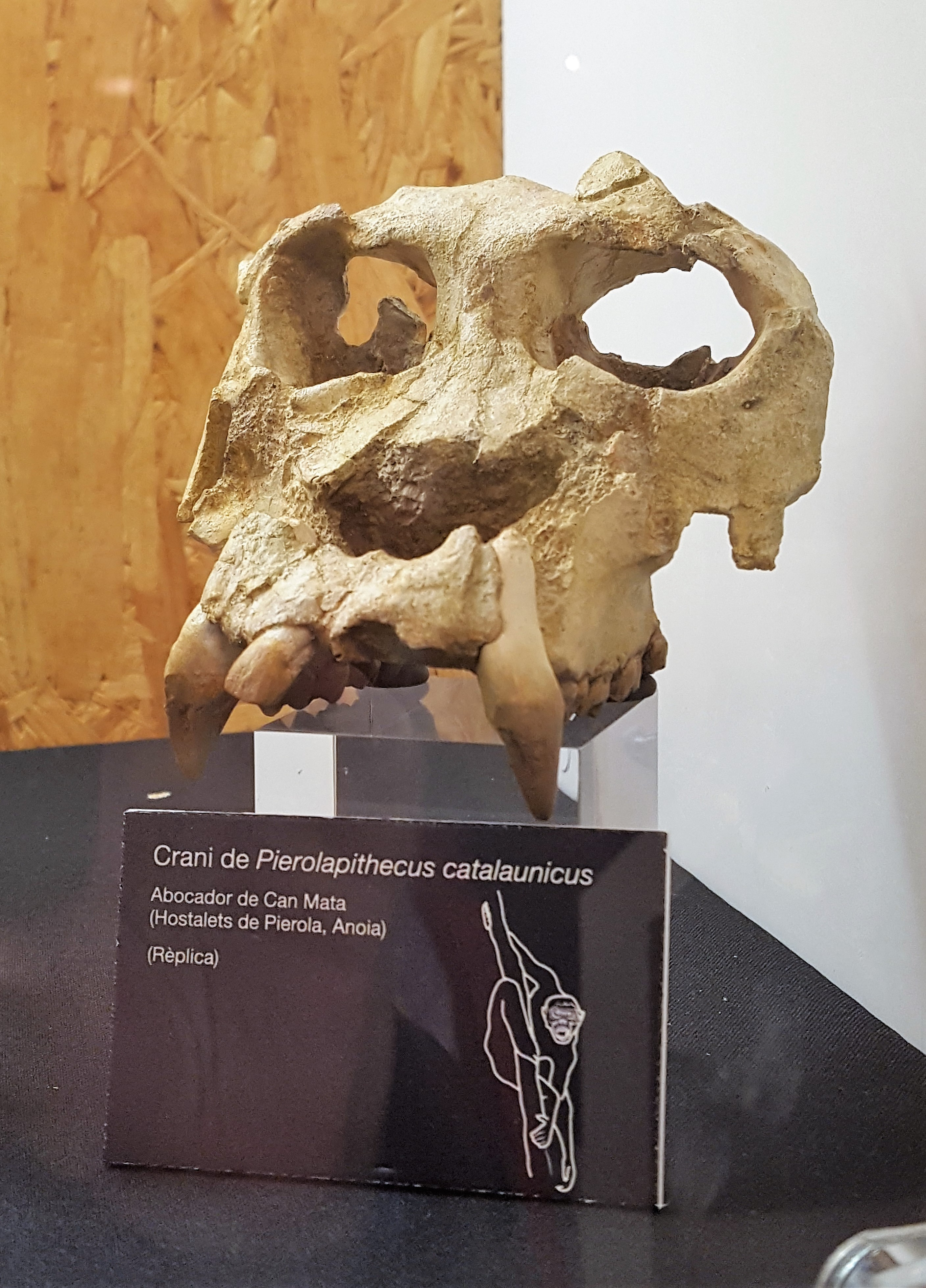
Cráneo de Pierolapithecus catalaunicus.

### Prehistoria
Existen escasos vestigios de época prehistórica en la ciudad. Durante el Mioceno (hace unos 13 millones de años) probablemente habitó la zona el Pierolapithecus catalaunicus, una especie extinta de primate hominoideo cuyos primeros fósiles fueron descubiertos en diciembre de 2002 en Els Hostalets de Pierola (Noya). Los primeros restos vinculados a una especie homínida son del Homo neanderthalensis, que vivió durante el Pleistoceno medio y superior: así lo atestiguan unos restos de árboles fosilizados hallados cerca de Barcelona, que demuestran la capacidad para utilizar el medio natural por parte de esta especie. Sin embargo, por causas no del todo conocidas —se apunta a una glaciación, pero no está del todo comprobado—, el neandertal se extinguió en un momento impreciso entre hace unos 35 000 y 21 000 años. También en un tiempo indeterminado el territorio fue habitado por el Homo sapiens, que convivió por un tiempo con el neandertal. Durante el Paleolítico superior el hombre de Cromañón se dispersó por la región, llevando una vida nómada dedicada a la caza y la recolección. En este período se desarrollaron el arte y el lenguaje, fabricaban herramientas y confeccionaban tejidos y pieles. Los primeros restos arqueológicos del Paleolítico son unos primitivos instrumentos de piedra hallados en las terrazas del río Llobregat y algunas localidades del entorno.
En el Neolítico el ser humano se volvió sedentario. En este período, probablemente, se comenzó a poblar el llano de Barcelona con cabañas construidas con madera de árbol. Se empezó a cultivar la tierra, se consiguió la domesticación de animales (ganadería), y se desarrolló la cerámica. Del Neolítico inicial (5000 a. C.-3500 a. C.) se han hallado algunos restos de cerámica epicardial y de tallas de sílex y jaspe en la ladera sudoriental de la montaña de Montjuic.

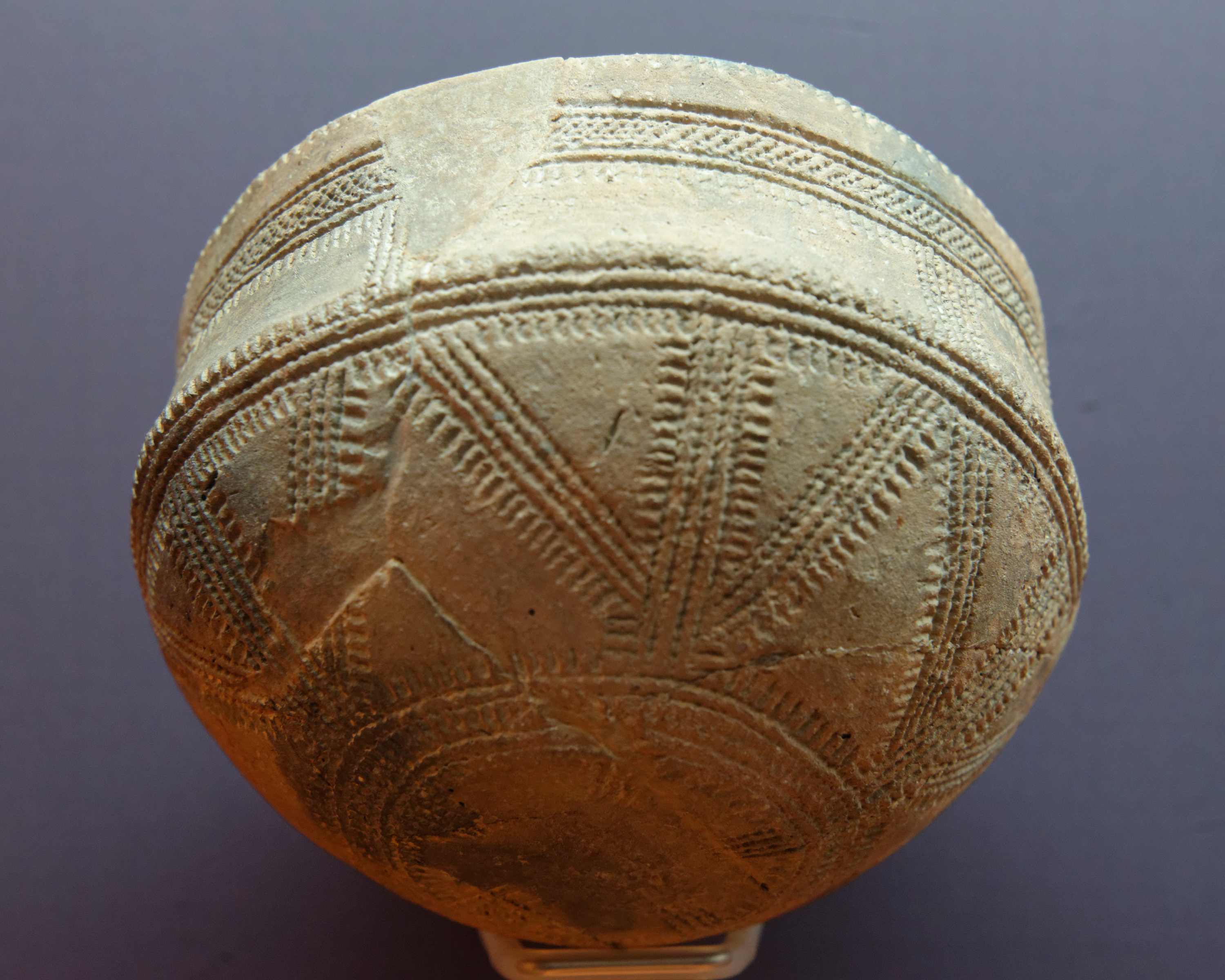
Recipiente carenado con decoración epicampaniforme (Edad del Bronce), asentamiento de La Riba, San Justo Desvern.

En el Neolítico medio (3500 a. C.-1800 a. C.) se encuentran los primeros restos arquitectónicos, que se manifiestan principalmente por las prácticas funerarias con sepulcros de fosa, que solían ser de bastante profundidad y revestidos de losas. Un exponente de ello es la tumba descubierta en 1917 en la vertiente sudoeste de la colina de Monterols, entre las calles de Muntaner y Copérnico; de datación imprecisa, tiene 60 cm de alto y 80 de ancho, y estaba formada por losas planas de forma irregular. También se encontraron allí un cuchillo de sílex de 10 cm y otro fragmento de sílex, probablemente de otro cuchillo. Por lo que respecta a habitáculos, de esta época solo se ha encontrado un fondo de cabaña en lo que es la actual estación de San Andrés Condal. También se han encontrado restos de piedra pulida en el parque Güell, la colina de la Rovira y la travesera de Gracia, así como unos pedazos de jaspe y fragmentos de cerámica en el monte Táber, y una punta de sílex y un hacha de piedra pulida en el subsuelo de la catedral.
De la Edad del Bronce (1800 a. C.-800 a. C.) se conservan igualmente pocos restos por lo que respecta al llano de Barcelona. Los principales proceden de un yacimiento descubierto en 1990 en la calle de San Pablo, donde se hallaron restos de hogares de fuego y sepulturas de inhumación individuales. También son seguramente de este período los restos hallados en 1931 en Can Casanoves, detrás del Hospital de San Pablo, donde se encontraron restos de murallas de piedra y los fondos de tres cabañas circulares de unos 180 cm de diámetro, así como diversos vasos de cerámica. Existen por otro lado testimonios escritos de dos monumentos megalíticos, situados en Montjuic y Campo del Arpa, de los que, sin embargo, no ha quedado ningún rastro material. Por último, del Calcolítico final existen unos escasos restos de la denominada cultura de los campos de urnas, hallados en la masía de Can Don Joan, en Horta, donde se encontraron unos pedazos de cerámica con decoración de acanalados; y, en la vertiente sudoriental de la montaña de Montjuic, entre los caminos del Molí Antic y la Font de la Mamella, donde se hallaron restos de cerámica, incluidos dos pedazos de cerámica a torno de producción fenicia.

### Período ibérico

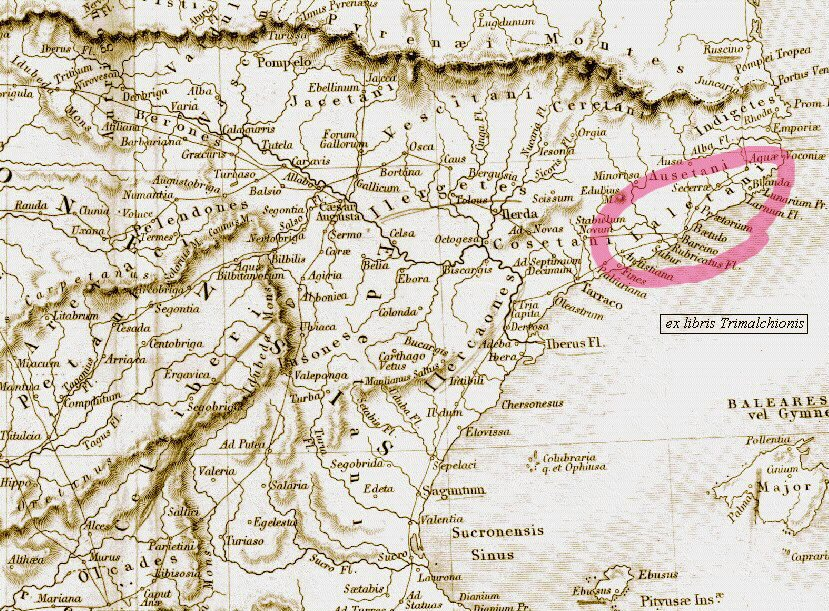
Territorio de los layetanos.

Entre el siglo VI a. C. y el siglo I a. C. el llano de Barcelona estaba ocupado por los layetanos, un pueblo íbero que ocupaba las actuales comarcas del Barcelonés, el Vallés, el Maresme y el Bajo Llobregat. Los layetanos vivían de la agricultura, la ganadería y la minería —principalmente hierro, plata, cobre y oro—, y tenían contactos comerciales con la colonia griega de Emporion (Ampurias). Utilizaban un alfabeto de 28 signos, aunque su lenguaje no ha sido aún descifrado.
En Barcelona no quedan apenas restos arqueológicos ibéricos: los principales vestigios de esta cultura se encontraron en las colinas de la Rovira, de la Peira y del Putget, así como en Santa Cruz de Olorde —en el Tibidabo—, pero no han permitido establecer unas especiales características por lo que respecta a habitáculos o sepulcros funerarios. Los principales restos proceden de la Rovira, donde en 1931 se encontraron vestigios de un poblado ibérico que, desgraciadamente, fueron destruidos al instalarse unas baterías antiaéreas durante la Guerra Civil. Al parecer, tenía una muralla con dos accesos, mientras que, situado extramuros, se halló un conjunto de silos con 44 depósitos excavados en la roca. También se encontraron varios vasos de cerámica.
Según parece, el principal asentamiento ibérico de la zona estuvo en Montjuic —posiblemente el Barkeno que nombran dos monedas acuñadas a finales del siglo III a. C.—, aunque la urbanización de la montaña en fechas recientes y su uso intensivo como cantera de piedra durante toda la historia de la ciudad ha provocado la pérdida de la mayoría de restos. En 1928 se descubrieron en la zona de Magòria nueve silos de gran capacidad, que probablemente formarían parte de un almacén de excedentes agrícolas, además de restos de cerámica y dos llantas de rueda de carro elaboradas en hierro. Por otro lado, en 1984 se hallaron restos de un asentamiento en la vertiente sudoeste de la montaña, en un terreno de unas 2 o 3 hectáreas.
Posiblemente hubo otro asentamiento en el monte Táber, pero el único indicio es una estela de piedra con una inscripción ibérica hallada en una casa de la calle Arc de Sant Ramon del Call, encontrada en el siglo XIX y hoy ya perdida. Algunas referencias a un asentamiento ibérico llamado Laie o Laiesken parecen legendarias; la inscripción Laiesken encontrada en algunas monedas probablemente haría referencia al nombre de todo el territorio layetano, no de un poblado.

### Barcelona romana

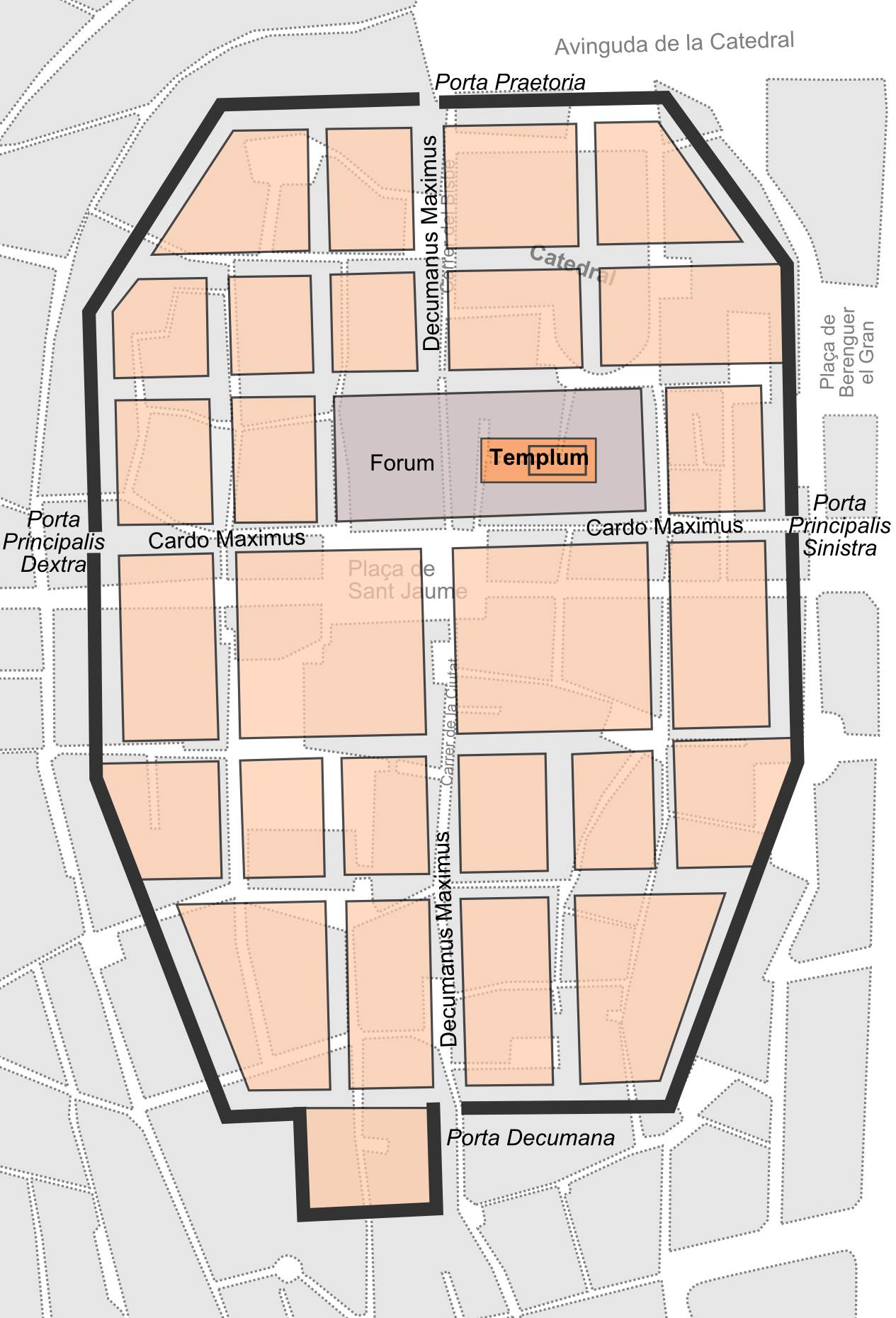
Plano de Barcino superpuesto al plano actual del Barrio Gótico.

La República romana entró por primera vez en la península ibérica en el transcurso de la segunda guerra púnica (218 a. C.), para contrarrestar el poder de los cartagineses en la zona, lo que acabó por devenir en el inicio de la conquista del territorio, un lento proceso que duraría casi dos siglos, hasta que el año 19 a. C. el emperador Augusto daría por concluido el control de la península. Las bases de actuación romana en la zona fueron inicialmente Emporion y Rhodae (actuales Ampurias y Rosas), así como la principal fundación romana en el territorio, Tarraco (Tarragona). Durante este período, los romanos seguramente ocuparían el enclave íbero situado en Montjuic, para controlar la desembocadura del Llobregat, un centro estratégico. Cabe suponer igualmente que durante este período se produciría una aculturación entre la población autóctona y los recién llegados.

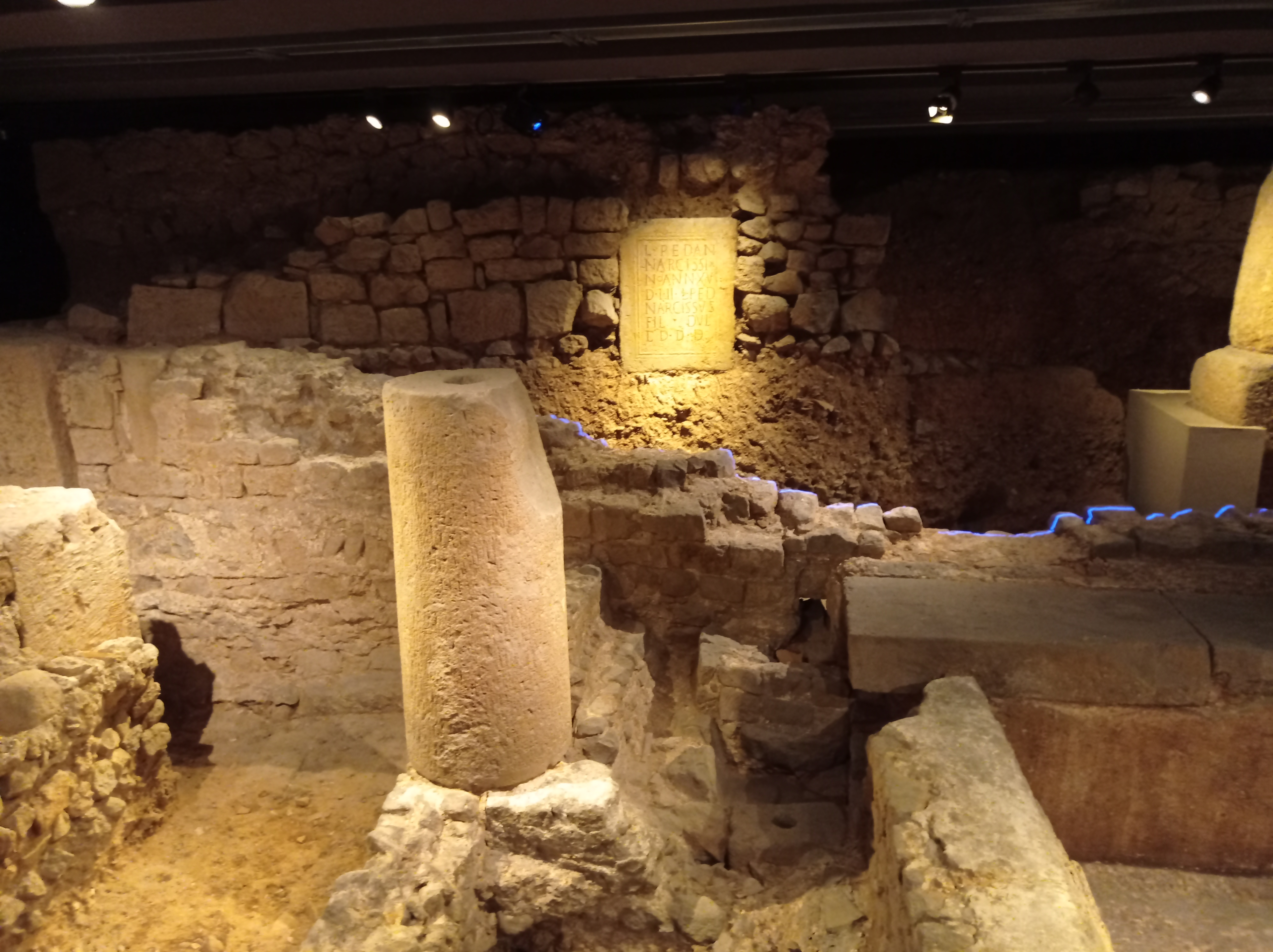
Restos arqueológicos romanos, Museo de Historia de Barcelona.

Según parece, fue durante el reinado de Augusto (27 a. C.-14 a. C.) —el cual supuso la conversión de la República romana en imperio— cuando se fundó la colonia que daría origen a la ciudad, bautizada como Barcino, seguramente como latinización del nombre íbero Barkeno. Fundada entre el 15 a. C. y el 10 a. C., el asentamiento se ubicó en un pequeño promontorio del llano de Barcelona cercano a la costa, el monte Táber (25 m s. n. m.). El principal motivo de la elección de este lugar debió ser seguramente su puerto natural, si bien los aluviones de las torrenteras y la sedimentación de arena de las corrientes litorales irían dificultando el calado del puerto. El nuevo poblado recibió el nombre completo de Colonia Iulia Augusta Faventia Paterna Barcino. Los primeros pobladores parecen haber sido legionarios licenciados de las guerras cántabras, libertos de la Narbonense y colonos itálicos.

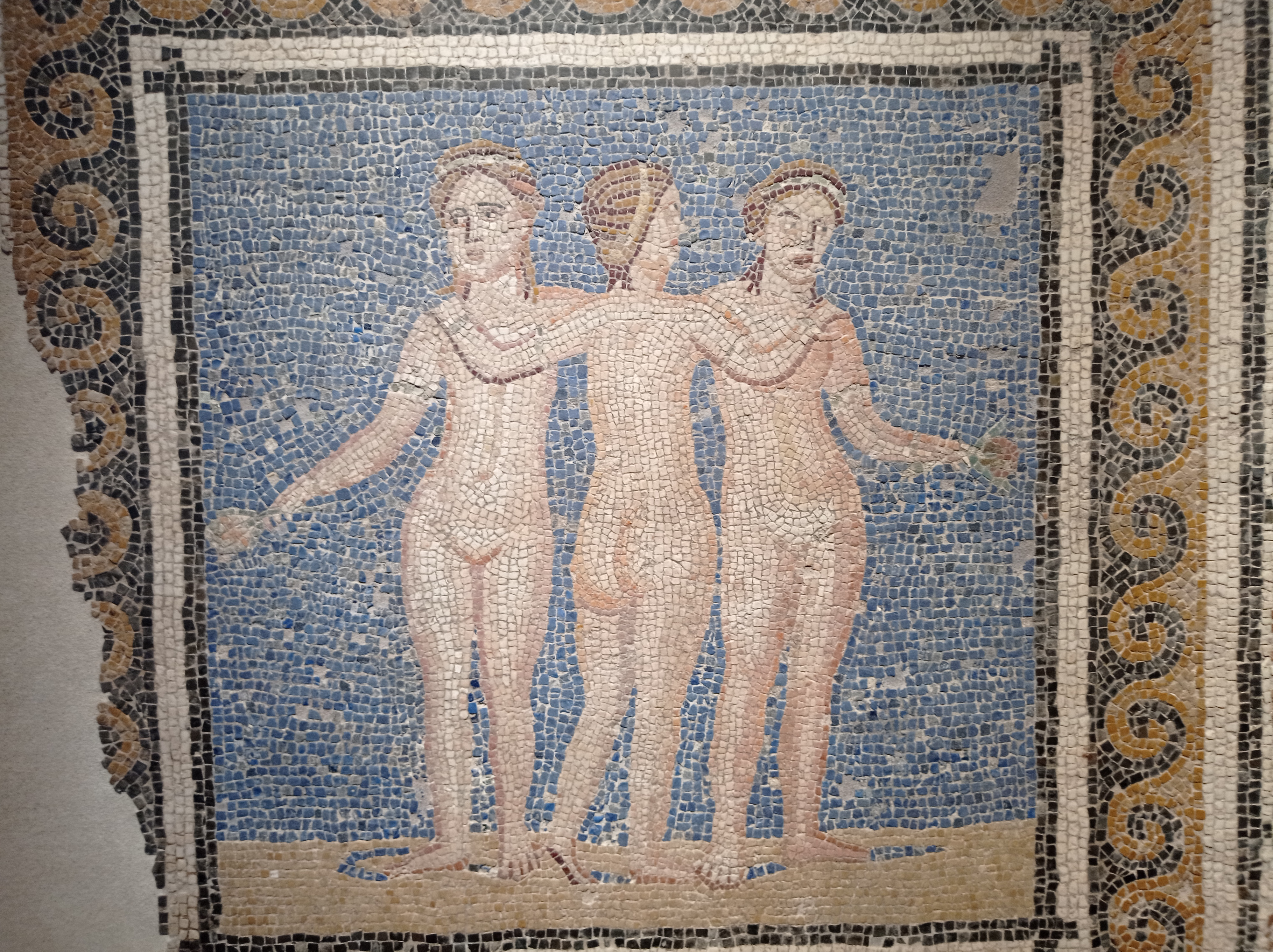
Mosaico de las Tres Gracias (c. finales siglo iii-inicios siglo iv), hallado en el convento de la Enseñanza de Barcelona, Museo de Arqueología de Cataluña

Barcino tomó la forma urbana de castrum inicialmente, y oppidum después, con los habituales ejes organizadores cardo maximus (actuales calles Llibreteria y Call) y decumanus maximus (calles Obispo, Ciudad y Regomir); en la confluencia de ambos se hallaba el forum (plaza de San Jaime), la plaza central dedicada a la vida pública y a los negocios. Desde este centro, la ciudad seguía un trazado ortogonal, con manzanas cuadradas o rectangulares, siguiendo una disposición de mallas que partía de dos ejes principales: un orden axial horizontal (noroeste-sudeste) y otro vertical (nordeste-suroeste), los cuales marcarían el futuro trazado de la ciudad, y sería recogido por Ildefonso Cerdá en su Plan de Ensanche de 1859. El papel estratégico de Barcino, punto de llegada de los grandes ejes norteño —Vía Augusta— y mediterráneo, otorgó a la ciudad desde muy pronto un activo desarrollo comercial y económico; desde muy pronto también disfrutó de exención de impuestos. El máximo esplendor de la época romana se dio durante los siglos II y III, con una población que debía oscilar entre los 3500 y 5000 habitantes. Por otro lado, hacia el siglo IV Barcino había ya desplazado a Tarraco como referente de la región.

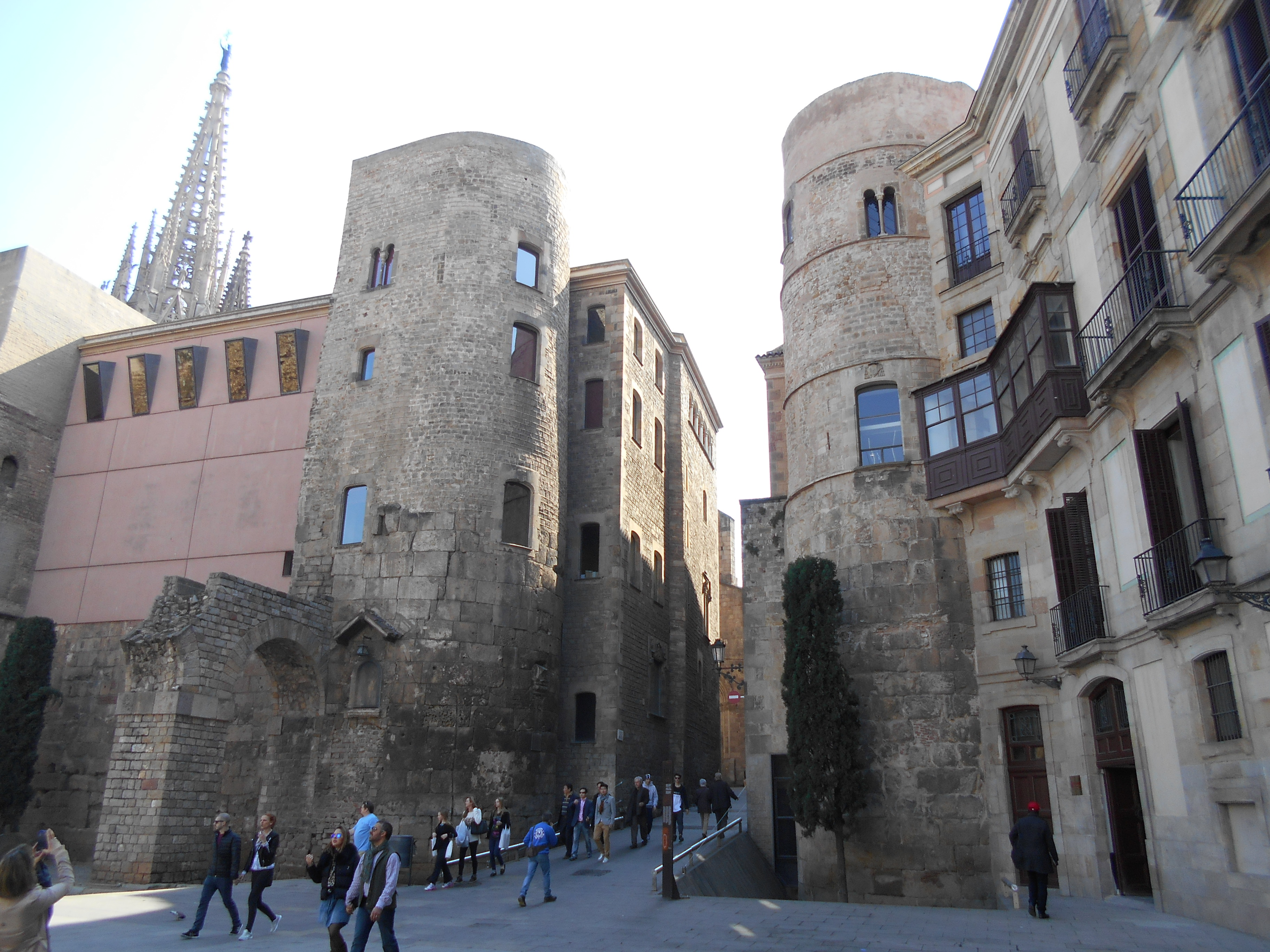
Portal del Bisbe, antigua puerta Praetoria de la Barcino romana, con las dos torres de defensa y restos de la muralla y del acueducto.

La principal actividad económica era el cultivo de tierras circundantes, especialmente la vid, que tenía buena fama y se exportaba a otras áreas del imperio como la Galia, Italia, el norte de África e incluso en la frontera germánica. Además del vino, se exportaba cerámica, sal de las minas de Cardona y salazón de pescado (garum). Por el valor de los restos arqueológicos (tamaño del templo, abundancia de esculturas, mosaicos, ánforas) se ha determinado que los habitantes gozaron de un buen nivel de vida; sin embargo, no hay evidencias de que la ciudad tuviese teatro, anfiteatro ni circo.
El gobierno de la ciudad seguía el modelo que el imperio otorgaba a las colonias, que era relativamente autónomo. El municipio tenía jurisdicción sobre la ciudad (urbs) y el área rural que la rodeaba (territorium). La curia municipal (ordo decurionum), formada por un centenar de miembros (curiales), administraba todos los aspectos de la ciudad, tanto políticos como administrativos y judiciales. Las clases sociales se dividían entre ciudadanos (cives), domiciliados sin ciudadanía (incolae), residentes transitorios (hospites) y esclavos. Entre los pocos barcinoneses con nombre propio conocido destaca Lucio Minicio Natal (siglo II), tribuno militar, cuestor, pretor, senador, cónsul y augur, y ganador además de una prueba de carreras de cuadrigas en los antiguos Juegos Olímpicos (año 129).

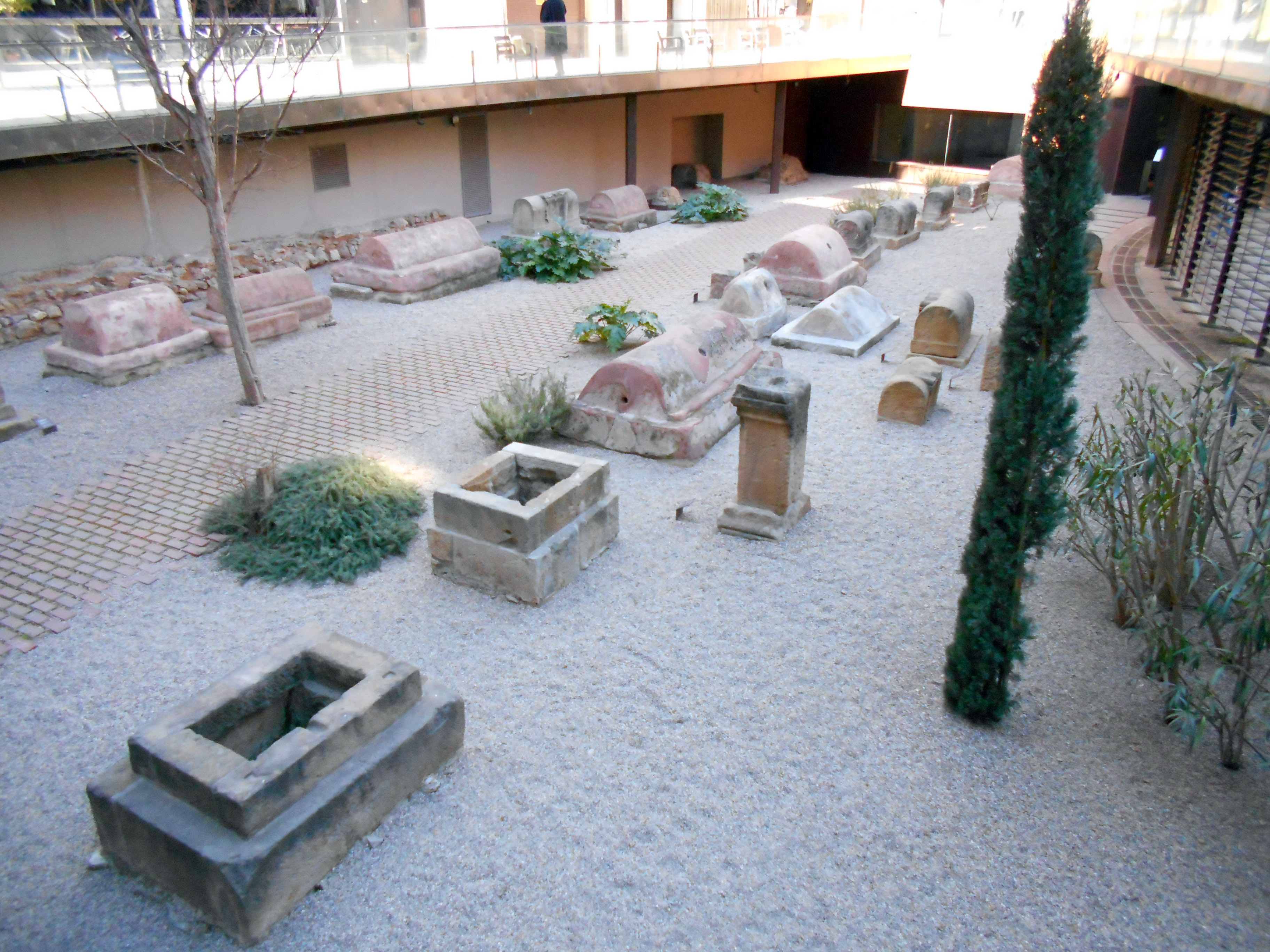
Necrópolis romana, plaza de la Villa de Madrid.

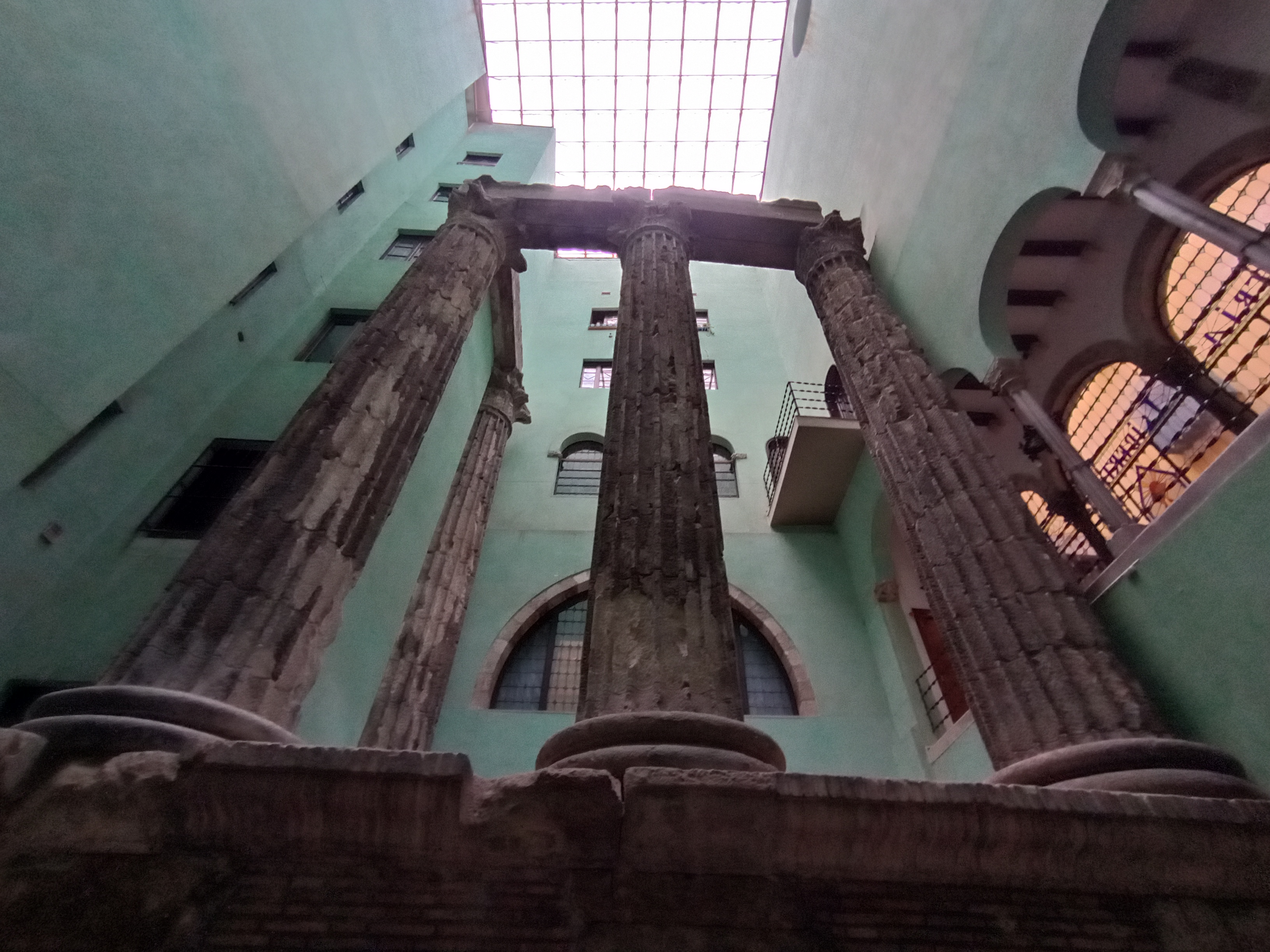
Restos de las columnas del templo de Augusto.

El recinto de Barcino estaba amurallado, con un perímetro de 1,5 km, que protegía un espacio de 10,4 ha. La primera muralla de la ciudad, de fábrica sencilla, se comenzó a construir en el siglo I a. C. Tenía pocas torres, solo en los ángulos y en las puertas del perímetro amurallado, de las que había cuatro: la Praetoria (plaza Nueva), la Decumana (calle Regomir), la Principalis Sinistra (plaza del Ángel) y la Principalis Dextra (calle del Call). Sin embargo, las primeras incursiones de francos y alamanes a partir de los años 250 suscitaron la necesidad de reforzar las murallas, que fueron ampliadas en el siglo IV. La nueva muralla se construyó sobre las bases de la primera, y estaba formada por un muro doble de 2 metros, con espacio en medio relleno de piedra y mortero. El muro constaba de 81 torres de unos 18 m de altura, la mayoría de base rectangular (diez con base semicircular, situadas en las portaladas).
En el foro de la ciudad se concentraban las construcciones dedicadas a los negocios, la justicia, las termas o baños públicos, y era el lugar donde las autoridades se reunían en la Curia y la Basilica. Aquí se hallaba el templo de Augusto, construido pocos años después de la fundación de la ciudad, probablemente a finales del siglo I a. C. Era un edificio de planta rectangular, sobre podio, hexástilo y períptero, con una columnata de orden corintio, de unos 35 m de largo por 17,5 de ancho, unas dimensiones considerables para la ciudad. Actualmente solo se conservan cuatro columnas y partes del podio y del arquitrabe, conservadas en el interior de la sede del Centro Excursionista de Cataluña.
Del resto de elementos urbanos conservados de época romana conviene resaltar la necrópolis, un conjunto de tumbas situado en el exterior del área amurallada, en la actual plaza de la Villa de Madrid: cuenta con más de 70 tumbas de los siglos II y III, descubiertas casualmente en 1954. También hay restos de dos acueductos que conducían las aguas hacia la ciudad, uno de ellos desde la sierra de Collserola, al noroeste, y otro desde el norte, tomando agua del río Besós; ambos se unían enfrente de la puerta Praetoria de la ciudad (actual plaza Nueva). Otros restos son los de una domus (casa familiar) situada en la calle San Honorato, en el subsuelo del edificio del Departamento de Presidencia de la Generalidad de Cataluña, originarios del siglo IV y excavados en 2003. Una parte significativa de la antigua Barcino es visible en el subsuelo arqueológico del Museo de Historia de Barcelona, donde también se encuentran testimonios de sus monumentos y de la vida cotidiana de sus habitantes.

### Barcelona paleocristiana

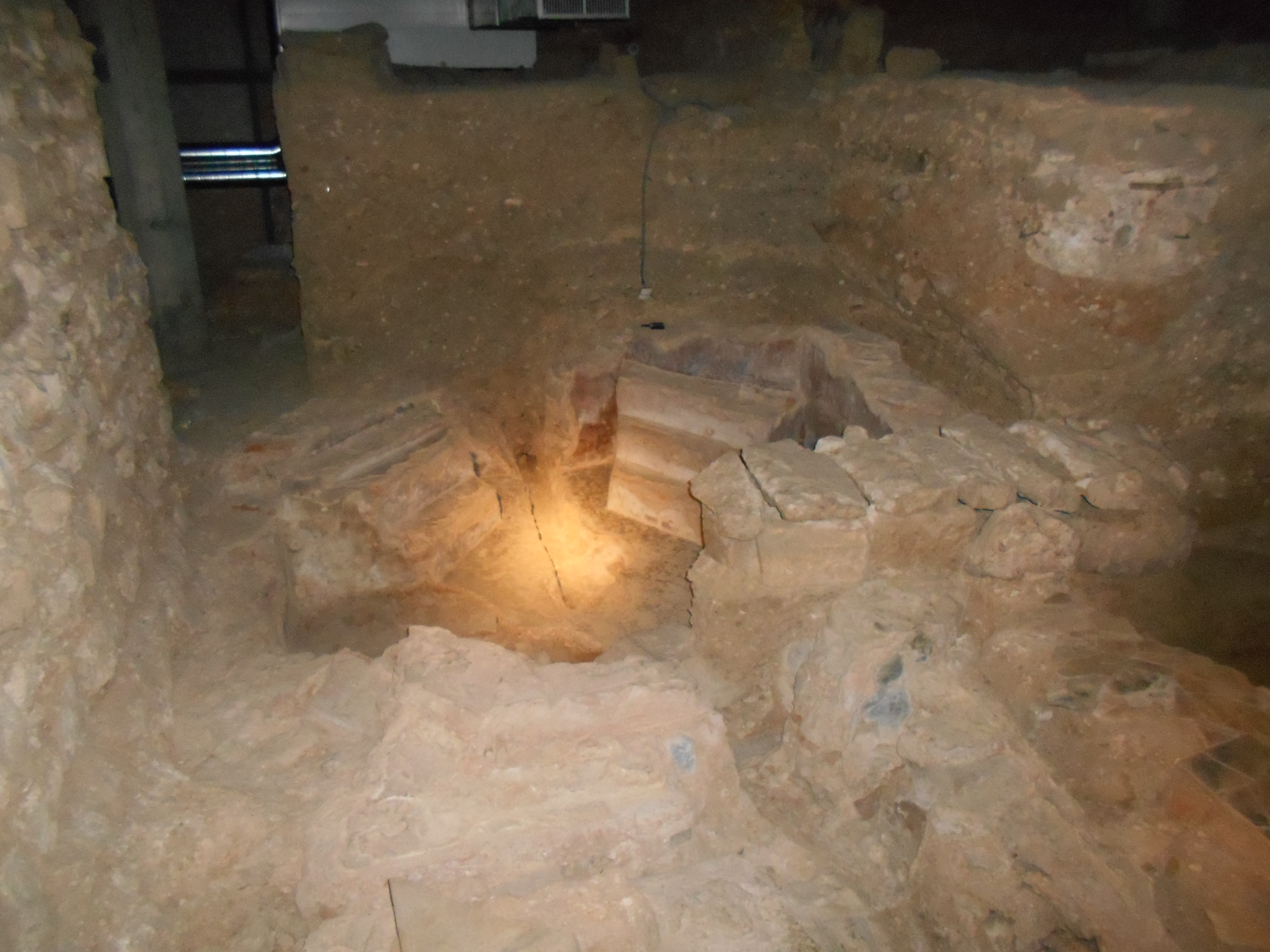
Piscina bautismal de la basílica paleocristiana de la Santa Cruz, Museo de Historia de Barcelona.

Las primeras comunidades cristianas comenzaron a establecerse pronto en la región: en 259 se creó la diócesis de Tarraco. En Barcino, hay constancia de una primitiva comunidad y obispo propio entre 260 y principios del siglo IV, período en el que surgieron las primeras veneraciones a cristianos martirizados durante la persecución de Diocleciano. Es el caso de san Cucufate, que fue martirizado en Castrum Octavium (actual San Cugat del Vallés); o de santa Eulalia, martirizada en Barcelona el año 303, a los 13 años. Fue canonizada en 633 y, más o menos en esa fecha, fue declarada patrona de Barcelona; la catedral de la ciudad está consagrada a ella, además de a la Santa Cruz, su primera advocación como basílica paleocristiana.
El cristianismo fue legalizado el año 313 por el emperador Constantino, a través del edicto de Milán. Por estas fechas aparece como obispo legendario de la ciudad san Severo, el cual sin embargo no está documentado; el primer obispo conocido de Barcino fue Pretextato, quien en el año 347 asistió al sínodo antiarriano de Sárdica (Bulgaria), con Osio de Córdoba. Le sucedió san Paciano (c. 360-390), considerado Padre de la Iglesia.
A finales del siglo IV, los municipios bajo el poder de Roma comenzaron a perder poder, ante la demanda por parte del Imperio de más recursos económicos, lo que finalmente derivó en la ruralización de parte de la población y un moderado autogobierno de la ciudad. Finalmente, tras la muerte de Teodosio I (395), se produjo la separación definitiva del Imperio romano en dos: el Imperio romano de Oriente y el Imperio romano de Occidente. Durante este período Barcelona fue la capital de dos usurpadores del trono imperial: Máximo (409-411), un noble hispano que tomó el control de la Tarraconense, hasta ser capturado y ejecutado por el emperador Honorio; y Sebastián (444). Máximo llegó a acuñar unas monedas con la marca SMBA (Sacra Moneta Barcinonensis).

## Alta Edad Media

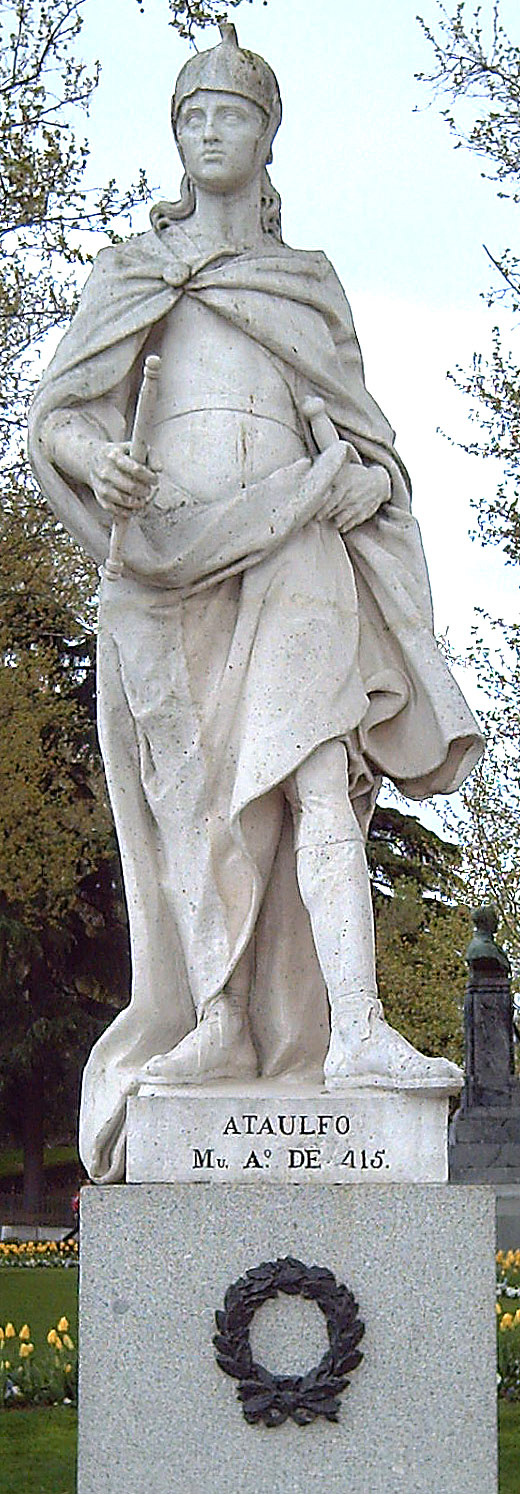
Ataúlfo, rey visigodo que situó la capital de su reino en Barcelona.

### Barcelona visigoda
El inicio del siglo V supuso el principio del fin del Imperio romano de Occidente. Los visigodos, una rama de los pueblos godos, irrumpieron en el imperio por los Balcanes y se afincaron hacia el oeste. Otros pueblos bárbaros, como los vándalos, los suevos y los alanos, entraron en la península ibérica por el Pirineo oriental en 409, y tomaron varias provincias del oeste y sur de Hispania. Posteriormente, al mando de Alarico I, los visigodos saquearon Roma en agosto de 410.
El sucesor de Alarico, su hermanastro Ataúlfo (410-415), se casó en 414 con Gala Placidia, hija de Teodosio I, y estableció en Barcelona su corte. La capitalidad apenas duró unos meses, pues Ataúlfo murió asesinado en su palacio de la ciudad por un esclavo de Sigerico; a su vez, Sigerico fue asesinado al cabo de una semana también en Barcelona. Hacia 416 se permitió a los visigodos entrar en Hispania para controlar a los otros pueblos bárbaros establecidos, en calidad de fœderati de Roma. Walia reconquistó gran parte de Hispania, por lo que el emperador Honorio permitió a los visigodos acceder a Aquitania y Galia Narbonense para establecer su territorio, a partir de 417. Walia estableció su corte en Toulouse. Durante el reinado de Eurico (466-484), el reino de los visigodos se declaró independiente de Roma. Eurico tomó la Tarraconense (470-475), y forzó con el hérulo Odoacro la deposición del último emperador romano de Occidente, Rómulo Augústulo, en 476.

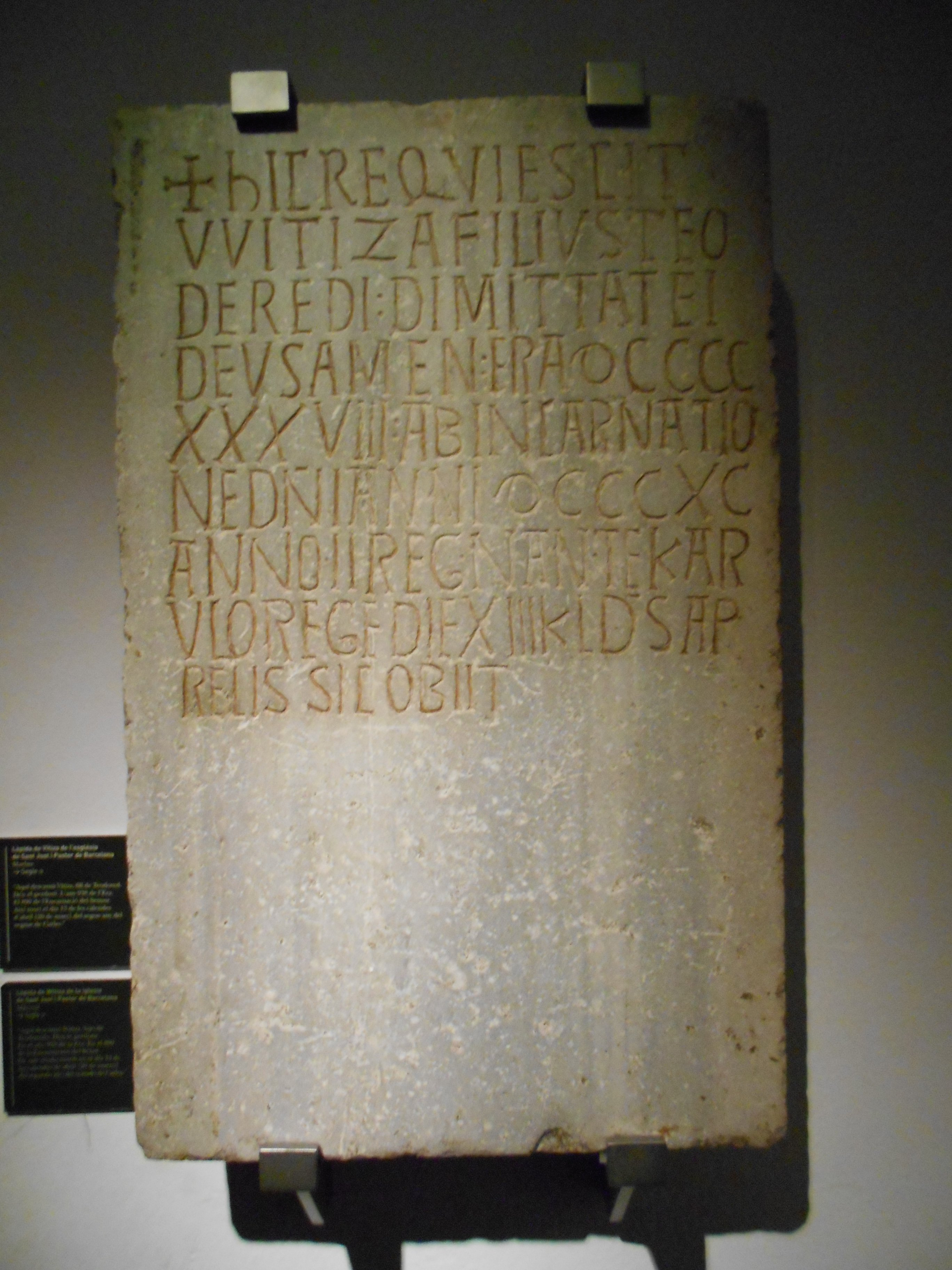
Lápida visigoda hallada en la iglesia de los Santos Justo y Pastor, Museo de Historia de Barcelona.

A la muerte de Alarico II en lucha contra los francos en 507, su hijo ilegítimo y sucesor, Gesaleico (507-511), replegó su reino y lo concentró en Hispania, con capital nuevamente en Barcelona. Una vez depuesto, la lucha entre sus partidarios y los del ostrogodo Teodorico el Grande dio lugar a la batalla de Barcelona (512), que dio el reino a Amalarico, hijo de Alarico II y nieto de Teodorico, el cual fue asesinado en Barcelona en 531. Su sucesor, Teudis, volvió a establecer la corte en Barcelona, hasta el año de su muerte en 548. Finalmente, tras sedes poco estables, Leovigildo fijó capital estable en Toledo en 573. Aun así, Barcelona continuó teniendo una gran relevancia económica, como demuestra el documento De fisco Barcinonensis (592), y el mantenimiento de una ceca hasta el final de este período.
En el año 673, una rebelión iniciada por el duque Paulo para hacerse con el poder a título de rey en Narbona incluyó aproximadamente los territorios de Septimania y Cataluña —y, por tanto, Barcelona—, aunque fue apaciguada por el rey visigodo Wamba. El reino visigodo se derrumbó con el desembarco musulmán de Gibraltar en 711, que dio origen a la formación de al-Ándalus.
Desde el final del Imperio romano la ciudad había destacado en la Tarraconense, y parece que tuvo bastante importancia entre los visigodos por establecer corte y capital en varios períodos (Ataúlfo, Gesaleico, Teudis). En general, el período visigodo es bastante desconocido. Parece que la ocupación del territorio fue pacífica, y que los ciudadanos no abandonaron la forma de vida romana y paleocristiana de forma agresiva, en parte porque los visigodos también estaban bastante romanizados. En la ciudad, los visigodos no constituyeron una población importante, y solo ocuparon puestos de poder, como la guarnición militar y las autoridades, formadas por el conde (comes civitatis) y su vicarius.
Los primeros visigodos que ocuparon la ciudad eran arrianos, mientras que la ciudad, por tradición hispanorromana, era católica. Según parece, hasta la conversión de Recaredo al catolicismo (589) la catedral de la Santa Cruz fue de credo arriano, mientras que el culto católico se practicaba en la iglesia de San Justo. Durante el obispado de Nebridio se celebró en Barcelona un concilio católico de la provincia eclesiástica de la Tarraconense (540); un segundo concilio católico se celebró en 599, en la catedral, bajo el obispado de Ugern.
Hay pocos restos del período visigodo, en que la ciudad se mantuvo intramuros. La mayor parte de lo conservado es visible en el subsuelo arqueológico del Museo de Historia de Barcelona. Se conocen restos de un palacio edificado en el siglo V sobre el antiguo foro romano, posteriormente Palacio Episcopal. Otro palacio, tal vez donde fuera asesinado Ataúlfo, se descubrió bajo el actual Salón del Tinell, en la plaza del Rey, donde también se descubrió una necrópolis de la época (siglos vi-vii). Además de la catedral, que evolucionó de la basílica paleocristiana, y de la mencionada iglesia de San Justo, hay constancia de que existían otras iglesias, como San Pablo del Campo y Santa María de las Arenas —posteriormente del Mar—.

### Barcelona musulmana

El califato de Córdoba hacia el año 1000.

Los musulmanes entraron en la península en 711. En ese año, la parte norte de la Tarraconense estaba en poder de Agila II, enemigo del también visigodo Rodrigo, por lo que se sirvió de los musulmanes para combatirle, hecho que evitó la conquista de la ciudad en el primer momento de la entrada musulmana a la península. Le siguió Ardón, que fijó su residencia en Narbona y opuso resistencia a los musulmanes, quienes, bajo el mando de Al-Hurr ibn Abd ar-Rahman al-Thaqafi, conquistaron definitivamente el territorio entre 717 y 718. La entrada en Barcelona fue pactada y sin resistencia.
El valí de Barcelona Sulayman ben al-Arabí, junto a otros valíes contrarios a Abderramán I, buscó la ayuda de Carlomagno para contrarrestar el poder del emirato de Córdoba en 777. El acuerdo no prosperó, y Sulayman fue capturado en Saraqusta (Zaragoza). Durante la batalla de Roncesvalles fue liberado y, de vuelta a Zaragoza, envió a su hijo Matruh ben Sulayman al-Arabí a controlar Barcelona y Gerona. A la muerte de su padre en 780, por el valí Husayn de Zaragoza, dispuso la ciudad a favor del emirato de Córdoba, al que ayudó sitiando Zaragoza en 781. En 789 se rebeló de nuevo y tomó el control de Zaragoza y Wasqa (Huesca).
A la muerte de Matruh en 792 tomó el poder en Barcelona Sadun al-Ruayni. En 797 viajó a Aquisgrán para solicitar ayuda contra el emirato de Córdoba —entonces bajo el control de Al-Hakam I— a Carlomagno, al que ofreció la ciudad. Este envió a su hijo Ludovico Pío, quien, junto a otros nobles, pretendía tomar la ciudad pacíficamente, en otoño de 801. Sadun no cumplió su palabra y se negó a entregar la ciudad, por lo que los francos atacaron Barcelona. El asedio fue largo, y Sadun escapó en busca de ayuda de Córdoba. Fue capturado, y tomó el poder Harun, último valí de Barcelona. Partidario de seguir defendiendo la ciudad del ataque franco, fue destituido por sus allegados y entregado a los atacantes el 3 de abril de 801.
El poder musulmán en la ciudad duró algo más de 83 años. Durante la ocupación musulmana, la ciudad fue conocida como  مدينة برشلونة  (Madīnâ Barshilūna). Los ocupantes no intentaron convertir a la población local, y permitieron la libertad de culto. Los valíes musulmanes habilitaron una guarnición militar en la ciudad, y cobraron impuestos especiales a los no musulmanes; quizá por ello muchos ciudadanos se convirtieron a la nueva religión, para no pagar impuestos: eran los llamados muladíes. El principal templo cristiano, la catedral, fue probablemente convertida en mezquita, aunque no hay vestigios de ello; el culto cristiano pasó a la iglesia de San Justo. El gobierno civil fue respetado y la ciudad conservó las autoridades tradicionales (conde y obispo). Se reactivó la economía gracias al comercio con Oriente, de donde llegaban perfumes, joyas y esclavos, mientras que se exportaba lino, miel y aceite.

### Barcelona carolingia

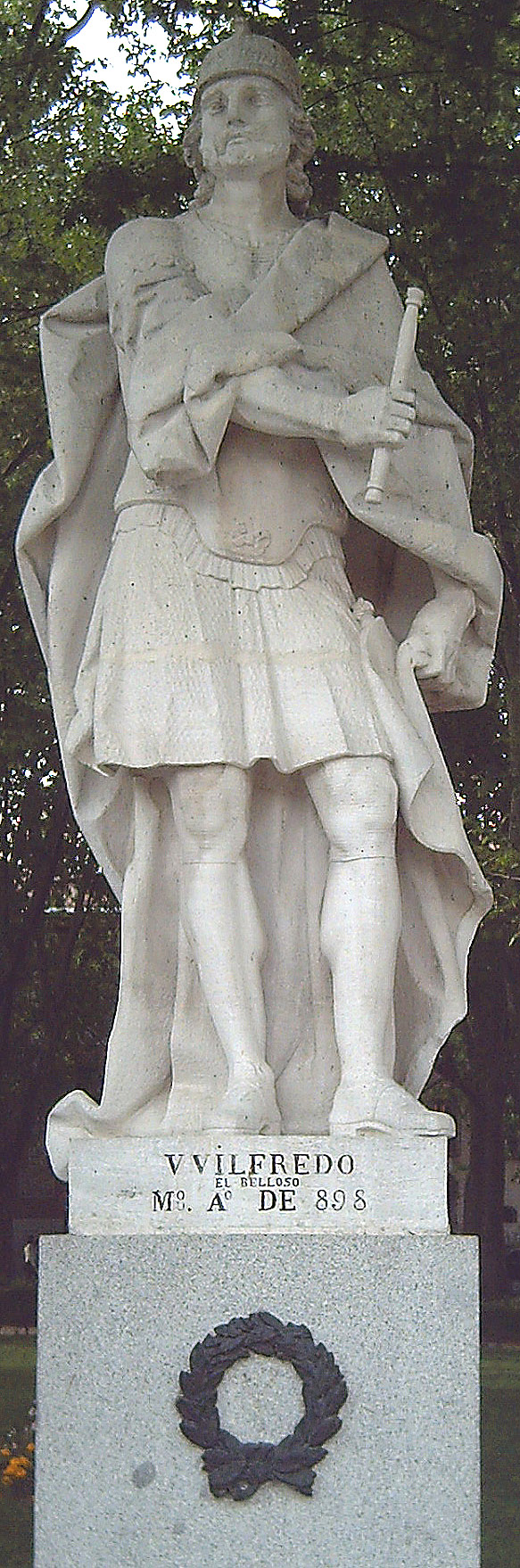
Wifredo el Velloso.

El período histórico de la ciudad bajo dependencia de la dinastía carolingia abarca desde la entrada a la ciudad de Ludovico Pío en 801 hasta la ofensiva dirigida por Almanzor en 985. Tras la entrada en la ciudad, Ludovico designó a un godo local, Bera, como conde de Barcelona. Este recibió también el título de marqués, al hacerse cargo del territorio fronterizo o marca (Marca Hispánica). El obispado pasó a depender de la sede metropolitana de Narbona. En 815, un ejército comandado por Abd Allah al-Balansí, tío de Al-Hakam I, se dispuso a conquistar la ciudad, pero antes de atacarla un ejército godo reclutado por Bera frustró el intento y obligó a los atacantes a retirarse. A la muerte de Odilón, conde de Gerona —que incluía los pagus de Besalú y Ampurias—, Bera recibió el poder sobre esos territorios. Hacia 820 Bera y sus seguidores godos se sublevaron contra el poder carolingio, por lo que fue depuesto y sus territorios pasaron a manos del conde Rampón.
Durante este período hubo numerosas incursiones musulmanas: en 827 asaltaron la ciudad sin éxito, al igual que en 841, 842 y 845; sin embargo, en 852 sí consiguieron tomar la ciudad, la cual devastaron. Hubo nuevos ataques en 856 y 861, fecha esta última en que conquistaron territorios próximos y asediaron la ciudad, aunque el conde Hunifredo consiguió una tregua. Aún hubo nuevas campañas entre 911 y 914, y en 935, 940 y 956.

Condado de Barcelona.

La unión del condado al Imperio carolingio ya estaba debilitada a finales del siglo IX. Tras ser depuesto el conde Bernardo II, el título lo recibió Wifredo el Velloso (Guifré el Pilós), hijo de Sunifredo I, de origen hispanogodo. Enemistado con el valí de Lérida, Lubb ibn Muhammad ibn Lubb, Barcelona fue atacada en 897. El conde Wifredo murió poco después en lucha con Lubb en las inmediaciones de Navés. Tras Wifredo, el condado fue heredado por sus hijos Wifredo II Borrell y Suniario I, ya sin designación real franca. Con Wifredo comenzó una dinastía que regiría las tierras catalanas durante varios siglos, la Casa de Barcelona.
El año 985, el caudillo musulmán Almanzor arribó a las inmediaciones de Barcelona, tras varias incursiones por otros reinos y condados cristianos del norte de la península ibérica. Tras un asedio de ocho días, el 6 de julio tomó la ciudad, la cual saqueó y prendió en llamas. Muchos de los habitantes de la ciudad fueron hechos prisioneros, esclavos o asesinados. La ocupación duró unos seis meses. Pese a las peticiones de auxilio a los reyes francos, Barcelona fue abandonada a su suerte, por lo que, en 988, el conde Borrell II rehusó rendir vasallaje al nuevo rey, Hugo Capeto, e hizo efectiva la independencia de la marca, la cual fue de facto, pero no reconocida por Francia hasta 1258, en que se firmó el tratado de Corbeil entre Luis IX de Francia y Jaime I de Aragón.

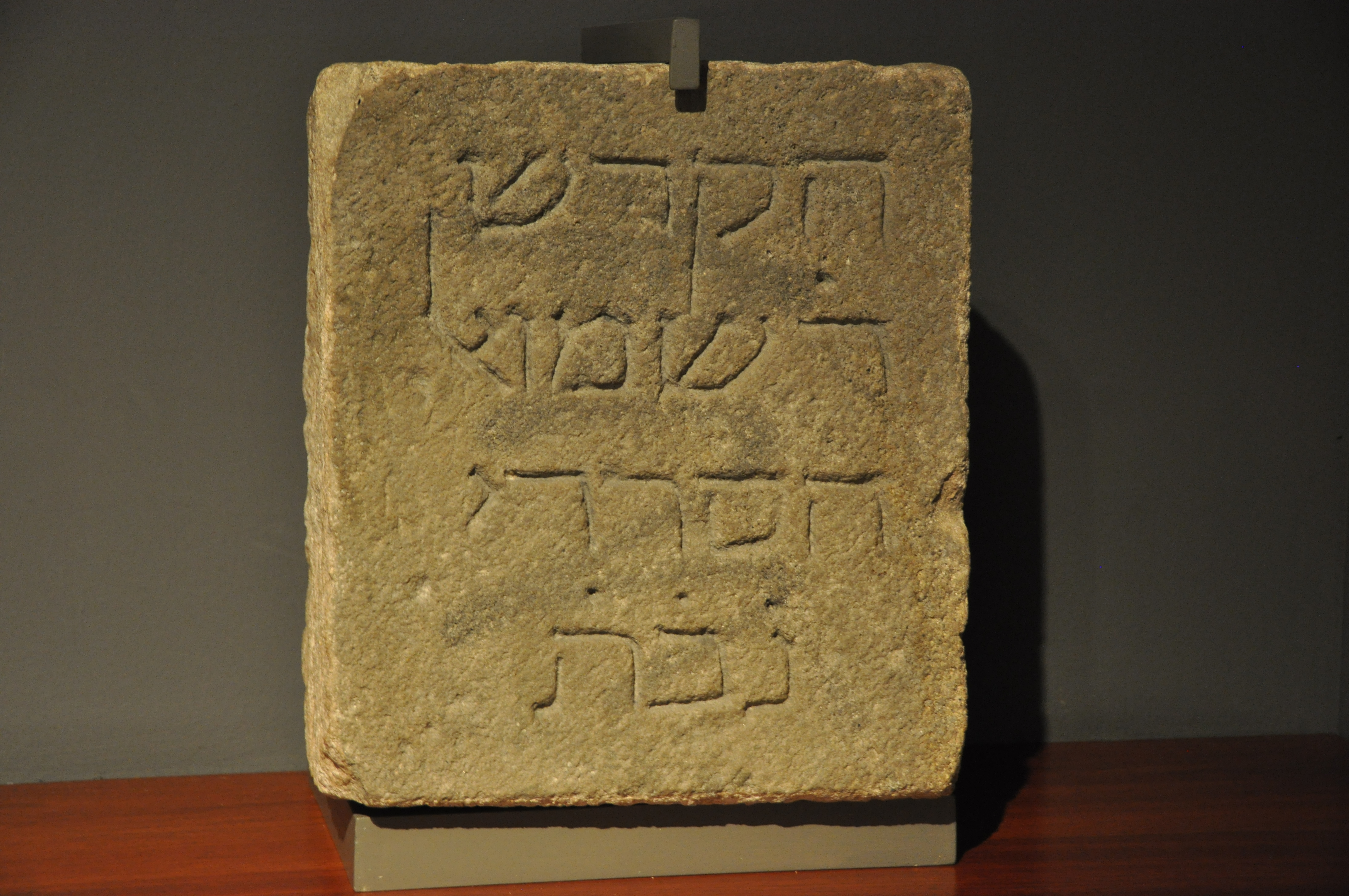
Lápida conmemorativa de la fundación del hospital judío del Call, MUHBA.

Durante la etapa carolingia, el condado estuvo dirigido y gobernado directamente por el conde, que se ayudaba por un vizconde, mientras que las cuestiones de gobierno local de la ciudad las administraba un vicario (veguer), que también regía en el ámbito militar y la dirección de los alguaciles. Durante los aproximadamente dos siglos que duró la influencia carolingia en Barcelona, la ciudad contaba con la catedral y las iglesias urbanas de San Justo, San Miguel y San Jaime, además de las localizadas extramuros de Santa María del Pino, Santa María del Mar, San Julián de Montjuic, el monasterio benedictino de San Pablo del Campo y el de monjas benedictinas de San Pedro de las Puellas.
Durante este período prosperó el barrio judío (el Call), situado entre las actuales calles de Fernando, Baños Nuevos, Palla y Obispo. Fundado en el 692, pervivió hasta su destrucción en 1391 en un pogromo. Los judíos constituían un núcleo activo dedicado a la medicina, el comercio y la pequeña industria, y potenciaron las relaciones con al-Ándalus. Estaba separado del resto de la ciudad por una muralla, y tenía dos sinagogas (Mayor, actualmente un museo, y Menor, hoy en día parroquia de San Jaime), baños, escuelas y hospitales.
Fuera de los muros de la ciudad, el llano de Barcelona estaba dedicado a la agricultura, especialmente dedicada a abastecer a la ciudad: era el conocido como hort i vinyet de Barcelona («huerto y viñedo»), que producía fruta, verdura y vino, en un área comprendida entre las rieras de Horta y Sants, y entre la sierra de Collserola, el Puig Aguilar y el Coll de Codines hasta el mar. Este desarrollo agrícola se consolidó con la construcción, a mediados del siglo X —y seguramente por el conde Miró—, de dos canales que dirigían las aguas del río Llobregat y del Besós a las inmediaciones de la ciudad: la del Besós era conocida como Acequia Condal (Rec Comtal o Regomir), y era paralela a la Strata Francisca, una vía que constituía una variante de la antigua Via Augusta romana, y que fue construida por los francos para aproximar mejor la ciudad al centro del Imperio carolingio.
Por otro lado, en el llano de Barcelona fueron surgiendo entre los siglos x y xii diversas aldeas y núcleos de población, generalmente en torno a parroquias y de carácter eminentemente agrícola: San Andrés de Palomar, San Ginés dels Agudells, San Vicente de Sarriá, San Gervasio de Cassolas, Santa Cecilia de Pedralbes, Santa María de Sants, Santa María de Vallvidrera, San Martín de Provensals, Santa Eulalia de Vilapicina, San Juan de Horta, Santa María de Font-rúbia, Santa Eulalia de Provençana, Santa María de Bellvitge y San Adrián de Besós.

## Baja Edad Media

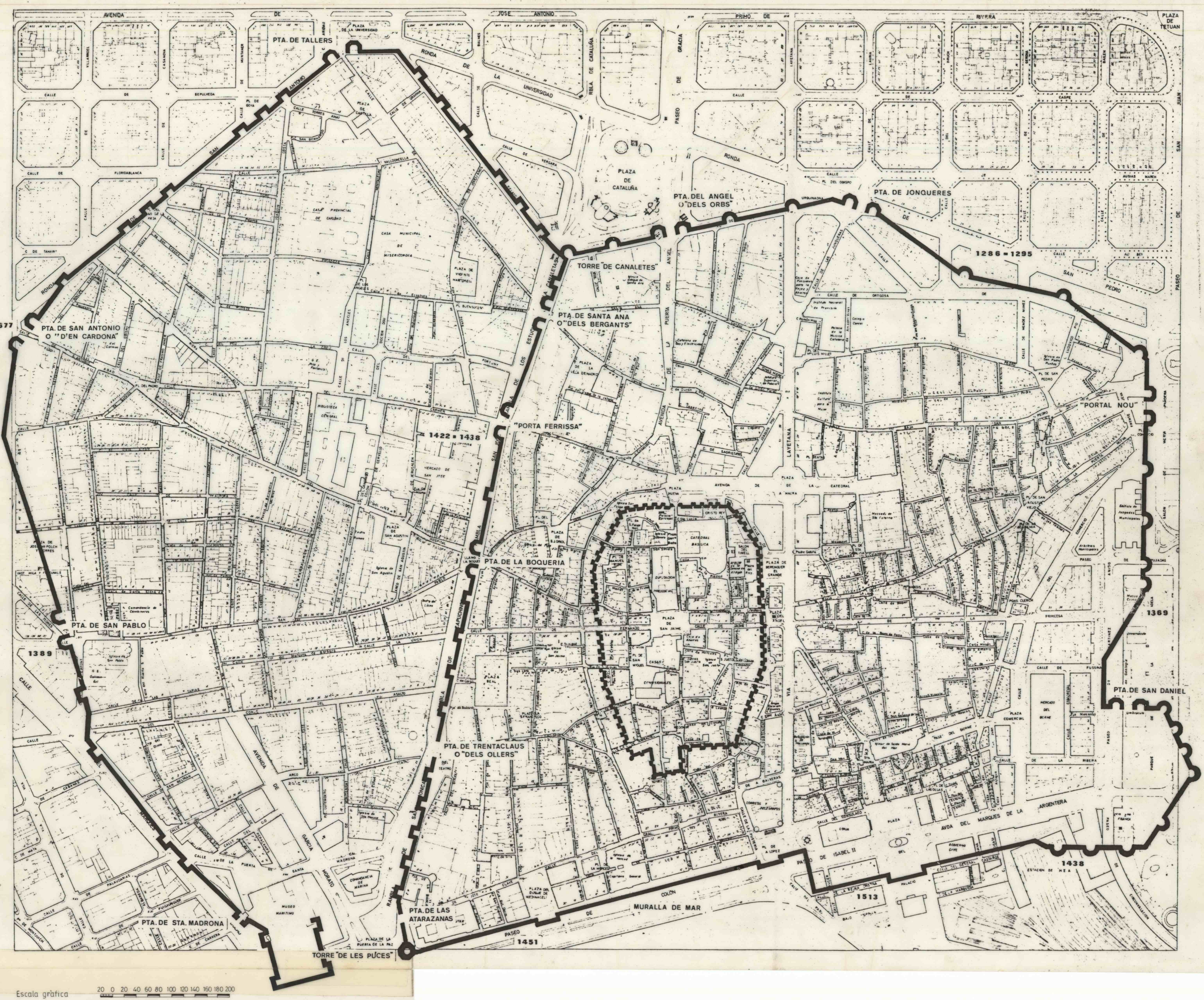
Plano de la Barcelona actual, con el perímetro amurallado correspondiente al superpuesto.

Tras la expansión territorial del condado de Barcelona, la ciudad pasó a formar parte de la Corona de Aragón, convirtiéndose en uno de los centros políticos, económicos y sociales de un vasto territorio que incluía posesiones por todo el mar Mediterráneo. El recinto de la ciudad fue creciendo desde el primitivo núcleo urbano —lo que hoy día es el Barrio Gótico— y, en el siglo XIV, surgió el barrio de El Raval. Barcelona tenía entonces unos 25 000 habitantes.

### Barcelona medieval

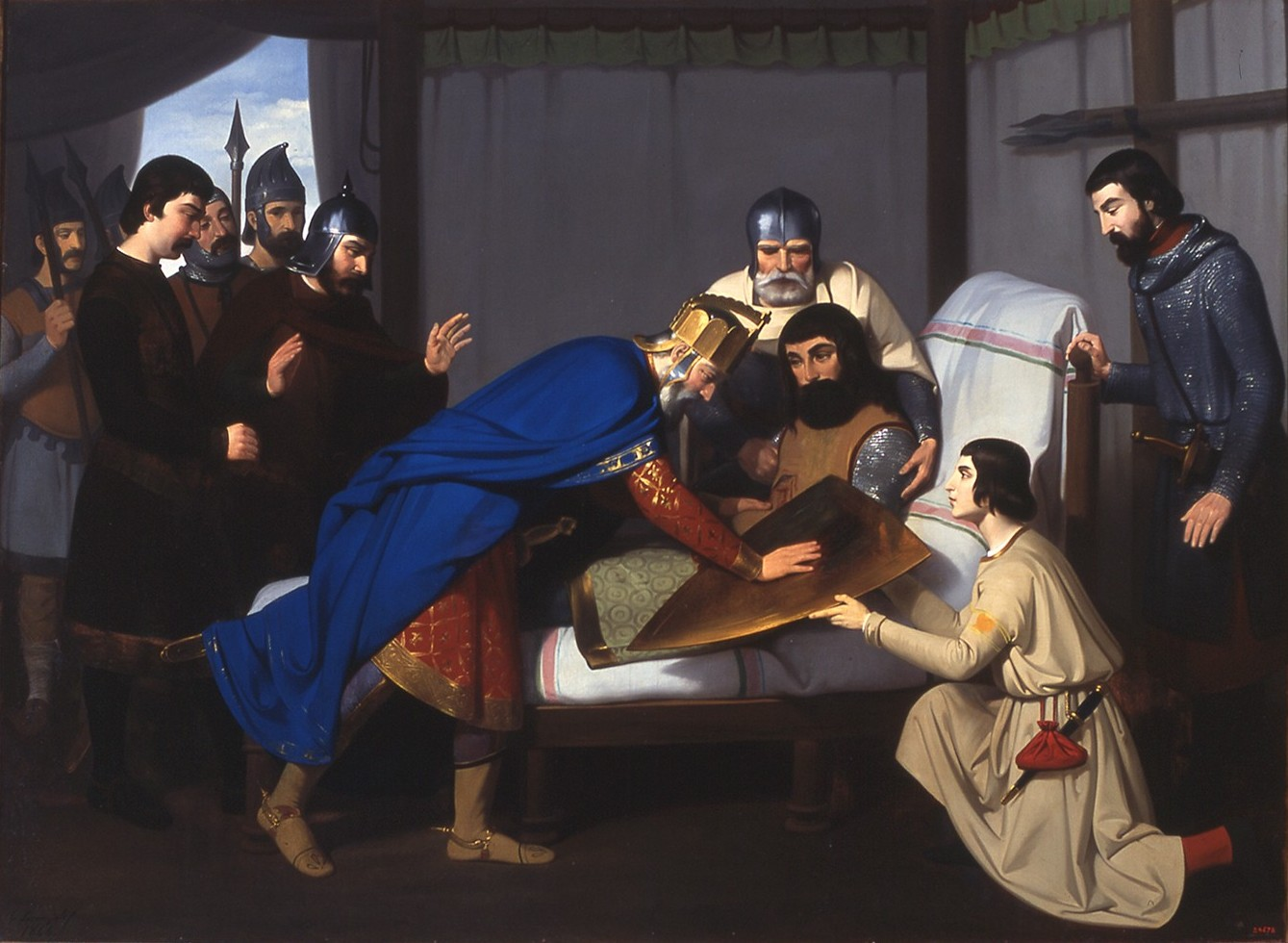
Origen del escudo del condado de Barcelona, óleo de Claudio Lorenzale (1843-1844), Real Academia Catalana de Bellas Artes de San Jorge.

En el contexto del feudalismo medieval, Barcelona gozó de unos notables privilegios, concedidos primero por los reyes francos y, posteriormente, por los condes catalanes. Los barceloneses eran hombres libres, pudiéndose dedicar sin trabas a sus actividades artesanales y comerciales. Este hecho, junto al factor protector de su muralla y una envidiable situación geográfica, convirtieron a la ciudad en motor del Principado de Cataluña.
A lo largo del siglo XI el condado de Barcelona efectuó una rápida expansión territorial con los territorios ganados a los musulmanes, lo que otorgó una gran prosperidad a la ciudad con los tributos de estos terrenos feudatarios. El conde Ramón Berenguer I unificó los condados de Barcelona, Gerona y Osona tras la renuncia de sus hermanos, sofocó la rebelión del noble Mir Geribert y logró la sumisión del resto de condados catalanes, adquiriendo el de Barcelona la hegemonía sobre el resto. En 1068 compró además los condados de Rasés y Carcasona, en Occitania, con lo que se convirtió en el señor de un vasto territorio. Sus hijos Ramón Berenguer II y Berenguer Ramón II mantuvieron la supremacía del condado, incrementaron las parias que le tributaban los reinos musulmanes de Tortosa y Zaragoza y las extendieron a otros reinos, como Denia y Granada. Por su parte, Ramón Berenguer III incorporó los condados de Besalú (1111) y Cerdaña (1117) y, gracias a su matrimonio con Dulce de Provenza (1112), pasó a gobernar igualmente en este condado. Por otro lado, en 1118, la Iglesia catalana logró independizarse del arzobispado de Narbona, gracias a la autorización del papa para restaurar la sede de Tarragona.

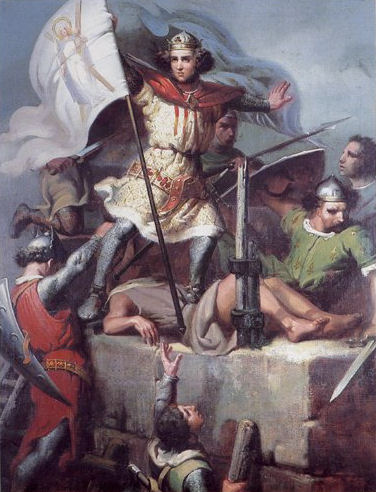
Ramón Berenguer III clavando la enseña de Barcelona en el castillo de Fos, de Mariano Fortuny (1857), Palacio de la Generalidad de Cataluña.

El matrimonio de Ramón Berenguer IV con Petronila de Aragón (1137) unificó los dos territorios bajo una misma dinastía, con lo que se formó la Corona de Aragón, de la que Barcelona fue una de las ciudades más importantes y sede práctica de la corte. La unión de los dos territorios no fue jurisdiccional, ya que ambos mantuvieron sus instituciones, fueros y privilegios. Por otro lado, Ramón Berenguer IV conquistó Lérida y Tortosa, con lo que alcanzó un territorio similar al de la actual Cataluña. En 1165 reincorporó además el condado de Provenza. Los territorios conquistados —la Cataluña Nueva— fueron repoblados con población cristiana, la cual gozó de ciertos privilegios respecto a la Cataluña Vieja, que seguía bajo el régimen feudal.

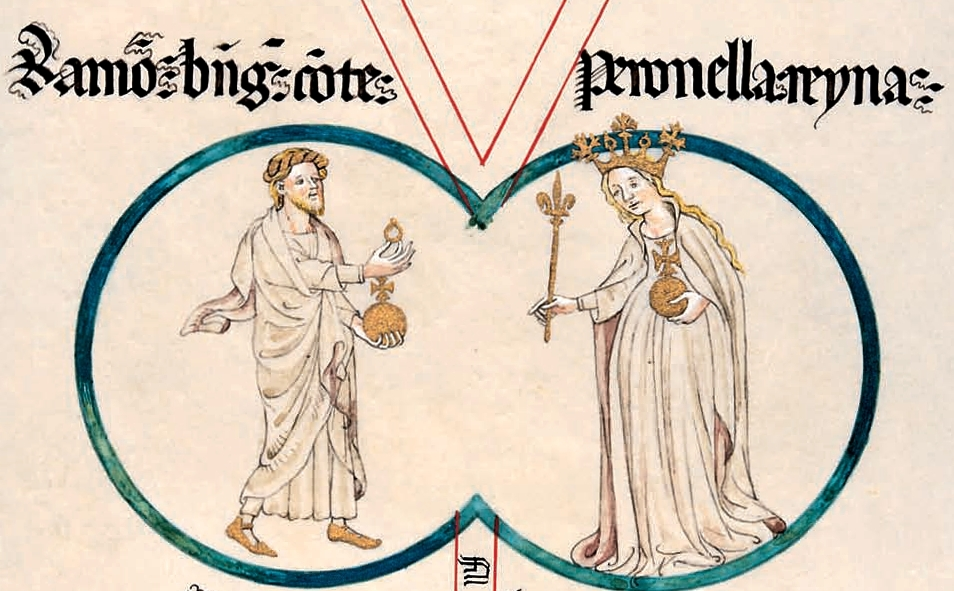
Ramón Berenguer IV de Barcelona y Petronila de Aragón.

En el siglo XII se construyeron diversas fortificaciones para reforzar las defensas de las puertas de la muralla: el Castell Nou, en el Call; el castillo de Regomir, en la puerta del Mar; y el castillo del Ardiaca en el Portal del Bisbe (plaza Nueva). La prosperidad ganada con la expansión territorial propició los primeros asentamientos extramuros de la ciudad, una vez alejado el peligro de las incursiones musulmanas. Se crearon diversos núcleos de población (vila nova), generalmente en torno a iglesias y monasterios: así ocurrió alrededor de la iglesia de Santa María del Mar, donde se creó un barrio de carácter portuario; igualmente en la iglesia de San Cucufate, de carácter agrario; el barrio de San Pedro en torno a San Pedro de las Puellas; el barrio del Pino surgió alrededor del iglesia de Santa María del Pino; el de Santa Ana junto a la iglesia homónima; el barrio de Arcs se asentó alrededor del Portal del Bisbe; y el Mercadal, en torno al mercado del Portal Mayor. También se fue formando poco a poco el barrio de El Raval («arrabal»), inicialmente un suburbio poblado de huertos y algunos edificios religiosos, como el monasterio de San Pablo del Campo (914), la iglesia de San Antonio Abad (1157), el convento de los carmelitas calzados (1292), el priorato de Nazaret (1342) o el monasterio de Montalegre (1362).

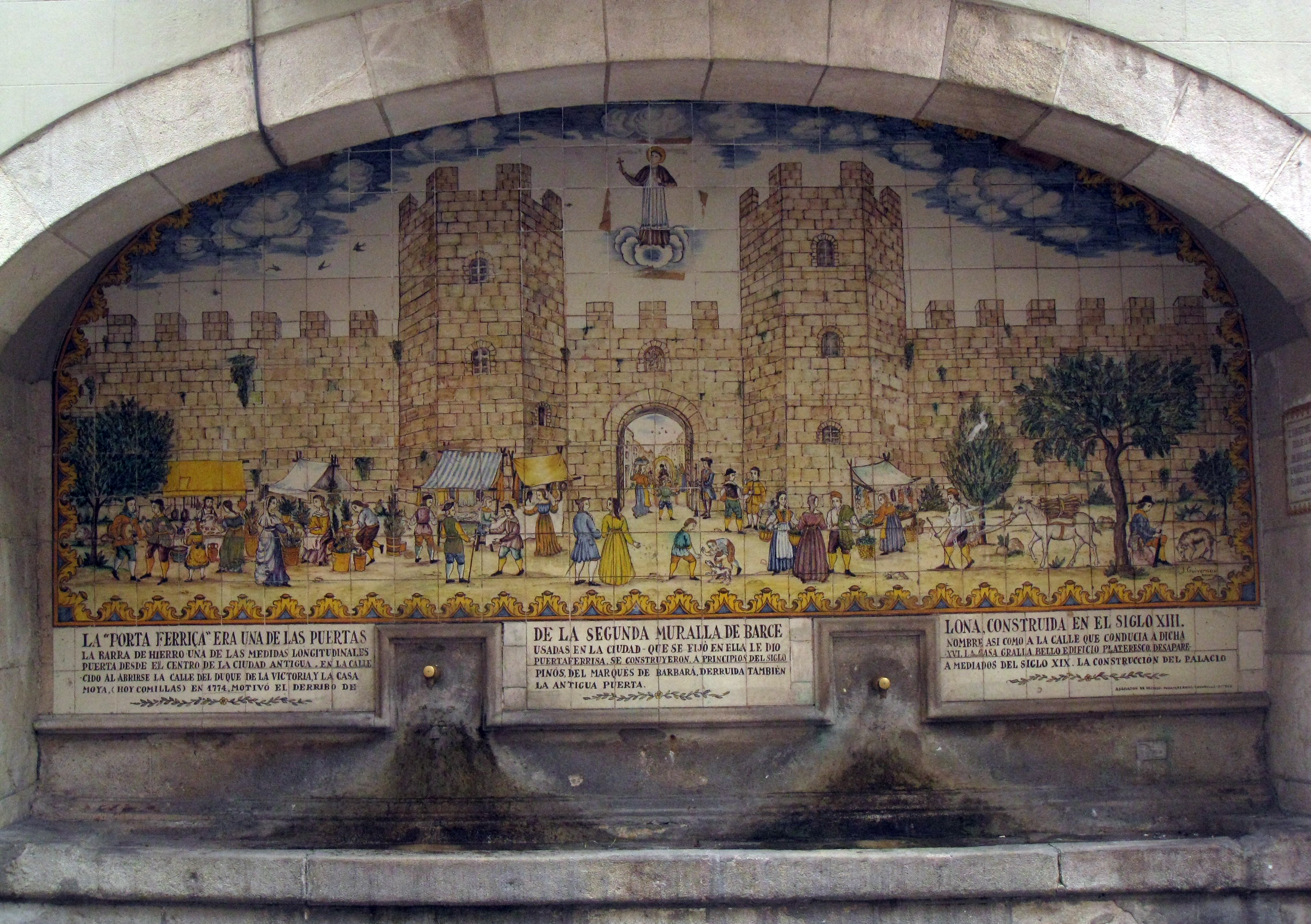
Muralla y puerta de la Portaferrissa, en un mosaico de la fuente homónima.

La creación de estos nuevos barrios obligó a ampliar el perímetro amurallado, por lo que en 1260 se construyó una nueva muralla desde San Pedro de las Puellas hasta las Atarazanas, cara al mar. El nuevo tramo era de 5100 m, y englobaba un área de 1,5 km². El recinto contaba con ochenta torres y ocho puertas: San Daniel, Campderà —posterior Portal Nuevo—, Jonqueres, Orbs —luego Portal del Ángel—, Santa Ana, Portaferrissa, Boquería y Trentaclaus. También se construyó en la periferia urbana un entramado de fortificaciones para la defensa de la ciudad, como el castillo del Puerto, en Montjuic; los de Martorell y Castellví de Rosanes, en la entrada del río Llobregat; los de Eramprunyá (Gavá) y Castelldefels en el delta del mismo río; y el de Moncada en la entrada del río Besós.
La ciudad fue durante la Edad Media un importante enclave comercial, tanto por su situación entre Francia y los dominios musulmanes —que fue disminuyendo conforme avanzaba la Reconquista—, como en su proyección hacia el mar. En el área portuaria era corriente la ubicación de mercaderes de variada procedencia, sobre todo genoveses, pisanos, griegos, egipcios y norteafricanos.
Cabe remarcar también la importancia que en la era medieval tuvo la Iglesia católica, presente en la vida de la ciudad a través de diversas órdenes monásticas que erigieron multitud de conventos y monasterios por todo el perímetro urbano: benedictinos (San Pablo del Campo, San Pedro de las Puellas, Valldaura, Santa María de Valldonzella, Santa María de Jonqueres), templarios (establecidos en lo que luego sería el Palacio Real Menor), hospitalarios (Hospital de la Santa Cruz), franciscanos (convento de San Francisco, llamado Framenors), dominicos (convento de Santa Catalina), trinitarios (convento de Nuestra Señora de la Buenanueva), agustinos (convento de San Agustín), carmelitas (convento del Carmen), orden del Santo Sepulcro (monasterio de Santa Ana), etc. En Barcelona surgió además la orden mercedaria, tras la aparición según la leyenda de la Virgen de la Merced a Jaime I, san Raimundo de Peñafort y san Pedro Nolasco en 1218, a los que impuso la redención de cristianos cautivos de musulmanes; establecidos en el convento de la Merced (actual Capitanía General de Cataluña), su culto se difundió rápidamente y, en 1687, la Merced fue declarada patrona de la diócesis de Barcelona.

### Nuevas instituciones

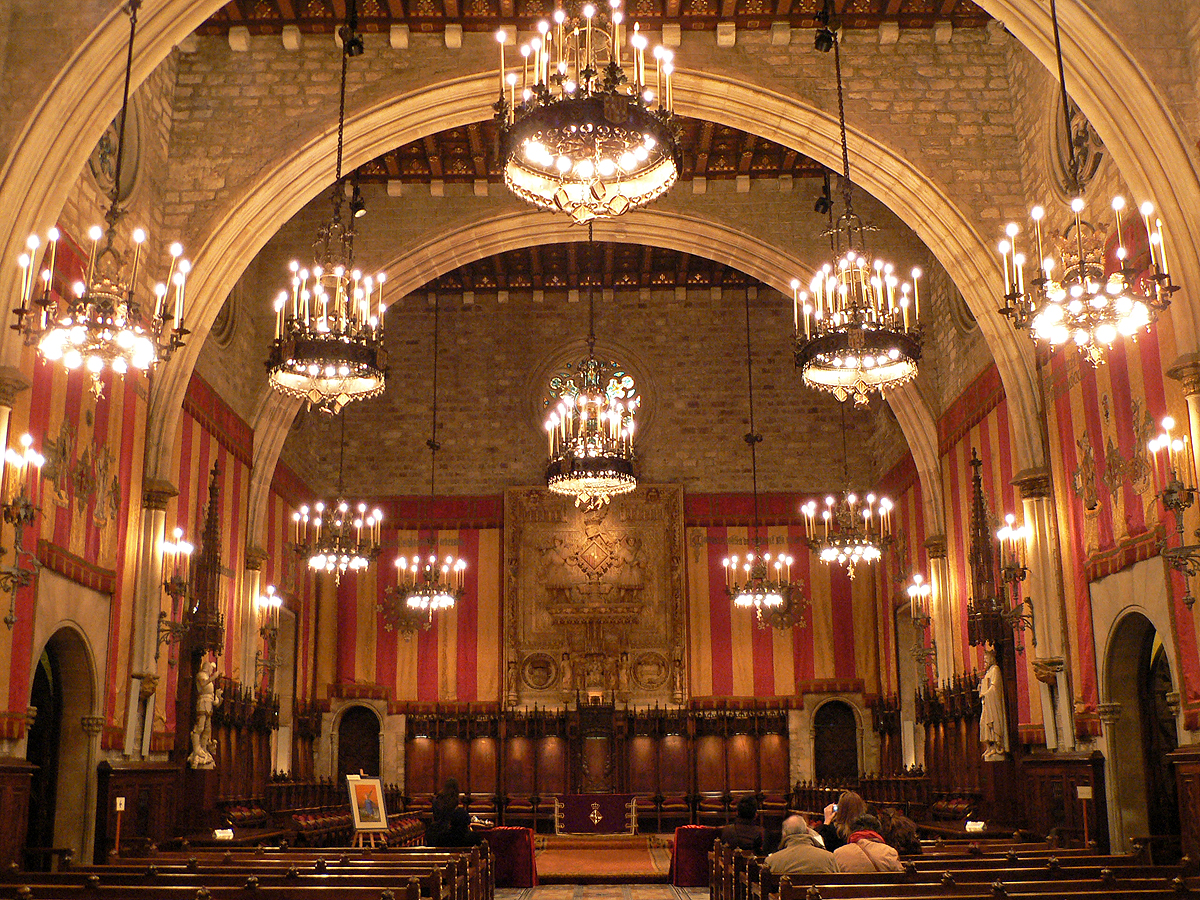
Salón de Ciento de la Casa de la Ciudad de Barcelona.

El crecimiento económico y social de la ciudad propició desde el siglo XII el establecimiento de diversos órganos de autogobierno y de fuentes propias de legislación urbana. Así, en 1228 se promulgaron los Usatges de Barcelona, un código legislativo que sería la base jurídica para el gobierno de la ciudad, regido hasta entonces por los viejos códigos romano y visigodo. Los Usatges pasaron posteriormente de la ciudad al resto del territorio, y sentaron las bases del derecho catalán. Se conserva un manuscrito en latín, del siglo XII, y una versión catalana del siglo XIII.
El gobierno de la ciudad estaba en manos del vicario (veguer), ayudado por el alguacil o baile (batlle), y asesorado por un consejo de notables, así como —en ocasiones— una asamblea de vecinos, el consell de ple. Pero, al ir creciendo la ciudad, aumentó la representación ciudadana, hasta que en 1258 Jaime I creó una nueva estructura de gobierno municipal, compuesta por cuatro veguers, que estaban asistidos por ocho consejeros y una asamblea de jurados —ciudadanos que representaban los diversos estamentos y gremios de la ciudad—. Inicialmente, esta asamblea contaba con doscientos jurados, pero, en 1265, fue reducida a cien, dando nombre al gobierno municipal desde entonces: Consejo de Ciento, que perduró hasta 1714. El Consejo gozaba de amplia autonomía para ejercer el poder municipal, la cual fue reconocida en 1284 por Pedro III con el privilegio Recognoverunt proceres. Esta entidad operaba en un campo de actuación que iba desde Moncada hasta Molins de Rey, y desde Castelldefels hasta Montgat. Entre otras cosas, se encargaba del suministro de víveres y agua, del mantenimiento de los caminos, del censo de la población y de la demarcación territorial. También estableció los primeros patrones de edificación urbana, conocidos como Consuetuds de Sanctacilia y promulgados por Jaime I.

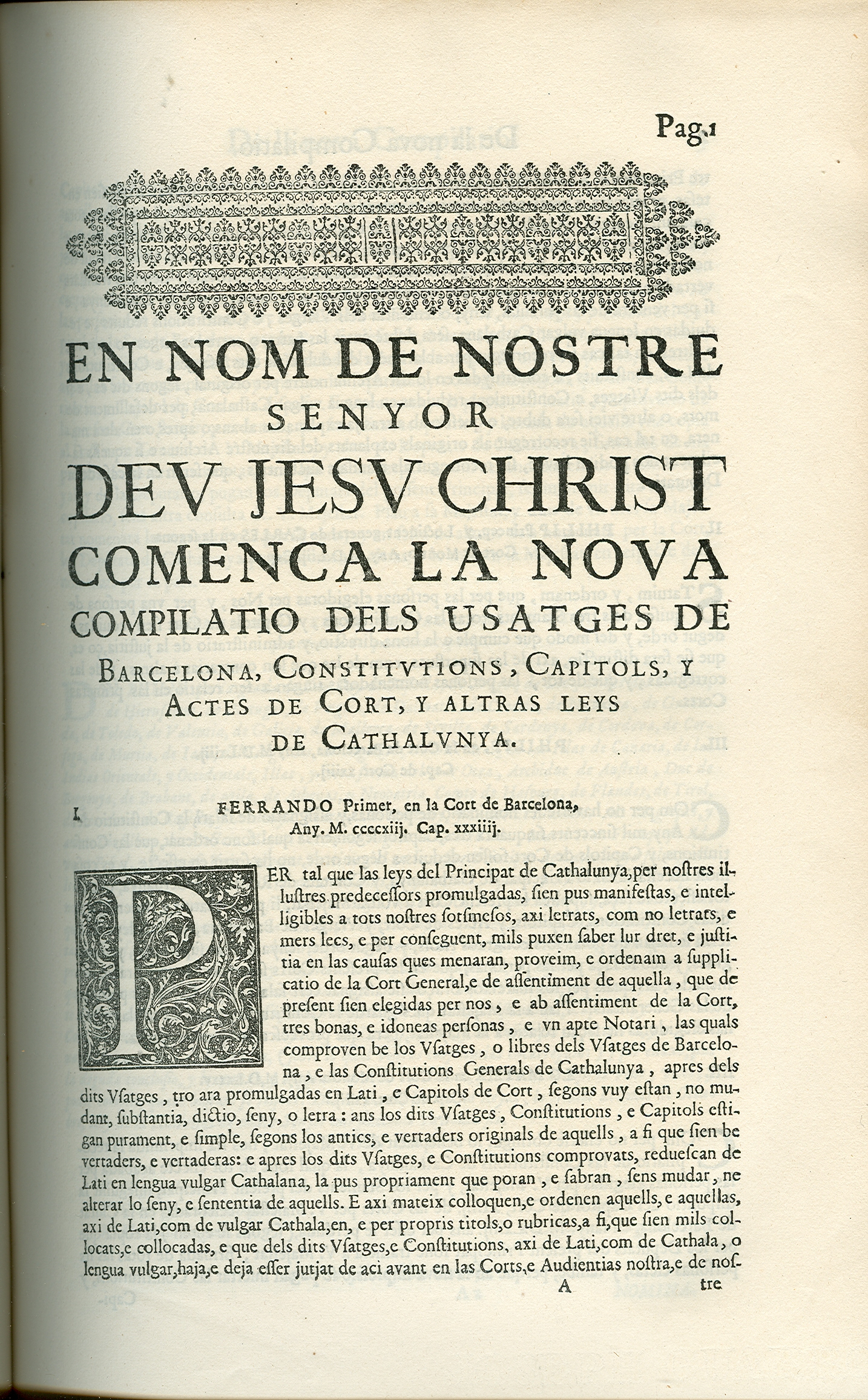
Portada de los Usatges de Barcelona.

En el ámbito comercial, en 1258 se creó el Consulado del Mar, agrupación de armadores y comerciantes que regulaba el comercio marítimo y la reglamentación portuaria. Esta asociación creó su propia legislación mercantil, recogida en el siglo XIV en el Libro del Consulado del Mar, el primer código marítimo conocido a nivel mundial, que sentó las bases del comercio marítimo en todo el Mediterráneo.
La máxima institución del Principado eran las Cortes, instituidas en 1283 por Pedro III con una función principalmente legislativa. Estaban formadas por tres estamentos o «brazos»: el eclesiástico (presidido por el arzobispo de Tarragona), el militar (presidido por el conde de Cardona) y el real (presidido por el síndico primero de Barcelona). En ellas, tanto el rey como los diversos estamentos hacían peticiones y presentaban quejas y, después de varias deliberaciones, votaban los acuerdos a que hubiesen llegado. La base de este sistema era el pactismo, lo que mermaba la autoridad absoluta del rey, que debía ceder ante los estamentos si quería la colaboración de sus súbditos. Las Cortes eran itinerantes, por lo que se celebraban en diversas localidades del Principado según la ocasión. Cada reino tenía sus propias cortes, pero en ocasiones se convocaban unas Cortes Generales de la Corona de Aragón, que solían celebrarse en Fraga o Monzón. Sin embargo, el carácter oligárquico de las Cortes, que solo representaban a los estamentos privilegiados, provocó fricciones sociales en el futuro.

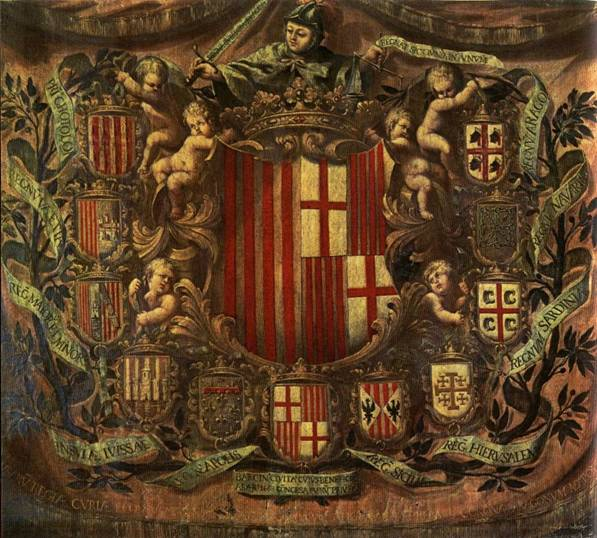
Apoteosis heráldica del Condado de Barcelona (1681), Museo de Historia de Barcelona.

En 1365 estableció su sede en Barcelona la Generalidad de Cataluña, un organismo encargado de recaudar tributos y supervisar el cumplimiento de los acuerdos tomados en Cortes, lo que en la práctica equivalía al gobierno ejecutivo del reino. Aunque su ámbito era todo el territorio catalán, su ubicación en Barcelona comportó un cierto control sobre los asuntos urbanos. Entre otras funciones de la Generalidad figuraban cometidos militares vinculados a la defensa, orden público y mediación en disputas judiciales —algo parecido a un Tribunal Supremo— y, por lo general, fue un instrumento de la oligarquía para mantener sus privilegios frente a la monarquía. Su presidencia solía recaer en altos cargos de la jerarquía eclesiástica.
En 1401 se creó la Taula de Canvi de Barcelona («mesa de cambio»), el primer banco público creado en Europa. La Taula tenía por objetivo favorecer el cambio de moneda para las transacciones comerciales, al tiempo que servía de depósito de todos los caudales públicos y judiciales. Estaba regida por dos administradores elegidos por dos años, que debían depositar una fianza de 6000 florines de oro para garantizar su buena gestión. La Taula mantuvo sus funciones con éxito hasta ser disuelta por Felipe V en 1714.
Todas estas instituciones requirieron un número cada vez mayor de funcionarios públicos. Los principales eran: advocats (asesores), clavari (responsable de hacienda), mestre racional (contable), escrivà major (notario), procuradors (administradores de las posesiones de la ciudad), síndics (síndicos), obrers (responsables de obras públicas), mostassaf (policía de mercados) y cap de guaita (responsable de orden público).
Por otro lado, en época medieval apareció el escudo de la Corona de Aragón, origen de la bandera catalana o señera. El escudo presenta cuatro palos de gules en campo de oro, y la leyenda establece su origen en la imposición de cuatro dedos manchados en sangre del rey franco Carlos el Calvo sobre el escudo dorado de Wifredo el Velloso. Sin embargo, esta leyenda aparece por primera vez en la Crónica general de España, y especialmente de Aragón, Cathaluña y Valencia de Pere Antoni Beuter (1551), y no hay indicios medievales de ello, aunque el escudo está documentado por primera vez en 1150. Por otro lado, las primeras evidencias no tenían un número fijo de barras, que quedaron fijadas en cuatro en el siglo XIV, durante el reinado de Pedro el Ceremonioso. Cabe remarcar igualmente que el emblema era en origen dinástico, de la Casa de Barcelona, no territorial.

### Esplendor medieval

Detalle de una reproducción del Atlas Catalán de Cresques Abraham (1375).

Los sucesivos reyes de la Corona de Aragón fueron ampliando el reino paulatinamente: Alfonso II incorporó los condados de Rosellón y Pallars Jussá, y amplió las tierras aragonesas por Teruel y Caspe; Pedro II ganó por matrimonio el señorío de Montpellier; Jaime I conquistó Mallorca (1229) y Valencia (1232-1245); Pedro III ocupó Sicilia (1282); Alfonso III reincorporó Mallorca y ocupó Menorca (1287); Jaime II recibió Cerdeña de la Santa Sede (1295), y ocupó Murcia (1296); y Pedro IV recibió la soberanía de los ducados de Atenas (1311) y Neopatria (1318), conquistados por la Gran Compañía Catalana, formada por almogávares. Esta expansión territorial forjó un auténtico imperio, hegemónico en el Mediterráneo occidental durante buena parte de la Edad Media.

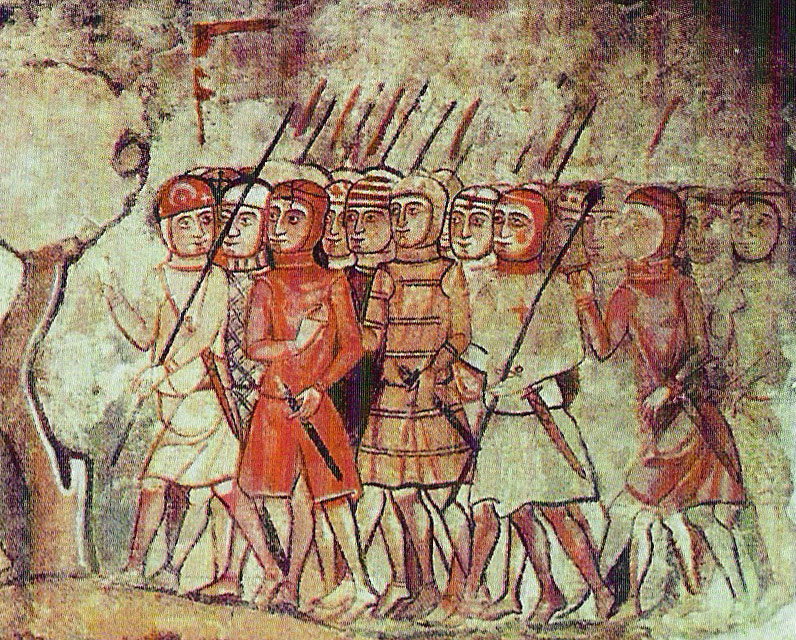
Pinturas murales góticas que representan la conquista de Mallorca (salón del Tinell).

Desde el siglo XIII, Barcelona gozó de un período de gran esplendor económico, social y cultural, motivado por la expansión territorial y comercial por el Mediterráneo: Túnez y Argel, donde se comerciaba en oro y esclavos; Sicilia y Cerdeña, que aportaban trigo y sal; Constantinopla, donde se obtenía algodón, especias y esclavos; Chipre, Damasco y Alejandría, otra fuente de especias. Durante este período, la ciudad rivalizó con Génova y Florencia en cuanto a volumen comercial y potencia marítima. Jaime I favoreció especialmente la economía barcelonesa: en 1227 prohibió la carga de mercancías en barcos extranjeros mientras hubiese naves catalanas disponibles; en 1230 otorgó la libertad de comercio con Mallorca; y, en 1232, el comercio barcelonés fue exento de cualquier imposición real en los territorios de la Corona. Gracias a sus privilegios, la ciudad gozaba de gran autonomía, y su volumen de recaudación de impuestos era superior al de la corona; además, obtenía capitales gracias a emisiones de obligaciones. Era también el punto neurálgico de un abundante tráfico terrestre (trigo, aceite, vino, productos lácteos, madera, hierro), y un importante centro manufacturero (textiles, armas, hierro forjado, cuero).

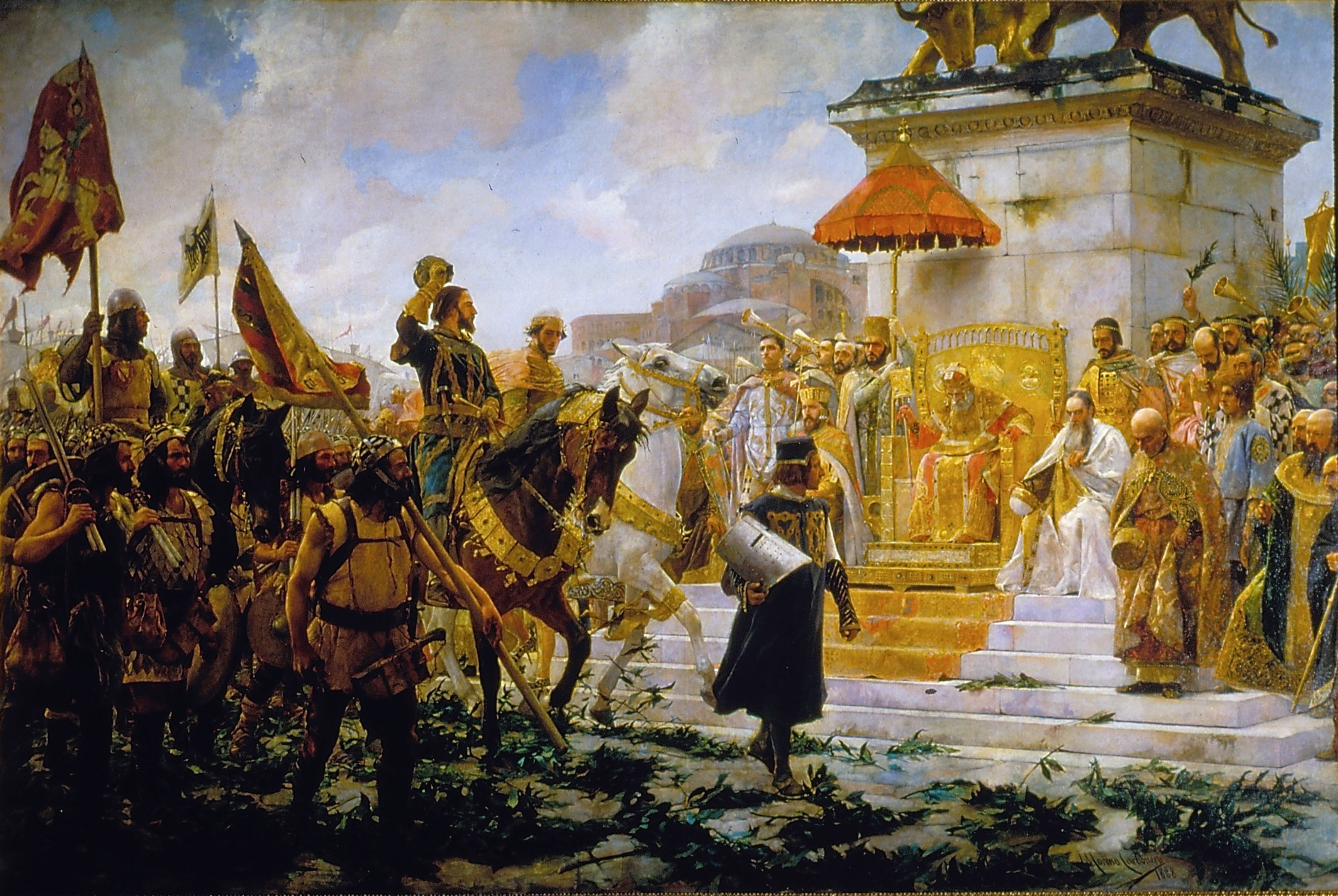
Entrada de Roger de Flor en Constantinopla, de José Moreno Carbonero. 1888. (Palacio del Senado de España).

La fiscalidad barcelonesa estaba repartida entre la real y la municipal. La real se basaba principalmente en impuestos indirectos, que grababan principalmente las mercancías: lleudes, sobre la compraventa; passatges, sobre la circulación; y mesuratges, por la medición pública durante las transacciones. La fiscalidad municipal era por lo general directa, a través de tallas, colectas o repartos, recaudados en función de la riqueza de cada ciudadano. En cuanto al sistema monetario, al dinero carolingio sucedió tras la independización del condado el dinero de vellón, con un 75 % menos de plata. En el siglo XI apareció el mancús de oro, inspirado en el dinar califal, aunque al siglo siguiente desapareció. En tiempos de Jaime I la moneda de Barcelona pasó a ser de toda Cataluña. En 1285 apareció el cruzado (croat), con un valor de doce dineros; pervivió hasta 1707. Por último, en tiempos de Pedro IV, apareció el florín de oro.
El continuo crecimiento urbanístico propició una nueva prolongación del recinto amurallado, con la construcción de la muralla de El Raval, en la zona occidental de la ciudad, que englobó una superficie de 218 ha, con un perímetro de 6 km. Las obras duraron alrededor de un siglo, desde mediados del siglo XIV hasta mediados del xv. El nuevo recinto urbano partía de las Atarazanas, siguiendo las actuales rondas (San Pablo, San Antonio, Universidad y San Pedro), bajando por el actual paseo de Lluís Companys hasta el monasterio de Santa Clara (en el actual parque de la Ciudadela), hasta el mar (por la avenida Marqués de la Argentera). Actualmente solo se conserva el Portal de Santa Madrona, en las Atarazanas.

### La decadencia

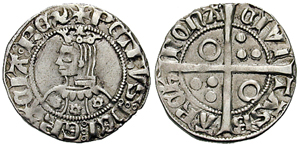
Cruzado de Pedro III.

Desde mediados del siglo XIV Barcelona vivió una crisis demográfica motivada por la escasez de alimentos y una prolongada sucesión de pestes que diezmaron la población. Paradójicamente, esto provocó un repunte de la economía, ya que la subida de precios por la escasez de alimentos favoreció la especulación, al tiempo que la crisis demográfica derivada de las pestes llevó a la concentración de capitales. Sin embargo, a partir de mediados del siglo XV el comercio marítimo se vio afectado por la piratería y, desde inicios del siglo XVI, por la apertura de la ruta a Oriente por el Atlántico circunnavegando África. Los comerciantes genoveses y provenzales sustituyeron a los catalanes en los principales mercados mediterráneos y, a inicios del siglo XVI, solo las plazas conquistadas en el norte de África por la Monarquía Hispánica mantenían viva la actividad comercial catalana. Estos factores, junto al endeudamiento de la monarquía y las revueltas campesinas, generalizaron un ambiente de crisis económica. Por otro lado, la llegada al poder de los Trastámara tras el compromiso de Caspe relegó a Barcelona como centro político y comercial de la Corona de Aragón. El rey Alfonso el Magnánimo fijó la corte en Nápoles, alejándose de los intereses peninsulares e iniciando una política imperialista situada muy por encima de sus posibilidades, que agravó la crisis.
Desde 1333, primer año de hambre debido a unas malas cosechas, se sucedieron los desastres: en 1348 la peste negra asoló la ciudad, reapareciendo cíclicamente hasta finales del siglo XV: 1363, 1371, 1396, 1410, 1429, 1439, 1448, 1466, 1476, 1483, 1494 y 1497. En siglo y medio, la población se redujo en unos 10 000 habitantes. En 1359, Barcelona fue asediada por mar por parte de la flota castellana de Pedro I el Cruel, en el contexto de la Guerra de los Dos Pedros (1356-1375). Además, el terremoto del 2 de febrero de 1428 dejó un saldo de veintidós fallecidos. Por otro lado, en 1391 se produjo un asalto al barrio judío del Call, debido a la acusación infundada de originar la peste, que se saldó con una matanza de buena parte de la población judía. El barrio ya no se recuperó, hasta que, en 1401, el rey Martín el Humano lo clausuró; la expulsión total de los judíos se materializó en 1492, ordenada por los Reyes Católicos.

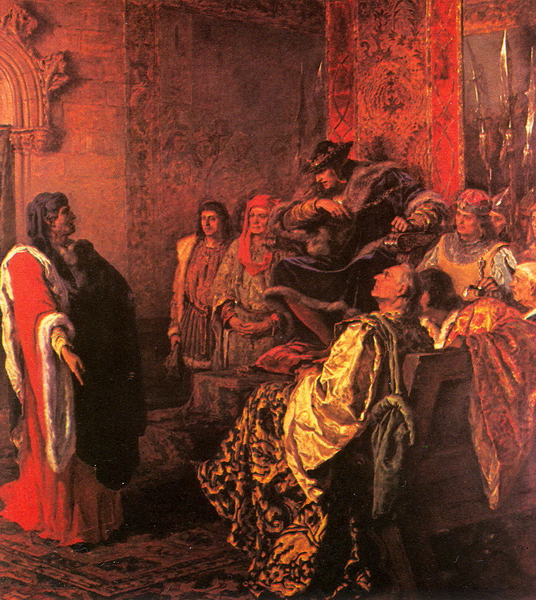
Joan Fiveller exige a Fernando I que pague el vectigal (óleo de Ramón Tusquets, 1885).

La crisis económica, de escala europea desde mediados del siglo XIV, afectó gravemente a Barcelona, que tuvo que recurrir a emisiones de deuda pública para financiarse: se emitieron títulos de rentas perpetuas (censals, con un interés del 7,14 %) o vitalicios (violaris, con un interés del 14,28 %), lo que, unido al descenso de los ingresos por impuestos municipales (del 84 % en 1359 al 34 % en 1414), provocó una grave recesión económica. También perjudicó a la economía el cambio de moneda del cruzado al florín, ordenado por Pedro IV en 1346, una medida contraproducente por las fuertes cargas necesarias para mantener la solidez de la nueva moneda, lo que produjo continuas devaluaciones.
La relación con la nueva dinastía reinante fue tensa, lo que se reflejó en el conflicto del vectigal (1416), un impuesto sobre las transacciones de carne y pescado fresco, que enfrentó al Consejo de Ciento con el rey Fernando I. En una estancia en la ciudad, los emisarios del rey compraron vituallas y se negaron a pagar el impuesto, lo que motivó una enérgica protesta del conseller segon, Joan Fiveller, ante el rey. Finalmente, hubo una solución de compromiso: el rey no pagó, pero lo hizo en su nombre uno de sus subordinados, Bernat de Gualbes. Durante el reinado de Fernando I se compilaron las Constitucions i altres drets de Catalunya (Constituciones y otros derechos de Cataluña, 1413-1422, primera edición en 1495).
Durante este tiempo se sucedieron las revueltas populares, lo que propició la creación de dos facciones enfrentadas: la Biga, un grupo ligado a la oligarquía noble y eclesiástica; y la Busca, un estamento de las clases populares, mercaderes y artesanos. En 1453, la Busca accedió al gobierno municipal, y propulsó una serie de reformas como la democratización del gobierno municipal, la devaluación de la moneda y el proteccionismo comercial. Tras siete años de gobierno, la Biga, apoyada por la Generalidad, retomó el poder municipal, e inició una política revanchista que conllevó la ejecución de diversos dirigentes de la Busca.

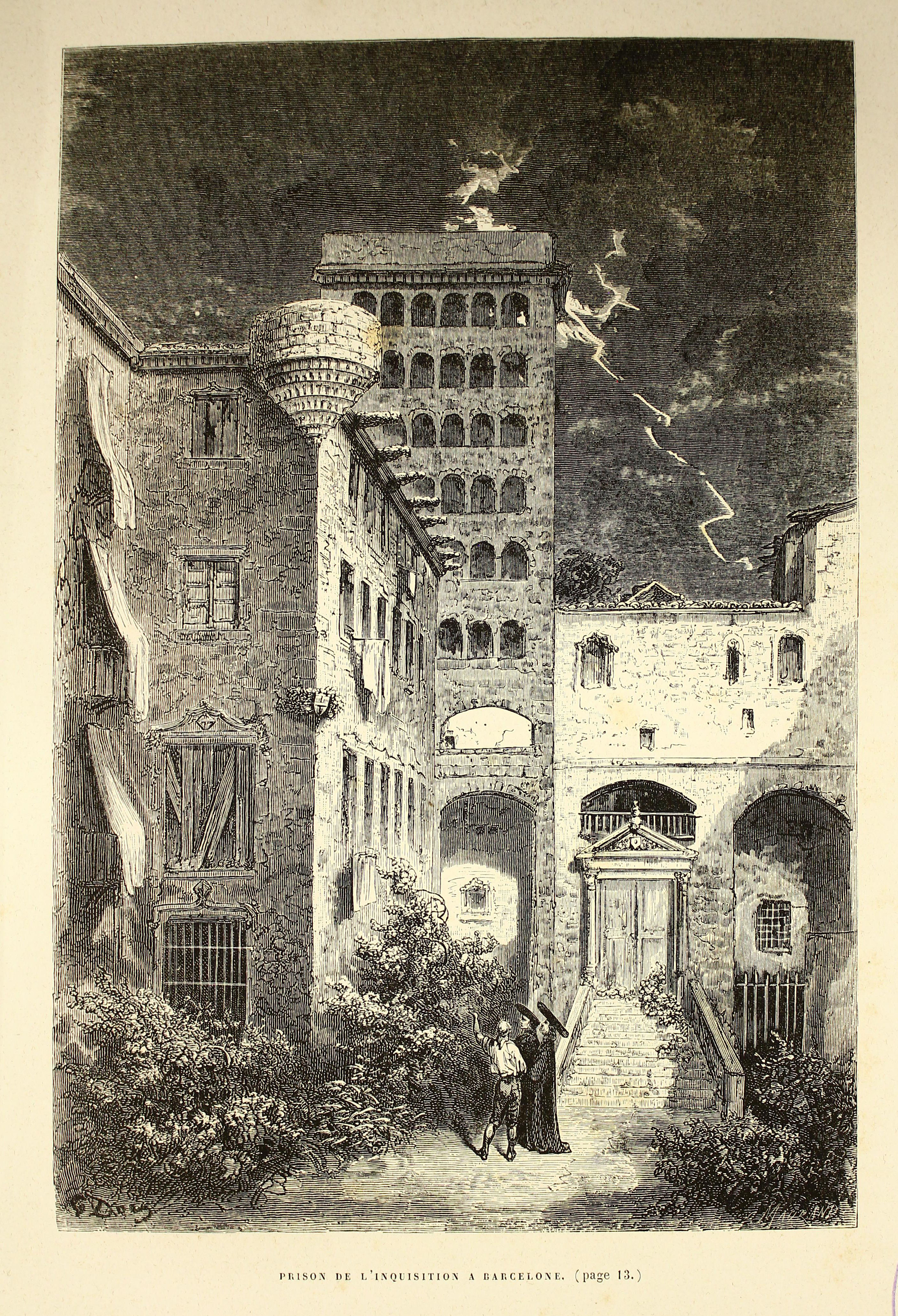
Prisión de la Inquisición en Barcelona, grabado de Gustave Doré (1874).

Por otro lado, la ciudad se vio involucrada en el conflicto entre Juan II y su hijo, Carlos de Viana, enemistados por la sucesión al reino de Navarra tras la muerte de la reina Blanca, esposa de Juan y madre de Carlos. Esta rivalidad se reflejó en el terreno político: Juan, enfrentado a la oligarquía que pretendía recortar los derechos reales, se apoyó en las clases populares, especialmente los remensas, campesinos ligados a la tierra por lazos de vasallaje, cansados de los malos usos ejercidos por los terratenientes sobre ellos; en contrapartida, Carlos se apoyó en la oligarquía. Así, una vez recuperado el control de la ciudad por la Biga, apoyaron al príncipe en sus pretensiones, y fue recibido triunfalmente en la ciudad en 1460. Poco después, el príncipe fue encarcelado en Lérida acusado de traición, por lo que las Cortes levantaron un ejército contra el rey y le obligaron a liberarlo. De vuelta en Barcelona, al poco tiempo el príncipe falleció, pero ya había una situación tensa entre la monarquía y los dignatarios catalanes.

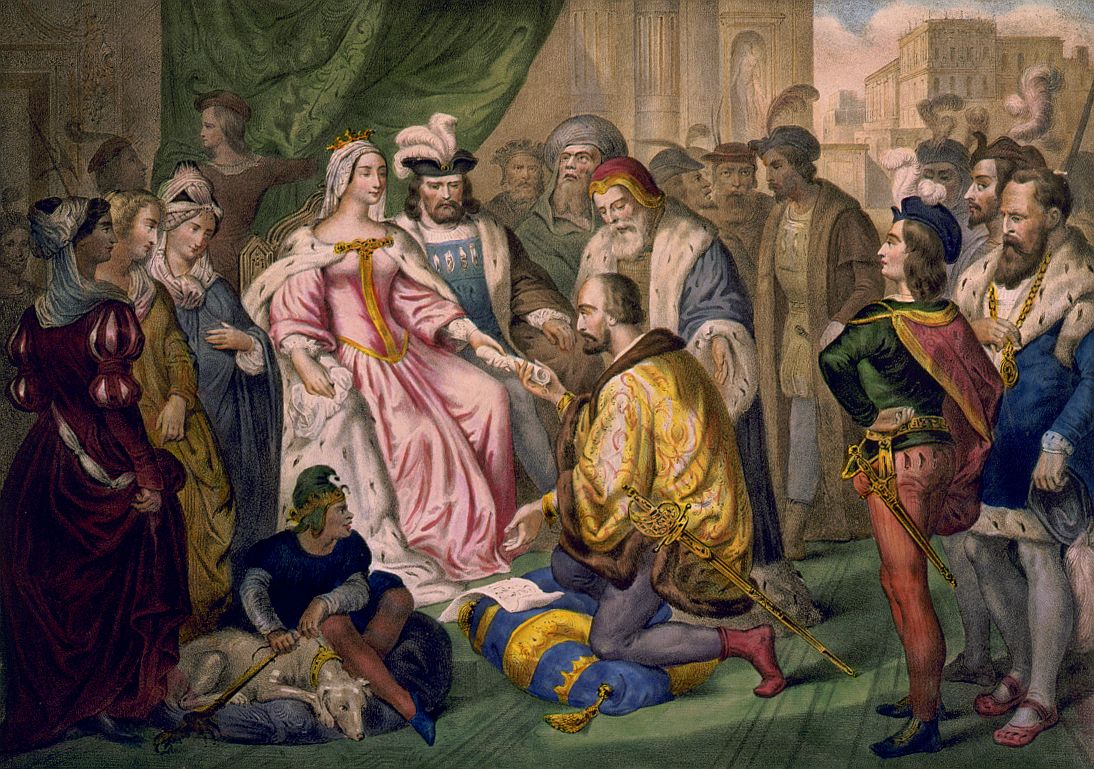
Recepción en Barcelona de Cristóbal Colón por los Reyes Católicos.

En 1462 estalló la revuelta de los remensas, a los que combatió la Generalidad. La reina Juana Enríquez buscó el apoyo de la Busca, que fue inmediatamente disuelta por la Generalidad, por lo que la reina tuvo que huir a Gerona, donde fue sitiada por las tropas de la Generalidad. Al ser socorrida por el rey Juan II, quien al entrar militarmente en el Principado transgredió un acta constitucional, se inició una guerra civil entre el rey y la Generalidad (1462-1472), que involucró a otros países: Juan II contó con el apoyo de Francia, mientras que la Generalidad obtuvo la ayuda de Castilla, a cambio de ofrecer la corona a Enrique IV. Más adelante, tras la renuncia de Enrique IV, la Generalidad ofreció la corona al condestable Pedro de Portugal; y, tras la muerte de este, a Renato de Anjou, con lo que se invirtieron las tornas: Francia pasó a ayudar a la Generalidad, y Castilla a Juan II, tras el matrimonio de su hijo Fernando con Isabel. Finalmente, la contienda acabó con la toma de Barcelona por el ejército real en 1472. La Paz de Pedralbes (1472) preservó los privilegios del gobierno municipal, pero diez años de guerra supusieron el hundimiento económico de la ciudad.
El hijo de Juan, Fernando II —apodado el Católico—, buscó la pacificación general, e introdujo el proceso de insaculación en la designación de cargos en la Generalidad y el Consejo de Ciento. En las Cortes de 1480-1481 se introdujo la Constitución de la Observancia, que instauró el equilibrio entre las pretensiones reales y las de la oligarquía catalana. También propició la Sentencia arbitral de Guadalupe (1486), que abolió los malos usos feudales. Por otro lado, estimuló la economía con su política de Redreç, por la que reservaba a la marina catalana los mercados de Sicilia y Cerdeña, al tiempo que estipulaba una protección arancelaria para las manufacturas catalanas.
Fernando se casó con Isabel I de Castilla, una unión dinástica que no implicó la unidad de los reinos, que mantuvieron sus instituciones y particularidades, incluida una moneda diferente. En 1486 se estableció en Barcelona la Inquisición, y se nombró primer inquisidor al dominico Alfonso de Espina, quien en 1488 realizó su primer auto de fe, que llevó a la hoguera a cuatro personas. Fernando sufrió un atentado en 1492 durante su estancia en Barcelona, por parte de un campesino, Juan de Cañamares, probablemente perturbado mental, quien le hizo una herida en el cuello. Los Reyes Católicos recibieron en Barcelona a Cristóbal Colón al regreso de su primer viaje a América, en 1493. Ese mismo año firmaron con Carlos VIII de Francia el Tratado de Barcelona, por el que recuperaban Rosellón y Cerdaña, tomadas por Francia durante la guerra civil, a cambio de reconocer los derechos del francés sobre el reino de Nápoles.

### Territorio

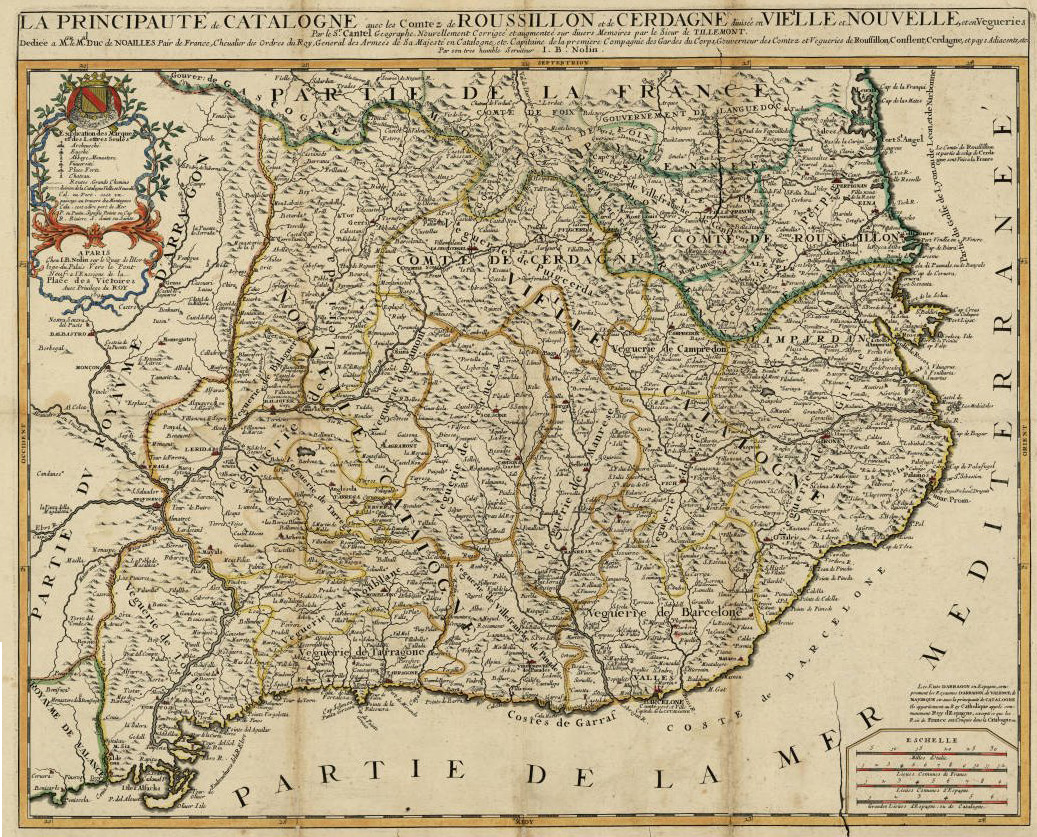
Mapa de Cataluña dividida en veguerías (1694), publicado en el Atlas royal contenant les cartes generales du monde, de Jean-Baptiste Nolin.

El territorio de la ciudad durante la época medieval excedía el de su recinto urbano, delimitado por sus murallas. Entre los siglos viii y xiv Barcelona fue delimitando un área de influencia con las localidades de su entorno, que llegó a englobar una superficie de unos 275 km². En el siglo XI el territorio de la ciudad se hallaba aproximadamente entre Molins de Rey, Collserola y Vallvidrera hasta el mar, por un lado, y entre Badalona y Cornellá. Posteriormente se amplió este territorio hasta Montgat y hasta Castelldefels, en el otro extremo de la costa, tal y como recogen los Usatges en el siglo XII. Hasta el siglo XIV este territorio se amplió hasta Mataró y Caldas de Estrach, además de Moncada y Abrera; ese siglo se amplió provisionalmente con Rubí, Vilamajor y Las Franquesas, pero estos no llegaron a consolidarse. El dominio institucional de la ciudad sobre este territorio desapareció en 1716, con el decreto de Nueva Planta.
Este territorio se estructuró jurisdiccionalmente como veguería, un tipo de demarcación establecida alrededor de una ciudad o vicus, y administrada por un vicario (veguer), usual en Cataluña durante la Edad Media. Por el oeste delimitaba con la veguería del Panadés, a través de los términos de Eramprunyà, Cervelló, Corbera, Castellví y Martorell; por el norte y el este delimitaba con la veguería del Vallés, con frontera en las localidades de El Papiol, Molins de Rey, Vallvidrera, Santa Coloma de Gramanet, la Conreria y Montgat. Posteriormente se amplió esta demarcación con las localidades de Abrera, San Esteban de Sasroviras, Castellbisbal, Alella, Teyá, Vilasar, Burriac, Cabrils, Argentona, Mataró, Llavaneras y Caldas de Estrach.

Vilamajor fue una de las localidades convertidas en «calles» de Barcelona, por lo que añadió el blasón de la ciudad a su escudo.

Por otro lado, a lo largo del período medieval Barcelona adquirió diversas baronías, por lo que se convirtió en señora feudal. Estas adquisiciones, generalmente por compra, respondían a intereses estratégicos de la ciudad, para asegurarse centros de abastecimiento o controlar ciertas rutas viarias. Así, en 1390, la ciudad compró el castillo y lugar de Moncada, así como la señoría alodial del castillo de Cervelló; y, en 1400, el castillo de Flix y el lugar de la Palma. Otras adquisiciones se hicieron para ayudar económicamente al monarca: en 1391 se compró a carta de gracia —con retroventa— el castillo de Arraona y las villas de Sabadell, Tarrasa, Tárrega, Vilagrasa, Elche y Crevillente, estas dos últimas retornadas en 1473; y, en 1409, una parte del condado de Ampurias (Castellón y el valle de Banyuls). Otras compras, por distintos intereses, fueron: la señoría alodial del castillo de Montornés (1390), Caldas de Estrach (1396), la bailía de Fortiá (1445) y la baronía de Montbui (1490). Barcelona conservó estas baronías hasta el siglo XVII.
Cabe señalar también un privilegio que la ciudad podía conceder a otras localidades por el cual pasaban a ser consideradas como «calles» de Barcelona, y así quedaban bajo la protección institucional de la ciudad: el carreratge. En estos casos, la jurisdicción de estas localidades se compartía entre la ciudad y el monarca: la primera mantenía la titularidad y, el segundo, el usufructo. Barcelona llegó a tener 74 localidades consideradas como calles, entre ellas: Igualada, Cardedeu, Vilamajor, Llissá de Munt, La Ametlla, San Felíu de Codinas, Mollet del Vallés, Sardañola del Vallés, Granollers, Caldas de Montbui, Montmeló, San Cugat del Vallés, Santa Perpetua de Moguda, Vallvidrera, Martorell, Molins de Rey, Olesa de Montserrat, Mataró, Vilasar de Dalt, Argentona, Premiá de Mar, Villanueva y Geltrú, Moyá, Palamós, San Sadurní de Noya, Ripoll y Cambrils.
En cuanto a la división administrativa de la ciudad, la primera delimitación se estableció en 1389, fecha en que se dividió el recinto urbano en cuatro cuarteles (quarters): Framenors, Pi, Mar y Sant Pere. Esta división se efectuó estableciendo una cuadrícula con la plaza del Trigo como centro geométrico, con una separación de los cuarteles del norte y del sur fijada en el antiguo cardo maximus romano. En el siglo XV se añadió otro cuartel, el de El Raval, con lo que se estableció una división que llegó hasta el siglo XVIII.
Por último, cabe remarcar que Barcelona tenía plena autonomía para actuar incluso con las armas en defensa de su territorio y sus intereses, ante cualquier conflicto planteado con otros señores feudales de su entorno. Así, la ciudad tenía una milicia formada por los diversos estamentos de la ciudad, el somatén u host reial, bien preparado y organizado, que actuaba según requiriese la situación.

### Sociedad

Representación de los tres estamentos: quien reza (oratores), quien lucha (bellatores) y quien trabaja (laboratores).

La sociedad de la época era estamental, con clases sociales bien definidas y poca movilidad vertical ascendente. Había tres estamentos: la nobleza, el clero y el general (o «brazo real»). Este último se dividía a su vez en tres categorías o «manos»: la mà major, formada por el patriciado urbano, la burguesía económica, altos funcionarios y otros personajes relacionados con el poder económico, llamados en general ciutadans honrats («ciudadanos honrados»); la mà mitjana, compuesta por mercaderes y profesionales (notarios, juristas, cirujanos, farmacéuticos, escribanos); y la mà menor (o poble menut), en que se englobaban las clases populares, formadas por obreros, artesanos, peones, pequeños comerciantes y otros. Fuera de estos estamentos se encontraban los excluidos de la sociedad: esclavos, mendigos y prostitutas, además de los judíos, aunque algunos de estos tuviesen gran poder adquisitivo. Las diferencias sociales y el monopolio del gobierno municipal por la oligarquía urbana provocaron tiranteces en ciertos momentos, y ocasionalmente se vivió alguna rebelión popular, como la protagonizada por Berenguer Oller en 1285 en demanda de una distribución del poder municipal.
La vida diaria se centraba en los trabajos artesanales y el comercio, que se celebraba en los escasos espacios públicos de la ciudad: en la plaza del Aceite se vendía aceite, huevos, queso y aves de corral; en la plaza del Trigo, trigo y harina; y en las plazas Nueva y de las Coles se vendían frutas y verduras. Había diversas carnicerías por toda la ciudad, pero solo una pescadería, en el barrio costero de la Ribera. Había también esparcidas por la ciudad diversas tiendas de víveres como legumbres, manteca y salazones, tabernas donde se servía vino y tiendas de especieros, que despachaban especias, dulces y azúcar. Pese a todo, el alimento básico era el pan, que se solía preparar en el hogar, y luego se llevaba a cocer a los hornos públicos, que también lo vendían. Se solía hacer de harina de trigo, cebada, cereales o legumbres (garbanzos o habas), aunque el más caro era el de trigo, por lo que solo estaba al alcance de las clases pudientes. Los trabajos artesanales estaban agrupados en gremios, cada uno de los cuales ocupaba una zona específica de la ciudad, hecho palpable aún hoy en día por el nombre de diversas calles del casco antiguo.

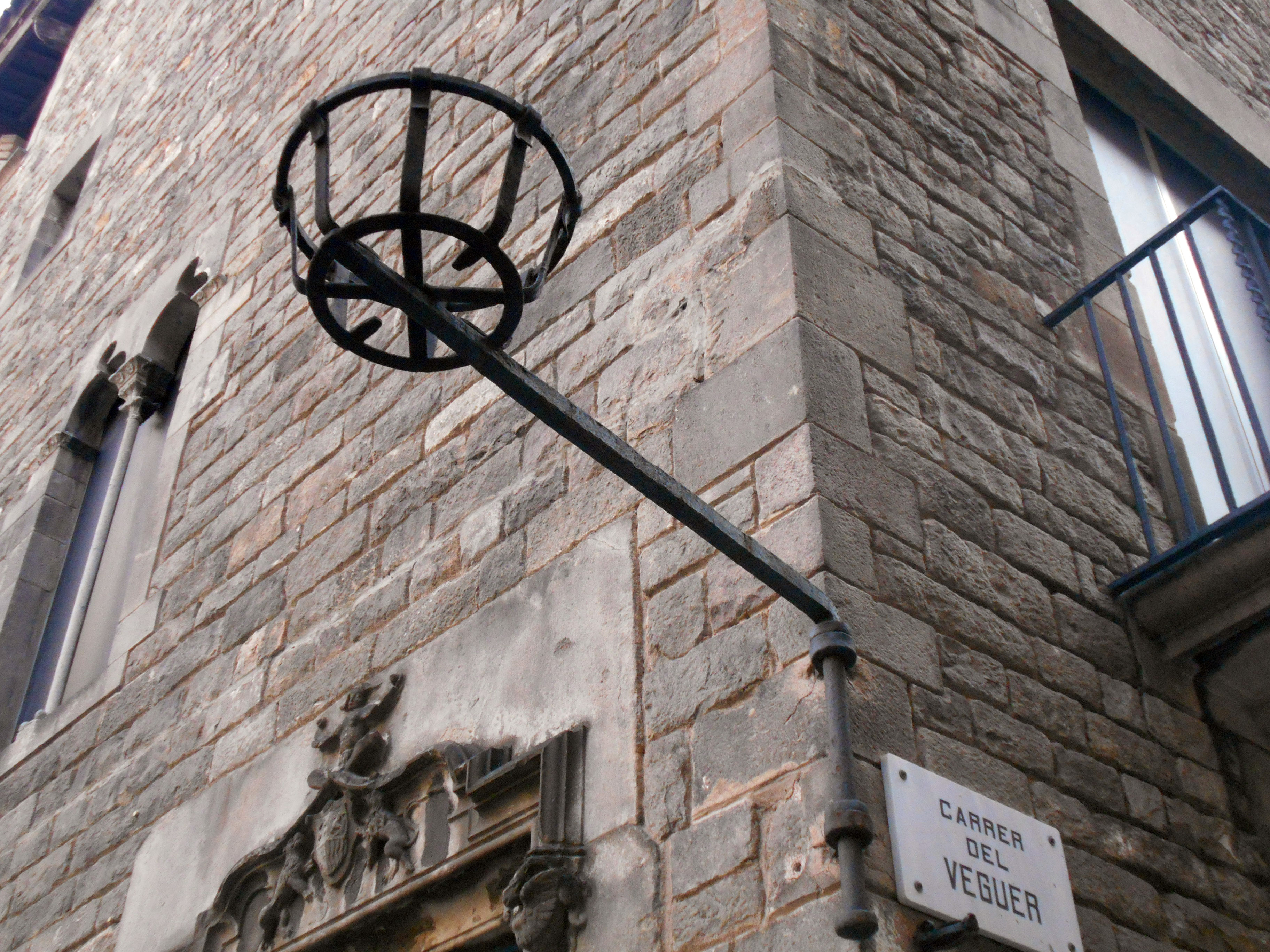
Tedero de la plaza del Rey.

Las casas solían ser del «tipo artesanal», con una planta baja destinada al taller y uno o dos pisos de vivienda, generalmente con unas medidas de 4 m de ancho y 10-12 de profundidad, a veces con un pequeño huerto en la parte posterior. No tenían baño, ya que la higiene no era una costumbre muy extendida; algunas casas tenían retrete en el patio o huerto, que daba a un pozo ciego, pero si no las necesidades se efectuaban en un orinal, que a menudo se vaciaba en la calle.
La actividad diaria quedaba frenada por la noche, horario en que se cerraban las puertas de la ciudad y la gente se quedaba en sus casas. En esas horas no se podía gritar, andar disfrazado o sin llevar alguna luz, pues era motivo de sospecha y denuncia. En esa época apenas había iluminación nocturna pública, tan solo algunos tederos esparcidos por la ciudad, con combustible de madera resinosa o alquitrán; aún se conserva alguno, como los de la plaza del Rey o los de la iglesia de Santa María del Mar. La única actividad se centraba en los burdeles: en esa época se reguló la prostitución, actividad que solo se podía ejercer de los doce a los veinte años, y bajo un férreo control por parte de las autoridades; las prostitutas debían vestir de blanco y con un cinturón azul cuando salían a la calle y, en Semana Santa, eran confinadas en conventos. La mayor parte de los burdeles se hallaba en las Ramblas.
En el ámbito festivo, desde 1319 se inició la procesión de Corpus Christi, que pasó a ser la festividad más popular de la ciudad tanto en el ámbito religioso como social. Barcelona fue la segunda ciudad de todo el mundo cristiano en celebrar esta procesión, tras Roma. En la procesión participaban, además del clero y las autoridades civiles y militares, los principales gremios de la ciudad y, además de la comitiva, se celebraban unas comparsas teatrales llamadas entremeses. De estas comparsas surgieron algunas figuras tradicionales que aún perduran en las festividades de la ciudad, como los gigantes y cabezudos, los correfocs, diablos y dragones de fuego. Otra tradición del Corpus era L'ou com balla, consistente en hacer bailar un huevo sobre un surtidor de agua, que aún se practica en la catedral de Barcelona.

### Cultura

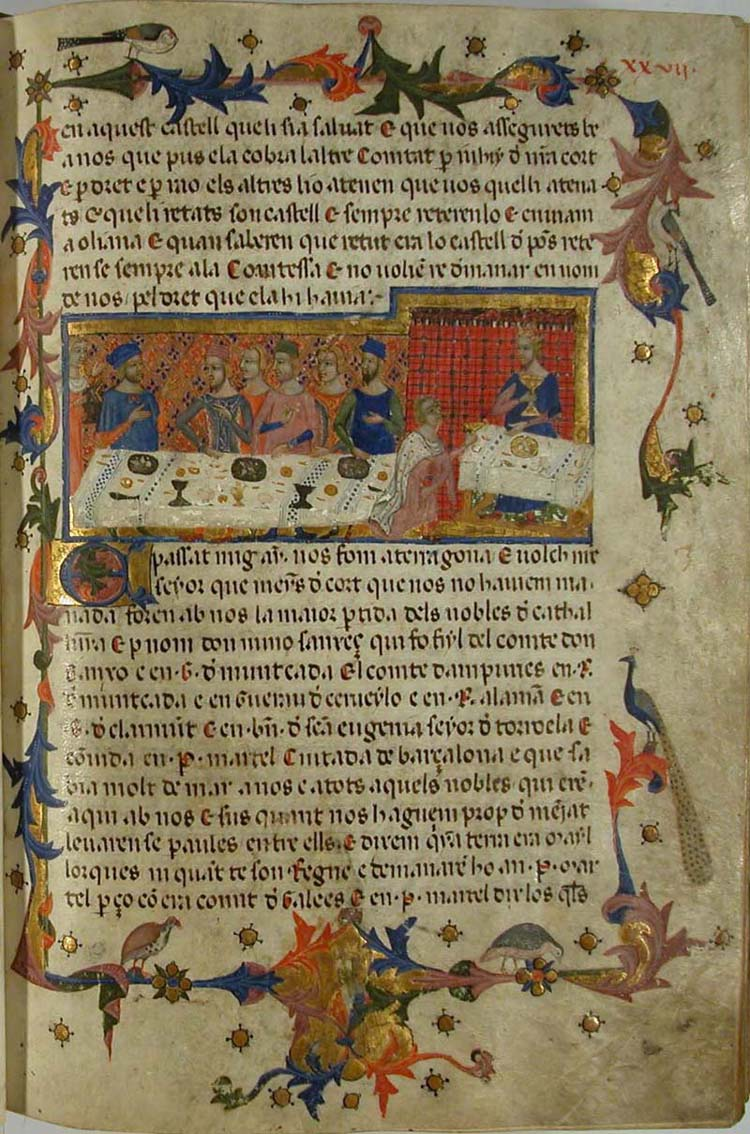
Llibre dels feits.

La cultura medieval se forjó con diversos sustratos procedentes de las diversas civilizaciones que dejaron su impronta en el territorio catalán desde la antigüedad, desde la sociedad hispanorromana, pasando por la visigoda, judía y musulmana, hasta la franca, además de otras influencias como la occitana. Las relaciones con el emirato de Córdoba, pese a la enemistad y las múltiples campañas militares entre ambos reinos, fueron fructíferas, tanto en el terreno económico como en el cultural: gracias al contacto con la civilización islámica llegaron a tierras catalanas —y, a menudo, sirvió de puente con Europa— adelantos culturales y descubrimientos científicos como la numeración arábiga, el álgebra, el astrolabio, el papel, la pólvora y la brújula; las técnicas médicas y los descubrimientos farmacéuticos; la filosofía y el pensamiento islámico, principalmente el averroísta; y también fue significativa la recuperación del legado cultural grecolatino, preservado por los musulmanes en un período de decadencia occidental.
Uno de los hechos más relevantes de este período a nivel cultural fue el surgimiento del catalán como idioma, a través de su evolución del latín vulgar local. En Barcelona, como sede del condado y una de las principales ciudades de la Corona de Aragón, se forjó el catalán más normativo, especialmente por la labor realizada por los escribanos de la Cancillería Real. En el siglo XV surgió uno de los primeros escritos normativos del catalán, Les regles de esquivar vocables o mots grossers i pagesívols, que aconsejaba un modelo de lengua basado en los dialectos de Barcelona y Valencia.
Durante la época medieval se consolidó el catalán como idioma literario: los primeros vestigios del catalán como lengua escrita aparecen en frases sueltas y pequeños textos en documentos jurídicos, administrativos o económicos, entre los siglos xi y xii; el primer texto escrito íntegramente en catalán es una traducción del Liber Iudiciorum del siglo XII; de comienzos del siglo XIII son las Homilies d'Organyà, una colección de sermones cuaresmales. Durante buena parte del período medieval la poesía se escribió en lengua de oc, mientras que el catalán proliferó en las crónicas, como el Llibre dels feits de Jaime I o las crónicas de Bernat Desclot y Ramón Muntaner. Uno de los principales escritores barceloneses de la época fue Bernat Metge, introductor del estilo renacentista en la literatura catalana (Lo somni, 1399).

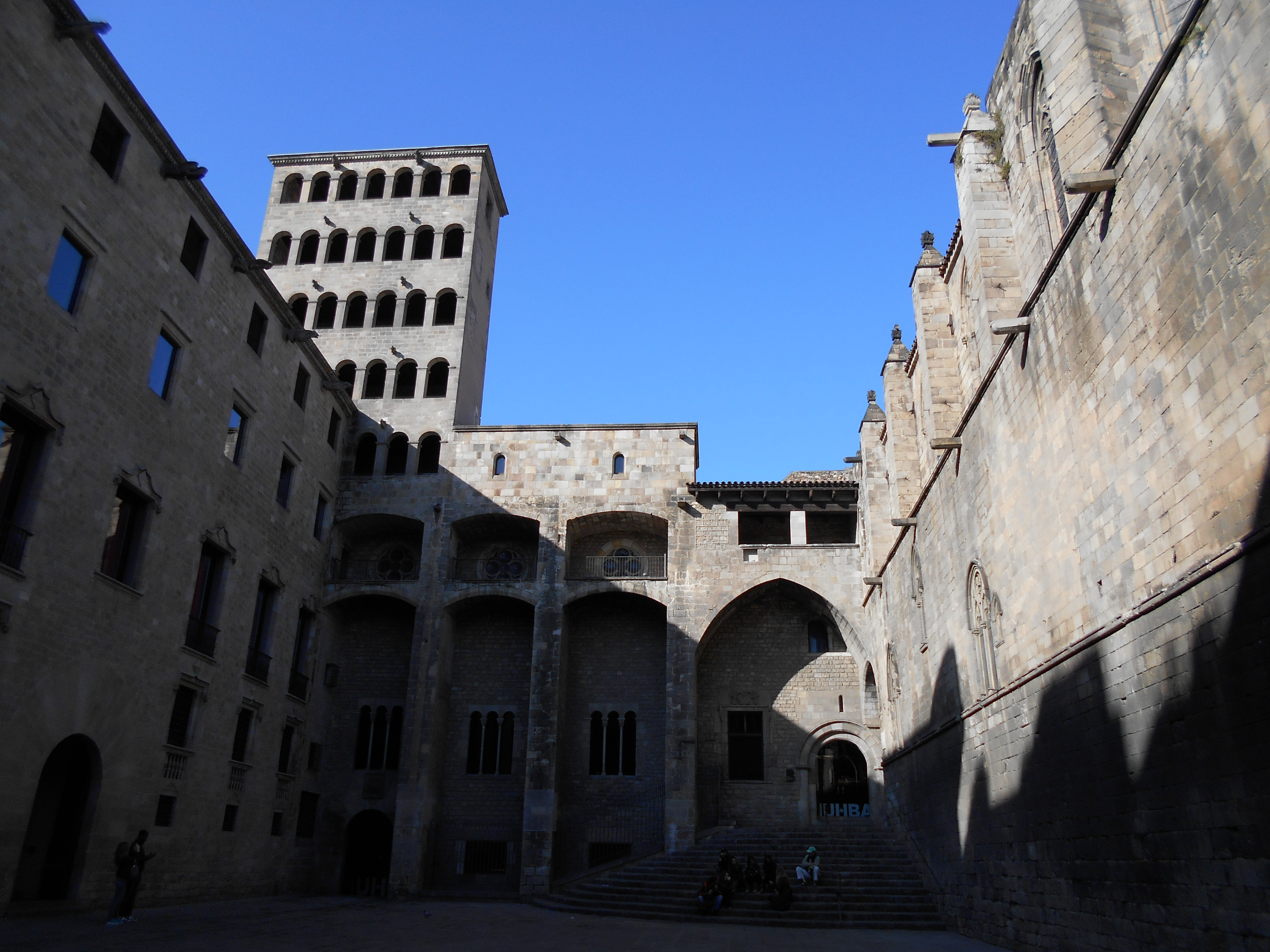
Palacio Real Mayor de Barcelona.

Durante este período la filosofía fue indisoluble de la teología, y floreció en los scriptoria monásticos. El dominico Raimundo Martí estudió en París con Alberto Magno, y fue condiscípulo de Tomás de Aquino. Arnau de Vilanova fue discípulo suyo. Joan Bassols estudió también en París, con Juan Duns Escoto. Ramon Llull pasó algunas estancias en Barcelona, donde recibió la protección de Jaime II; en 1392 se fundó la Escuela Luliana de Barcelona. De esta época cabe destacar también la filosofía judía, representada por Abraham Bar Hiyya, Bonastruc ça Porta —protagonista en 1263 de la Disputa de Barcelona con Pau Cristià—, Shlomo ben Adret y Hasdai Crescas.
Durante la Edad Media se dieron dos principales estilos artísticos: el románico y el gótico. El románico se desarrolló desde cerca del año 1000 hasta el siglo  XIII: en arquitectura destacan el monasterio de San Pablo del Campo (siglos xii-xiii), el monasterio de Santa Ana (siglo XII), y el Palacio Episcopal de Barcelona (siglo XIII). En escultura destacaron los talleres de San Pablo del Campo y del Palacio Episcopal, responsable este último probablemente del portal del claustro de la catedral. En cuanto a pintura, los primeros artífices conocidos son Arnau de Tarrasa y el maestro Martí, ya a finales del siglo  XIII.

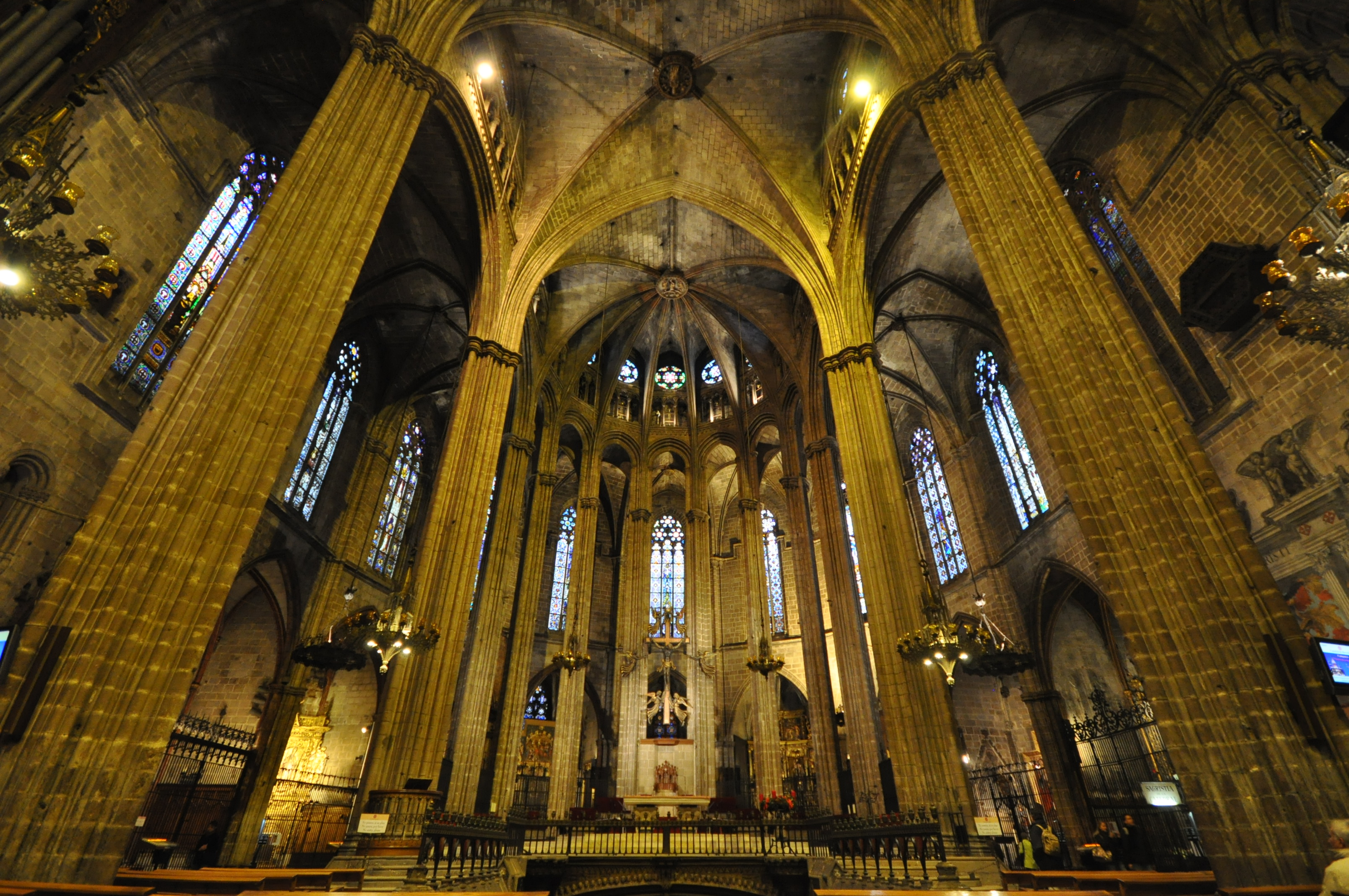
Catedral de la Santa Cruz y Santa Eulalia.

El gótico se desarrolló entre los siglos xiii y xvi. En arquitectura destaca la Catedral de Barcelona, reformada entre 1298 y 1405 (la fachada es del siglo XIX), además de las iglesias de Santa María del Pino (1319-finales del siglo XIV), Santa María del Mar (1329-1384), y Santos Justo y Pastor (1342-1360); en el terreno civil destacó el Palacio Real Mayor, la Casa de la Ciudad, el Palacio de la Generalidad de Cataluña, las Atarazanas, la Lonja y el Hospital de la Santa Cruz. En escultura, los primeros ejemplos destacados son los sepulcros de santa Eulalia de la Catedral de Barcelona y el de Elisenda de Moncada en el monasterio de Pedralbes; posteriormente destacaron Jordi de Déu y Aloi de Montbrai y, en el gótico internacional, Pere Sanglada y Pere Johan. En pintura hubo diversas fases: «gótico lineal» o «francogótico» (pinturas murales del Salón del Tinell y del Palacio Aguilar); «gótico italianizante» (Jaume Ferrer Bassa); «gótico internacional» (Joan Mates, Bernardo Martorell); y «gótico flamenquizante» (Lluís Dalmau, Jaume Huguet, Bartolomé Bermejo).
La música en esta época era preferentemente religiosa o cortesana, interpretada por cantores, organistas y ministriles, que tocaban instrumentos como flautas, laúdes, tambores, cornetas, chirimías, sacabuches y bajones. La Capilla de Música de la Corona de Aragón fue durante el siglo XIV uno de los centros musicales más relevantes de Europa.
Durante la Edad Media la ciencia estuvo circunscrita a los círculos monacales que preservaban los conocimientos legados por griegos y romanos, aunque no se avanzó especialmente en cuanto a investigación. En el siglo X el arcediano Sunifred Llobet tradujo un tratado astrológico del árabe al latín. También destacaron algunos estudiosos judíos del Call, especialmente en medicina y matemáticas. La primera universidad, el Estudio General, se fundó en 1450. Por otro lado, en 1474 se introdujo la imprenta, que ayudó enormemente a la difusión científica. En cuanto a medicina, en 1401 se creó el Estudio de Medicina para la docencia de esta actividad y, ese mismo año, se inició la construcción del Hospital de la Santa Cruz. Como médicos destacaron Pere Gavet, Semuel ben Benvenist y Antoni Ricard.

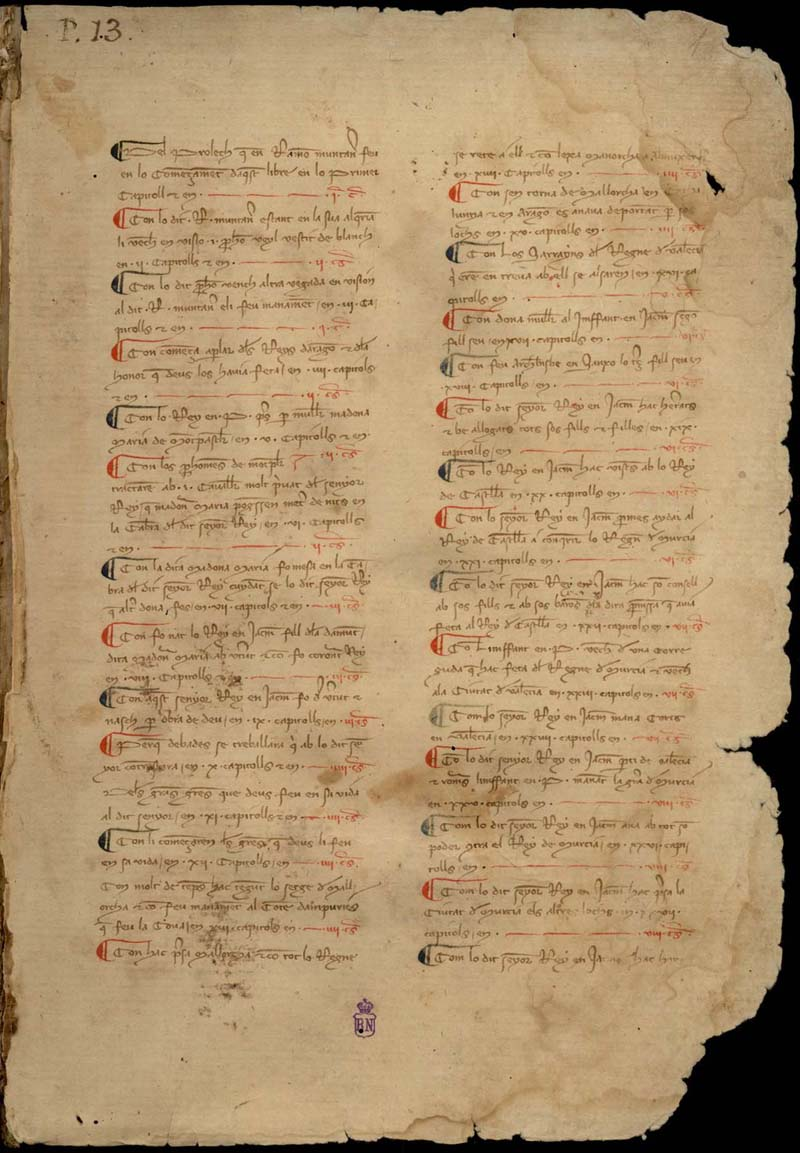
Crónica de Ramon Muntaner.
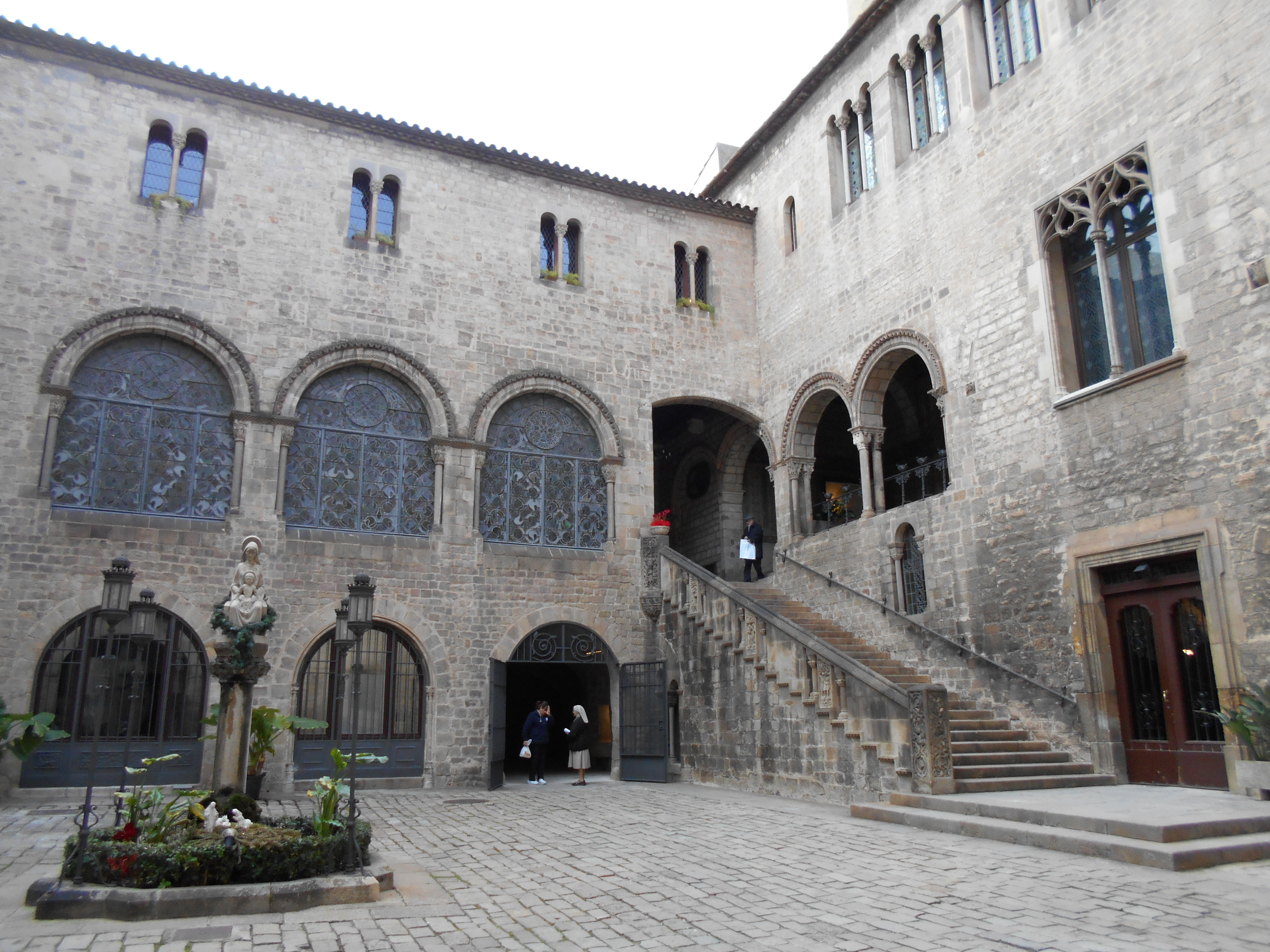
Palacio Episcopal de Barcelona.
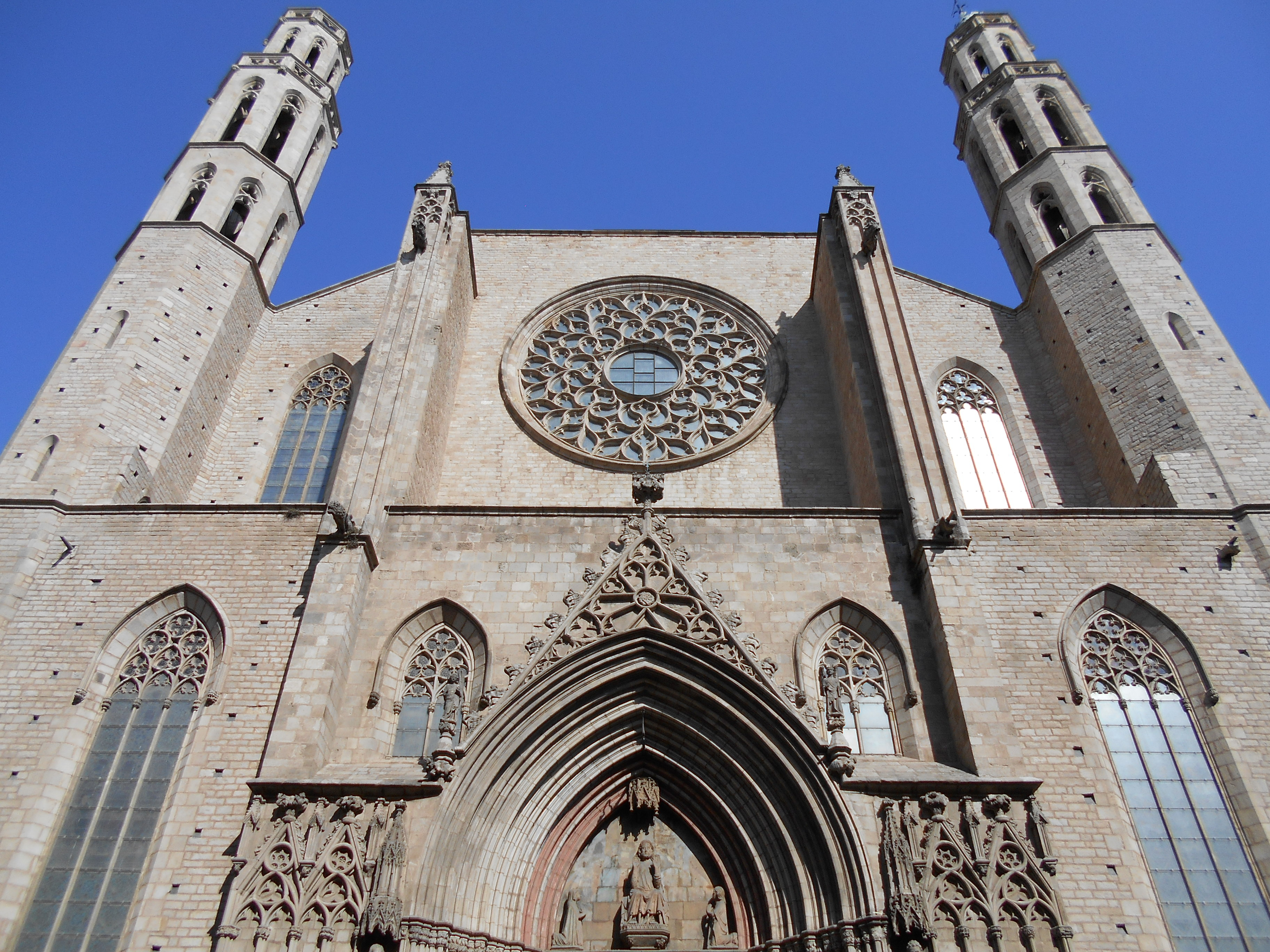
Basílica de Santa María del Mar.
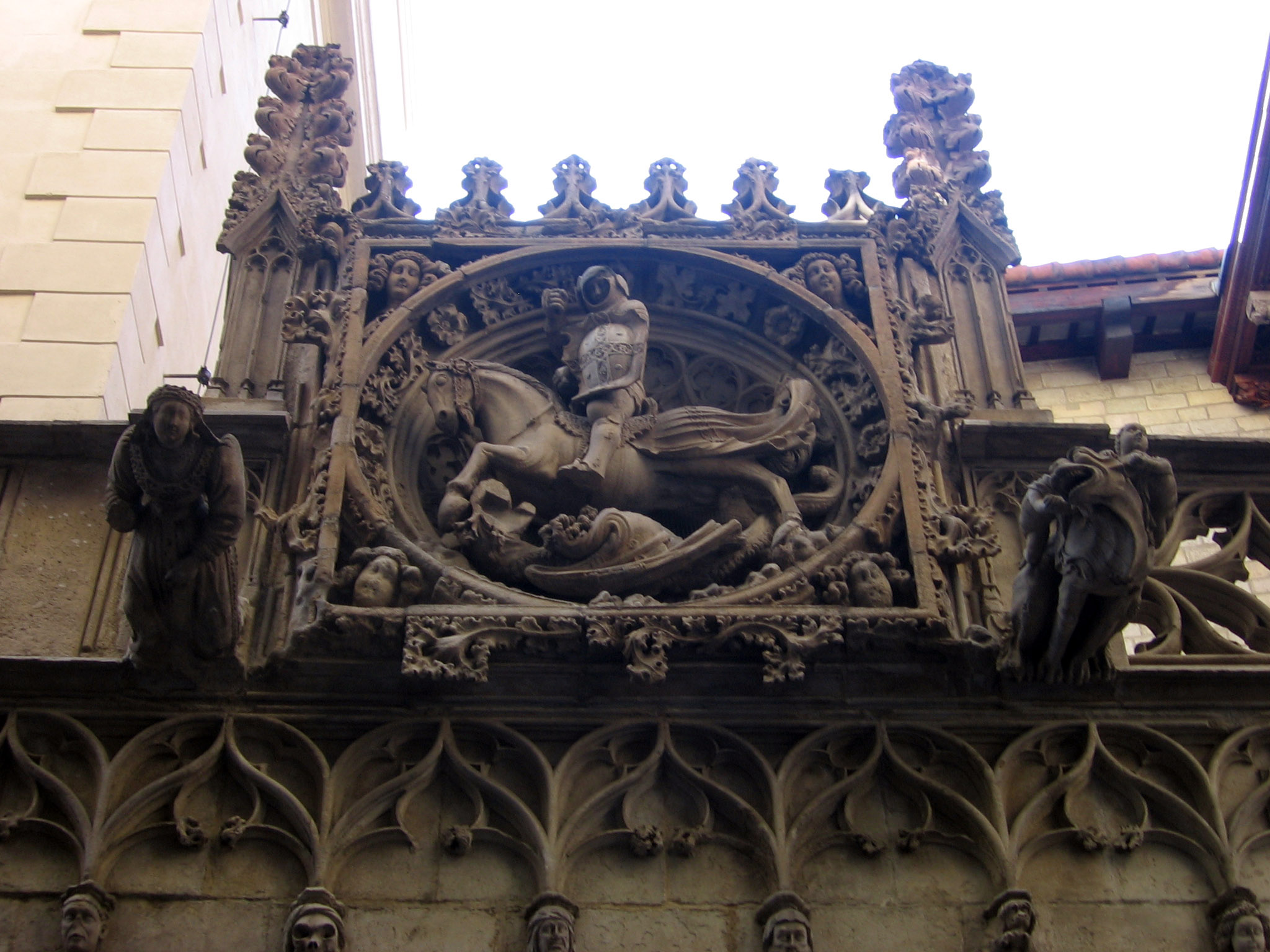
San Jorge (1418), de Pere Johan, Palacio de la Generalidad de Cataluña.
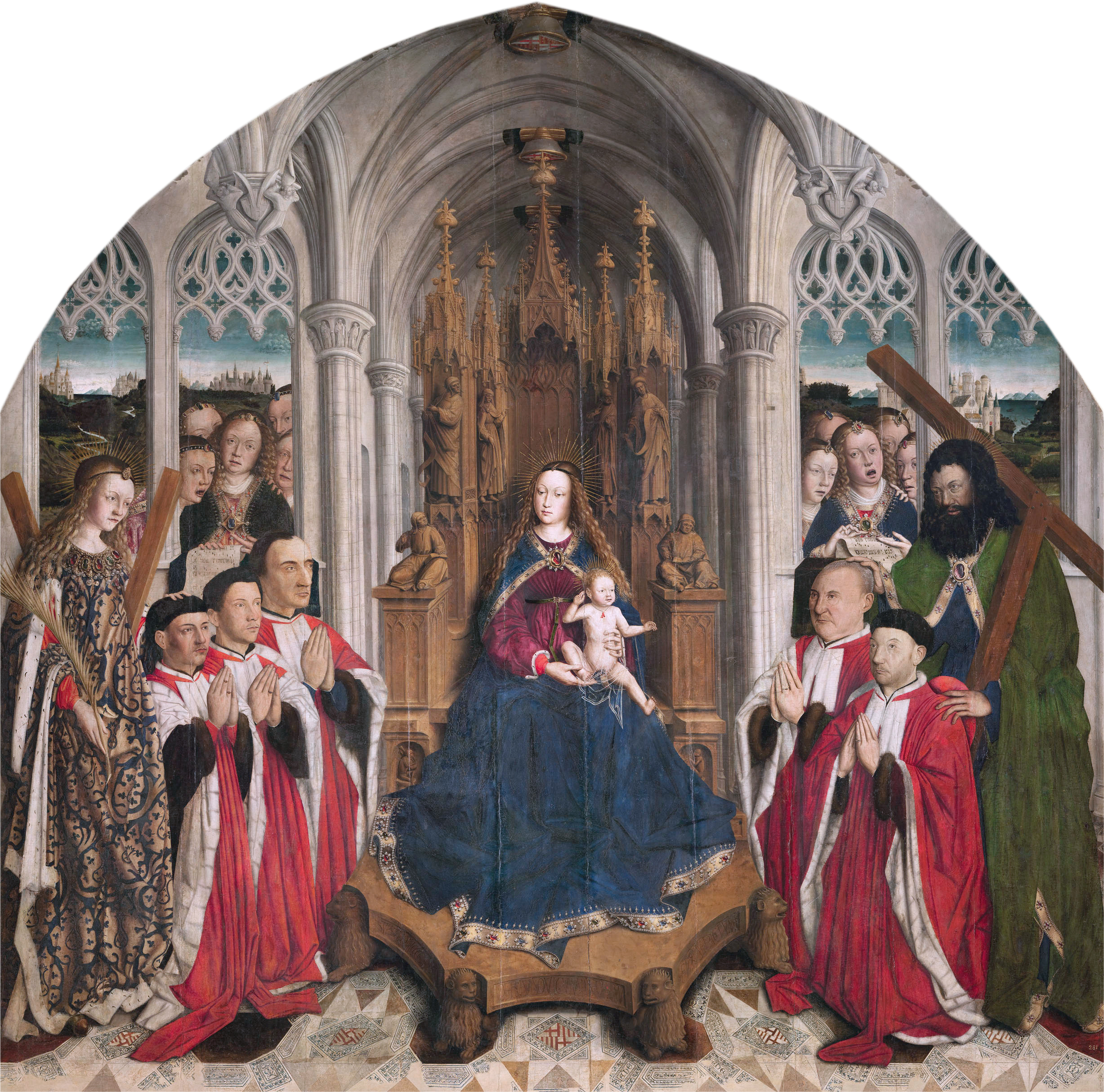
Virgen dels Consellers (1443), de Lluís Dalmau, MNAC.
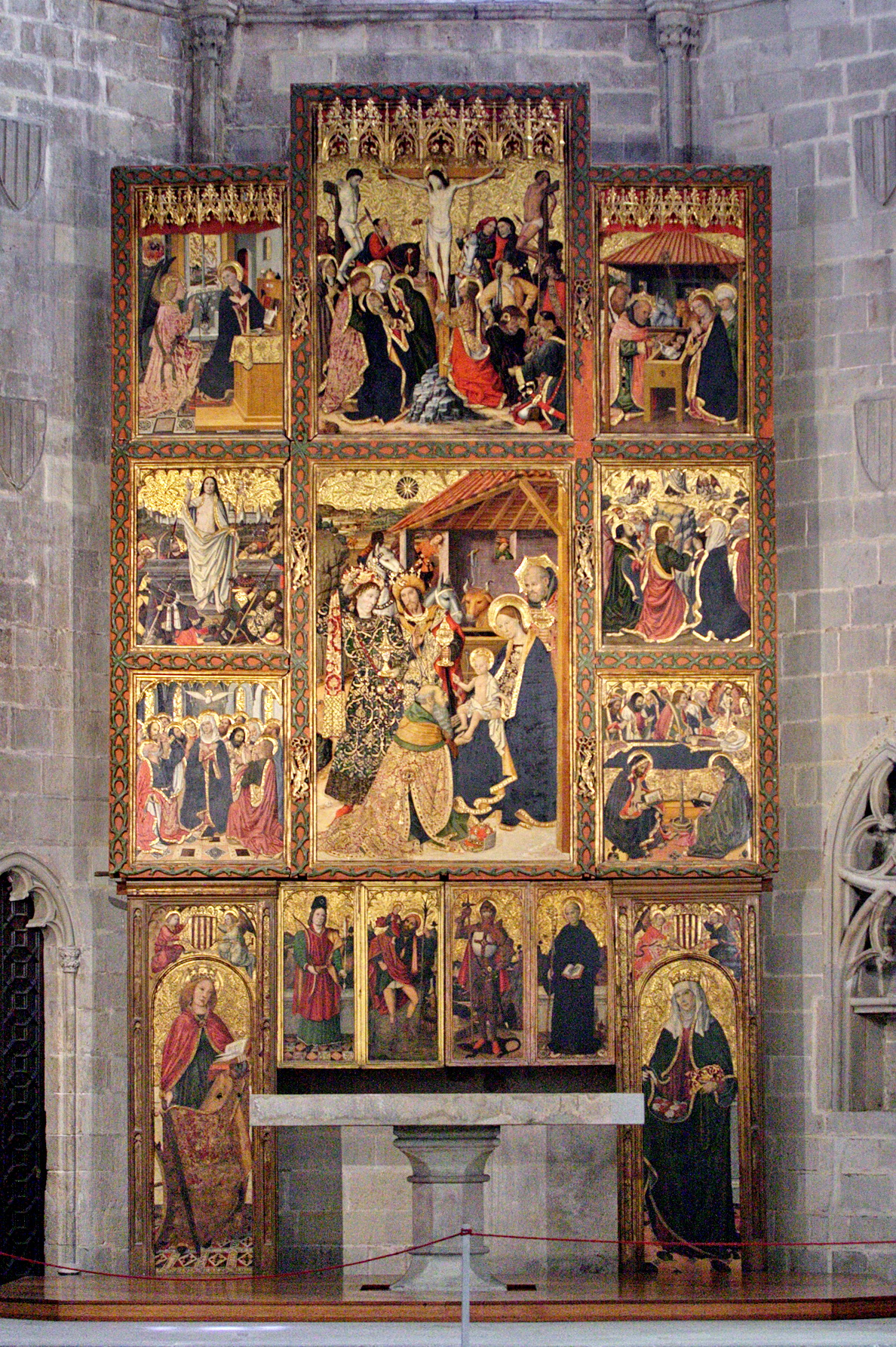
Retablo del Condestable (1465), de Jaume Huguet, capilla de Santa Ágata.
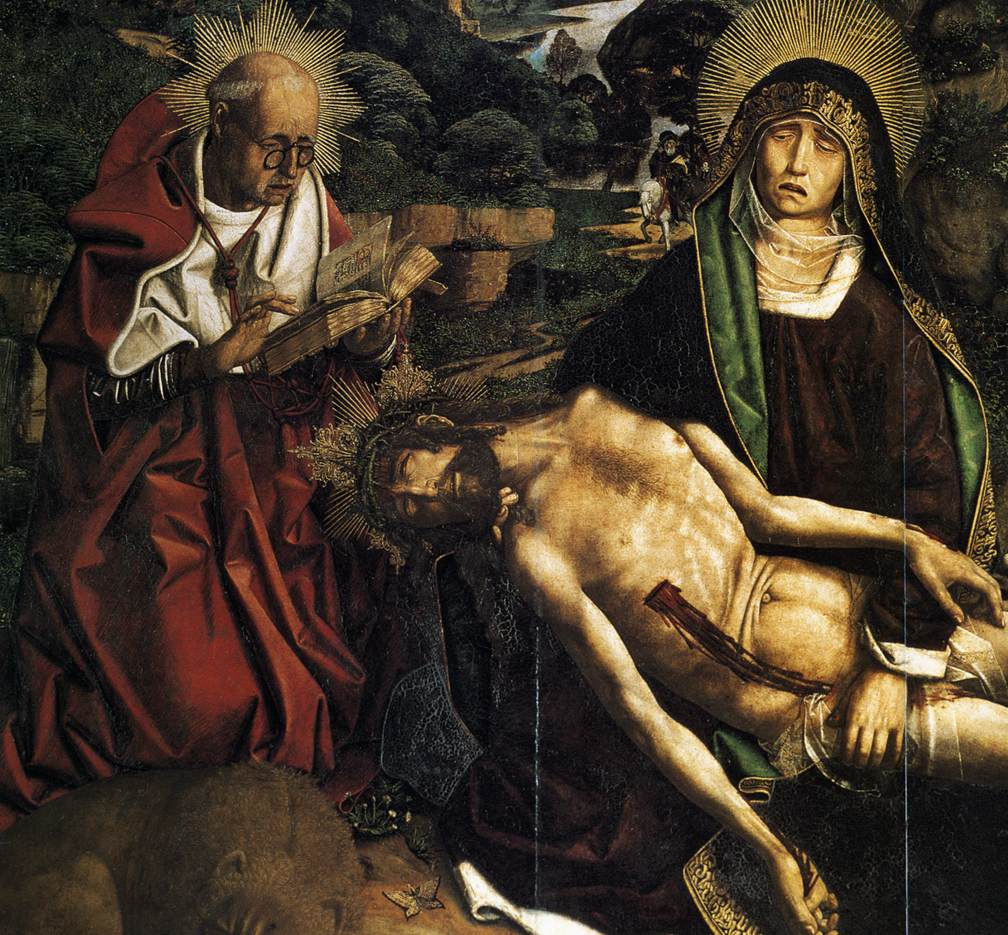
Piedad del canónigo Desplá (1490), de Bartolomé Bermejo, Catedral de Barcelona.

## Edad Moderna

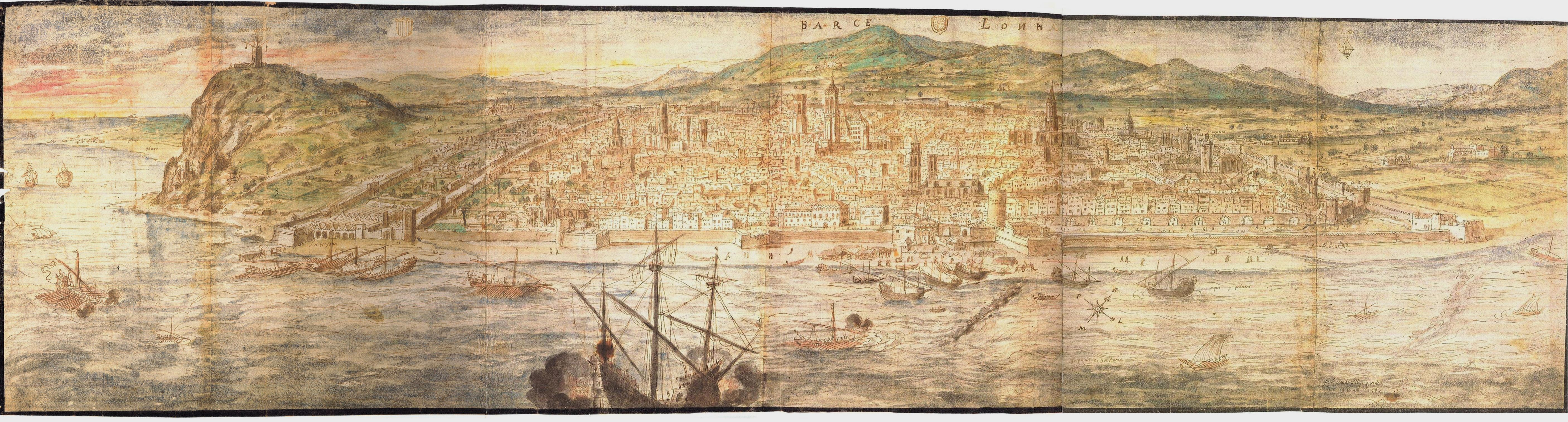
Barcelona en 1563, dibujo de Anton van den Wyngaerde.

En este período Barcelona pasó a formar parte de la Monarquía Hispánica, surgida de la unión de las coronas de Castilla y Aragón. Fue una época de alternancia entre períodos de prosperidad y de crisis económicas, especialmente por las epidemias de peste en el siglo XVI y por conflictos sociales y bélicos como la guerra de los Segadores y la guerra de Sucesión entre los siglos XVII y XVIII, aunque en este último siglo repuntó la economía gracias a la apertura del comercio con América y al inicio de la industria textil. La ciudad seguía encorsetada en sus murallas —la única ampliación fue en la playa, el barrio de La Barceloneta—, pese a que al final del período tenía casi 100 000 habitantes.

### La Barcelona gremial

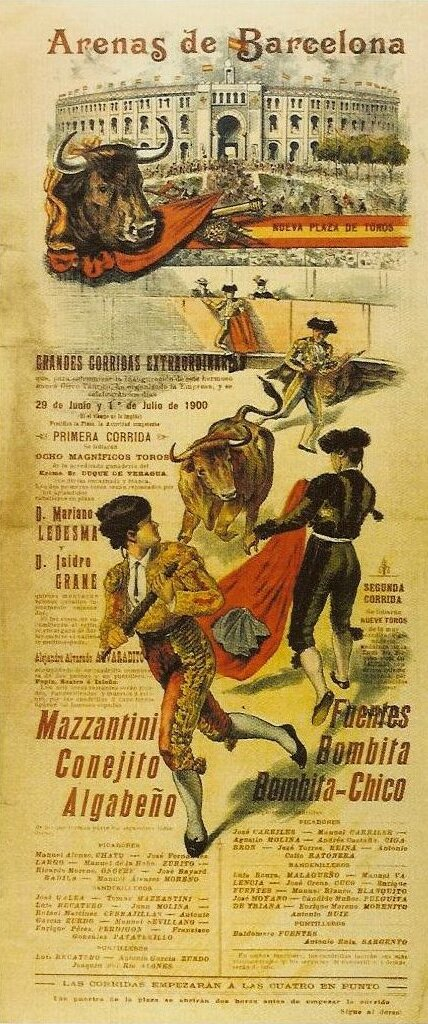
Cartel de inauguración de la Plaza de toros de las Arenas (1900).

Durante la primera mitad del siglo XVI continuaron las pestes y las hambrunas: en 1530 Barcelona perdió 6250 habitantes en cuatro meses por la peste; la falta de trigo era crónica, y representaba una preocupación constante para las autoridades de la ciudad, pese a que la Sentencia arbitral de Guadalupe benefició a la agricultura, que contó con nueva mano de obra gracias a la llegada de inmigrantes del sur de Francia, especialmente de Occitania, lo que palió el descenso demográfico.

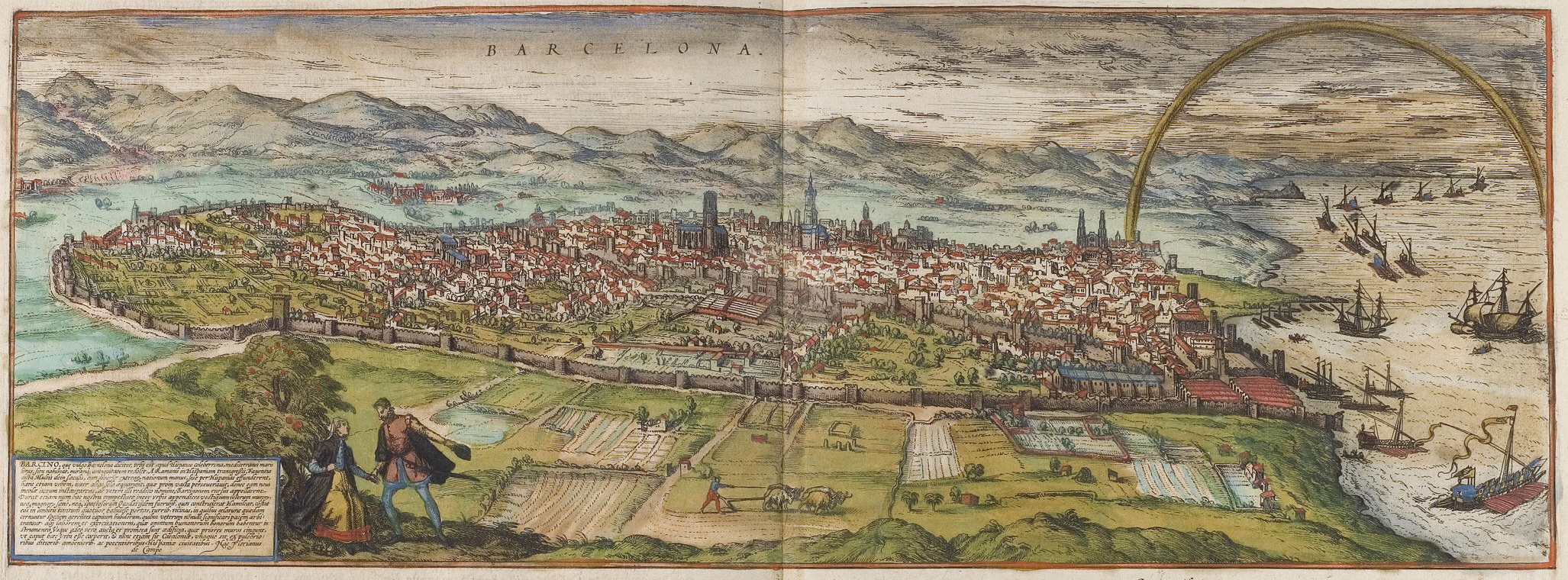
Barcelona hacia 1535, grabado de Georg Braun y Frans Hogenberg publicado en Civitates Orbis Terrarum (1572).

En este período se instituyó la figura del virrey —o lugarteniente—, generalmente de la nobleza castellana, el cual representaba al monarca y tenía funciones militares, administrativas, financieras y judiciales. El virrey estaba ayudado por un capitán general para el ejército destinado en Cataluña, y un gobernador encargado del orden público; también se creó una Tesorería para las finanzas, y la Real Audiencia para la administración de justicia. Las relaciones de los sucesivos virreyes con la Generalidad fueron tensas, ya que esta recaudaba la mayor parte de los impuestos en Cataluña, y preservaba celosamente los intereses de la oligarquía catalana. En 1593 se estableció en la ciudad la orden jesuita, con la fundación del Colegio de Cordellas, dedicado a la educación de los nobles, por lo que se contrapuso al Estudi General, patrocinado por el consistorio.
Durante los siglos xvi y xvii adquirieron cada vez mayor relevancia en la actividad económica de la ciudad —y, consiguientemente, en el gobierno municipal— los gremios y cofradías, instituciones de origen medieval pero que cobraron protagonismo en este período de la historia. Los gremios, surgidos a partir del siglo XIII, eran asociaciones profesionales que regulaban la práctica de los diversos oficios artesanales de la época, tanto a nivel profesional como económico y social, instaurando un estricto reglamento para controlar la producción y los precios, así como para evitar la competencia y el monopolio. También controlaban la formación y la graduación de sus miembros —por orden jerárquico: aprendices, oficiales y maestros—. Con el tiempo fueron adquiriendo peso en el gobierno municipal y, en 1641, lograron una representación de dos consejeros en el consistorio.

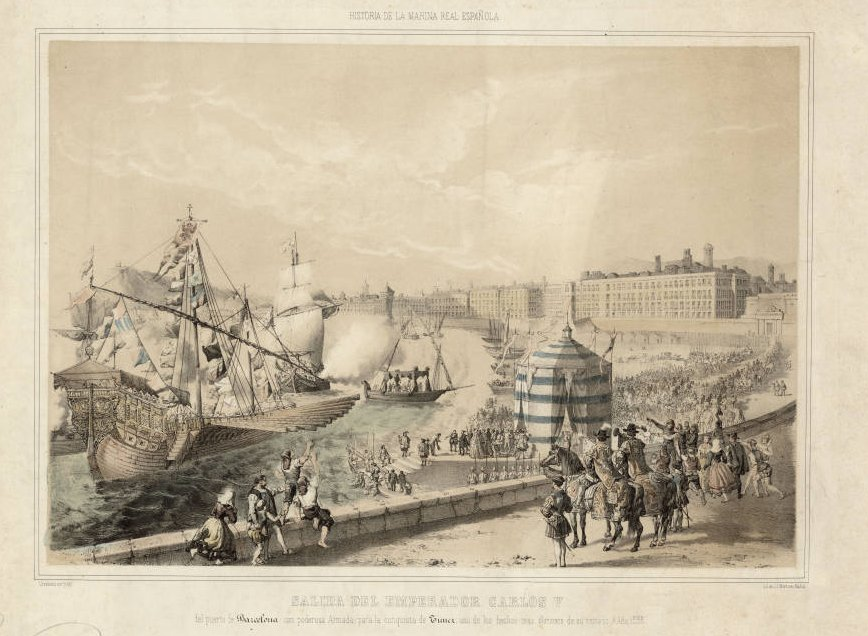
Salida del Emperador Carlos V del puerto de Barcelona con poderosa Armada, para la conquista de Túnez, uno de los hechos más gloriosos de su reinado (año 1535), de Vicente Urrabieta (1854).

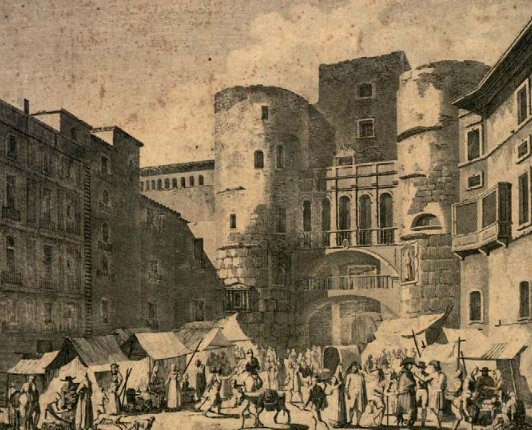
Plaza Nueva (1614).

Durante esta época la Monarquía Hispánica floreció con el comercio con América, monopolizado por la Corona de Castilla, pero en el que intervino indirectamente Cataluña —y, por ende, Barcelona—, a través del comercio de cabotaje con Cádiz y Sevilla, principalmente de productos como paños, vidrio, cuero y libros, además de vino, aguardiente y frutos secos. También se reactivó el comercio con Zaragoza, como puerta de entrada hacia Castilla de los productos catalanes. Sin embargo, la crisis económica y un cierto vacío de autoridad propiciaron durante estos años el auge del bandolerismo por las tierras catalanas. Por otro lado, la ciudad tuvo un papel destacado en la política mediterránea de Carlos I y fue el centro organizativo de la expedición a Túnez en 1535, donde trabajaron sin parar las cecas y las atarazanas. En 1529 se firmó la Paz de Barcelona entre Carlos I y el papa Clemente VII, por la que el monarca reconocía los derechos de la familia Médici —a la que pertenecía el papa— sobre la ciudad de Florencia y otras plazas italianas, al tiempo que el pontífice reconocía a Carlos como rey de Nápoles.
Es de remarcar que durante la Edad Moderna, al contrario que en el resto de Europa, donde predominaban las clases aristocráticas, en Barcelona destacaba la clase media, que gozaba de prestigio y prosperidad, y donde un simple artesano podía llegar a regir el gobierno de la ciudad. El humanista italiano Lucio Marineo Sículo, de visita en Barcelona a finales del siglo XV, escribió lo siguiente: 

Las personas de cualquier edad se daban a las artes, ya fuesen liberales o mecánicas, que registraban un gran florecimiento. No había paseantes, es decir, gentes ociosas y sin oficio, pues todas tenían su ocupación y por eso no había hombres de mala vida ni pobres, y los ciudadanos vivían correctamente y les sobraba caudal.

Esta época no fue de excesivas reformas urbanísticas, ya que la pérdida de la capitalidad de Barcelona comportó la disminución de proyectos de gran envergadura. En la primera mitad del siglo XVI se construyó la muralla del Mar, donde se emplazaron los baluartes de Levante, Torre Nueva, San Ramón y Mediodía. En el siglo XVII se amplió nuevamente la muralla de la ciudad con la construcción de cinco nuevas puertas (San Severo, Talleres, San Antonio, San Pablo y Santa Madrona, esta última una reconstrucción de la del siglo XIV). Durante los siglos XV y XVI se construyó un puerto artificial que cubriese por fin las necesidades del importante centro mercantil que era Barcelona: paradójicamente, durante la época de esplendor del comercio catalán por el Mediterráneo, Barcelona no contaba con un puerto preparado para el volumen portuario que era habitual en la ciudad. El antiguo puerto al pie de Montjuic había sido abandonado y la ciudad contaba únicamente con la playa para recibir pasajeros y mercancías. Los barcos de gran calado debían descargar mediante barcas y mozos de cuerda (bastaixos). Por fin, en 1438, se obtuvo el permiso real para construir un puerto: en primer lugar, se hundió un barco cargado de piedras para servir de base al muro que unió la playa con la isla de Maians; reforzado el muro en 1477, se alargó en forma de espigón en 1484. A mediados del siglo XVI se amplió el puerto ante la campaña iniciada por Carlos I contra Túnez. A finales de siglo, el muelle contaba con una longitud de 180 m por 12 de ancho. Nuevas obras de mejora en el siglo XVII dieron por fin un puerto en condiciones para la ciudad.

### La guerra de los Segadores

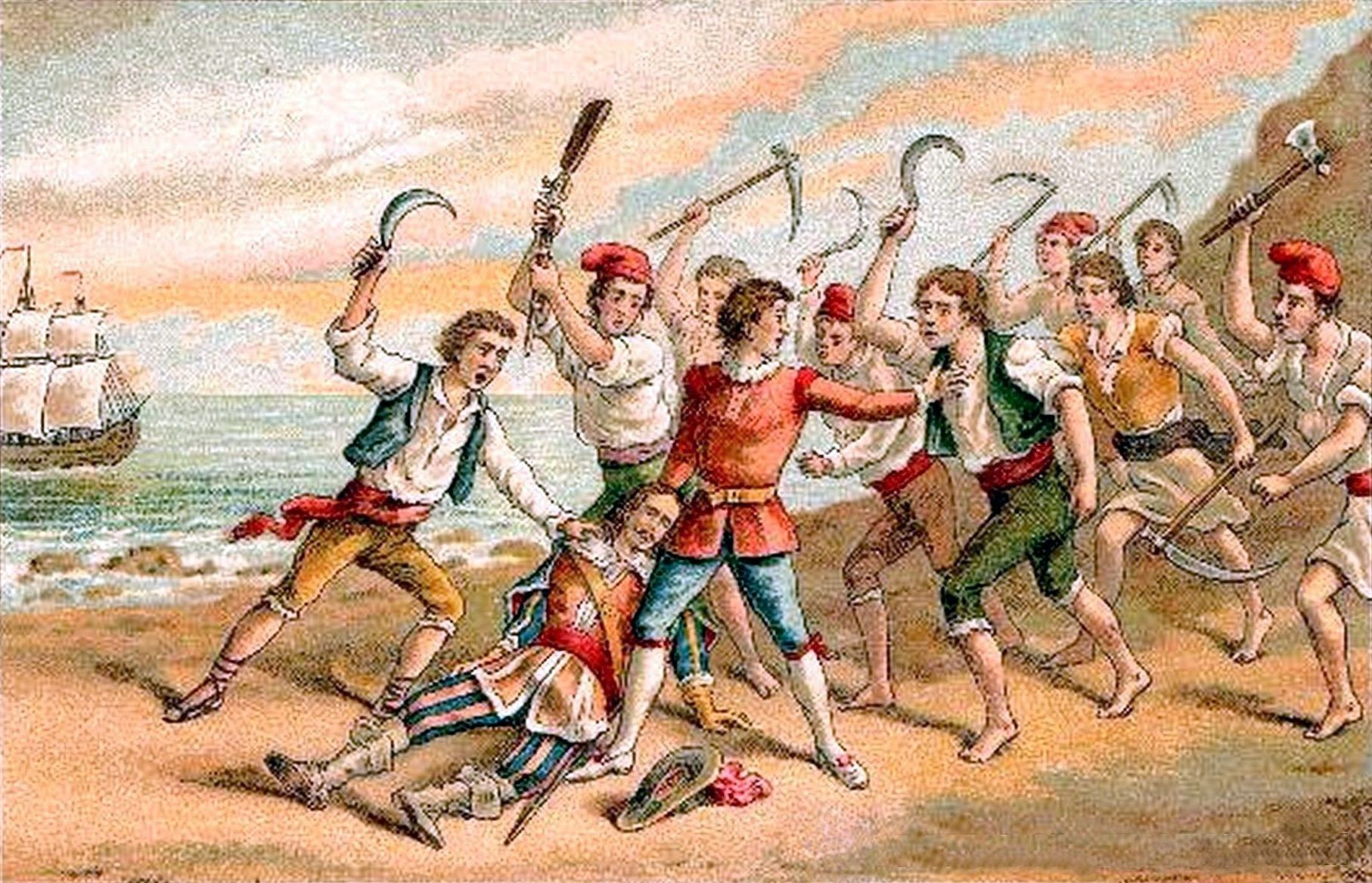
Asesinato del virrey Dalmau de Queralt, conde de Santa Coloma, durante el Corpus de Sangre. Imagen de la Editorial Miralles (1910).

Desde la unión de Castilla y Aragón con los Reyes Católicos, Barcelona perdió la primacía que tenía durante la época medieval, una vez trasladada la corte e instaurada una lugartenencia para el gobierno del Principado. Las relaciones con la nueva casa reinante, los Austrias, fueron bastante buenas en un principio: en 1519 Carlos I fue recibido triunfalmente en la Ciudad Condal, y fue en ella donde recibió la noticia de la muerte de su abuelo el emperador Maximiliano I, por lo que convocó una reunión de la Orden del Toisón de Oro y, días más tarde, fue elegido emperador; las autoridades barcelonesas fueron las primeras en rendirle honores por su nombramiento. Felipe II asistió a algunas Cortes, y contó como uno de sus hombres de confianza con el barcelonés Luis de Requesens, quien participó en la batalla de Lepanto (1571) y fue gobernador de los Países Bajos (1574-1576).
Sin embargo, con los reinados de Felipe III y Felipe IV estas relaciones empezaron a ser algo tensas y, paulatinamente, los monarcas dejaron de asistir a las Cortes Catalanas. Las relaciones se fueron deteriorando, especialmente desde que el rey Felipe IV y su valido, el conde-duque de Olivares, propusieron en 1626 la Unión de Armas, un proyecto para crear un ejército permanente en territorio español, al que Cataluña tendría que haber aportado 16 000 soldados, además de cubrir sus gastos. Para ello, el rey se dirigió a las Cortes el 18 de abril de 1616 y, en su condición de conde de Barcelona, exhortó a los diputados a aumentar su contribución a los gastos de la Corona en su política exterior, a lo que estos se negaron. Desde entonces fue creciendo el intento de la monarquía de incrementar la presión fiscal, así como la resistencia de las Cortes a hacer concesiones. Asimismo, las poblaciones catalanas, entre ellas Barcelona, se resistían al pago del quint, un impuesto que recaudaba la quinta parte de las rentas municipales. En este ambiente, cuando en 1635 estalló la guerra con Francia, Olivares inició las hostilidades por la frontera catalana, para involucrar al Principado plenamente en el conflicto. Según manifestó:

Trabándose guerra por Cataluña [...] se conseguirán las esperanzas de que los catalanes, siendo provocados o atacados de franceses, hayan de acudir gallardamente a su oposición.

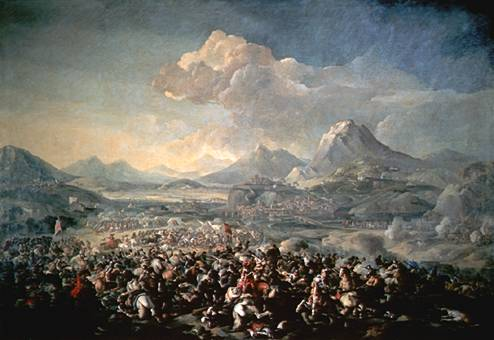
Batalla de Montjuic (1641), por Pandolfo Reschi.

Durante la contienda, los campesinos catalanes fueron obligados a alojar a los soldados —en su mayoría, mercenarios— y darles gratuitamente sal, vinagre, fuego, mesa y servicio. Tras las primeras hostilidades, en 1640 se llegó a un cierto statu quo, por lo que las tropas —unos 10 000 soldados— quedaron recluidas en territorio catalán. Se produjeron entonces numerosos abusos y desmanes, hasta que hubo una revuelta en Santa Coloma de Farnés, donde fue asesinado el alguacil Monrodon. Por ello, la localidad fue destruida, hecho que generalizó la revuelta en todo el territorio y, el 7 de junio de 1640, se produjo en Barcelona una rebelión popular conocida como el Corpus de Sangre, en la que fue asesinado el virrey, conde de Santa Coloma.

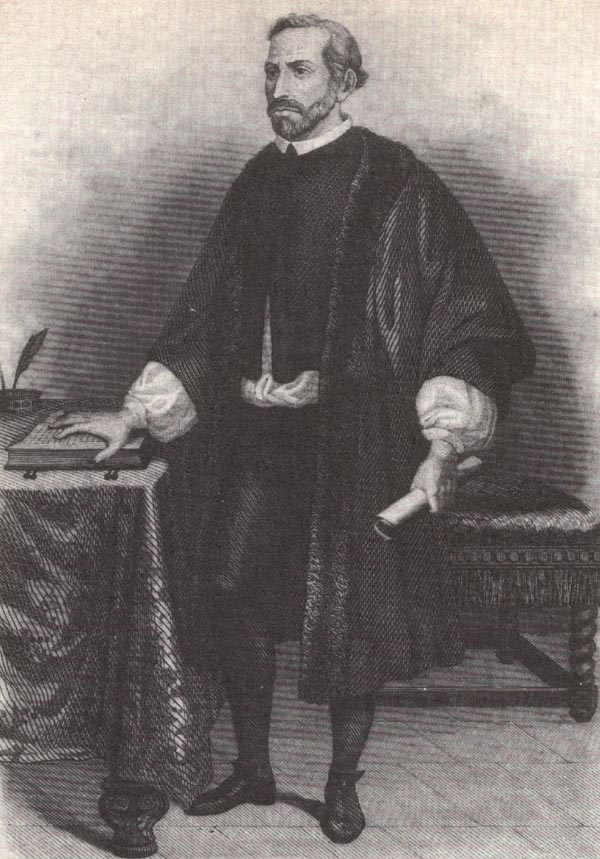
Pau Claris.

Este fue el origen de la llamada guerra de los Segadores (1640-1651), llamada así por contar mayoritariamente entre sus miembros con el campesinado catalán, al que se unió el poble menut, las clases bajas urbanas. El alzamiento fue inicialmente una insurrección popular contra las injusticias sociales y los abusos cometidos por las tropas mercenarias, pero sin ninguna reivindicación política o territorial; de hecho, los amotinados, junto a lemas como Visca la terra i muira lo mal govern («viva la tierra y muera el mal gobierno»), gritaban igualmente Visca lo rei («viva el rey»), y muchos de los ajusticiados fueron funcionarios catalanes. Sin embargo, el proceso fue pronto patrimonializado por la Generalidad, dirigida por su presidente, Pau Claris, quienes, en defensa de sus privilegios, se rebelaron contra la Corona. Cabe remarcar que también existió en Cataluña un bando realista, por lo que la contienda tuvo también un componente de guerra civil.
La Generalidad logró la ayuda de Francia, a cambio de reconocer a Luis XIII como conde de Barcelona. Pese a los éxitos iniciales de las tropas felipistas, el 26 de enero de 1641 fueron derrotadas en la batalla de Montjuic. Sin embargo, tras la muerte de Claris, los franceses tomaron el rumbo de la guerra, como se vio en su victoria en la batalla en el puerto de Barcelona el 30 de junio de 1642. En el transcurso de la guerra, Francia ocupó el Rosellón; esto, junto a los excesos de las tropas francesas, similares a los anteriormente cometidos por las castellanas, provocó el desafecto catalán respecto a sus aliados, lo que, unido a los gestos conciliadores del rey Felipe IV, propició la capitulación de Barcelona en 1652. El rey promulgó una amnistía general y acató la constitución catalana, aunque Barcelona perdió la gestión de sus recursos militares: las murallas, los baluartes, las atarazanas y el castillo de Montjuic pasaron a la corona, que estableció guarniciones en ellos.
Sin embargo, la guerra con Francia continuó hasta 1659, fecha en que se firmó la paz de los Pirineos, por la que la Monarquía Hispánica perdió el Rosellón, Conflent, Vallespir y el norte de la Cerdaña. La paz de los Pirineos duró poco tiempo, y los conflictos entre España y Francia en el contexto europeo continuaron (guerra de los Nueve Años, 1688-1697), afectando a Cataluña y su capital: en 1691 una flota francesa bombardeó Barcelona y, en 1697, ocuparon la ciudad tras un asedio de dos meses, hasta ser liberada tras la paz de Ryswick.
Posteriormente a la contienda, el reinado de Carlos II fue una etapa de reconciliación entre las instituciones de Cataluña y la Corona, al tiempo que se vivió un período de recuperación económica, gracias a la mejora de los procesos manufactureros, el aumento del tráfico mercantil y la expansión de nuevos cultivos. Todo ello llevó a denominar esta etapa como de «neoforalismo».

### La guerra de Sucesión

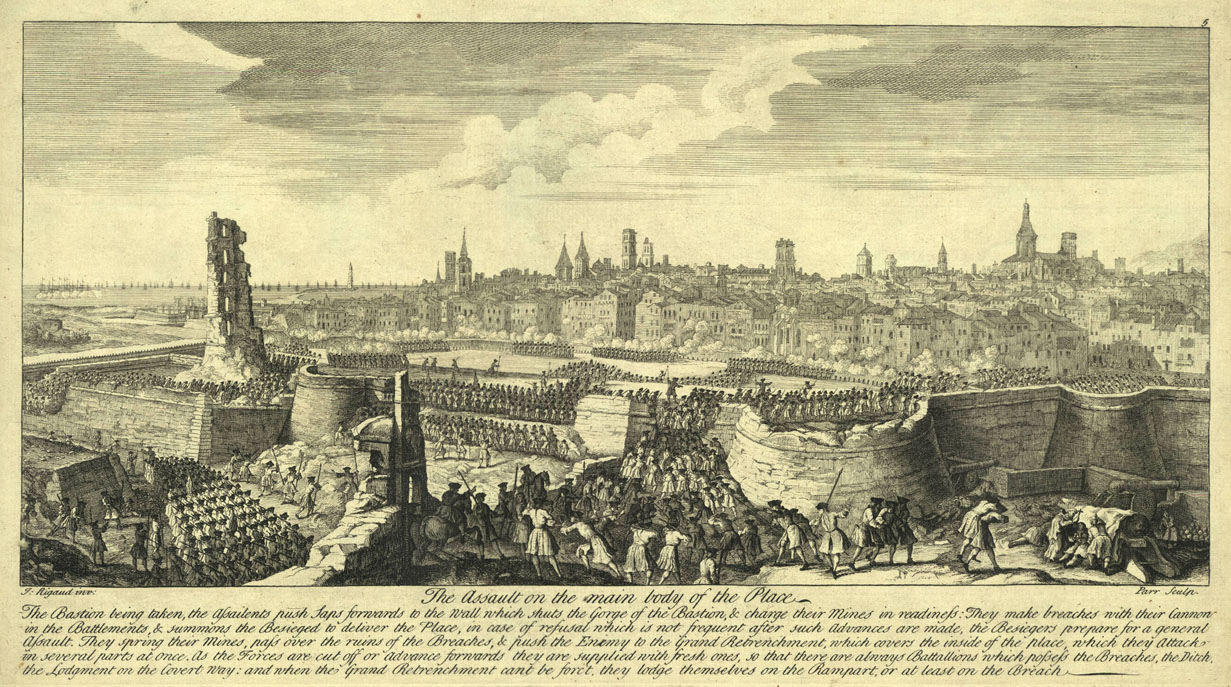
Asalto final de las tropas borbónicas sobre Barcelona el 11 de septiembre de 1714.

En 1700, la muerte sin descendencia del rey Carlos II provocó un conflicto sucesorio que dio origen a la guerra de Sucesión (1701-1714), donde intervinieron las principales potencias europeas: Francia en defensa del pretendiente Felipe de Borbón —futuro Felipe V—, y el Sacro Imperio Romano Germánico, Gran Bretaña, Países Bajos y Portugal a favor de Carlos de Austria —futuro emperador Carlos VI—.

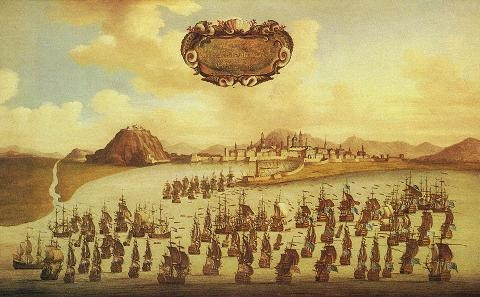
Sitio de Barcelona (1706).

Cataluña optó inicialmente por Felipe, el cual juró las constituciones catalanas ante las Cortes (1701). En 1704, hubo un intento de desembarco aliado en Barcelona, comandado por Jorge de Darmstadt, el cual fracasó. Sin embargo, algunos excesos cometidos por el virrey Francisco Antonio de Velasco —entre ellos, la expulsión del obispo de Barcelona, Benet de Sala i de Caramany— provocó un giro en las simpatías de algunos dirigentes catalanes, los cuales en 1705 se pasaron al bando de Carlos. La mayoría eran nobles, eclesiásticos y comerciantes ricos, generalmente antifranceses y partidarios de un sistema no absolutista, con un modelo económico inspirado en el capitalismo neerlandés. Un prohombre barcelonés, Antonio de Peguera y de Aymerich, junto a miembros del partido austracista de Vic —los llamados vigatans—, firmaron con Inglaterra el pacto de Génova, que comprometía a esta a ayudarles militarmente a cambio de su apoyo al archiduque. En 1705, las tropas aliadas ocuparon Barcelona, tras tomar el castillo de Montjuic y asediar y bombardear la ciudad durante un mes. En la batalla hubo contingentes catalanes por ambos bandos, hecho que continuó durante toda la contienda, que fue de nuevo una guerra civil en el contexto del Principado, ya que ciudades como Cervera o Berga apoyaron el felipismo. En 1706 el archiduque fue proclamado rey Carlos III por las Cortes Catalanas.
Felipe V intentó denodadamente recuperar la capital catalana y, en 1706, comandó personalmente un ejército que sitió Barcelona por tierra y mar; tras un mes de intensos combates logró capturar el castillo de Montjuic, pero cuando comenzaba a asaltar las murallas de la ciudad fue atacado por mar por una flota aliada y obligado a retirarse. Sin embargo, el éxito de la ofensiva francesa en las batallas de Almansa (1707), Brihuega y Villaviciosa (1710), con la ocupación de Valencia y Aragón, y la retirada del pretendiente austríaco tras su entronización como emperador en 1711 (tratado de Utrecht, 1713), dejaron sola a Cataluña. Barcelona sufrió un asedio prolongado (14 meses), pero mantuvo una fuerte resistencia pese a sus escasos efectivos —unos 5500 hombres, de ellos solo 500 soldados, junto a voluntarios castellanos, aragoneses y valencianos, además de la Coronela, una milicia gremial que contaba con unos 3000 efectivos—, liderada por el conseller en cap Rafael de Casanova y el general Antonio de Villarroel. Finalmente, la ciudad fue tomada el 11 de septiembre de 1714, fecha que fue elegida posteriormente (desde 1901) como diada nacional. Las bajas entre los defensores fueron de unos 7000 hombres, y el posterior clima de represión provocó numerosos exilios.

### La Barcelona borbónica

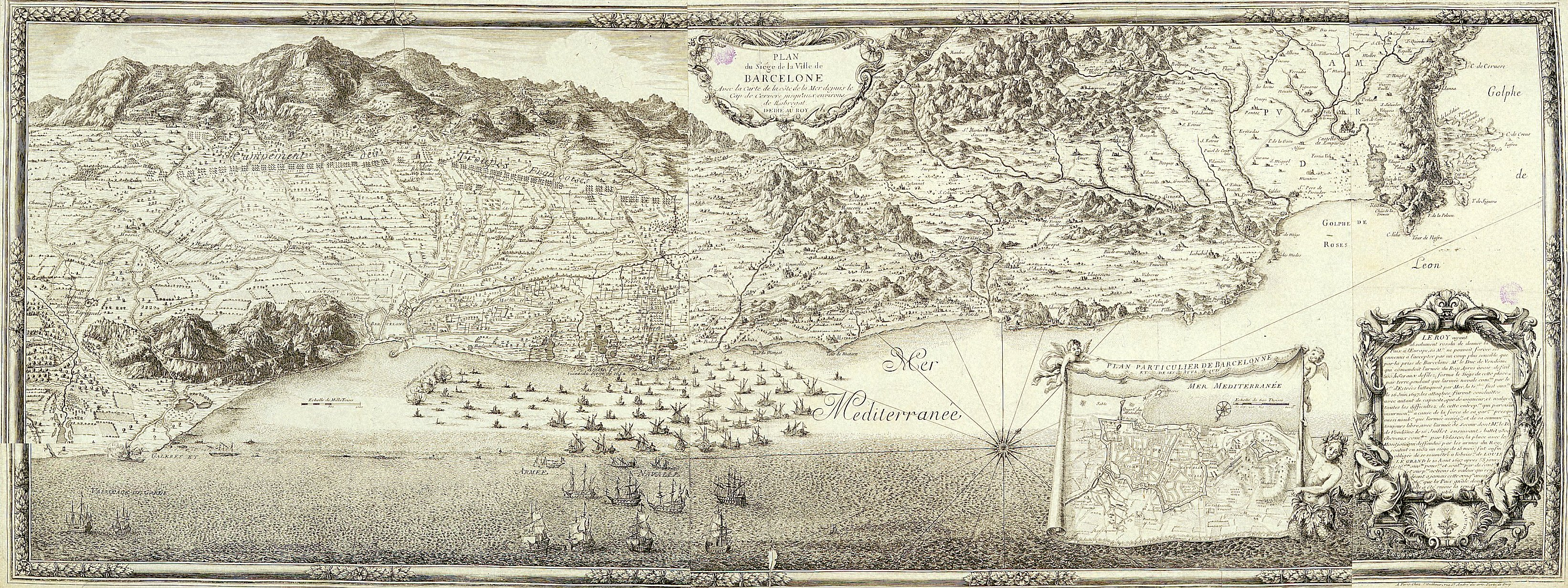
Plano francés de Barcelona (1698).

La derrota supuso para Cataluña la pérdida de sus fueros —excepto el derecho civil— y sus órganos de autogobierno: con el Decreto de Nueva Planta (1716) se abolieron las Cortes, la Generalidad y el Consejo de Ciento. Se suprimió la figura del virrey, que fue sustituida por el capitán general, que reunía la figura de jefe del ejército, gobernador y presidente de la Real Audiencia. El gobierno de la ciudad pasó al nuevo Ayuntamiento, dirigido por una junta de 24 regidores, presidida por un corregidor, todos de designación real y generalmente de carácter vitalicio y, a veces, hereditario —el cargo se podía alquilar en la figura del «teniente»—; el primer ayuntamiento se constituyó el 6 de diciembre de 1718. También se suprimieron las veguerías, y el Principado fue dividido en doce corregimientos, uno de ellos con sede en Barcelona, que tenía una demarcación similar a la antigua veguería, a la que tan solo se había segregado el Maresme. Las poblaciones del entorno de Barcelona —excepto Gracia— se desligaron de la jurisdicción de la ciudad, y establecieron ayuntamientos propios. En esta época se creó el cuerpo de Mozos de Escuadra, una fuerza de orden público.
Se clausuró la universidad (el Estudio General), y se trasladaron los estudios superiores —excepto Medicina— a la Universidad de Cervera, ciudad que se había mantenido fiel a Felipe V. Asimismo, se impuso el uso del idioma castellano a nivel de la administración pública y la justicia y, medio siglo después, de la enseñanza, por lo que el catalán quedó relegado al ámbito privado. El propio rey envió instrucciones a los corregidores para la introducción del castellano:

Pondrá el mayor cuidado en introducir la lengua castellana, a cuyo fin dará las providencias más templadas y disimuladas para que se consiga el efecto, sin que se note el cuidado.

Mapa de corregimientos de Cataluña (1719).

En el ámbito económico, se instauró el Real Catastro, un impuesto sobre las propiedades inmuebles y las actividades económicas. La Taula de Canvi se convirtió en un banco privado, y el Consulado de Mar continuó como entidad, pero perdiendo casi todos sus recursos financieros. El cambio de moneda al real español comportó un grave perjuicio a la economía ciudadana, provocando la caída de precios y salarios.

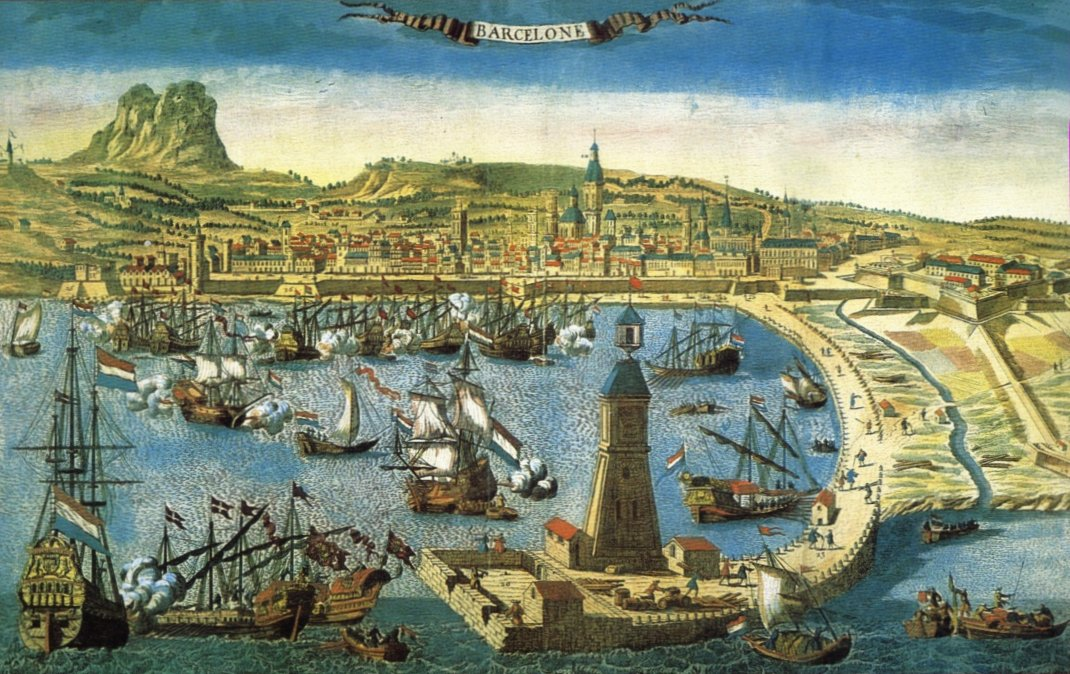
Puerto de Barcelona, grabado francés del.

Con el fin de controlar militarmente la ciudad y sofocar posibles disturbios, se reconstruyó el castillo de Montjuic y se levantó una nueva fortaleza, la Ciudadela, para la que se derruyeron 1200 casas del barrio de la Ribera —quedando 4500 personas sin casa y sin indemnización—, así como los conventos de San Agustín y Santa Clara, y se desvió la Acequia Condal. Para su construcción se empleó a los prisioneros que habían participado en la defensa de la ciudad. Obra de Jorge Próspero de Verboom, era un baluarte amurallado de forma pentagonal, con una fosa de protección y una explanada de 120 m de separación entre las murallas y las construcciones de alrededor. Derribado en la Revolución de 1868, en su perímetro se instaló el parque de la Ciudadela. También, en 1720, se creó la Real Academia Militar de Matemáticas, para la formación de ingenieros militares; y, en el recinto del Hospital de la Santa Cruz, se fundó el Colegio de Cirugía.
Pese a todo, durante esta centuria se produjo una creciente reactivación económica, basada en el crecimiento demográfico (de 30 000 habitantes en 1717 a 130 000 a finales de siglo) y en los nuevos procedimientos industriales que comportó la Revolución Industrial, de la que Cataluña fue pionera en la península. También coadyuvó la mejora de las técnicas agrícolas, como la especialización y la rotación de cultivos, lo que permitió generar excedentes y alejar el peligro de las hambrunas. Creció la exportación de productos a todo el ámbito nacional, preferentemente vino, aguardiente, frutos secos y manufacturas (tejidos, sombreros y papel). Comenzó en este período la industrialización de los procesos textiles, el primer sector que incorporó nuevos procesos de fabricación basados en las nuevas tecnologías y el uso intensivo de mano de obra de la clase obrera. La primera fábrica de indianas (tejidos de algodón estampados) fue creada en 1737 por Esteve Canals, a la que siguieron otras muchas durante esta centuria y la siguiente.

El esplendor y la riqueza de Barcelona se debe principalmente a su actividad y a sus numerosas fábricas. Las más notables son las de indianas, de las que se cuentan ciento cincuenta. Las de encajes, blondas, cintas y telas de hilo ocupan a doce mil obreros, y otros tantos se dedican a trabajar la seda, produciendo galones, cintas y tejidos diversos.
 Un paseo por España, Jean-François de Bourgoing, 1789.

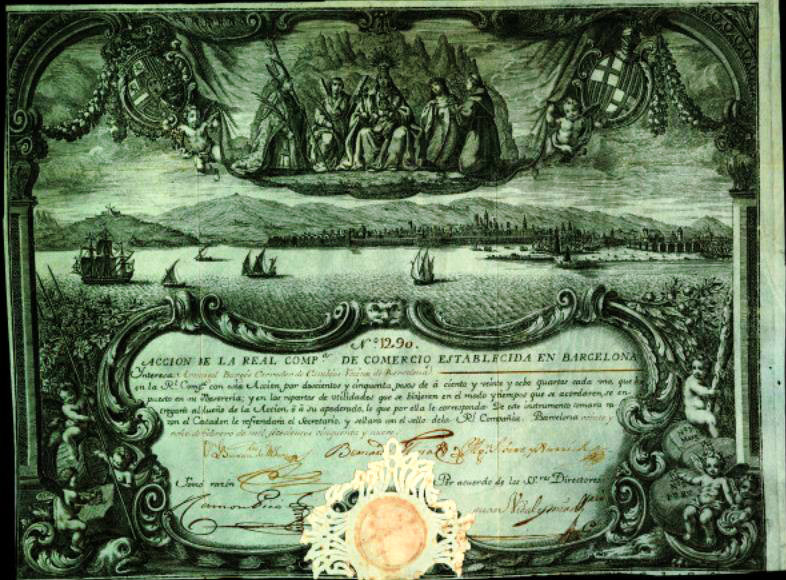
Acción de la Real Compañía de Comercio de Barcelona (1759).

Otro factor que ayudó a la economía fue la apertura del comercio con América, que resultó muy fructuoso para la ciudad: en 1745, la fragata Nuestra Señora de Montserrat fue la primera nave catalana en recalar en América. En 1756 se fundó la Real Compañía de Comercio de Barcelona, que obtuvo el monopolio comercial con Puerto Rico, Santo Domingo y la isla de Margarita y, en 1764, la Junta Particular de Comercio, que consiguió de Carlos III la autorización de comerciar directamente con el Caribe y, posteriormente, con Luisiana (1765) y toda América (1778), dando origen a una intensa relación comercial sobre todo con la isla de Cuba, donde muchos comerciantes catalanes —conocidos como indianos— se hicieron ricos, una riqueza que trajeron de vuelta a la ciudad. Barcelona exportaba productos agrícolas y manufacturas textiles, e importaba azúcar, café, cacao, algodón y tabaco. Por otro lado, la paz firmada por Carlos III con el Imperio otomano en 1785 permitió la llegada de mercancías procedentes de China. En 1763 se inauguró un servicio bisemanal de diligencias entre Barcelona y Madrid. A finales de siglo se creó igualmente la Real Compañía de Pesca de Barcelona, que estableció factorías en Patagonia.

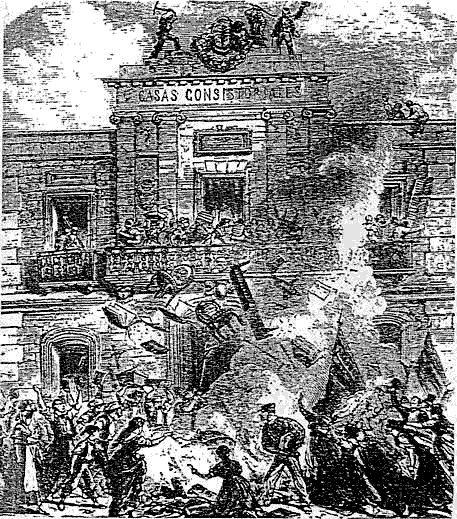
Motín de las quintas de Barcelona (1773).

En el último cuarto de siglo hubo algunas revueltas populares: en 1773 se produjo una revuelta denominada motín de las quintas, motivada por el intento del gobierno central de instaurar un sistema de levas para el ejército basado en quintas por sorteo —hasta entonces el ejército se nutría solo de voluntarios—. El 4 de mayo, un grupo de jóvenes entró en la catedral y tocó a somatén; la revuelta se extendió por la ciudad y, cuando un grupo de rebeldes intentó salir de la ciudad, fue tiroteado por guardias del Portal Nou, causando varios muertos. Posteriormente intervino el ayuntamiento, que envió una queja al gobierno, el cual dio marcha atrás en la medida. Igualmente, en 1789, unas malas cosechas provocaron el aumento del precio del pan, por lo que se produjo una revuelta popular conocida como Rebomboris del pa («alborotos del pan»): se quemaron varios despachos de pan y, al grito de Visca el Rei, mori lo general («viva el rey, muera el general»), la multitud se dirigió hacia el Pla de Palau, donde se hallaban las principales instituciones estatales de la ciudad; aunque el capitán general, el conde del Asalto, se había refugiado en la Ciudadela, hubo diversos enfrentamientos con la tropa, que provocaron la muerte de un soldado y un sargento, así como numerosos heridos. Finalmente, tras dos días de rebelión, se impuso el orden, con una dura represión que causó un centenar de deportados y seis condenados a muerte.

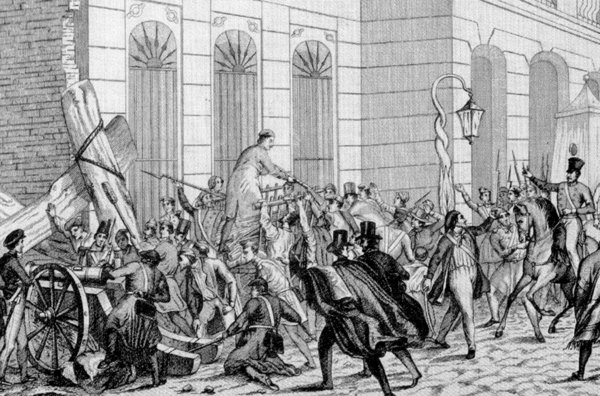
Rebomboris del pa (1789).

A final de siglo, las consecuencias de la Revolución francesa llegaron a la península: tras entrar España en la coalición antirrevolucionaria, en 1793 Francia le declaró la guerra. La llamada en Cataluña Guerra Gran («guerra grande», 1793-1795) tuvo distintas ofensivas y contraofensivas, hasta desembocar en la paz de Basilea (1795), por la que España pasó a ser aliada de Francia. Este giro provocó dos guerras contra el anterior aliado, Reino Unido (1796-1802 y 1804-1809), que afectaron gravemente a la economía catalana.
En el ámbito urbano, hay que remarcar la construcción en 1753 del barrio de La Barceloneta, promovida por el marqués de la Mina, el cual también reparó y amplió el puerto y fomentó la instalación del primer alumbrado público. El barrio de la Barceloneta se emplazó en una pequeña península de terrenos ganados al mar, con un trazado diseñado por el ingeniero Pedro Martín Cermeño, caracterizado por una trama de calles ortogonales y manzanas de casas de planta alargada, que supuso un claro exponente del urbanismo académico barroco. Entre 1776 y 1778 se efectuó la reurbanización de la Rambla, un antiguo torrente que durante la Edad Media marcaba el límite occidental de la ciudad, que se fue poblando desde el siglo XVI, principalmente por teatros y conventos. En estas fechas se derribó la muralla interior, se realinearon los edificios y se diseñó un nuevo paseo ajardinado, al estilo del boulevard francés. También se proyectaron los paseos de San Juan y de Gracia, aunque no se realizaron hasta el cambio de siglo el primero y 1820-1827 el segundo. Durante este siglo se establecieron los mercados del Borne y la Boquería como los dos únicos de abastecimiento general y, en 1752, se regularon aspectos como pesos y medidas para la comercialización de productos alimentarios, además del carbón.
En 1769 se hizo una reforma administrativa de la ciudad por la que se crearon cinco cuarteles subdivididos cada uno en ocho barrios: I-Palacio comprendía el puerto y el nuevo barrio de la Barceloneta; II-San Pedro era una zona eminentemente industrial; III-Audiencia se correspondía con el centro de la ciudad; IV-Casa de la Ciudad era una zona sobre todo residencial; y V-Raval acogía el terreno al oeste de la Rambla.

### Sociedad

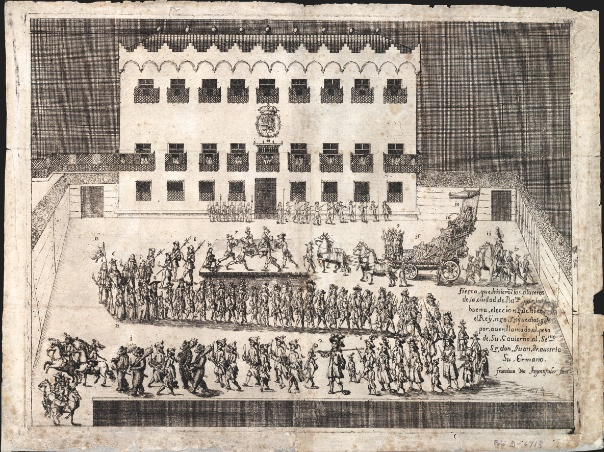
Fiesta de los plateros (1677), aguafuerte de Francesc Via.

Los inicios de la Edad Moderna estuvieron marcados por las grandes diferencias sociales procedentes del período medieval, aunque poco a poco comenzó a posibilitarse un cierto ascenso vertical originado en la prosperidad económica. Durante el siglo XVI la clase alta seguía estando formada por la nobleza de origen terrateniente, el clero y los prohombres de la ciudad, mientras fue creciendo una cierta clase media, formada por mercaderes y artesanos; en la clase baja se hallaban obreros y peones, además de ciertos grupos sociales ajenos a los estamentos clásicos, como los esclavos, los gitanos y los extranjeros y, más abajo aún, pobres y marginados.
En el siglo XVIII la sociedad experimentó importantes cambios en su estructura: pese a la pervivencia de los tres estamentos de origen medieval (nobleza, clero y tercer estado), en este último se agudizaron las diferencias, ya que algunos segmentos comenzaron a destacarse del pueblo llano, tales como comerciantes, fabricantes, campesinos acomodados, funcionarios y profesionales liberales; este sería el germen de la burguesía, la nueva clase social que adquiriría el predominio en el siglo XIX. Igualmente, dentro del tercer estamento surgió una capa intermedia formada por tenderos, menestrales y campesinos autosuficientes. Por último, en las capas inferiores se hallaban obreros, peones, jornaleros, criados y marginados sociales.

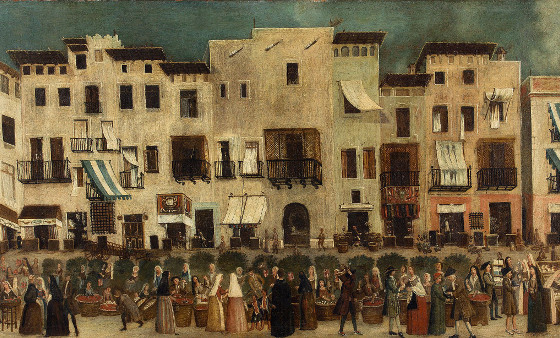
El mercado del Borne en el.

En cuanto a costumbres sociales, en el siglo XVIII la moda era elegante y ostentosa: los hombres vestían casaca, camisa, charreteras, calzas y medias hasta la rodilla; las mujeres, cotilla, corpiño y vestido, y era usual llevar pelucas, generalmente empolvadas. La nobleza solía fumar polvo de tabaco (rapé), mientras que las clases populares fumaban cigarros y pipas. En su obra Viaje a España (1787), el escritor inglés Henry Swinburne testimonió que:

En Barcelona no se permite que la gente lleve armas por la calle, (…) está prohibido el uso de sombreros caídos y capas largas de color oscuro; (…) se puede transitar por las calles a cualquier hora, sin armas y sin ningún miedo, a condición de que se lleve un farol, pues de no ser así se corre el riesgo de ser detenido por la patrulla.

En 1520 se imprimió en la ciudad el primer libro de cocina de la península, el Llibre de Coch, del maestro Robert, que reseña la cocina catalana de la época. Durante este período se introdujeron numerosos alimentos importados de América, como la patata, el tomate y el chocolate. También se establecieron diversos cocineros franceses e italianos, que popularizaron numerosos platos de esos países, al tiempo que la llegada de emigrantes del campo a la ciudad incorporaba a la gastronomía barcelonesa platos de todas las comarcas catalanas.
Durante este período una de las fiestas más populares era la de Carnaval, en la que se celebraban bailes, mascaradas y mojigangas. Según el diario de la ciudad, el año 1702 Felipe V participó en la rúa de la Rambla. El barón de Maldá describió pormenorizadamente esta fiesta en su Calaix de sastre; detalla por ejemplo los más de 90 saraos que hubo en 1778. En cuanto a espectáculos, uno de los más populares era el de la tauromaquia, del que se tienen noticias en la ciudad desde finales de la Edad Media: en 1387 el rey Juan I organizó una corrida de toros en el patio de su palacio (actual plaza del Rey). Durante este período hay referencias esporádicas: en 1560 hubo un toreo a caballo en la plaza del Ángel con motivo de la boda de Felipe II; en 1629 hubo un correbou en la plaza de San Agustín Viejo para celebrar el nacimiento del príncipe Baltasar Carlos. Hasta el siglo XVIII la mayoría de corridas se hacían en el paseo del Borne, hasta que, en 1758, se erigió una plaza de toros en la Barceloneta.

### Cultura

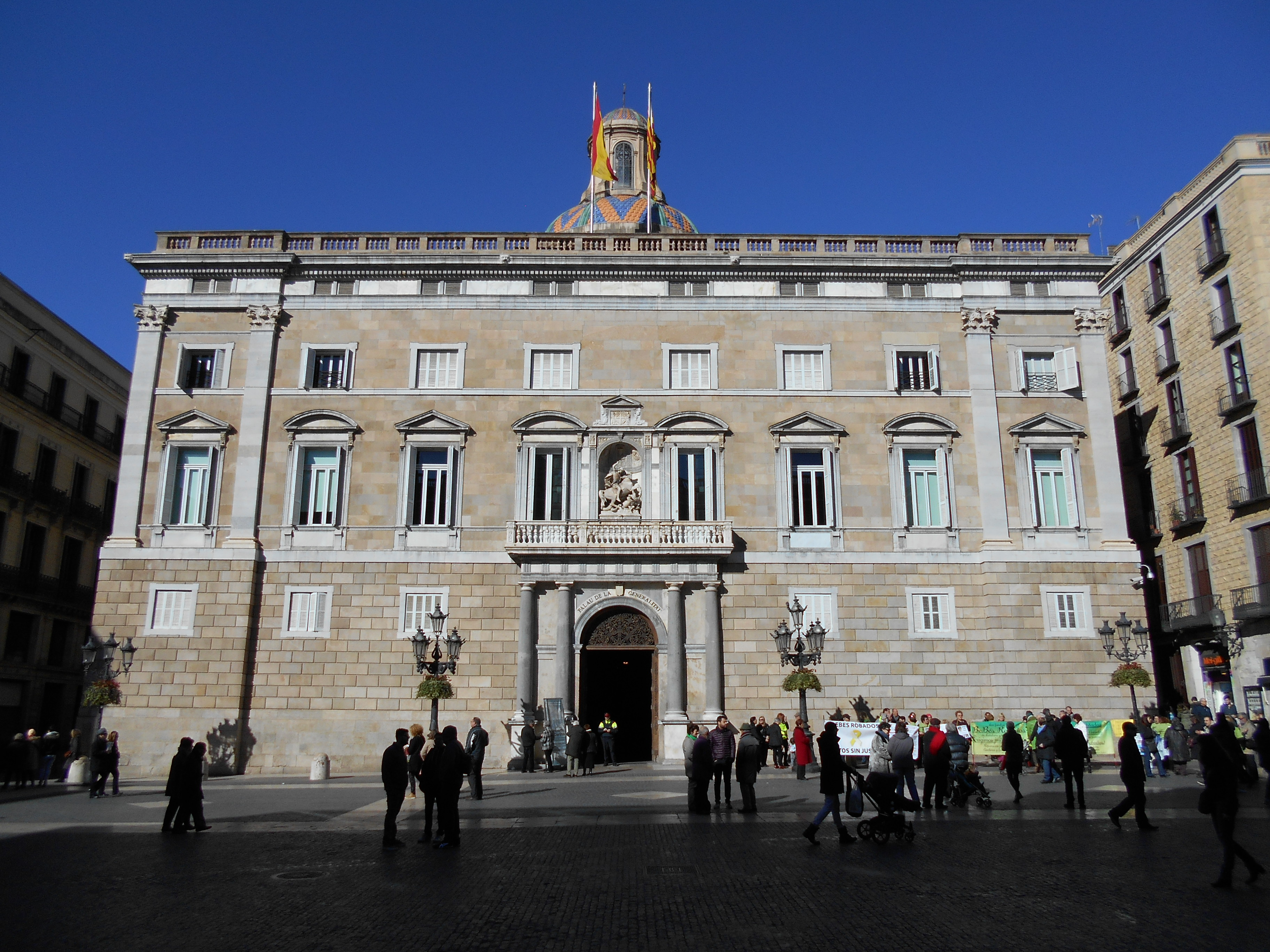
Fachada del Palacio de la Generalidad (1596-1619), de Pere Blai.

Este período contempló dos principales estilos artísticos: el Renacimiento y el Barroco. Las innovaciones del Renacimiento italiano llegaron tarde, hacia finales del siglo XVI y, mientras tanto, pervivieron las formas góticas. En arquitectura, las principales realizaciones fueron: el convento de los Ángeles y del Pie de la Cruz (1562-1566), la Pia Almoina —actual Museo Diocesano de Barcelona—, el Palacio del Lloctinent (1549-557) —actual Archivo de la Corona de Aragón—, y la nueva fachada del Palacio de la Generalidad (1596-1619), de Pere Blai. La escultura y la pintura también muestran una síntesis del estilo gótico con las nuevas influencias italiana, flamenca y francesa. En este período trabajaron algunos artistas extranjeros, como el brabantino Aine Bru, el portugués Pere Nunyes o el alsaciano Joan de Burgunya. En escultura destacan el burgalés Bartolomé Ordóñez (coro de la Catedral de Barcelona, 1515-1520), y Agustí Pujol, autor del retablo del Rosario de la Catedral de Barcelona.

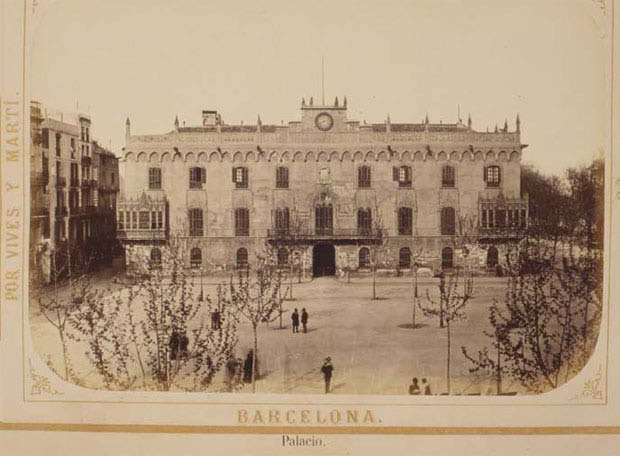
Palacio del Virrey (1668-1688), de fray Josep de la Concepció.

Como pasó con las innovaciones renacentistas, el Barroco fue penetrando paulatinamente, con pervivencia de las tipologías anteriores y una nueva mezcla estilística en la ejecución de las obras. Prácticamente hasta 1660 pervivió el clasicismo renacentista, que fue sustituido por un Barroco «salomónico decorativista» hasta 1705, fecha en que la arquitectura se fue volviendo más académica, hasta desembocar en el neoclasicismo. Entre las obras más destacadas cabría citar: la Casa de Convalecencia del Hospital de la Santa Cruz (1629-1680), la iglesia de Belén (1681-1732) y la iglesia de San Severo (1698-1705), así como el Palacio del Virrey (1668-1688) y la iglesia de Nuestra Señora de Gracia y San José (1687), obras de Fray Josep de la Concepció. En el siglo XVIII hay que mencionar las iglesias de San Felipe Neri (1721-1752), San Miguel del Puerto (1753) y de la Merced (1765-1775), así como el Colegio de Cirugía de Barcelona (1762-1764), el palacio de la Lonja (1774-1802), el palacio de la Virreina (1772-1778) y la Aduana —actual Delegación del Gobierno— (1790-1792). De finales del siglo XVIII procede el jardín más antiguo que se conserva en la ciudad, el parque del Laberinto de Horta, de estilo neoclásico.
La escultura barroca se enmarcó en el trabajo gremial y dentro de escuelas o de dinastías familiares, como los Tramulles, Grau, Costa, Pujol, Rovira, Sunyer y Bonifaç. Entre las obras más importantes están el altar-baldaquino de Santa María del Mar (1772-1783), de Salvador Gurri; y el sepulcro de San Olegario de la Catedral de Barcelona (1678), de Francesc Grau y Domènec Rovira el Joven. En 1673 se erigió en la plaza del Pedró el monumento público más antiguo que se conserva en la ciudad en su emplazamiento original, el Monumento a Santa Eulalia, obra de Llàtzer Tramulles y Lluís Bonifaç. La pintura barroca tiene en el siglo XVII escasa relevancia, al ser sustituida en los retablos por el relieve escultórico policromado. Destaca Pere Cuquet, autor de los murales de las estancias de la Casa de la Ciudad de Barcelona (1647-1648). En el siglo XVIII, en cambio, cobró más importancia, sobre todo en el ámbito civil y del encargo privado. La figura capital de la primera mitad de siglo fue Antonio Viladomat y, después, destacan nombres como Francesc Tramulles, Pere Pau Muntanya y Francesc Pla el Vigatà.
En esta época proliferaron gracias al proyecto ilustrado las instituciones culturales, lo que se concretó en la fundación de diversas academias: Real Academia de Buenas Letras de Barcelona (1729), Real Academia de Medicina de Cataluña (1754), Real Academia de Ciencias y Artes de Barcelona (1764) y Academia de Jurisprudencia y Legislación de Cataluña (1777).

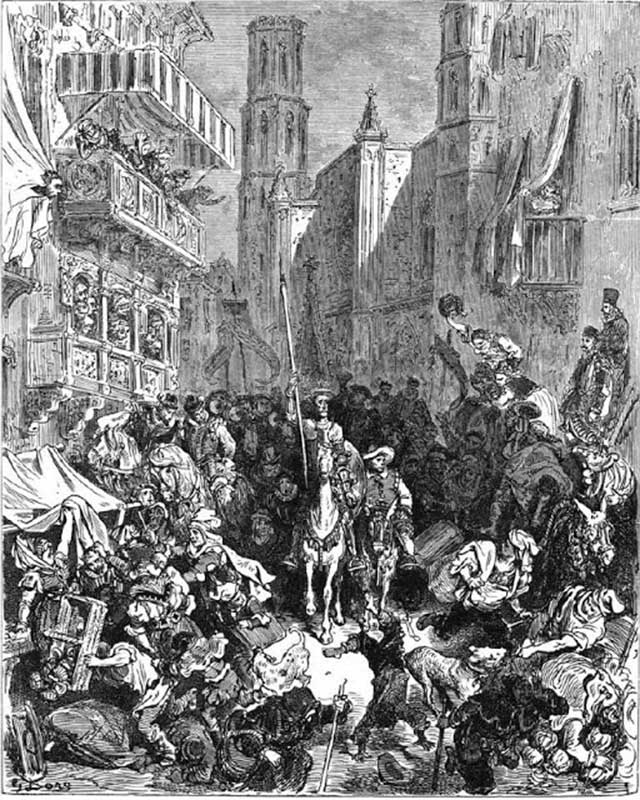
Don Quijote en Barcelona, grabado de Gustave Doré (1863).

La literatura al inicio de este período fue escrita predominantemente en catalán, aunque se fue introduciendo el castellano en el ambiente literario, como en la obra de Juan Boscán. Durante los siglos xvi y xvii, Siglo de Oro de las letras hispanas, el castellano ganó prestigio y fue dominante entre la aristocracia y la burguesía, mientras que el catalán quedó arrinconado al ámbito familiar, pastoral, epistolar, docente y de la literatura popular. Entre los autores barrocos se encuentran Pere Serafí, Francesc Fontanella, Josep Romaguera, Narcís Feliu de la Penya, el barón de Maldá y Antonio de Capmany. Existen indicios de que Miguel de Cervantes visitó al menos una vez la ciudad y, en su obra El ingenioso hidalgo don Quijote de la Mancha (segunda parte, 1615), se hace mención a Barcelona, en un tono bastante elogioso:

Archivo de la cortesía, albergue de los extranjeros, hospital de los pobres, patria de los valientes, venganza de los ofendidos y correspondencia grata de firmes amistades, y en sitio y en belleza única; y aunque los sucesos que en ella me han sucedido no son de mucho gusto, sino de mucha pesadumbre, los llevo sin ella, sólo por haberla visto.

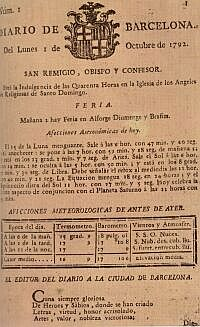
Portada del primer número del Diario de Barcelona.

Durante este período la música estuvo relegada a las capillas musicales de los centros religiosos, de las que destacaban, además de la de la catedral, las de las iglesias de Santa María del Mar, Santa María del Pino y San Justo; también cabe citar la del Palacio de la Condesa (Palacio Real Menor). El maestro de capilla solía ejercer de compositor, director musical y profesor y, además de las composiciones para oficios litúrgicos, en latín, componía algunas piezas en lengua romance para algunas festividades, entre las que destacan los villancicos. Entre los compositores más afamados cabe mencionar a: Pere Alberch, Joan Pau Pujol, Lluís Vicent Gargallo, Francisco Valls y Carles Baguer. En el siglo XVIII se introdujo la música secular y la ópera, terreno en el que destacó el compositor Domingo Terradellas, autor de una docena de óperas serias y otro tanto de cómicas.
La ciencia adquirió un gran impulso durante este período, gracias a la nueva concepción del mundo y del ser humano auspiciada por el humanismo y, posteriormente, por la Ilustración. Aunque en 1714 Barcelona perdió su universidad, mantuvo los estudios de medicina en el Hospital de la Santa Cruz, donde en 1761 se creó el Colegio de Cirugía. En 1736 se fundó también la Academia de Matemáticas. Entre los diversos científicos de esta época se puede mencionar a: Jaume Salvador, botánico; Antoni de Martí, Francisco Salvá y Francisco Santpons, físicos; Carlos de Gimbernat, geólogo; Tomàs Cerdà, matemático; y Francisco Carbonell, químico. En el campo de la medicina, Joan d'Alòs defendió la idea de la circulación de la sangre de Harvey (De corde hominis disquisitio, 1694), y Jaume Solà fue uno de los propulsores de la transfusión sanguínea; otros reconocidos médicos fueron Pedro Virgili y Antonio Gimbernat.
Por último, conviene recordar la fecha del 1 de octubre de 1792 como la de la aparición del primer periódico editado en la ciudad, el Diario de Barcelona. Inicialmente solo publicaba noticias del extranjero y de corte científico, así como avisos y anuncios, proclamas oficiales, información meteorológica, movimientos del puerto y similares; en cambio, estaban censurados los comentarios políticos. En principio se publicó en castellano, aunque al cabo del tiempo incluyó algunos poemas en catalán; durante la ocupación napoleónica se editó en catalán y francés, para volver luego al castellano.

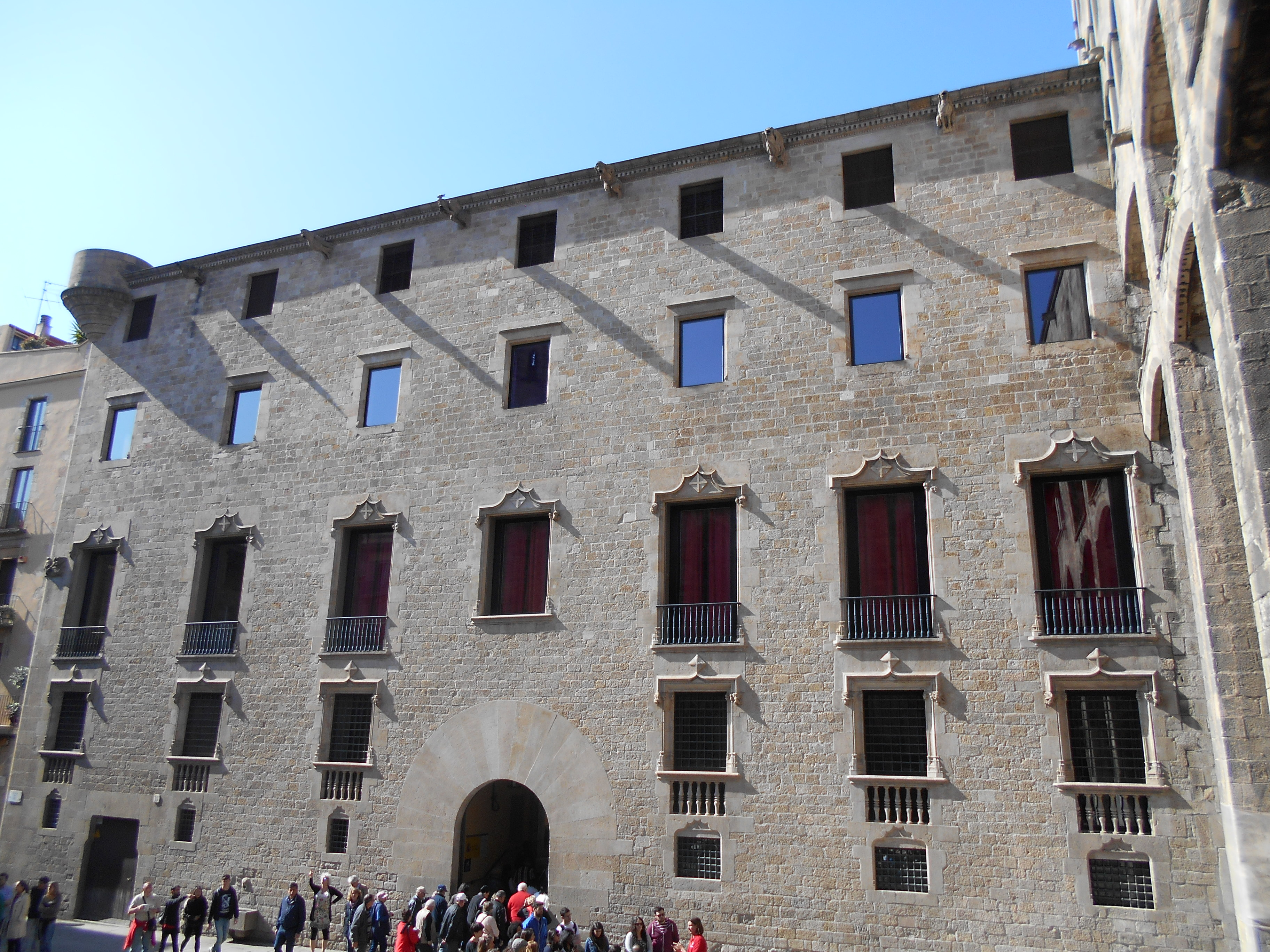
Palacio del Lloctinent (1549-1557), de Antoni Carbonell.
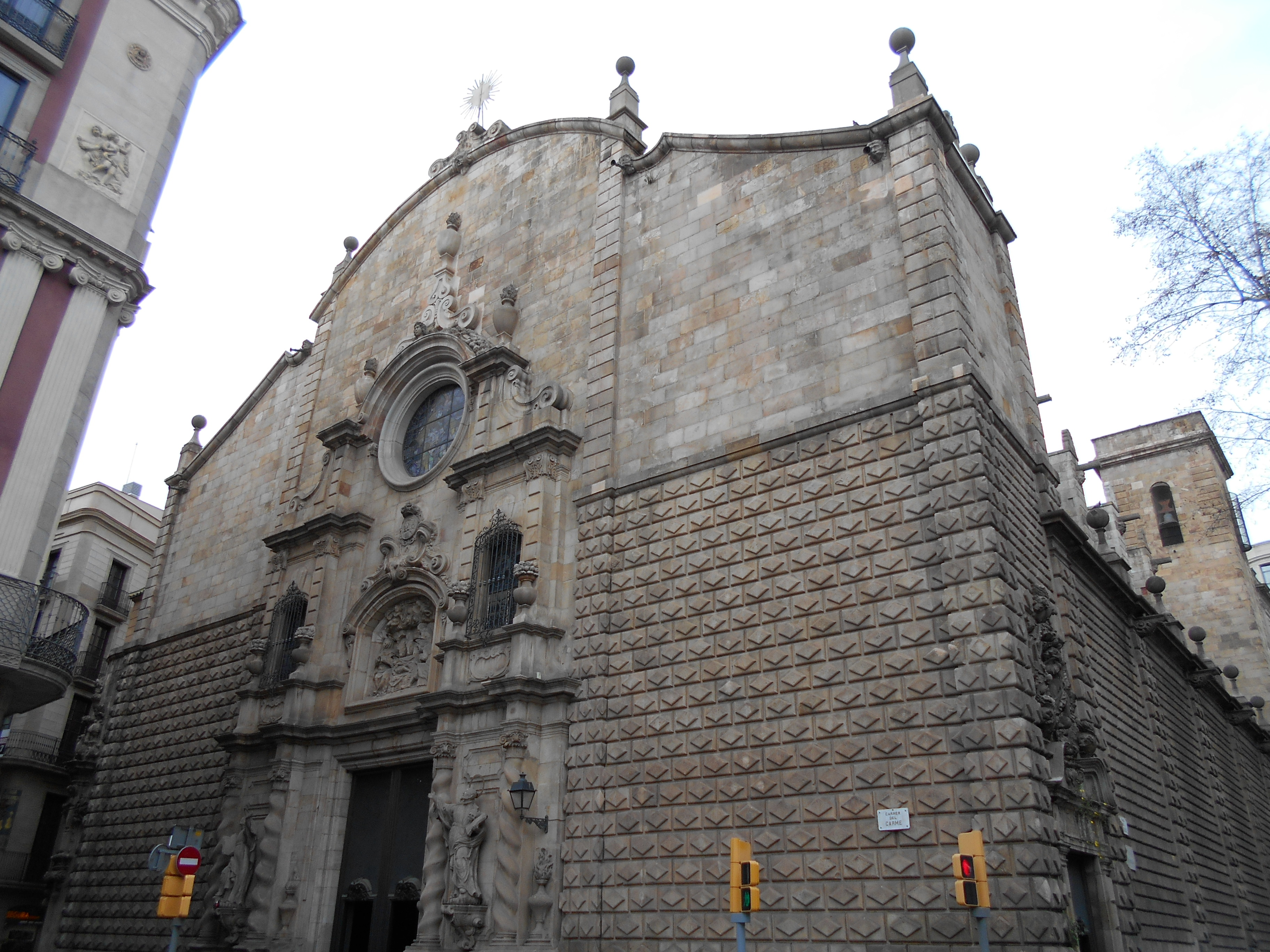
Iglesia de Belén (1681-1732), de Josep Juli.
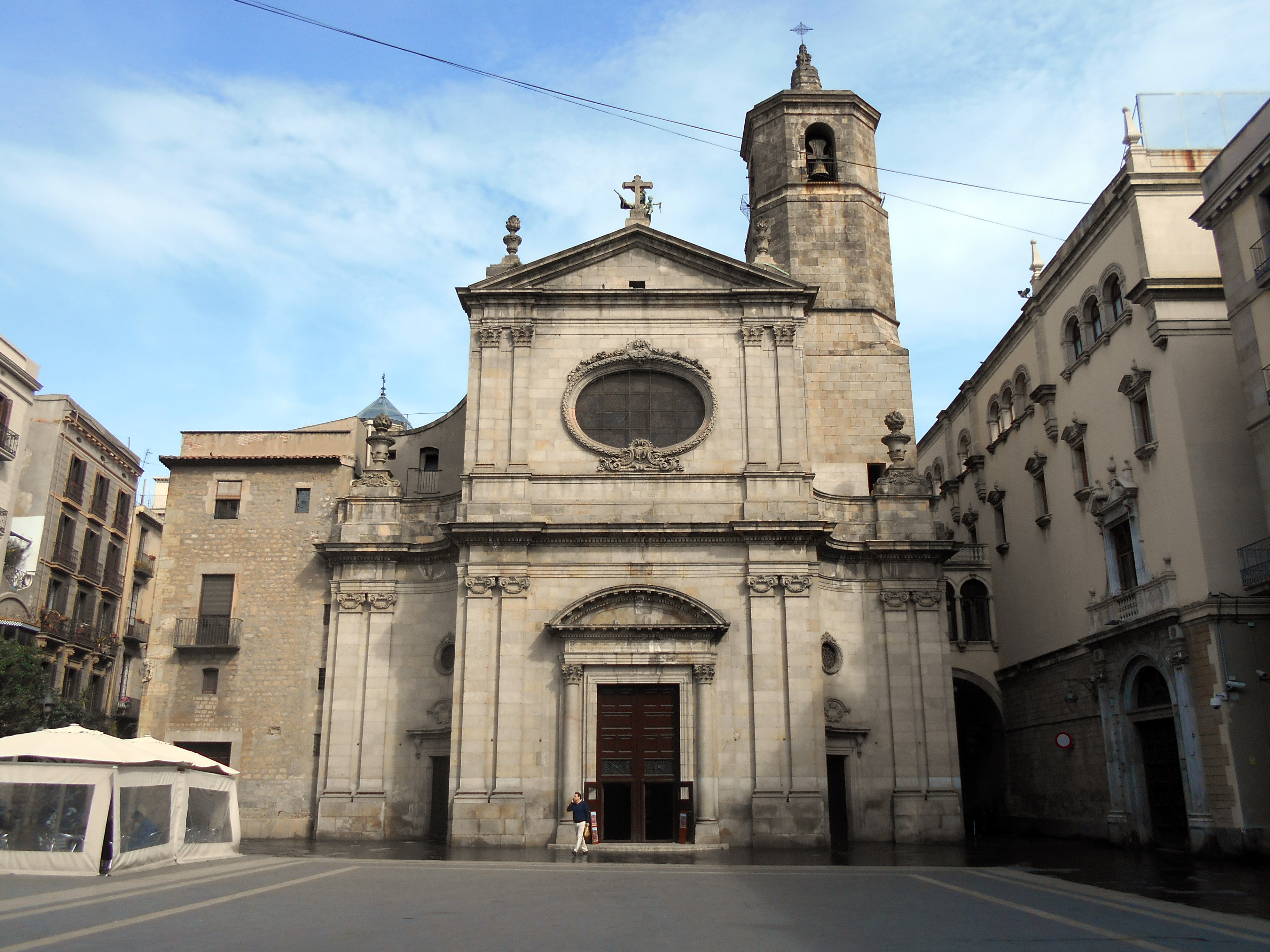
Iglesia de la Merced (1765-1775), de José Mas Dordal.
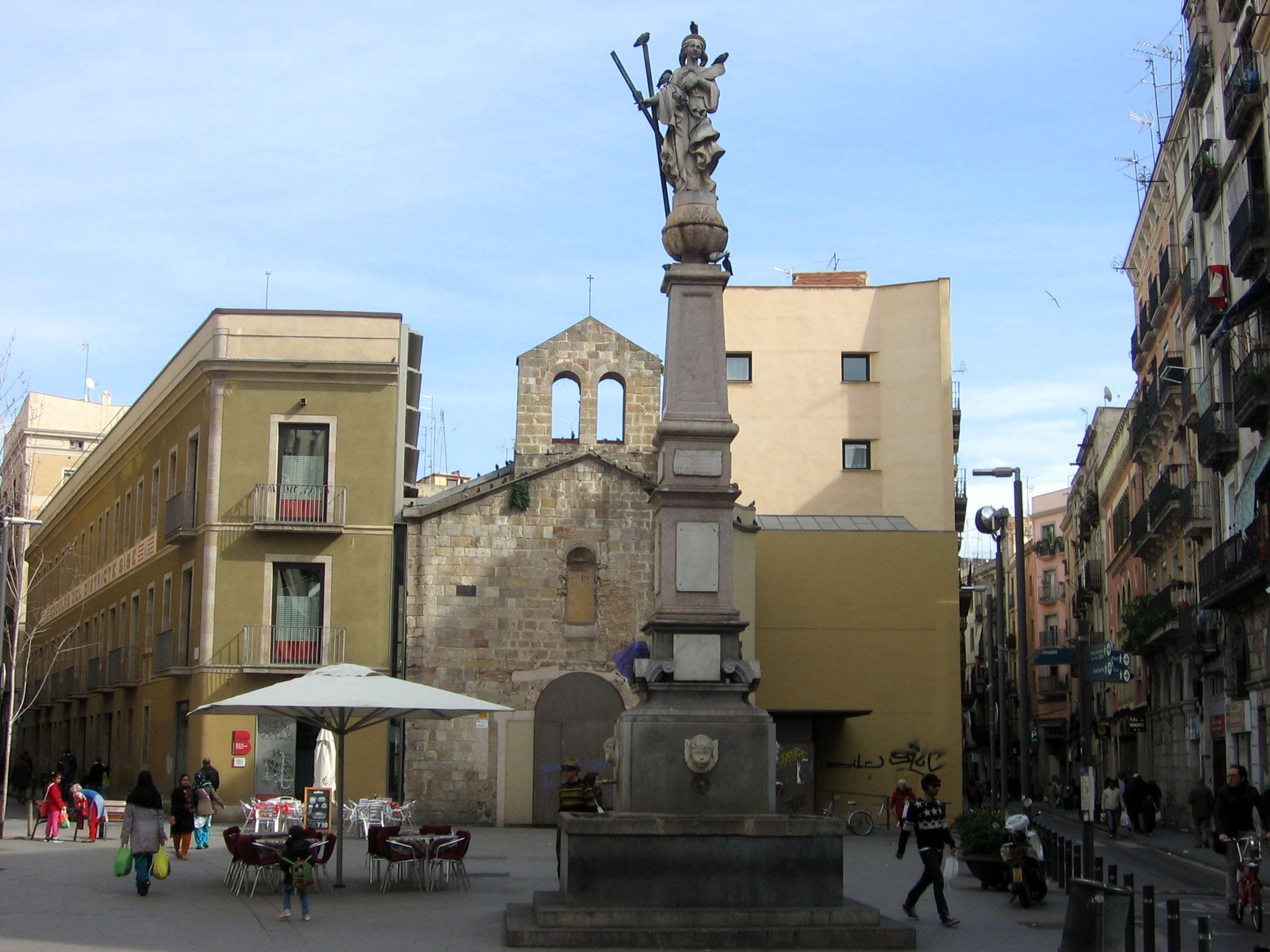
Monumento a Santa Eulalia (1673), de Llàtzer Tramulles y Lluís Bonifaç.
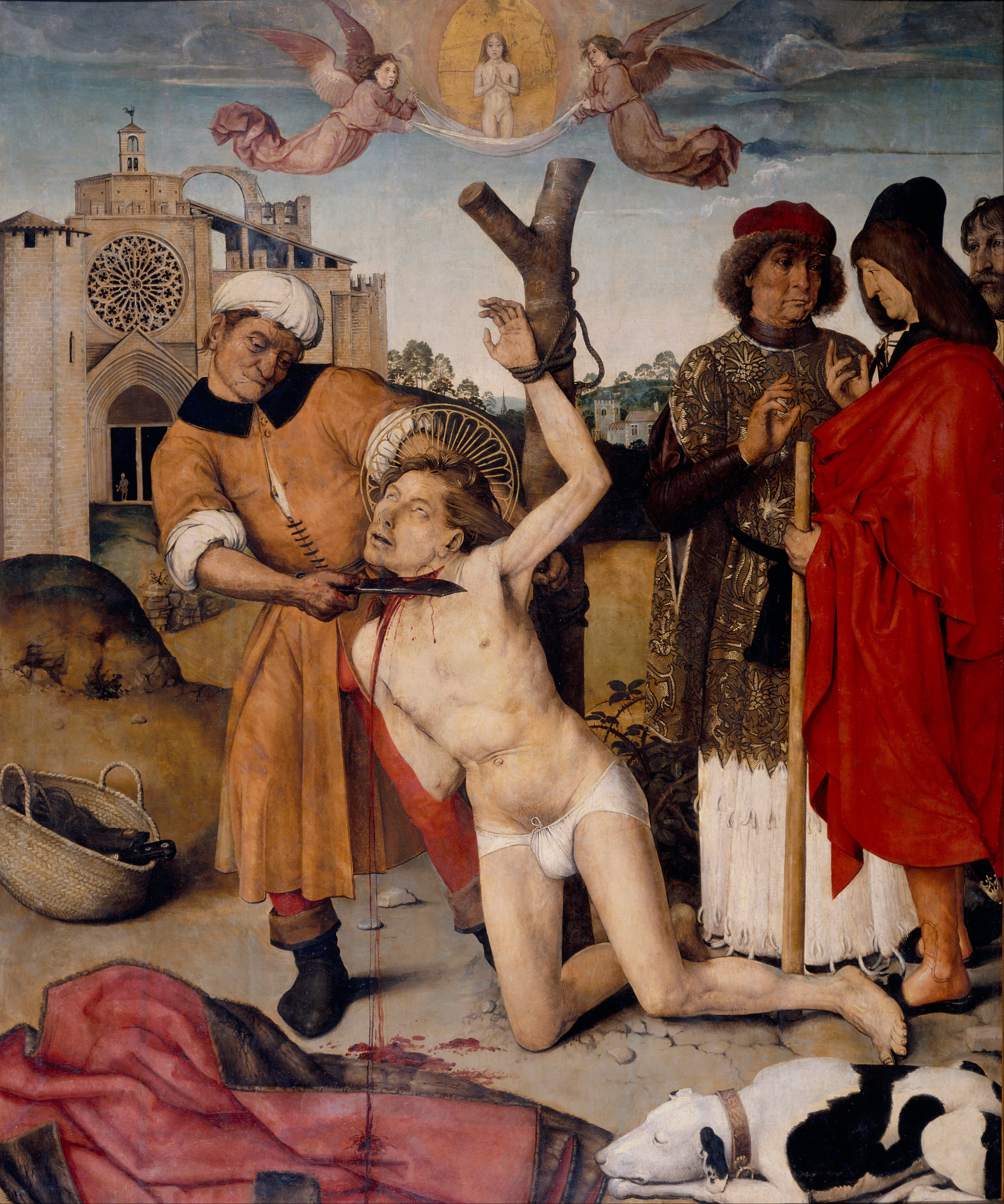
Degollación de San Cucufate (1504-1507), de Aine Bru, MNAC.
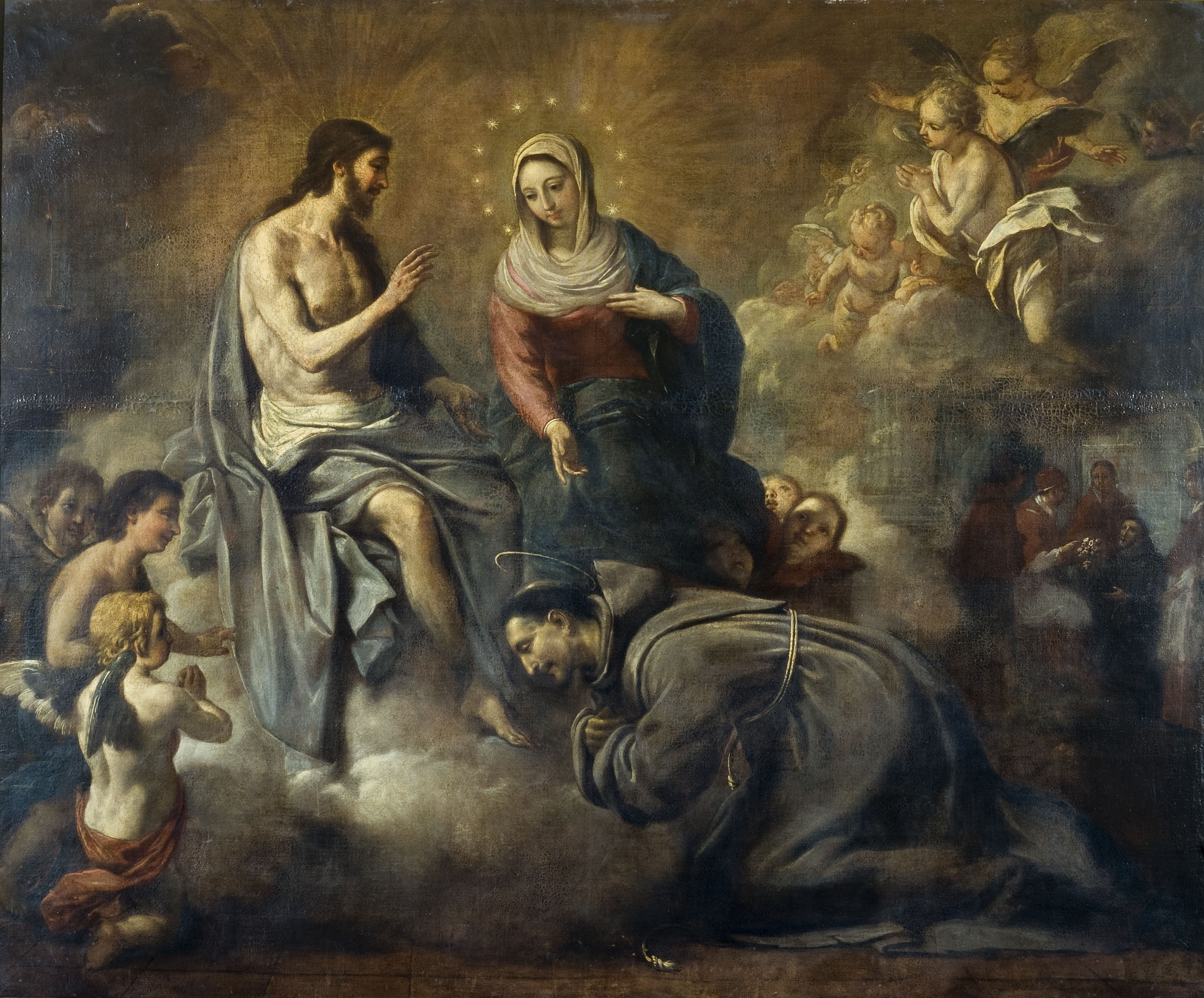
Jesús concede a San Francisco la indulgencia de la Porciúncula (1722-1724), de Antonio Viladomat, MNAC.
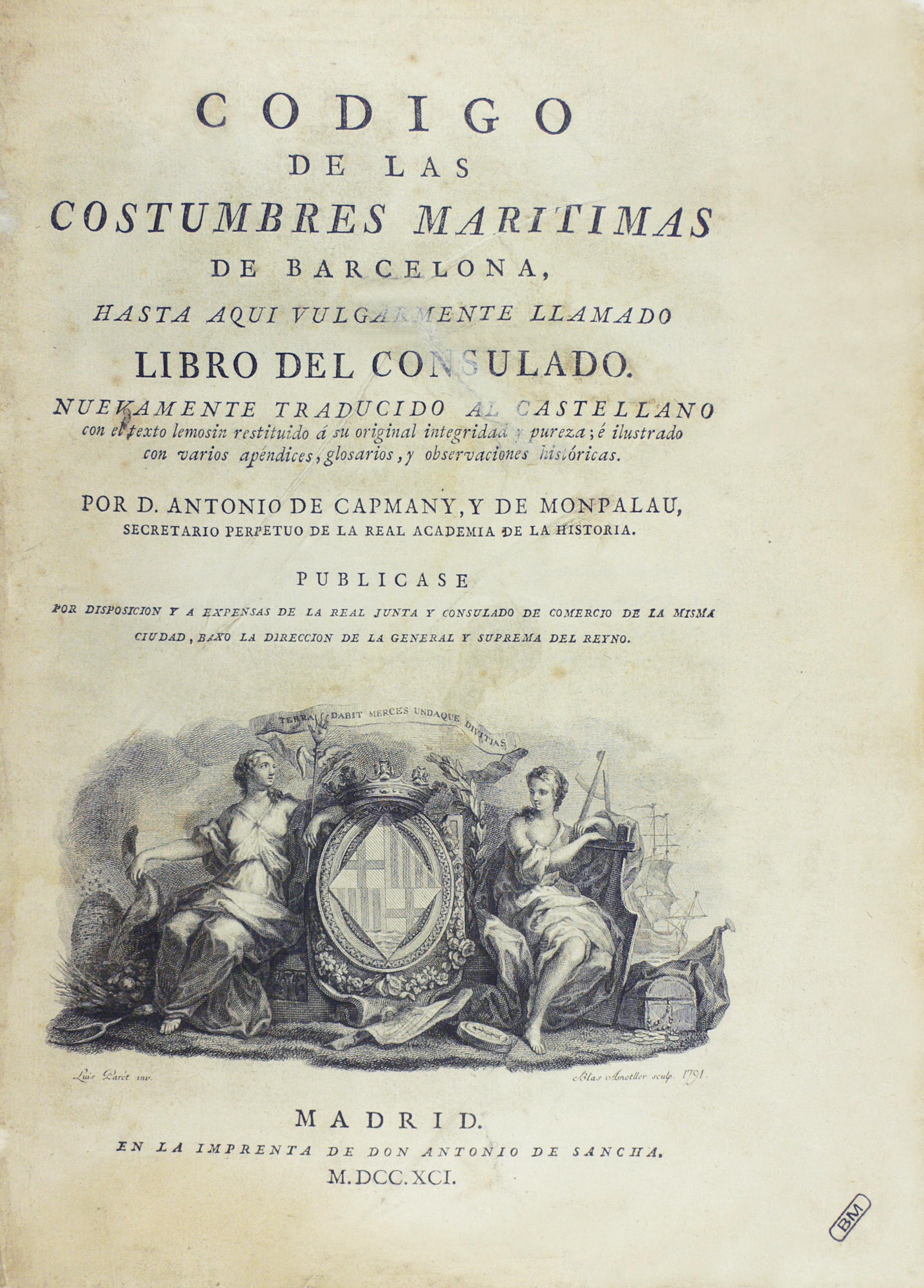
Código de las costumbres marítimas de Barcelona (1783), de Antonio de Capmany.

## SigloXIX

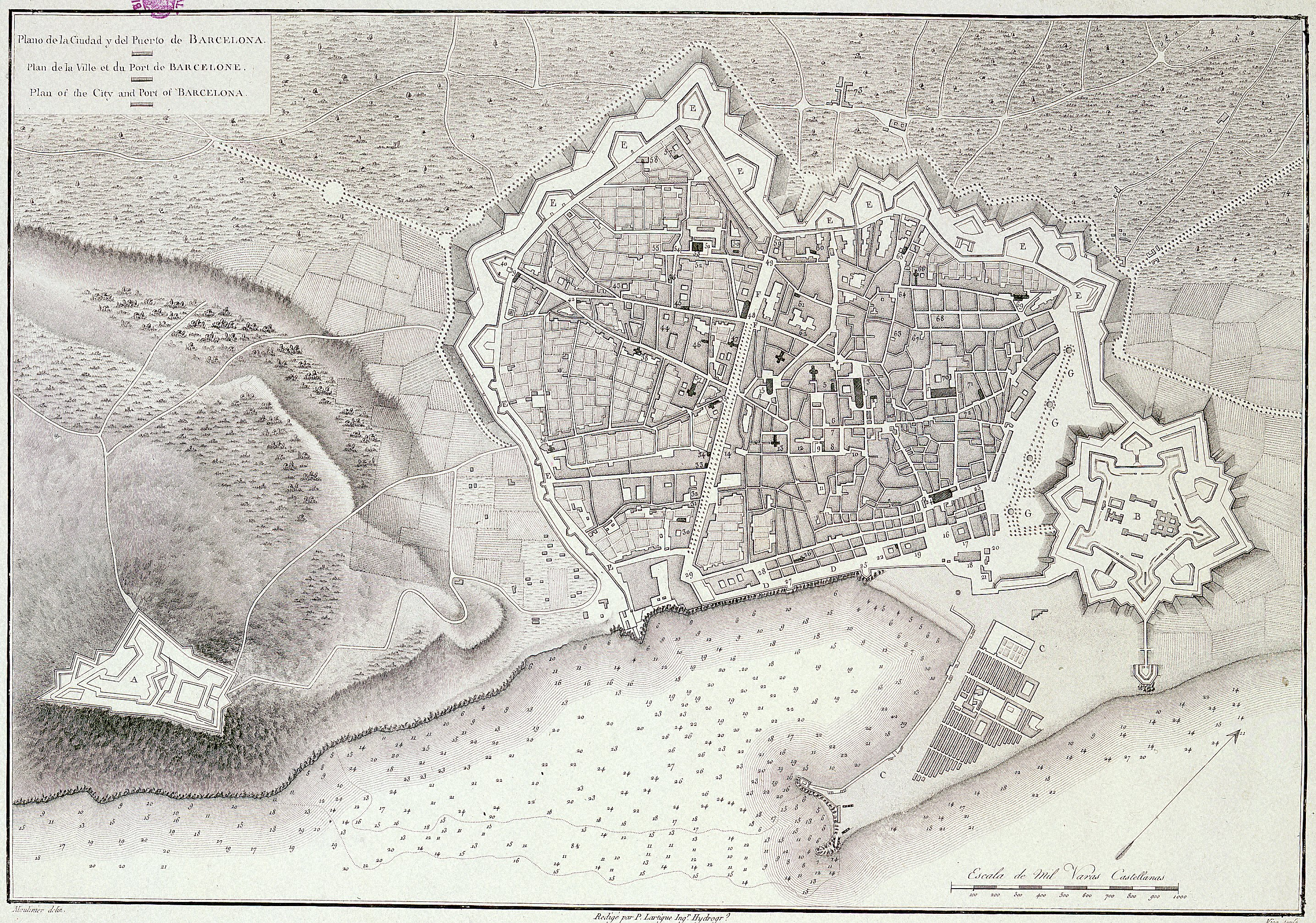
Plano de Barcelona (1806).

En este período hubo una gran revitalización económica, ligada a la Revolución Industrial —especialmente la industria textil—, lo que comportó a su vez un renacimiento cultural. Entre 1854 y 1859 se produjo el derribo de las murallas, por lo que la ciudad pudo expandirse, motivo por el que se impulsó el proyecto de Ensanche, elaborado por Ildefonso Cerdá en 1859. Asimismo, gracias a la revolución de 1868, se consiguió el derribo de la Ciudadela, cuyos terrenos fueron transformados en un parque público. La población fue creciendo, especialmente gracias a la inmigración procedente de otras regiones españolas, llegando a finales de siglo a los 400 000 habitantes.

### Guerra de Independencia y fin del Antiguo Régimen

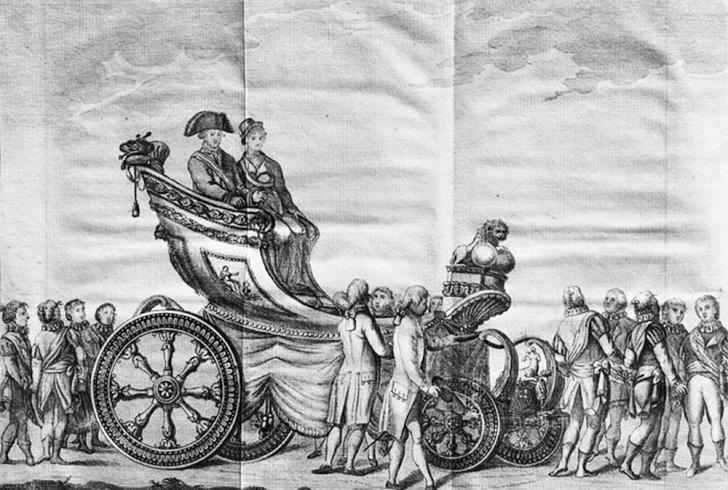
Carlos IV en Barcelona (1802).

El siglo comenzó con la crisis económica derivada de la guerra con Francia y, posteriormente, Gran Bretaña, lo que provocó la paralización de la industria, el aumento del paro y el incremento de la mendicidad. Sin embargo, en 1802, la ciudad acogió con entusiasmo la llegada de la familia real para los enlaces matrimoniales del príncipe de Asturias, Fernando, con María Antonia de Nápoles, y de la infanta María Isabel con Francisco Genaro de Dos Sicilias. Para el evento se engalanaron las calles, se realizaron obras públicas, y se organizaron bailes, representaciones teatrales, mascaradas, desfiles con carrozas, fuegos artificiales y ascensiones en globo.
En 1808 las tropas de Napoleón entraron en España con el pretexto de avanzar hacia Portugal. Sin embargo, lo que parecía una operación entre aliados se convirtió en una ocupación de la península, lo que dio origen a la guerra de la Independencia (llamada en Cataluña Guerra del Francés, 1808-1814). El 13 de febrero de ese año el general Duhesme ocupó pacíficamente Barcelona. Pronto se sucedieron las revueltas populares, que también cobraron tintes sociales contra el ya moribundo sistema del Antiguo Régimen, bajo el lema si no tenim rei, no hem de pagar («si no tenemos rey, no hemos de pagar»). A finales de 1808 (3 de noviembre-17 de diciembre) Barcelona fue asediada por el general Juan Miguel de Vives, que contaba con el apoyo por mar de la Royal Navy británica, la cual bombardeó la ciudad el 19 de noviembre; sin embargo, fueron derrotados en las batallas de Cardedeu (16 de diciembre) y Molins de Rey (17 de diciembre) por los refuerzos franceses comandados por Saint-Cyr.

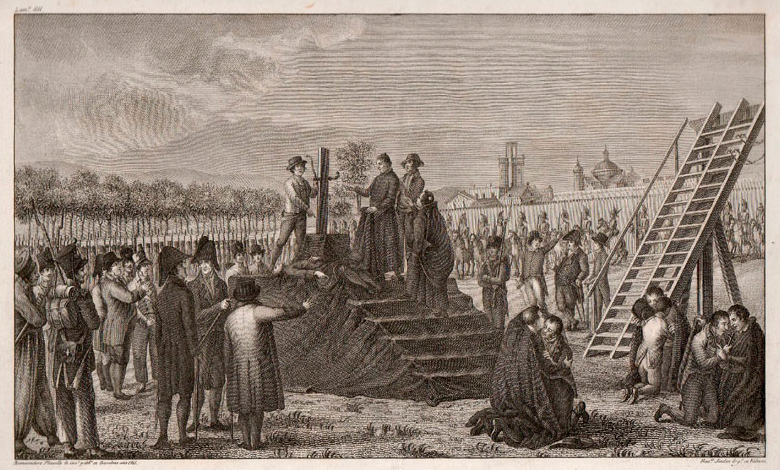
Ejecución de los sublevados en el complot de la Ascensión (3 de junio de 1809), grabado de Buenaventura Planella.

Otro episodio sucedió el 9 de marzo de 1809, cuando la ciudad estaba a punto de ser liberada por Juan Clarós, cuando un temporal obligó a la flota inglesa que le apoyaba a retirarse. Poco después se produjo el llamado complot de la Ascensión (12 de mayo de 1809), un intento de sublevación frustrado por la delación de uno de los conspiradores, que comportó penas de muerte a cinco detenidos; el día de su ejecución, tres ciudadanos repicaron las campanas llamando a somatén, por lo que también fueron ajusticiados. Pero excepto pequeños conatos como este, la ciudad no opuso mucha resistencia al invasor. La ocupación francesa se hizo efectiva paulatinamente y, en 1812, Cataluña fue anexionada directamente a Francia. Se hizo una nueva división territorial en departamentos, al estilo francés, en que Barcelona fue capital del departamento de Montserrat (1812). Con el fin de la guerra y la derrota napoleónica, el 28 de mayo de 1814 las tropas francesas abandonaron la ciudad.
Durante la ocupación, se acuñó en Barcelona una moneda de 2 1/2 pesetas (1808), y, al año siguiente, una de 5 pesetas, del tamaño y peso de las de 8 reales, que funcionaron hasta el final de la guerra. En 1868 la peseta pasó a ser la moneda oficial en todo el país.

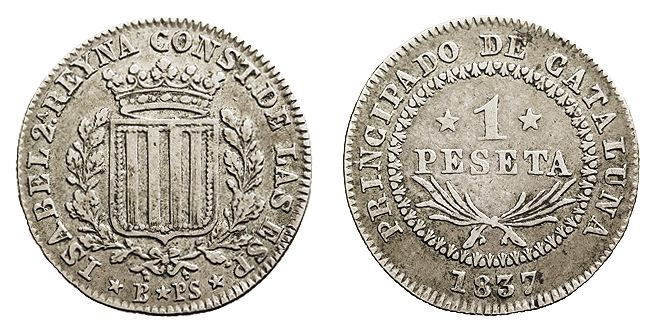
Peseta acuñada en Barcelona en 1837, durante el reinado de Isabel II.

En el ámbito nacional, en 1810 se reunieron las Cortes de Cádiz, que redactaron la primera constitución española en 1812; Cataluña aportó 15 diputados, entre ellos dos barceloneses, Antonio de Capmany y Ramón Lázaro de Dou. La nueva constitución supuso la modernización de las estructuras del estado; entre otras cosas, dio paso a la creación de los modernos ayuntamientos, presididos por la figura del alcalde, de elección popular. Sin embargo, las expectativas creadas por la nueva constitución se vieron frustradas y, tras la derrota de las tropas napoleónicas, el reinado de Fernando VII supuso la reinstauración del absolutismo.
Pese a todo, las ideas liberales aportadas por los franceses calaron en la población y, desde entonces, Barcelona fue un importante centro difusor del liberalismo. En 1817 el general Lacy protagonizó una fracasada sublevación que le costó la vida. Pero, en 1820, el pronunciamiento de Rafael del Riego tuvo su reflejo en la Ciudad Condal, y una revuelta popular en el Pla de Palau obligó al general Castaños a proclamar la Constitución. Se inició entonces el Trienio Liberal (1820-1823), que comportó la libertad de imprenta, la abolición de la Inquisición y, entre otras cosas, la provisional restauración de la Universidad de Barcelona —revertida al final del trienio—. Surgió también entonces el primer ayuntamiento constitucional, cuyo primer alcalde, elegido el 24 de marzo de 1820, fue Narciso Sans y Rius. De esta etapa hay que señalar un fuerte brote de fiebre amarilla vivido en la ciudad en 1821, que dejó más de 8000 muertos.

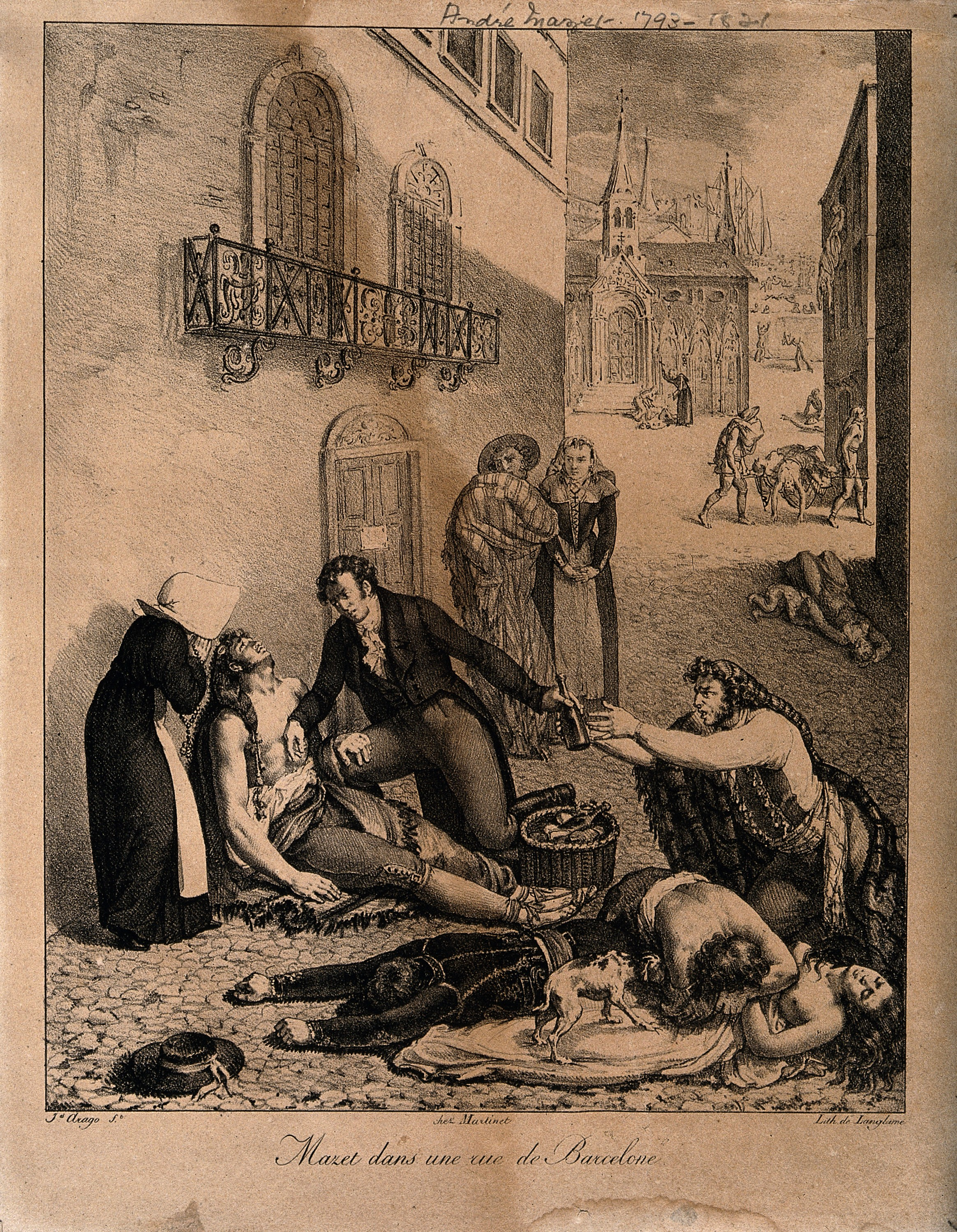
Fiebre amarilla de 1821.

Sin embargo, en 1823, con ayuda francesa (los Cien Mil Hijos de San Luis), el rey retornó de nuevo al absolutismo. Barcelona fue ocupada por tropas francesas, que se acuartelaron en la ciudad durante cuatro años. Paradójicamente, ello supuso un cierto bienestar para la sociedad, porque en el resto del país las revanchas contra los sectores liberales fueron cruentas. Pero, en 1827, tras la retirada de los franceses, fue nombrado capitán general de Cataluña el conde de España, quien inició una brutal represión contra los liberales, con cientos de ejecuciones y miles de encarcelamientos, generalmente sin juicio ni pruebas. Ese mismo año, el rey inició un tímido aperturismo, con algunas reformas moderadas, que sin embargo no fueron del agrado de los sectores conservadores, los cuales protagonizaron una revuelta llamada guerra de los Agraviados o malcontents (marzo-septiembre de 1827). Para contentarlos, el rey visitó Barcelona, e hizo algunas concesiones, aunque los dirigentes malcontents fueron ajusticiados. Fernando VII residió medio año en la ciudad, desde el 4 de septiembre de 1827 al 9 de abril de 1828.
La Década Ominosa (1823-1833) evidenció, pese a todo, lo caduco de un sistema superado por nuevos factores sociales y económicos como el auge de la burguesía y el inicio de la era industrial, que sucedía al sistema preferentemente agrario en que se basaba el Antiguo Régimen. Finalmente, el advenimiento de Isabel II, apoyada por los sectores liberales frente a los más conservadores de la facción carlista que se opuso a su entronización, favoreció el avance social y cierta democratización del sistema político. Una de las primeras medidas del nuevo régimen liberal fue una nueva división administrativa en provincias, que deparó cuatro para Cataluña: Barcelona, Tarragona, Lérida y Gerona. En 1835 se retomó la línea constitucional de alcaldes de la ciudad —con la figura de José Mariano de Cabanes—, ininterrumpida desde entonces. Por otro lado, en 1836 se logró el definitivo restablecimiento de la Universidad de Barcelona, que se emplazaría en un nuevo edificio construido por Elías Rogent.

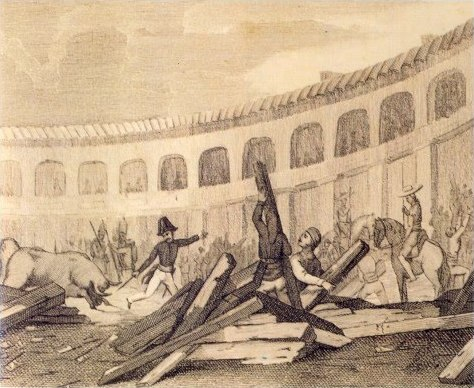
Bullanga de 1835.

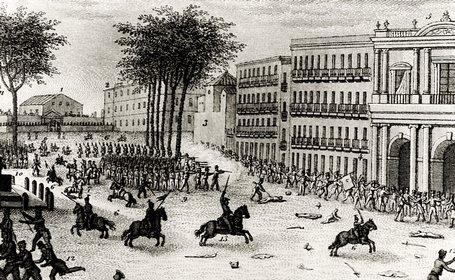
Bullanga de 1837.

Sin embargo, las disputas entre los sectores moderados y progresistas dentro del partido liberal provocaron diversos enfrentamientos. En Barcelona, este clima de tensión produjo numerosos disturbios —conocidos como bullangues («tumultos»)—, que se solían traducir en una abierta hostilidad hacia la nobleza y el clero: en 1835, a raíz de una protesta popular por la mala calidad de los toros de una corrida, los sublevados quemaron los conventos de Santa Catalina, San José, San Francisco, San Agustín, los Trinitarios y el Carmen, así como la fábrica El Vapor, y asesinaron al general Bassa. En 1836, las noticias llegadas a la ciudad de los excesos cometidos por los carlistas condujeron a la multitud a asaltar la cárcel de la Ciudadela y matar a unos cien prisioneros de guerra carlistas. El 13 de enero de 1837, algunos batallones de la Milicia Nacional se sublevaron a favor de la Constitución de 1812, pero la revuelta fue sofocada por el capitán general, barón de Meer, quien disolvió el ayuntamiento y la diputación provincial. En 1842, siendo regente el general Baldomero Espartero, un pequeño incidente en el fielato de Portal del Ángel provocó la intervención del ejército, que ocupó la plaza de San Jaime; se inició entonces una reacción popular que obligó al ejército a salir de la ciudad, y se reclamó la dimisión de Espartero, la convocatoria de Cortes Constituyentes y la defensa del proteccionismo. Barcelona fue sitiada por el ejército, que se negó a cualquier negociación y, tras la llegada de Espartero a la ciudad, este ordenó el bombardeo desde el castillo de Montjuïc (3 y 4 de diciembre de 1842), que duró doce horas y destruyó 462 casas. Igualmente, en 1843, una nueva revuelta conocida como la Jamància provocó otro bombardeo de la ciudad, desde el 7 de septiembre hasta el 19 de noviembre, a cargo del general Prim, que no cesó hasta que se rindió la Junta que había tomado el poder en la ciudad; los tres meses de asedio dejaron un saldo de 335 muertos, además de numerosos daños materiales.

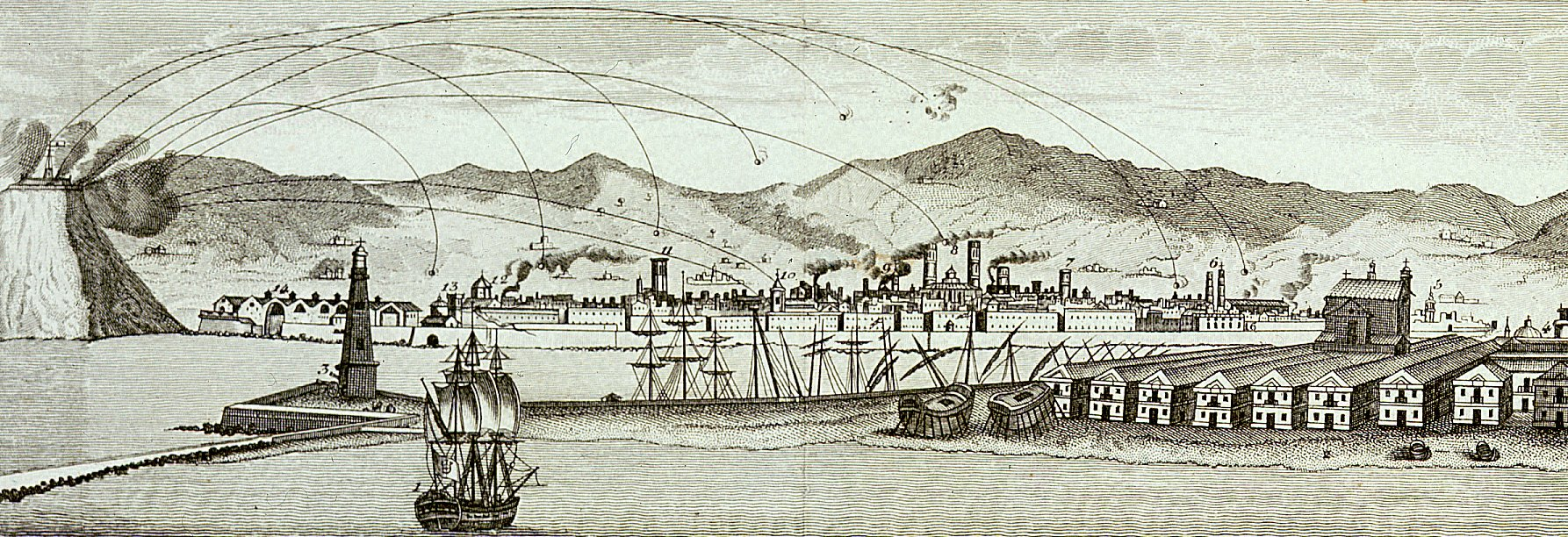
Bombardeo desde el castillo de Montjuic el 3 de diciembre de 1842.

Entre 1844 y 1854 se vivió la llamada Década Moderada, por ser este sector el que se mantuvo en el poder. En 1845 se promulgó una nueva constitución bastante más conservadora y centralista, bien recibida por la burguesía catalana —aglutinada en el Instituto Agrícola Catalán de San Isidro—, pero impopular entre las clases bajas, que se vieron desfavorecidas, más especialmente desde la crisis económica de 1846, la cual favoreció el estallido de la segunda guerra carlista (1846-1849), circunscrita al ámbito catalán. La política del gobierno central con Cataluña en este período fue criticada por el general Prim, quien en un discurso en las Cortes pronunciado en 1851 manifestó que:

A no ser así, ciertamente hubiérais encontrado el medio de gobernar en Cataluña y haceros con el cariño y las simpatías de los catalanes, y no os creeríais en la triste necesidad de perseguirlos y de matarlos. Y si no, volvamos la vista atrás, y en los hechos tiránicos y salvajes de épocas no muy remotas encontraremos la justificación de nuestras quejas.

El período moderado terminó por un nuevo levantamiento protagonizado por el general O'Donnell en 1854, que fue secundado por las clases populares barcelonesas, descontentas con los bajos salarios y la escasez de empleo. Se inició entonces el Bienio Progresista (1854-1856), que supuso el retorno al poder de Espartero. Pero, debido a los continuos amotinamientos y falta de estabilidad, en 1856 volvió el poder a manos de los moderados, liderados por Narváez (1856-1858), al que sucedió O'Donnell (1858-1863). Sin embargo, la burguesía catalana, desencantada ya con los moderados, e influida por el romanticismo y el inicio de la Renaixença cultural, se iría decantando hacia un regionalismo conservador, que derivaría a finales de siglo en el catalanismo.

### Industrialización

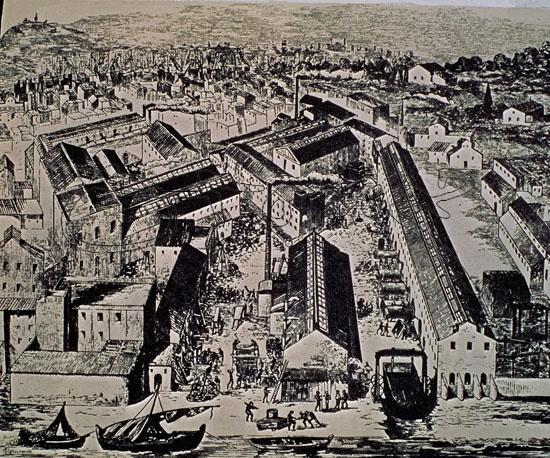
La Maquinista Terrestre y Marítima.

La Revolución Industrial tuvo una rápida implantación en Cataluña, siendo pionera en el territorio nacional en la implantación de los procedimientos fabriles iniciados en Gran Bretaña en el siglo XVIII. En 1737 se creó en Barcelona la primera fábrica de manufacturas textiles, la de Esteve Canals. A esta sucedieron diversas fábricas instaladas en El Raval y extramuros, como la de Erasmo de Gónima, que llegó a tener mil trabajadores. A finales de siglo se introdujeron nuevas máquinas movidas por energía hidráulica. En 1800 había en Barcelona 150 fábricas del ramo textil, entre las que destacaba El Vapor, fundada por José Bonaplata. En 1849 se abrió en Sants el complejo La España Industrial, propiedad de los hermanos Muntadas. La industria textil tuvo un continuo crecimiento hasta la crisis de 1861, motivada por la escasez de algodón debida a la guerra de Secesión estadounidense. También fue cobrando importancia la industria metalúrgica, potenciada por la creación del ferrocarril y la navegación a vapor. En 1836 abrió la fundición Nuevo Vulcano, en la Barceloneta; y, en 1841, arrancó La Barcelonesa, antecedente de La Maquinista Terrestre y Marítima (1855), una de las más importantes fábricas de la historia de Barcelona.
A mediados de siglo, sin embargo, el aumento de la industrialización en la ciudad se vio frenado por la falta de espacio, ya que las nuevas fábricas requerían amplios terrenos para instalarse, y la ciudad ya estaba saturada. Fuera de las murallas estaba prohibido construir a una distancia de un tiro de bala de cañón desde la muralla (1200 m), debido a la consideración de plaza militar de la ciudad. Así que las nuevas industrias empezaron a instalarse en los pueblos del entorno, que experimentaron entonces un fuerte desarrollo urbano, principalmente Sants, Gracia, San Andrés y San Martín.

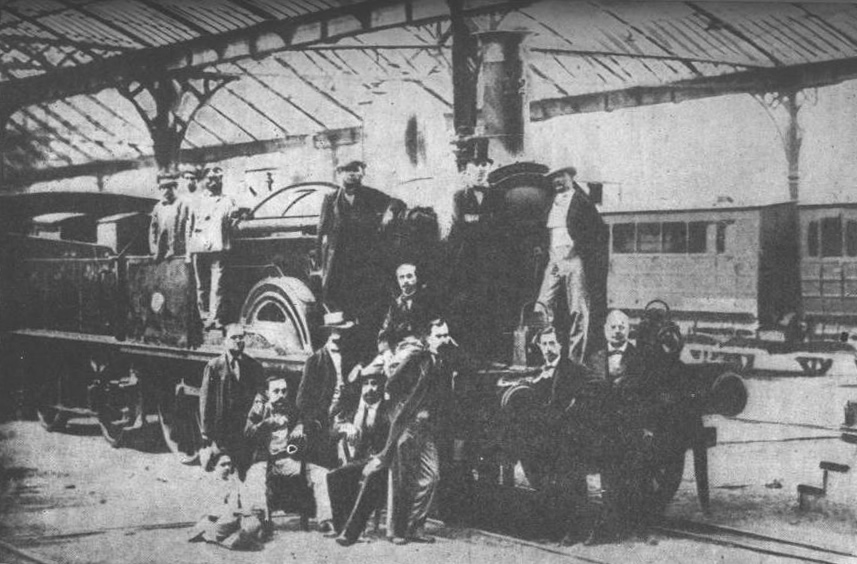
Locomotora número 12 de la línea Barcelona-Mataró (1848).

La proliferación de nuevas industrias comportó un auge del sector financiero, auspiciado también por la llegada de fortunas forjadas en las colonias —principalmente Cuba—, las de los llamados indianos. En 1844 se creó el Banco de Barcelona y, el mismo año, la Caja de Ahorros y Monte de Piedad de Barcelona y la Banca Vilalta i Mas; en 1852, la Societat Garriga Germans i Fills; en 1856, el Crédito Mobiliario Barcelonés y la Caja Catalana Industrial y Mercantil; en 1876, el Banco Hispano Colonial; en 1881, el Banco de Cataluña; y, en 1886, el Banco Garriga Nogués. También se fundaron la Sociedad Catalana General de Crédito (1856) y la Catalana General de Seguros.

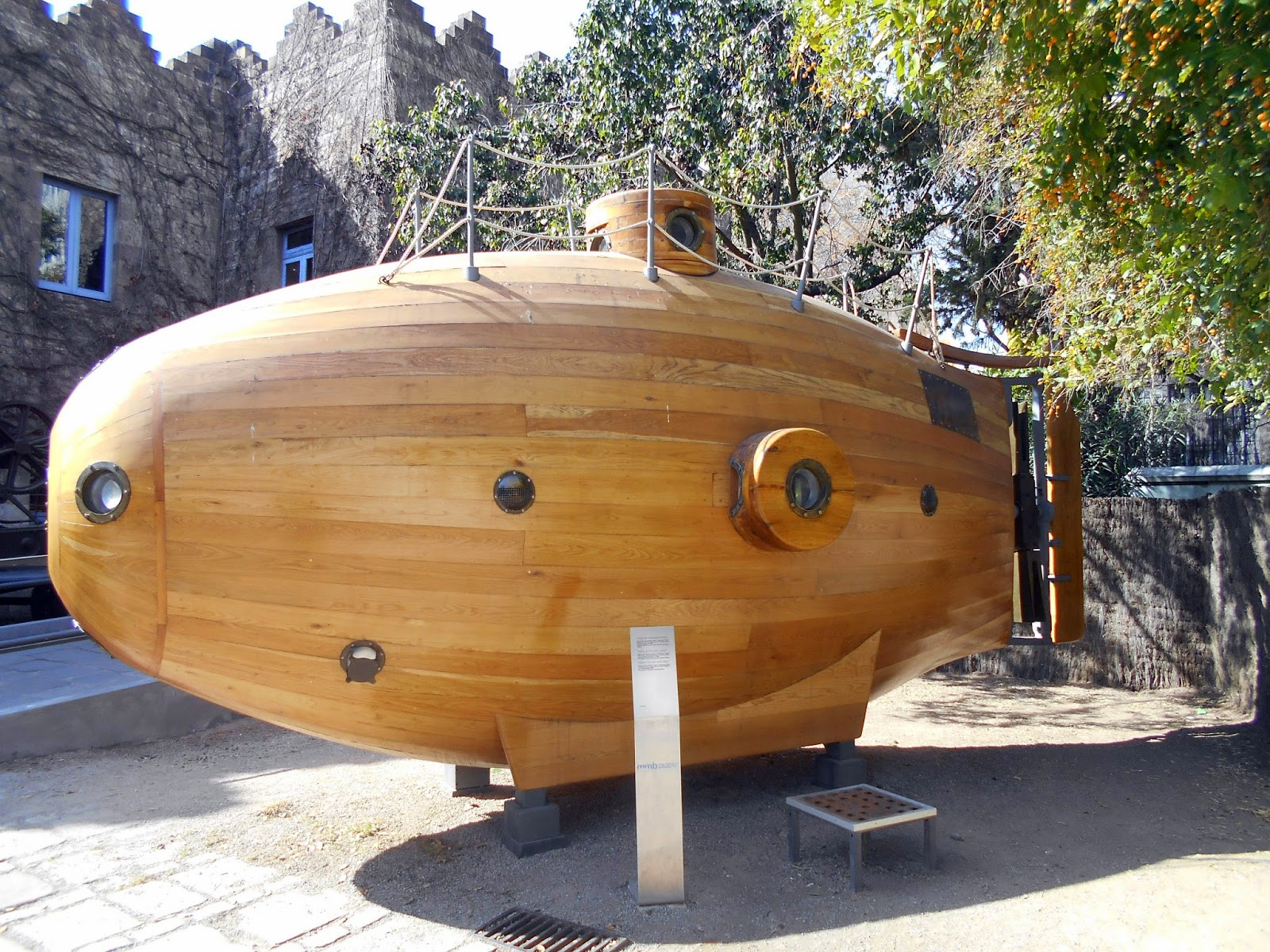
El primer submarino, el Ictíneo I, de Narciso Monturiol.

Uno de los mayores factores de dinamización de la ciudad como capital de un amplio entorno metropolitano fue la llegada del ferrocarril: de Barcelona partió en 1848 la primera línea de ferrocarril de la España peninsular, que comunicaba la Ciudad Condal con la villa de Mataró. Se crearon entonces las estaciones de Francia (1854), Sants (1854) y del Norte (1862). La capital catalana se convirtió en el centro de una red ferroviaria en forma de 8 —el llamado «ocho catalán»—, formada por dos anillos que se cruzan en la ciudad. En los años 1880 había ya enlaces con Francia, Madrid, Zaragoza y Valencia, además del resto de capitales de provincia catalanas. Operaban en esa época dos compañías: Ferrocarril del Norte y MZA (Madrid-Zaragoza-Alicante), integradas en 1941 en RENFE. Por otro lado, en el puerto de Barcelona se sumergió por primera vez un submarino, el Ictíneo I, creado por Narciso Monturiol, el cual fue botado el 28 de junio de 1859. Se presentó al público el 23 de septiembre, fecha en que se sumergió durante 2 horas y 20 minutos a una profundidad de 20 m.

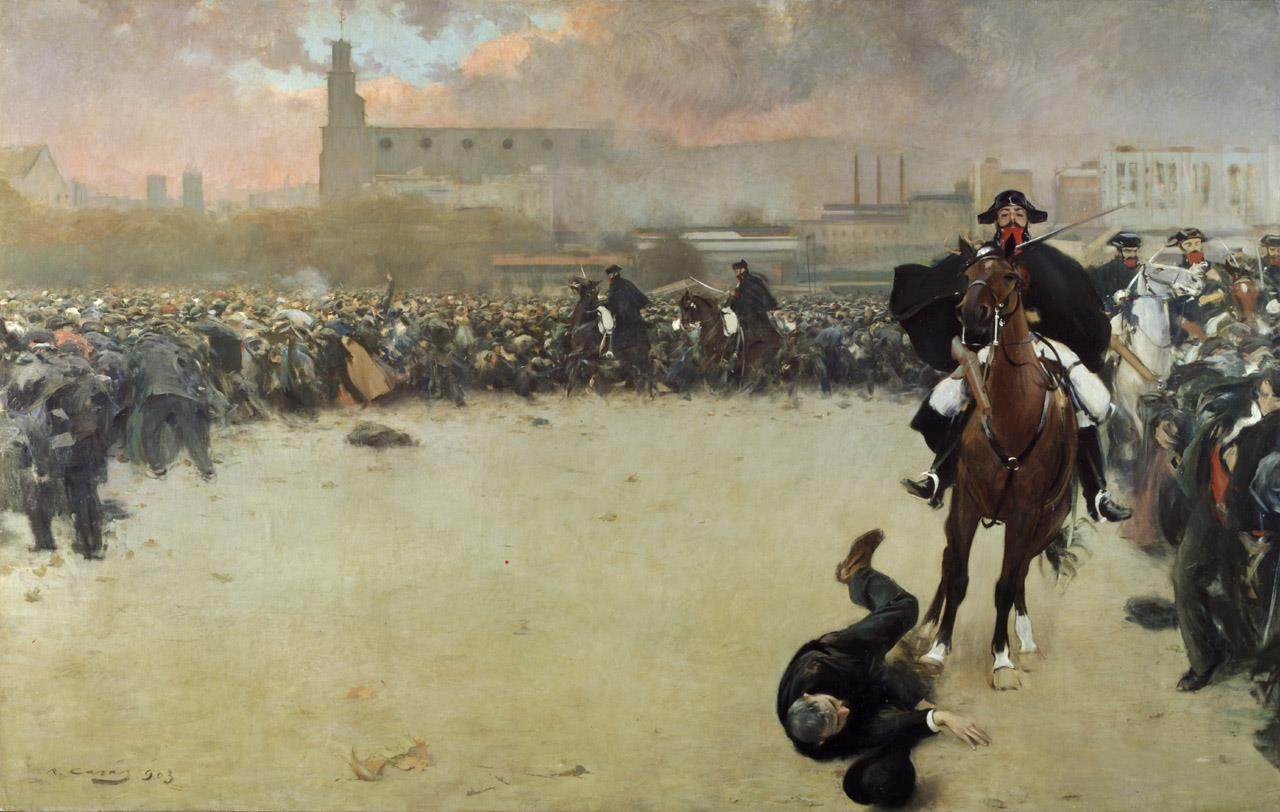
Una imagen de la conflictividad social: La carga (1899), de Ramón Casas, Museo Comarcal de la Garrocha, Olot.

Los nuevos procesos industriales supusieron un aumento de la conflictividad laboral, ya que los trabajadores temían ser sustituidos por las nuevas máquinas. Así, por ejemplo, el 14 de julio de 1854, al abrigo de una nueva revuelta liberal, varios obreros saquearon fábricas y quemaron maquinaria industrial (conflicto de las selfactinas). Poco a poco fue ganando terreno un nuevo sentimiento de clase que propició el asociacionismo obrero: en 1840 se fundó la Asociación Mutua de la Industria Algodonera, primera entidad que tenía por objetivo mejorar las condiciones de vida y laborales de los trabajadores. En 1854 se creó la Unión de Clases, primera asociación que promovió el uso de la huelga como medida de presión. En 1855, con motivo de la ejecución del dirigente obrero Josep Barceló, se declaró la primera huelga general, al tiempo que una revuelta ciudadana fue violentamente sofocada por el gobernador militar.
La industrialización comportó importantes cambios en el urbanismo de la ciudad, debido a las nuevas necesidades de los sectores económicos de sistema capitalista, que requerían una fuerte concentración de mano de obra y de servicios auxiliares. Barcelona sufrió así un importante salto a la modernidad, caracterizada por tres factores: la migración poblacional del campo a la ciudad, la vinculación entre los avances industriales y los urbanísticos, y una mejor articulación del territorio mediante una amplia red de carreteras y ferrocarriles, que llevaría a Barcelona a convertirse en una metrópoli colonizadora de su entorno territorial.
En aquellas fechas, Barcelona comenzaba a ser una ciudad moderna comparable a otras ciudades europeas, como atestiguan algunos testimonios de la época: en 1835 el viajero francés Charles Didier escribió que «Barcelona es a España aquello que Milán es a Italia»; en 1872, el barón Jean-Charles Davillier opinaba que «ha sido nombrada con justicia el Mánchester de la Península»; y el historiador francés Louis Teste comentaba en 1872 que era «la más bella de las ciudades modernas, la más activa y la más rica de España». También Hans Christian Andersen la definió como «el París de España».

### Transformaciones urbanas

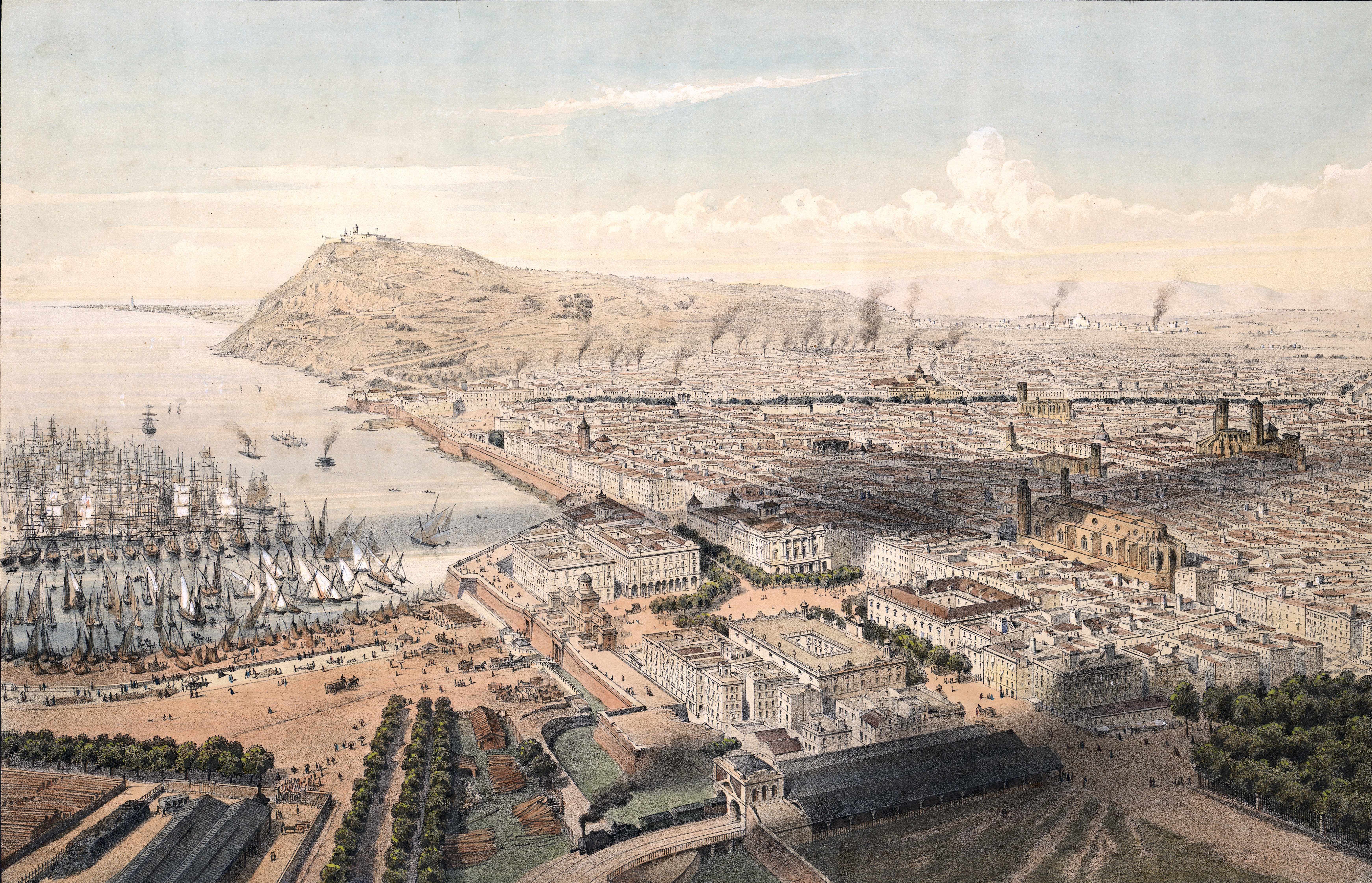
Vista del puerto de Barcelona con la montaña de Montjuic al fondo (1850), grabado de Alfred Guesdon.

Paralelamente a los procesos industriales, Barcelona vivió a lo largo del siglo XIX una amplia serie de transformaciones urbanas: se abrió la calle de Fernando en 1827, entre la Rambla y la plaza de San Jaime, con una posterior continuación hacia el Borne con las calles de Jaime I (1849-53) y Princesa (1853). En 1833 se inició la ampliación del Pla de Palau, que por entonces era el centro neurálgico de la ciudad, debido a la presencia del Palacio Real, la Lonja y la Aduana; se amplió la plaza y se construyó el Portal de Mar (1844-1848), un monumental pórtico de acceso a la Barceloneta desde el casco viejo, obra de Josep Massanès, que fue derribado en 1859 conjuntamente con las murallas de la ciudad. Massanès fue autor también de un plan de ensanche en 1838 que no llegó a término, que comprendía el triángulo situado entre Canaletas, la plaza de la Universidad y la plaza Urquinaona, y que ya esbozaba lo que sería la plaza de Cataluña, situada en el centro del triángulo.
Otro factor que favoreció el urbanismo de estos años fue la desamortización de 1836, que dejó numerosos solares que fueron edificados o convertidos en espacios públicos, como los mercados de la Boquería y Santa Catalina, el Gran Teatro del Liceo y dos plazas trazadas por Francesc Daniel Molina: la plaza Real y la plaza del Duque de Medinaceli. De igual forma, las nuevas disposiciones sanitarias promulgadas en esta época supusieron la desaparición de numerosos cementerios parroquiales, cuyos solares se urbanizaron como nuevas plazas públicas: surgieron así plazas como la de Santa María, del Pino, de San José Oriol, de San Felipe Neri, de San Justo, de San Pedro y de San Jaime. Esta última se convirtió en el corazón político de la ciudad, ya que se encuentran allí el Ayuntamiento de Barcelona y la Generalidad de Cataluña. Por otro lado, la desaparición de los cementerios parroquiales comportó la creación de un nuevo camposanto situado fuera de la ciudad, el cementerio del Este o de Pueblo Nuevo, basado en un proyecto de 1773 pero que se construyó principalmente entre 1813 y 1819. Le siguió en 1883 el cementerio del Sudoeste o de Montjuic, mientras que ya en el siglo XX se construyó el del Norte o de Collserola (1969).

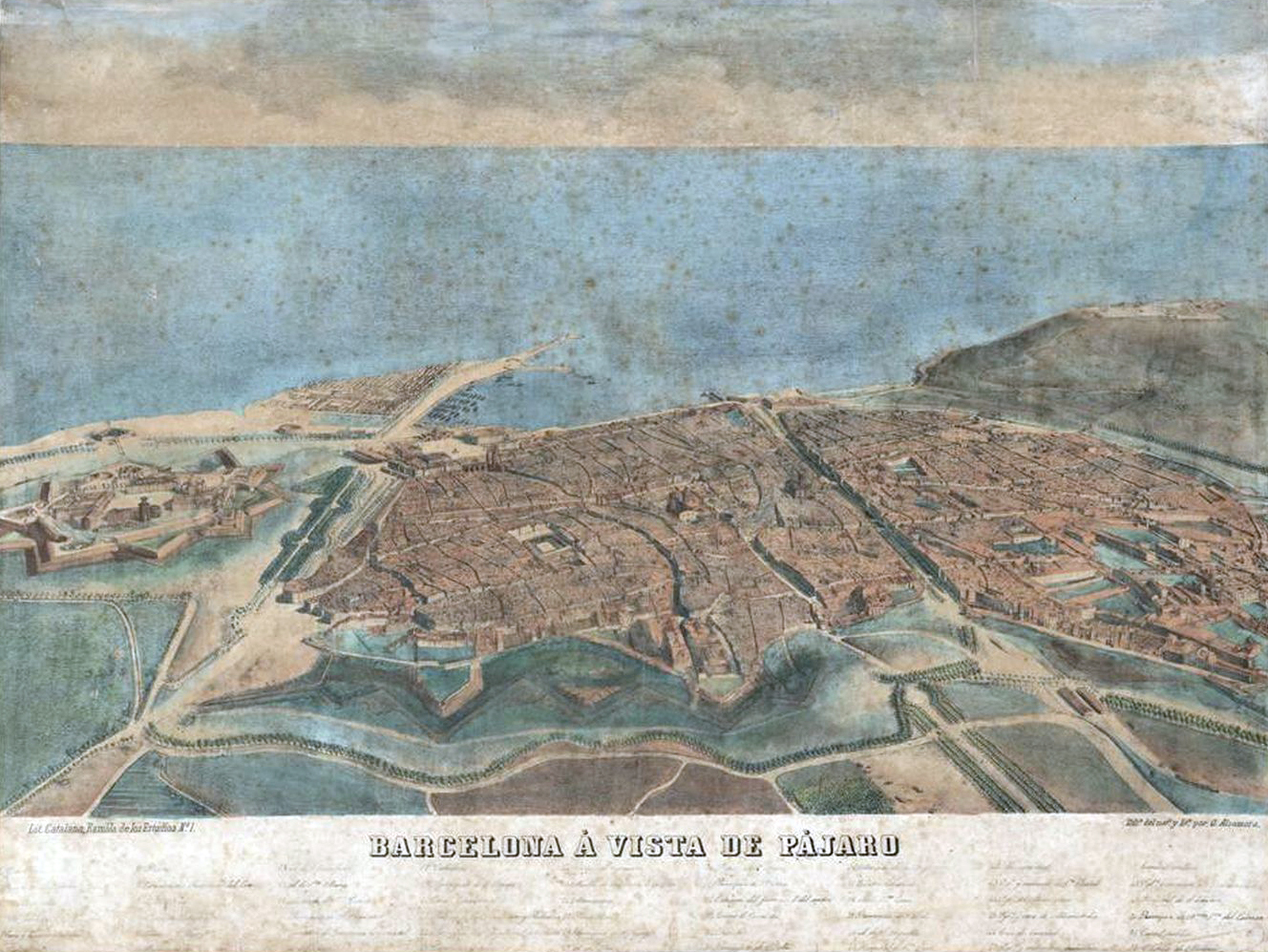
Barcelona a vista de pájaro (1857), de Onofre Alsamora.

En 1842 se dio inicio a uno de los más claros factores de modernidad derivados de los nuevos avances científicos, la iluminación de gas. Las primeras calles iluminadas fueron la Rambla, la calle de Fernando y la plaza de San Jaime, concretamente con gas producido por destilación seca de la hulla (gas ciudad). Ese año se creó la Sociedad Catalana para el Alumbrado por Gas, rebautizada en 1912 como Catalana de Gas y Electricidad. En estos años se acondicionó el puerto, cada vez más importante como llegada de materia prima —sobre todo algodón y carbón—, con la construcción de un nuevo muelle y el dragado del puerto, a cargo del ingeniero José Rafo, quien presentó su proyecto en 1859.
Cabe remarcar también que en este siglo aparecieron los primeros parques públicos, ya que el aumento de los entornos urbanos debido al fenómeno de la Revolución Industrial, a menudo en condiciones de degradación del medio ambiente, aconsejó la creación de grandes parques y jardines urbanos, que corrieron a cuenta de las autoridades públicas. El primer jardín público de Barcelona se creó en 1816: el Jardín del General, una iniciativa del capitán general Castaños; estaba situado entre la actual avenida Marqués de la Argentera y la Ciudadela —delante de donde hoy se halla la estación de Francia—, y tenía una extensión de 0,4 ha, hasta que desapareció en 1877 durante la urbanización del parque de la Ciudadela.
A mediados de siglo se produjo un hecho trascendental que cambió por completo la fisonomía de la ciudad, el derribo de las murallas. Durante los siglos XVIII y XIX la población fue creciendo constantemente (de 34 000 habitantes a principios del siglo XVIII a 160 000 a mediados del XIX), lo que comportó un aumento de la densidad poblacional alarmante (850 habitantes por hectárea), poniendo en riesgo la salubridad de la ciudadanía. Sin embargo, debido a su condición de plaza fuerte, el gobierno central se oponía al derribo de las murallas. Comenzó entonces un fuerte clamor popular, liderado por Pedro Felipe Monlau, quien en 1841 publicó la memoria ¡Abajo las murallas!, en la que defendía su destrucción para evitar enfermedades y epidemias. Por fin, en 1854 se dio el permiso para su derribo, con lo que se dio la vía de salida para la expansión territorial de la ciudad.

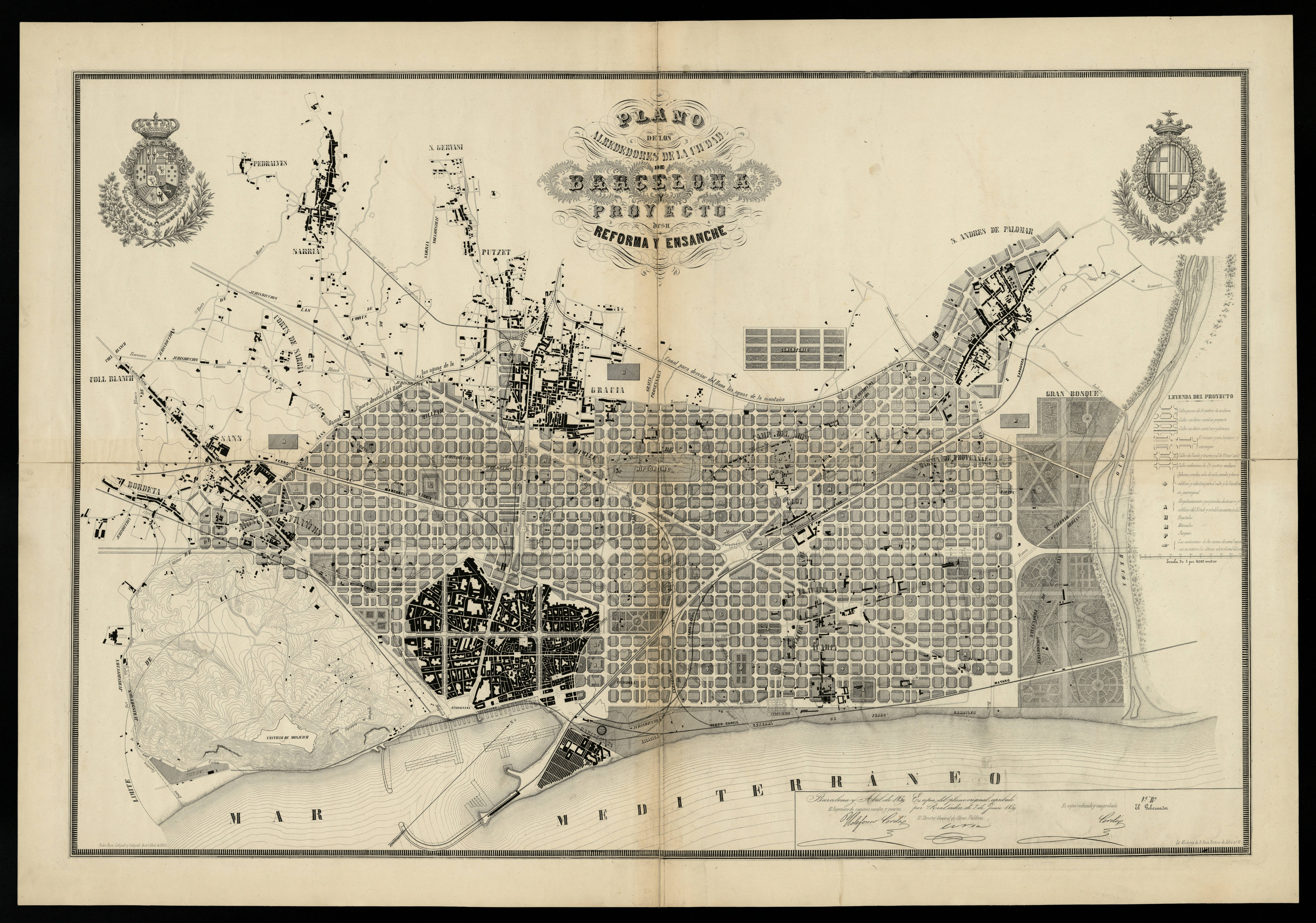
Plan de los alrededores de la ciudad de Barcelona y del proyecto para su mejora y ampliación, de Ildefonso Cerdá (1859).

El derribo de las murallas favoreció el proyecto de Ensanche, elaborado por Ildefonso Cerdá en 1859. El Plan Cerdá instituía un trazado ortogonal entre Montjuic y el Besós, con un sistema de calles rectilíneas de orientación noroeste-sureste, de 20 m de anchura, cortadas por otras de orientación suroeste-noreste paralelas a la costa y a la sierra de Collserola. Quedaban así delimitadas una serie de manzanas de planta cuadrada de 113,3 m de lado, de las cuales Cerdá tenía previsto edificar solo dos lados y dejar los otros espacios para jardines, aunque este punto no se cumplió y finalmente se aprovechó prácticamente todo el suelo edificable; las edificaciones se proyectaron con una planta octogonal característica del Ensanche, con unos chaflanes que favorecían la circulación. El plano preveía la construcción de varias avenidas principales: la Diagonal, la Meridiana, el Paralelo, la Gran Vía y el paseo de San Juan; así como varias grandes plazas en sus intersecciones: Tetuán, Glorias, España, Verdaguer, Letamendi y Universidad. Asimismo, contemplaba una serie de nuevas rondas que circunvalarían la ciudad antigua, en el lugar dejado por las murallas: las rondas de San Pablo, San Antonio, Universidad y San Pedro.

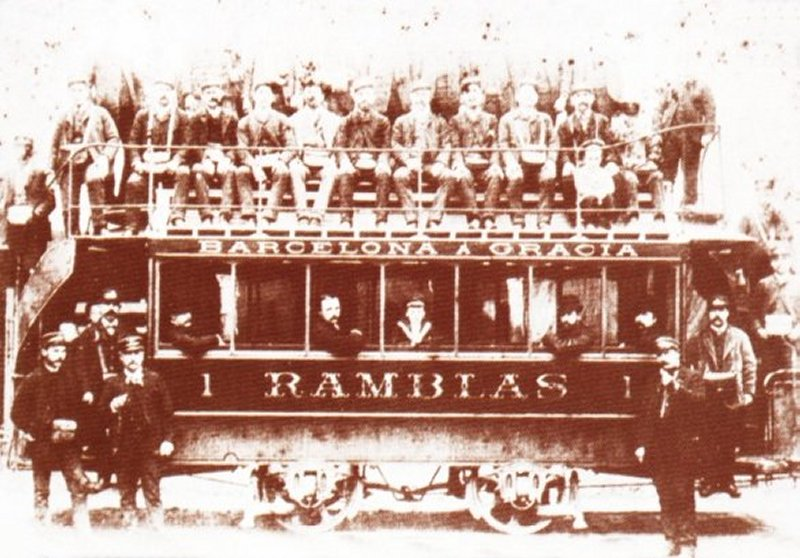
Tranvía de la línea Barcelona-Gracia (1872).

En estas fechas aparecieron también los primeros servicios de bomberos y policía propios de la ciudad. En 1843 se creó la Guardia Urbana de Barcelona, encargada de la defensa de la seguridad ciudadana; en 1938 asumieron también el control del tráfico y la circulación urbana. Por otro lado, en 1849 surgió la Sociedad de Socorro Mutuo contra Incendios, una empresa privada que en 1865 fue sustituida por la Sociedad de Extinción de Incendios y Salvamento de Barcelona, el primer servicio público de bomberos gestionado por el Ayuntamiento. Por otro lado, en 1855 se inició el servicio de telégrafo, con una red de carácter radial centrada en Madrid, que a partir de 1920 se extendió de forma periférica con Valencia, Sevilla y La Coruña. Controlada por el Estado, el servicio fue incorporado al de correos, creándose la Dirección General de Correos y Telégrafos.
De esta época cabe destacar también la introducción del tranvía para el transporte urbano. En 1860 se había abierto una línea de ómnibus que recorría la Rambla, pero la lentitud de los carruajes hacía poco viable este medio de transporte. En 1872 se colocaron raíles para su tracción, lo que aligeró el transporte, con coches de modelo imperial —de origen inglés—, tirados por dos o cuatro caballos. La línea se alargó desde el puerto (Atarazanas) hasta la villa de Gracia, y posteriormente desde las Atarazanas hasta la Barceloneta. Una de las primeras líneas en operar fue la inglesa Barcelona Tramways Company Limited. En 1899 los tranvías fueron electrificados.

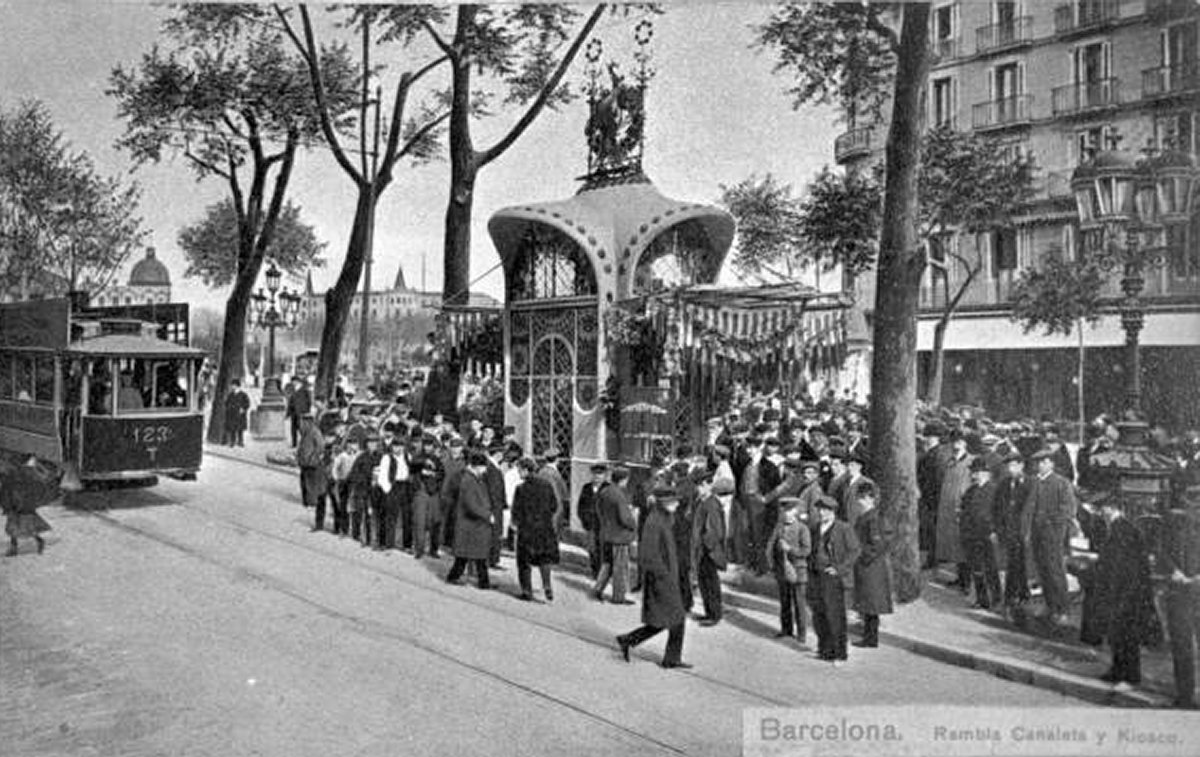
El quiosco de Canaletas, ejemplo de mobiliario urbano.

En estos años fue creciendo también el mobiliario urbano, especialmente desde la designación en 1871 de Antonio Rovira y Trías como responsable de Edificaciones y Ornamentación del Ayuntamiento, así como de su sucesor, Pedro Falqués, quienes pusieron un especial empeño en aunar estética y funcionalidad para este tipo de aderezos urbanos. El incremento de elementos como farolas, fuentes, bancos, quioscos, barandillas, jardineras, buzones y otros servicios públicos se vio favorecido por el auge de la industria del hierro, que permitía su fabricación en serie y resultaba de mayor resistencia y durabilidad.
En los años 1880 comenzó la instalación de iluminación eléctrica, que fue sustituyendo paulatinamente a la de gas en las vías públicas. En 1882 se colocaron las primeras farolas en la plaza de San Jaime y, entre 1887 y 1888, se electrificaron la Rambla y el paseo de Colón. Sin embargo, la generalización de la luz eléctrica no se produjo hasta inicios del siglo XX, con la invención de la bombilla, y no se concluyó hasta 1929.

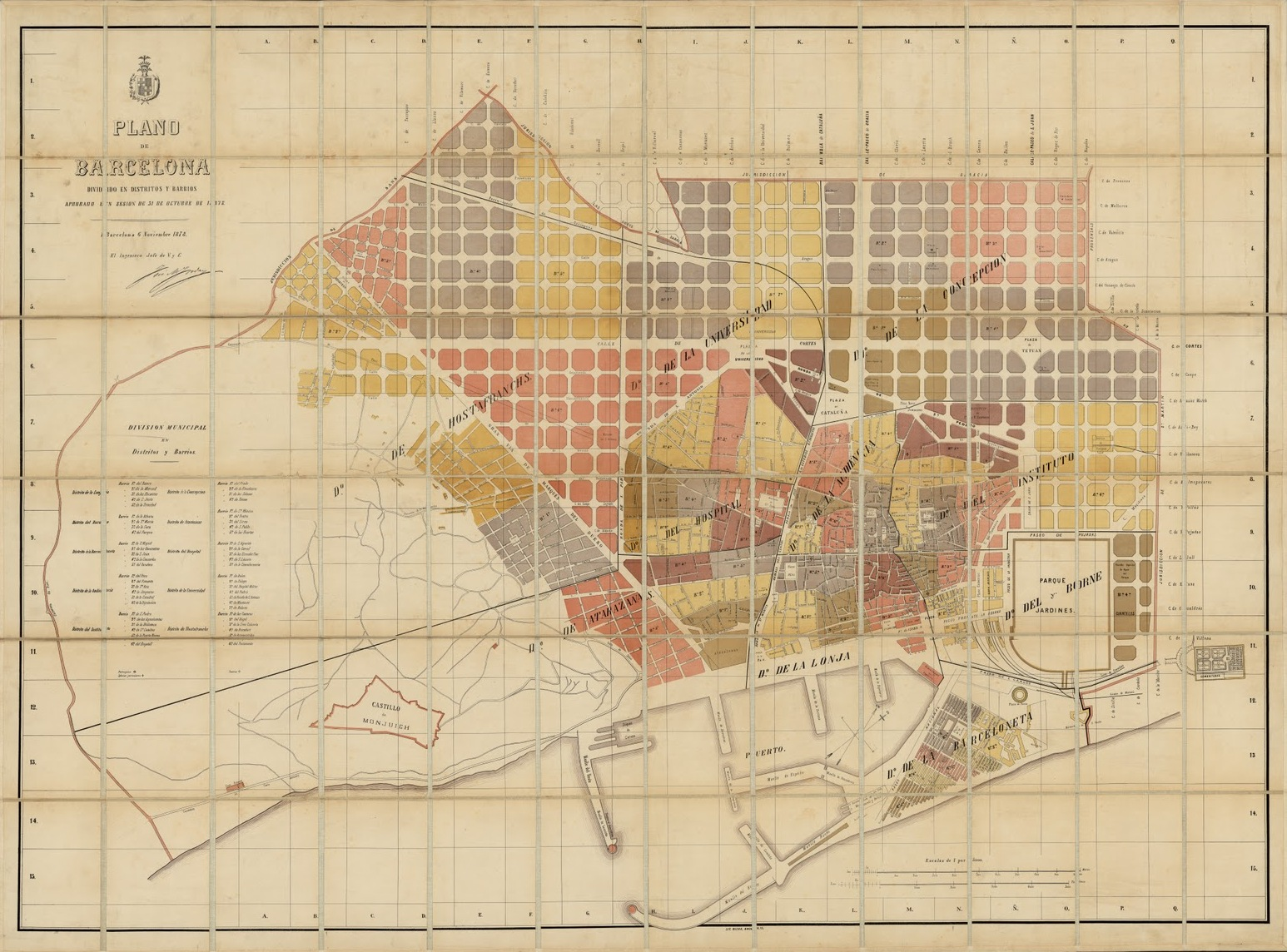
Plano de Barcelona dividido en distritos y barrios aprobado en sesión de 31 de octubre de 1878, grabado anónimo.

Otro de los servicios que surgió a finales de siglo fue el teléfono. En Barcelona se produjo la primera comunicación telefónica de toda la península, efectuada en 1877 entre el castillo de Montjuic y la fortaleza de la Ciudadela. Ese mismo año se realizó la primera transmisión interurbana entre Barcelona y Gerona, a cargo de la empresa Dalmau i Fills, pionera en la instalación de líneas en la Ciudad Condal. En 1884 se estableció el monopolio estatal del servicio, pero dos años después se autorizó su explotación a la empresa Sociedad General de Teléfonos de Barcelona, que fue posteriormente absorbida por la Compañía Peninsular de Teléfonos. En 1925 el servicio fue nacionalizado por la dictadura de Primo de Rivera, y se creó la Compañía Telefónica Nacional de España.
Cabe señalar también que durante el siglo XIX el aumento de la población y las nuevas necesidades industriales comportaron un aumento del consumo de agua, lo que requirió una mayor red de captación y distribución de este elemento. Así, a finales de siglo se construyó una nueva canalización desde Dosrius (Maresme), con una galería de 17 km y un acueducto de 37 km que traía el agua a la ciudad. Aparecieron entonces las primeras empresas comercializadoras, la principal de las cuales fue la Sociedad General de Aguas de Barcelona (AGBAR), creada en 1882.
A finales de siglo se empezó a urbanizar las calles con aceras de losetas y calzada de adoquines, sustituidos en los años 1960 por asfalto. Los adoquines solían ser de piedra de Montjuic, de 25 cm de diámetro, mientras que las losetas para aceras solían ser de mortero de cemento, en baldosas de 20 x 20 cm, con diversos diseños entre los que destacan uno de flores creado por Josep Puig i Cadafalch o uno de motivos marinos ideado por Antoni Gaudí.
En el terreno administrativo, en este siglo se realizaron numerosas divisiones, la mayoría efectuadas por motivos políticos, ya que los distritos marcaban también las circunscripciones electorales. Las más destacadas fueron las de 1837, en que la ciudad quedó dividida en cuatro distritos (Lonja, San Pedro, Universidad y San Pablo); y la de 1878, después del derribo de las murallas, en que se establecieron 10 distritos: I-La Barceloneta, II-Borne, III-Lonja, IV-Atarazanas, V-Hospital, VI-Audiencia, VII-Instituto, VIII-Universidad, IX-Hostafranchs y X-Concepción.

### El Sexenio Democrático y la Restauración

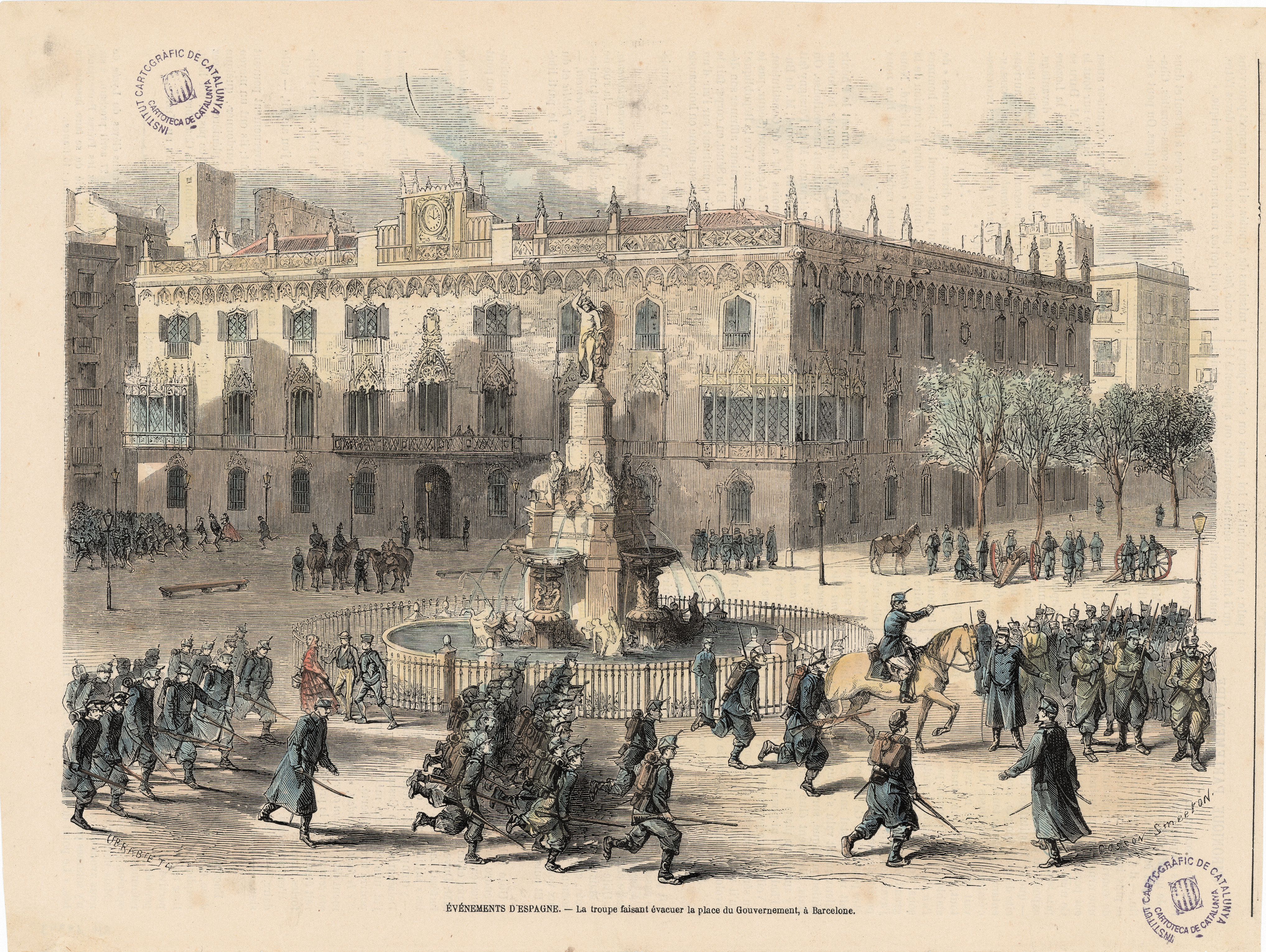
Desalojo del Pla de Palau (1870): Événements d'Espagne: la troupe faisant évacuer la place du Gouvernement, à Barcelona, de Vicente Urrabieta.

La crisis económica que vivía España desde 1866 y la falta de alternancia política entre moderados y progresistas propiciaron en 1868 una revolución —apodada la Gloriosa—, iniciada con el pronunciamiento del almirante Topete en Cádiz el 17 de septiembre, que dio comienzo al llamado Sexenio Democrático (1868-1874). La reina Isabel II se exilió a Francia, y tomó el poder un gobierno provisional dirigido por los generales Prim y Serrano. En Barcelona se hizo cargo del poder una junta revolucionaria, la cual, entre otras medidas, inició el derribo de la fortaleza de la Ciudadela. En 1869 se realizaron unas elecciones a Cortes Constituyentes, las primeras por sufragio universal, y se promulgó una nueva constitución, la cual, pese a su carácter liberal y democrático, mantenía la monarquía y el centralismo, lo que provocó el descontento de los sectores federalistas. Por ello, en octubre de 1869, se inició una rebelión por toda Cataluña, que fue sofocada por el capitán general Gaminde. En 1870 hubo una nueva revuelta popular en contra de las levas de soldados para la guerra de Cuba, uno de cuyos principales focos estuvo en la entonces villa de Gracia —hoy un barrio de la ciudad—, que fue bombardeada por el general Gaminde durante cuatro días.

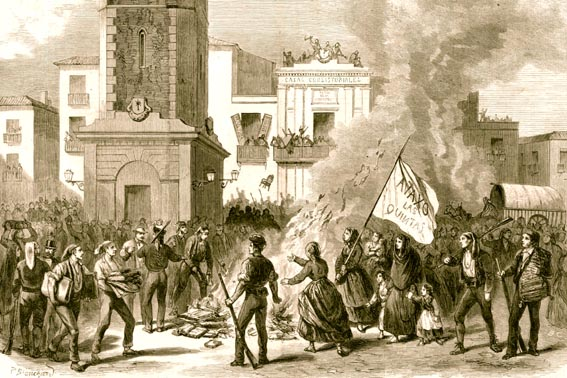
Revuelta de Gracia (1870).

En 1870 se designó rey a Amadeo de Saboya, quien se enfrentó a crecientes dificultades, como la tercera guerra carlista o la insurrección cubana, hasta que finalmente abdicó en 1873. Así, el 11 de febrero de ese año, se proclamó la Primera República, presidida por un barcelonés, Estanislao Figueras, al que sucedió otro hijo de la Ciudad Condal, Francisco Pi y Margall. Sin embargo, la experiencia republicana fue de corta duración, ya que un golpe de Estado protagonizado por el general Pavía, el 3 de enero de 1874, instauró un gobierno provisional del general Serrano, mientras que otro golpe el 29 de diciembre, del general Martínez Campos, abrió el camino de la restauración monárquica, en la persona de Alfonso XII. El monarca llegó a España a través de Barcelona, donde recaló el 9 de enero de 1875 a bordo de la fragata Navas de Tolosa, procedente de Marsella. El pueblo barcelonés le dispensó una entusiasta acogida.

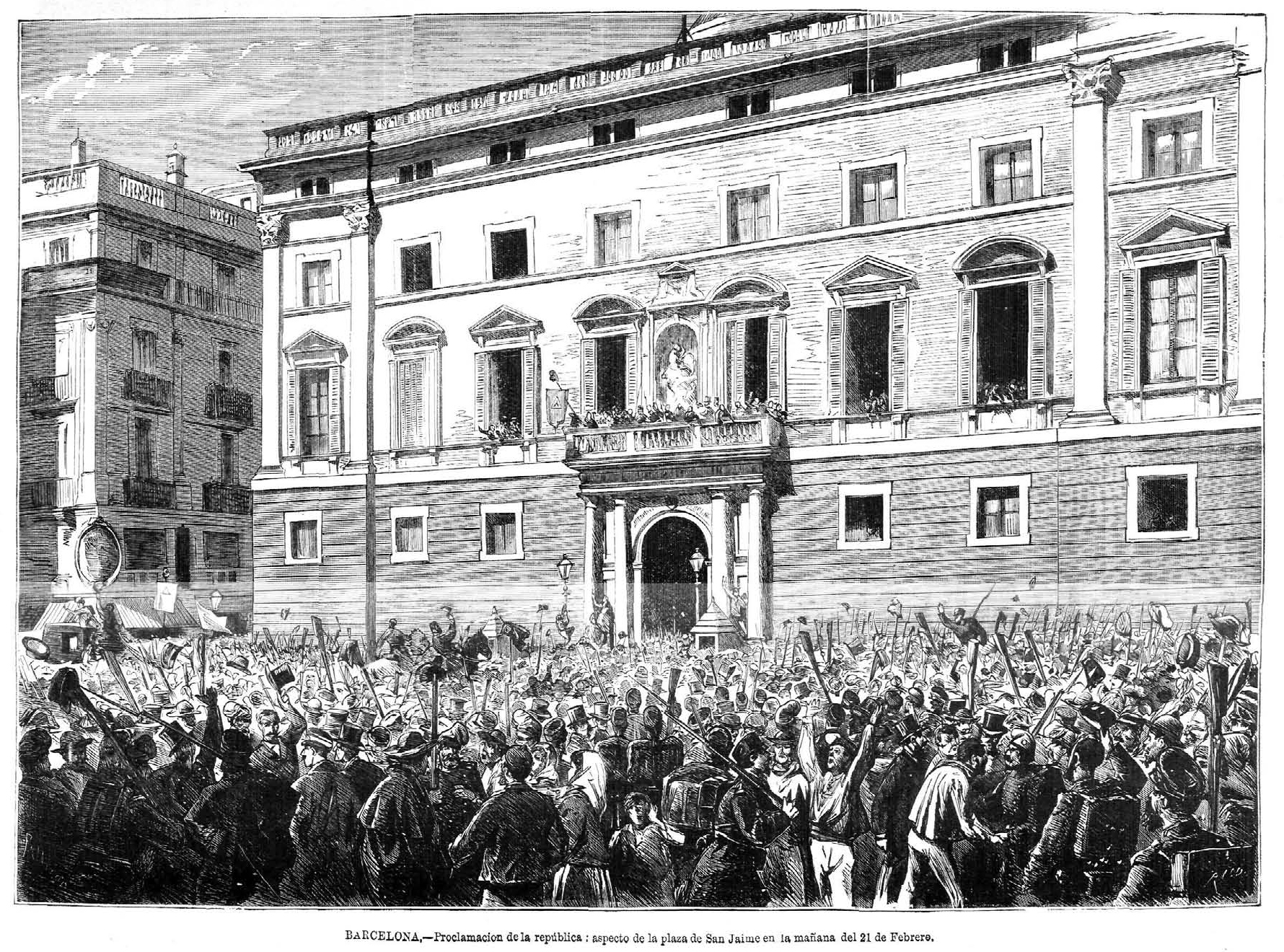
Proclamación de la Primera República en la plaza de San Jaime (1873).

La Restauración borbónica abrió un período de estabilidad política gracias a la alternancia de conservadores (Cánovas del Castillo) y liberales (Sagasta), merced a un sistema pactista fraguado en los despachos, que se escudaba en unas elecciones por sufragio que sin embargo solían ser manipuladas, lo que favoreció el clientelismo electoral. En Barcelona, este sistema estuvo representado por el conservador Manuel Planas y Casals y el liberal José Comas y Masferrer.

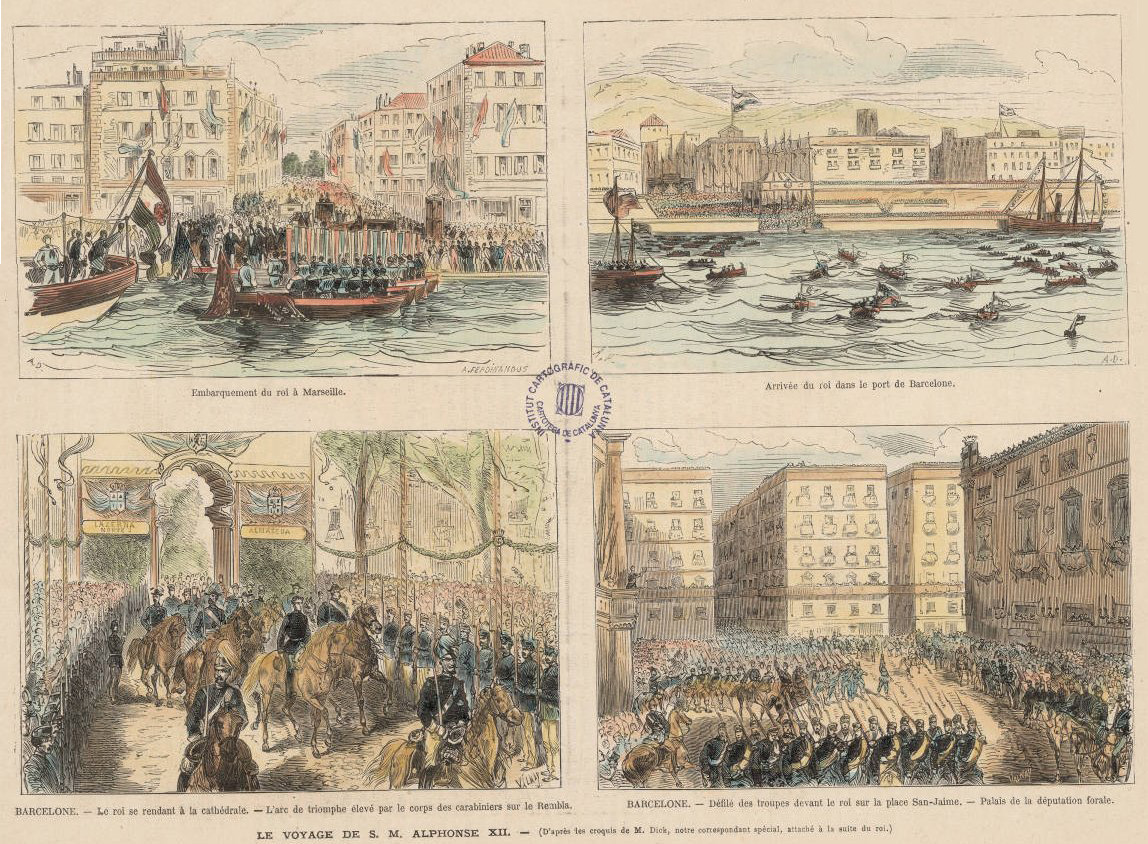
Llegada de Alfonso XII a Barcelona (1875).

Durante este período se vivió la llamada febre d'or («fiebre de oro», 1876-1886), una etapa de bonanza económica surgida en un clima de especulación financiera a través de las sociedades de crédito. Se inició con el auge del mercado vinícola propiciado por la aparición de la filoxera en Francia y, paradójicamente, terminó con la llegada de la filoxera a Cataluña. Por otro lado, continuó la expansión de la industria textil y metalúrgica, surgieron nuevas empresas energéticas (gas y electricidad) y grandes navieras como la Compañía Transatlántica (1881), perteneciente al indiano Antonio López y López, fundador también en la ciudad de la Compañía General de Tabacos de Filipinas (1881). En 1886 se fundó la Cámara de Comercio de Barcelona, que fomentaba los intereses de los empresarios e industriales catalanes.
Al tiempo, se fueron introduciendo las nuevas ideologías obreras, el comunismo y el anarquismo: en 1870 se celebró en el Ateneo Obrero de Barcelona el Primer Congreso Obrero Español, que supuso el triunfo de la doctrina anarquista y conllevó la creación del sindicato Federación Regional Española de la AIT. En 1888 se fundó el sindicato Unión General de Trabajadores (UGT), de signo socialista, el cual patrocinó en la ciudad el primer congreso del Partido Socialista Obrero Español, fundado en Madrid en 1879 por Pablo Iglesias.

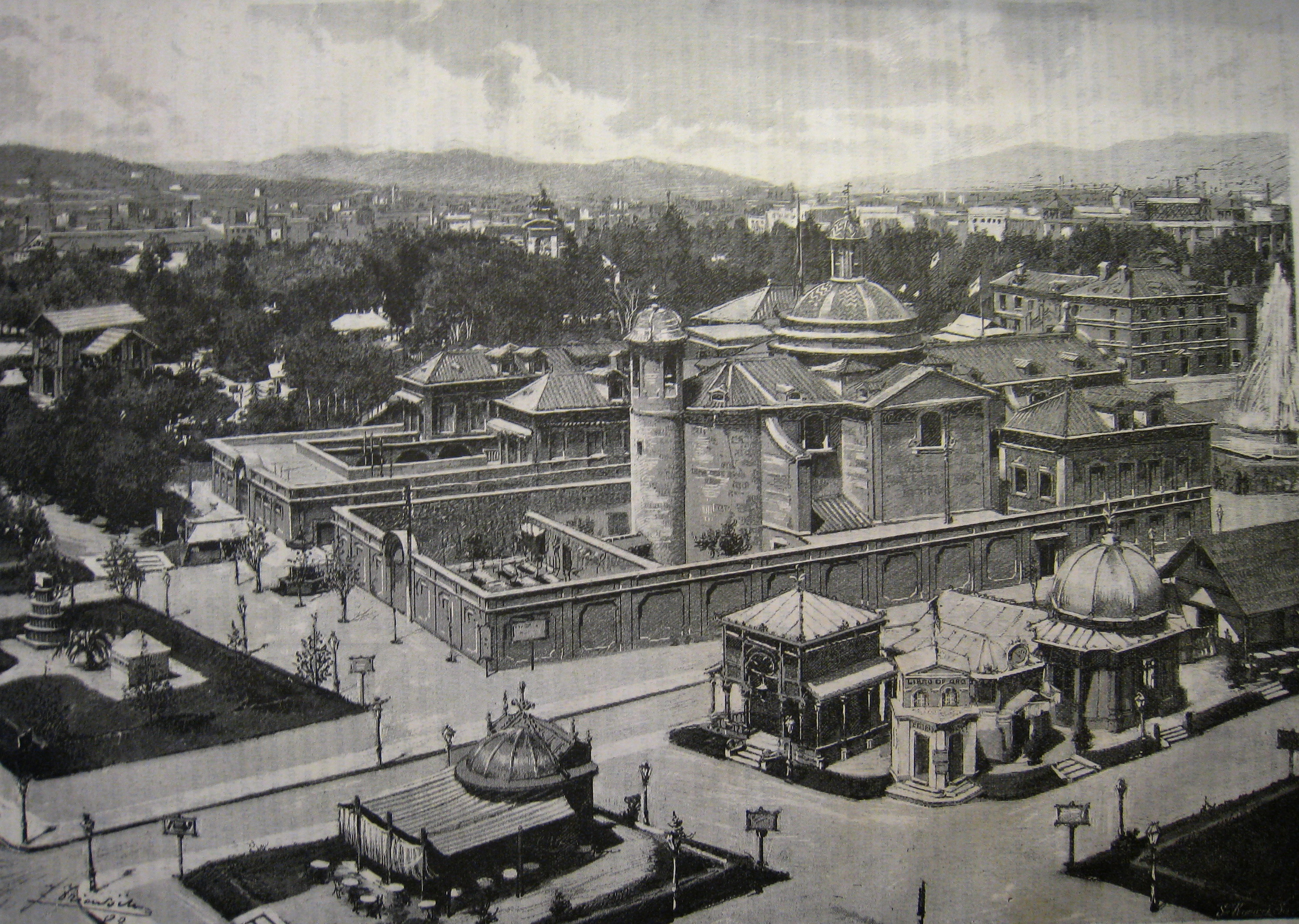
Vista general de la Exposición Universal de Barcelona (1888).

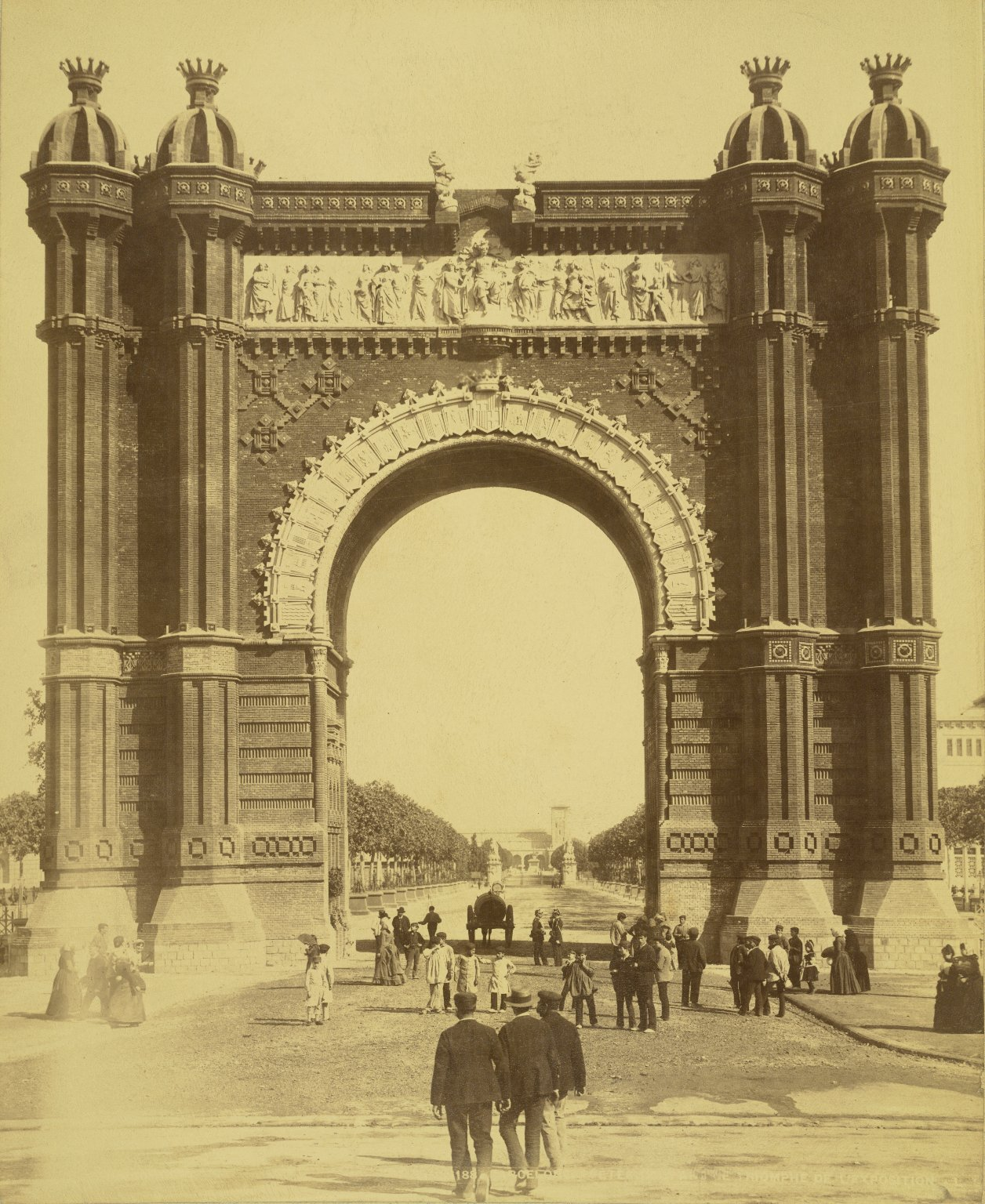
Arco de Triunfo.

De este período cabe destacar la celebración de la Exposición Universal de 1888, un gran acontecimiento urbanístico y social gracias al cual se urbanizó una gran extensión de terreno que comprendía desde el parque de la Ciudadela —tras el derribo de la fortaleza militar y la cesión de los terrenos a la ciudad en 1869— hasta la Barceloneta, y se mejoraron infraestructuras en toda la ciudad. La exposición se pudo ver desde el 11 de abril hasta el 9 de diciembre, y contó con la asistencia de dos millones de visitantes. Estaba formada por varios edificios oficiales y numerosos pabellones, con una amplia representación internacional y de las principales empresas de la Ciudad Condal. Tras su cierre, quedaron en pie varios edificios, como el castillo de los Tres Dragones (actual Museo de Zoología), el Invernáculo y el Umbráculo, así como el Arco de Triunfo que servía de entrada a la exposición y el Monumento a Colón. También se construyeron otros edificios como el Palacio de Justicia, el mercado del Borne y la sede de Correos. Con esta celebración, Barcelona aprendió que la organización de grandes eventos internacionales no solo le facilitaba la urbanización de la ciudad, sino que le reportaba multitud de visitantes y proyección internacional.
Para el evento se realizaron numerosas obras y mejoras por toda la ciudad: se finalizó la urbanización de todo el frente marítimo de la ciudad, entre el parque de la Ciudadela y las Ramblas, a través de la remodelación del paseo de Colón y un nuevo muelle, el de la Fusta; se cubrió la Riera d'en Malla, dando lugar a la rambla de Cataluña; se inició la avenida del Paralelo; y se prolongó el paseo de San Juan hacia Gracia y la Gran Vía hacia Poniente. También se empezó a urbanizar la plaza de Cataluña, proceso que culminaría en 1929 gracias a otra Exposición, la Internacional de Industrias Eléctricas; prácticamente desde el cambio de siglo la nueva plaza pasó a ser el centro neurálgico de la ciudad, desplazando al Pla de Palau. Por otro lado, apareció en el puerto el servicio de «golondrinas», unas embarcaciones que ofrecen desde entonces un paseo por el puerto de la ciudad y se han convertido con el tiempo en un popular foco de atracción turística. Cabe remarcar también que para la Exposición se instauró la figura del sereno, un vigilante nocturno armado de pica y sable, con un farol y las llaves de las puertas de su zona de la ciudad.

### Fin de siglo: inestabilidad política y expansión territorial

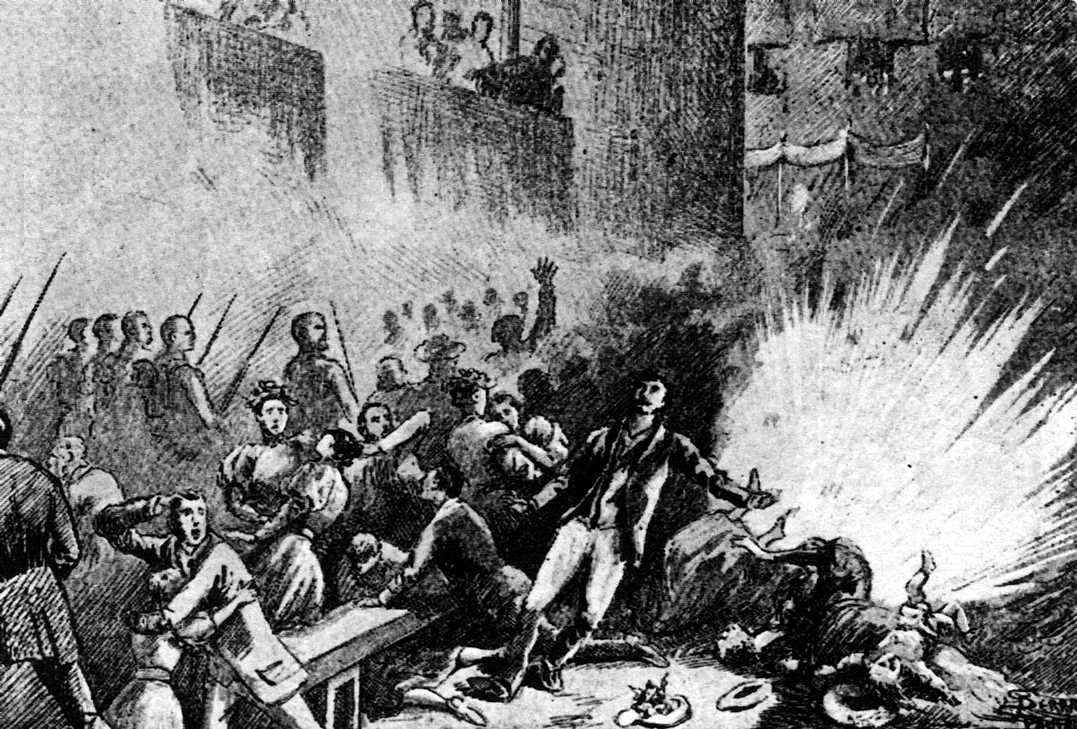
Bomba en la procesión de Corpus (7 de junio de 1896).

En el terreno político, el fin de siglo fue una época turbulenta y de gran agitación social: se consolidó el catalanismo, con la publicación del Diari Català por Valentí Almirall (1879), la celebración en 1880 del Primer Congreso Catalanista, la entrega en 1885 al rey Alfonso XII del Memorial de greuges («Memorial de agravios»), la fundación en 1887 de la Lliga de Catalunya, en 1891 de la Unió Catalanista y, finalmente, en 1901, de la Liga Regionalista de Enric Prat de la Riba. La progresiva difusión del regionalismo, que se tornaba poco a poco en nacionalismo catalán, fue mal vista por los sectores conservadores españoles y, sobre todo, el ejército: en 1905 un grupo de oficiales asaltó la sede del diario La Veu de Catalunya y del semanario satírico Cu-Cut! debido a la publicación de una viñeta en la que se ironizaba sobre las derrotas del ejército español y, en vez de ser reprendidos por su acción, el Gobierno presidido por Eugenio Montero Ríos declaró el estado de guerra en Barcelona.
Entre finales del siglo XIX y principios del xx se sucedieron las revueltas y proliferó la realización de atentados con bomba: el 24 de septiembre de 1893 un anarquista atentó contra el general Martínez Campos, que resultó herido, a la vez que moría un guardia civil. El autor del atentado, Paulino Pallás, fue fusilado, hecho que comportó la represalia de otro anarquista, Santiago Salvador Franch, el cual, el 7 de noviembre de 1893, lanzó una bomba en el interior del Teatro del Liceo, causando 20 muertos. Igualmente, el 7 de junio de 1896, el anarquista Tomás Ascheri hizo explotar una bomba en la procesión de Corpus, con un resultado de 12 muertos, lo que causó una dura represión, los conocidos como procesos de Montjuic. Estos atentados provocaron que Barcelona fuese conocida como la «ciudad de las bombas».

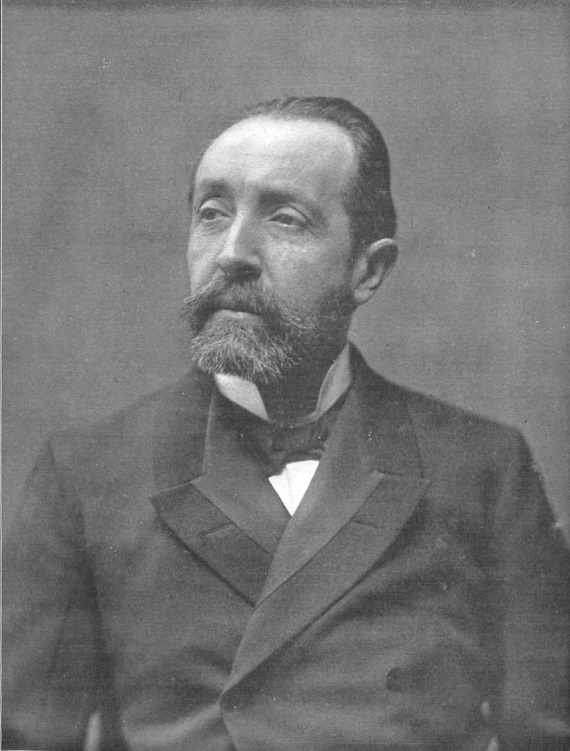
Bartolomé Robert.

Por otro lado, la primera celebración del 1 de mayo como reivindicación obrera en 1890 derivó en una huelga general fomentada por sectores anarquistas, lo que motivó la declaración del estado de guerra por el gobierno, y se sucedieron duros enfrentamientos entre los manifestantes y la Guardia Civil. El siglo terminó con un nuevo enfrentamiento entre Cataluña y el gobierno central: en 1899 se dio el llamado «cierre de cajas», una protesta de comerciantes e industriales contra la subida de impuestos del gabinete Silvela, que fue liderada por el alcalde de Barcelona, Bartolomé Robert. El conflicto se saldó con la suspensión de garantías constitucionales y diversas detenciones, además de la dimisión del alcalde; aunque también conllevó la dimisión de los ministros Polavieja y Durán y Bas del gobierno central.

Plano de Barcelona y sus alrededores en 1890, J.M. Serra. Se pueden apreciar alrededor del núcleo antiguo los municipios que fueron agregados entre finales del y principios del.

En 1897, por una Real orden de 27 de abril, Barcelona se anexionó seis poblaciones limítrofes, hasta entonces independientes: Sants, Les Corts, San Gervasio de Cassolas, Gracia, San Andrés de Palomar y San Martín de Provensals. Igualmente, en 1904 fue anexionado Horta; en 1921, Sarrià y Santa Cruz de Olorde (un pequeño terreno de Collserola segregado de Molins de Rey); en 1924, Collblanc y la Marina de Hospitalet, donde se hizo la Zona Franca; y, en 1943, El Buen Pastor y Barón de Viver, segregados de Santa Coloma de Gramanet. La ciudad pasó de 15,5 km² a 77,8 km², y de una población de 383 908 habitantes a 559 589.
Se realizó entonces una nueva reordenación administrativa, por la que se establecieron diez distritos: I-Barceloneta y Pueblo Nuevo, II-San Pedro, III-Lonja y Audiencia, IV-Concepción, V-Atarazanas y Hospital, VI-Universidad, VII-Sants, Les Corts y Hostafrancs, VIII-Gracia y San Gervasio, IX-Horta y San Andrés del Palomar, X-San Martín de Provensals. La anexión de los nuevos municipios planteó la necesidad de un plan de enlaces de la ciudad, que salió a concurso público en 1903 (Concurso Internacional sobre anteproyectos de enlaces de la Zona de Ensanche de Barcelona y los pueblos agregados entre sí y con el resto del término municipal de Sarrià y Horta), en el que resultó ganador el urbanista francés Léon Jaussely. El Plan Jaussely se basaba principalmente en tres criterios: un esquema viario de ejes principales (cinco radiales y dos anillos de circunvalación), la zonificación de actividades y la sistematización de los espacios verdes. El proyecto preveía grandes infraestructuras viarias (bulevares, grandes plazas, paseos de ronda, diagonales, paseos marítimos), parques y jardines, enlaces ferroviarios —con las líneas interiores soterradas—, edificios públicos y colectivos en los puntos centrales de las trazas viarias, equipamientos y áreas de servicios. El proyecto se realizó tan solo parcialmente y, en 1917, se reformuló con el llamado Plan Romeu-Porcel; sin embargo, lo innovador de sus ideas dejó una profunda huella e inspiró el urbanismo barcelonés durante gran parte del siglo.
En estos años se fueron perfilando las diferencias sociales entre las diversas zonas de la ciudad: Les Corts, Sarriá, San Gervasio y parte de Horta pasaron a ser los principales lugares de residencia de la burguesía, mientras que Sants, San Andrés y San Martín quedaron como centros industriales y de alojamiento de la clase obrera; Gracia mantuvo un carácter intermedio entre la menestralía y la industrialización. Cabe destacar que, pese a la agregación, la vida de los antiguos municipios no varió sustancialmente, y sus habitantes no tenían sensación de pertenencia a la ciudad; así, hasta bien avanzado el siglo XX, cuando se trasladaban al centro a menudo decían «voy a Barcelona».

### Renacimiento cultural

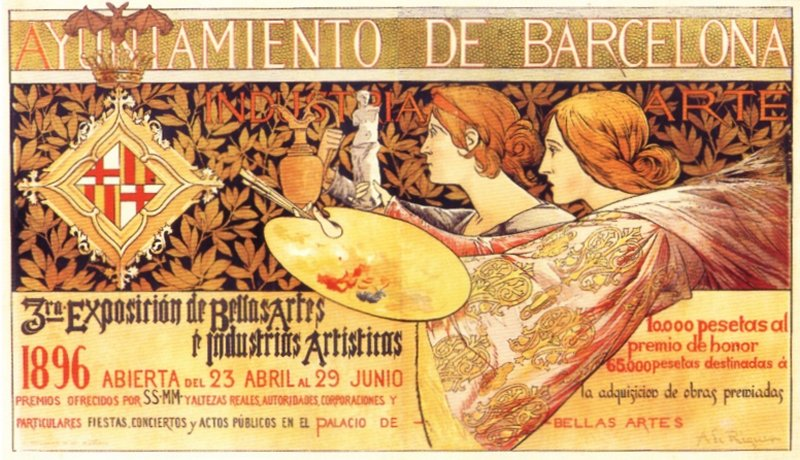
Cartel de la III Exposición de Bellas Artes, de Alexandre de Riquer (1896).

La prosperidad económica y la pujanza social de la ciudad en este siglo favorecieron un resurgimiento de la cultura catalana, la llamada Renaixença («Renacimiento»). Este movimiento cultural se desarrolló aproximadamente entre 1830 y 1880, y tuvo como punto de partida la Oda a la Pàtria de Buenaventura Carlos Aribau (1833), un poema escrito en catalán que prestigió nuevamente este idioma para la literatura culta. Debido a la influencia del romanticismo, se revalorizó la lengua catalana como vehículo de expresión propio, lo que conllevó un nuevo sentimiento de conciencia nacional y de especificidad de la cultura catalana. La literatura fue incentivada con la creación de los Juegos Florales, un concurso de poesía promovido por el Ayuntamiento de Barcelona que se empezó a celebrar en 1859. También difundieron el movimiento nuevas publicaciones como Calendari Català, Lo Gay Saber y La Renaixensa. Autores como Aribau, Joaquim Rubió y Ors, Víctor Balaguer, Manuel Milá y Antonio de Bofarull sentaron las bases del resurgimiento literario catalán.
La literatura del último cuarto de siglo estuvo dominada por tres grandes figuras, cada una en un género distinto: en poesía, Jacinto Verdaguer (L'Atlàntida, 1877; Canigó, 1886); en teatro, Ángel Guimerá (Mar i cel, 1888; Terra baixa, 1896); y, en novela, Narcís Oller (La papallona, 1882; La febre d'or, 1893). A estos sucedió una generación que vivió a caballo entre los dos siglos, formada por Joan Maragall, Raimon Casellas, Joaquim Ruyra, Pedro Corominas, Prudenci Bertrana y Santiago Rusiñol.

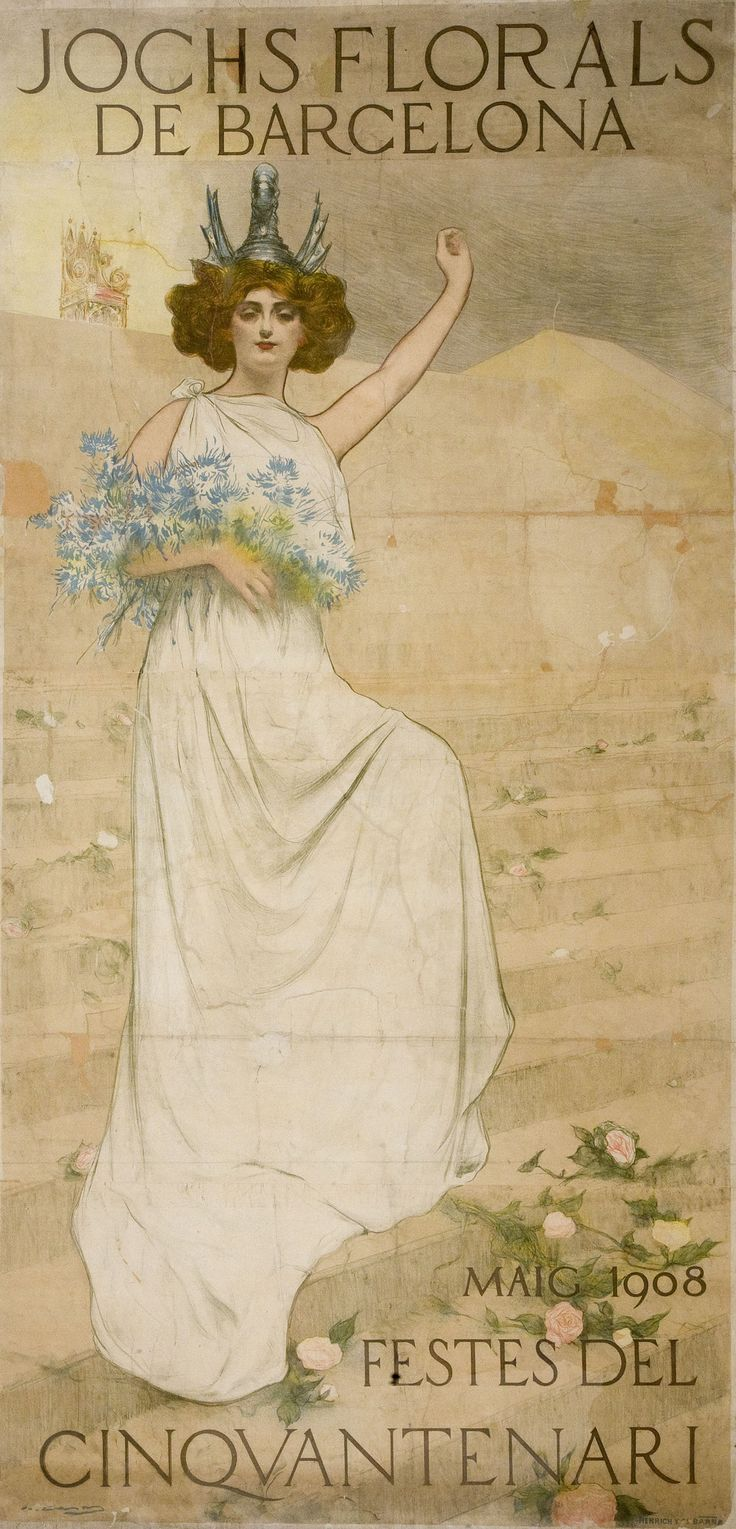
Cartel del cincuentenario de los Juegos Florales.

Se desarrolló notablemente la filosofía, revitalizada con la fundación en 1815 de la Sociedad Filosófica de Barcelona y la aparición de la llamada «escuela filosófica catalana», representada inicialmente por Ramon Martí d'Eixalà y Francisco Javier Llorens y Barba, propulsores de un nuevo ideario de tono psicologista y alejado de la escolástica. También desarrolló su obra en la ciudad el teólogo vicense Jaime Balmes. A mediados de siglo se recibió la influencia del positivismo, como se denota en Mariano Cubí, Pere Mata, José de Letamendi y Ramón Turró.
También aumentó la edición y difusión periodística, con diarios en catalán (Lo verdader catalá, 1843; Diari Català, 1879; La Veu de Catalunya, 1899) y castellano (El Telégrafo, 1858; El Correo Catalán, 1876; La Publicidad, 1878; El Diluvio, 1879; La Vanguardia, 1881; El Noticiero Universal, 1888; Las Noticias, 1896). Se continuó editando el Diario de Barcelona que, bajo la dirección de Juan Mañé Flaquer, fue uno de los principales referentes de toda España. En 1880 nació La Ilustració Catalana, la primera revista gráfica en catalán.
La primera mitad de siglo fue todavía una época de escasas realizaciones a nivel artístico. Entre finales del siglo xviii y principios del xix se dio el neoclasicismo, impulsado por la Escuela de Bellas Artes de Barcelona (la Llotja), cuyas principales realizaciones fueron la nueva fachada de la Casa de la Ciudad (1830), la Casa Xifré (1835-1840), y el Teatro Principal (1847). La pintura neoclásica tuvo un primer momento de influencia francesa debido a la presencia del artista provenzal Joseph Flaugier, mientras que luego se encuentran nombres como Vicente Rodés y Salvador Mayol. En escultura destacan Damià Campeny y Antonio Solá.
El romanticismo se dio especialmente en las artes visuales: la pintura romántica tiene su primera figura capital en Luis Rigalt, además de Claudio Lorenzale y Pelegrín Clavé. En escultura, continuaron las formas neoclásicas vinculadas al academicismo, pero con una renovación temática y mayor énfasis en la expresividad, donde destaca la obra de Josep Bover. En arquitectura, su equivalente fue el historicismo, una corriente que propugnaba la revitalización de estilos arquitectónicos pasados (neorrománico, neogótico, neomudéjar). Se crearon entonces obras como la Universidad de Barcelona (1862-1873), el Gran Teatro del Liceo (1862), y la nueva fachada de la catedral de Barcelona (1887-1890).
Hacia mediados de siglo, y por influencia francesa, se impuso el realismo, con nombres como Mariano Fortuny, Ramón Martí Alsina, Benito Mercadé, Modesto Urgell y Apeles Mestres. En escultura destacaron los hermanos Agapito y Venancio Vallmitjana, junto a Andreu Aleu, Rossend Nobas, Joan Roig i Solé, Josep Reynés, Manuel Fuxá y Rafael Atché. En 1850 se fundó la Academia Provincial de Bellas Artes de Barcelona, que en 1928 pasó a llamarse Real Academia Catalana de Bellas Artes de San Jorge. En su sede cuenta con un museo de referencia en cuanto a la producción pictórica y escultórica del neoclasicismo, del romanticismo y del realismo catalanes.

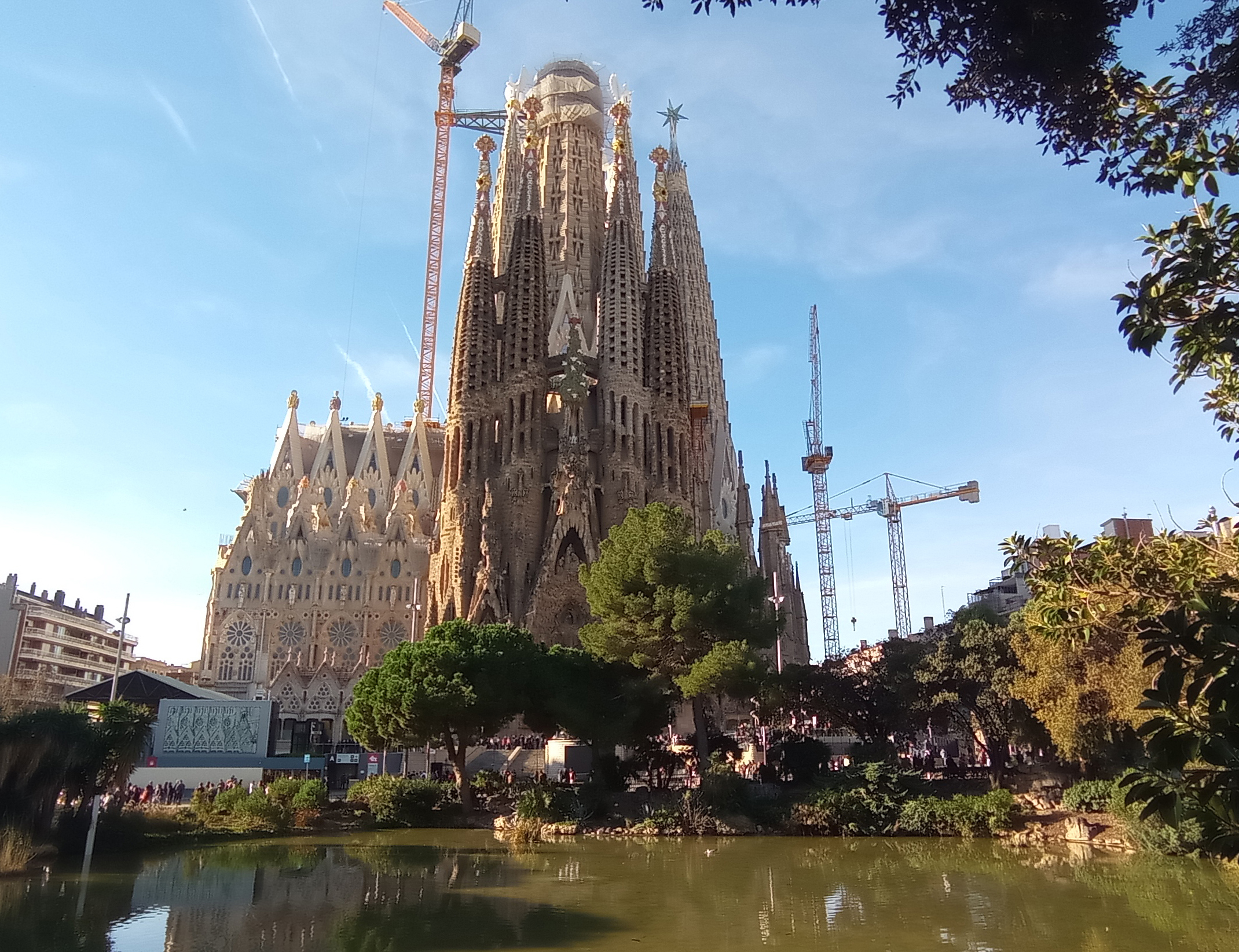
Templo Expiatorio de la Sagrada Familia, de Antoni Gaudí. Declarado en 2005 Patrimonio de la Humanidad por la Unesco, es el monumento más visitado de Barcelona.

A finales de siglo surgió un movimiento que sería el principal vehículo de expresión de la sociedad catalana de la época: el modernismo. Desarrollado entre los siglos xix y xx, fue un movimiento heterogéneo, con muchas diferencias entre artistas, cada uno con su sello personal, pero con un mismo espíritu, un afán de modernizar y europeizar Cataluña. La obra de Antoni Gaudí (Templo Expiatorio de la Sagrada Familia, 1883-en construcción; casa Batlló, 1904-1906; casa Milà, 1906-1910), Lluís Domènech i Montaner (Hospital de la Santa Cruz y San Pablo, 1902-1913; Palacio de la Música Catalana, 1905-1908) o Josep Puig i Cadafalch (casa Amatller, 1898-1900; casa Terrades, 1903-1905) supuso un gran impulso para la imagen de la ciudad.
La pintura modernista estuvo representada principalmente por Ramón Casas y Santiago Rusiñol; más tarde se recibió la influencia del simbolismo francés, practicado por artistas como Alexandre de Riquer, Adrià Gual, Joan Llimona, Dionisio Baixeras y Eliseo Meifrén. En un llamado «posmodernismo» se encuentran nombres como Joaquín Mir, Isidre Nonell, Hermenegildo Anglada Camarasa y Francisco Gimeno, y es de remarcar la presencia de un joven Pablo Picasso, que se adentró en el ambiente modernista barcelonés alrededor del año 1900, hecho que supondría un cambio en su trayectoria y su adscripción al arte de vanguardia. La escultura es heredera del monumentalismo de los Vallmitjana, si bien con posterioridad recibió la influencia del simbolismo francés, especialmente de la obra de Auguste Rodin. Destacan los nombres de Eusebi Arnau, Josep Llimona, Miguel Blay, Agustín Querol y Enric Clarasó. El modernismo destacó también en cuanto a diseño, y generó un gran número de obras de gran calidad en terrenos como el cartelismo, la impresión (libros, revistas, postales), joyas, cerámica, muebles, forja, vidriería, mosaico, etc.

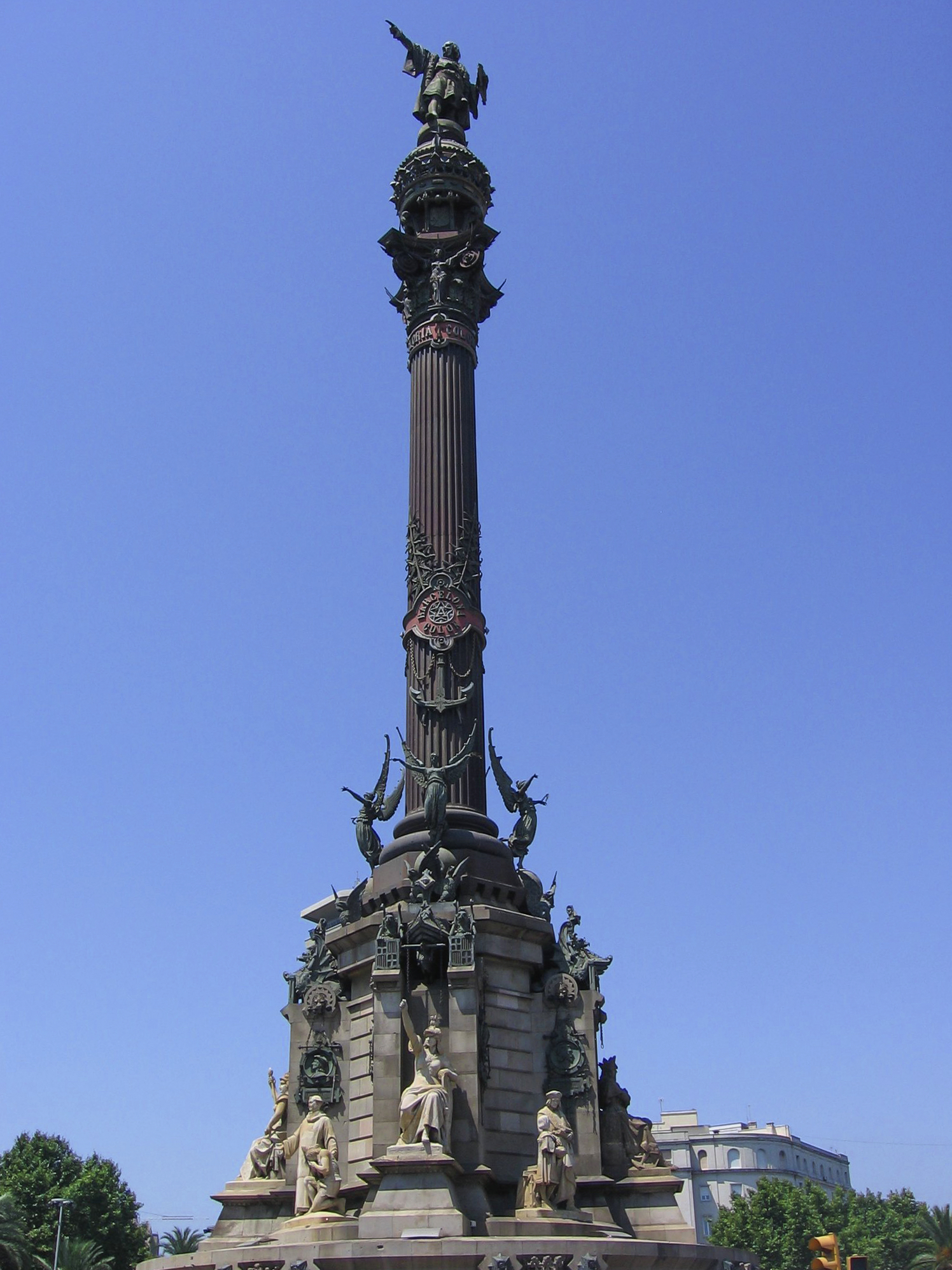
Monumento a Colón (1888).

En este siglo tuvo un gran auge el arte público: conviene mencionar la Fuente de Hércules, situada en el cruce del paseo de San Juan con la calle Córcega, obra de 1802 realizada por Josep Moret sobre un proyecto de Salvador Gurri, la cual está considerada como la estatua pública de confección original más antigua de Barcelona; posteriormente hay que destacar el Monumento a Colón (1888), en la plaza del Portal de la Paz, obra de Cayetano Buigas, con la estatua de Colón del escultor Rafael Atché; y la Fuente de Canaletas (1892), en la Rambla con la plaza de Cataluña, obra de Pedro Falqués, que con el tiempo se ha convertido en un símbolo de la ciudad y suele ser lugar de reunión de los aficionados del Fútbol Club Barcelona en las celebraciones del equipo.
La música tuvo gran relevancia durante esta centuria, potenciada por el surgimiento de las orquestas sinfónicas. La principal corriente musical de inicios de siglo fue la del romanticismo, representada por compositores como Fernando Sor, Ramón Carnicer, Mateu Ferrer, Ramón Vilanova y Marià Obiols. En 1844 se fundó la Sociedad Filarmónica de Barcelona, que presentó a Franz Liszt en la ciudad. En 1886 se fundó el Conservatorio Municipal de Música de Barcelona, así como la Banda Municipal de Barcelona. A finales de siglo, y en paralelo al fenómeno modernista, surgió el «lied catalán», que tendría un gran auge hasta mediados del siglo XX. Uno de sus primeros exponentes fue Felipe Pedrell, quien además investigó la música popular y fue pionero del nacionalismo musical español; discípulos suyos fueron Isaac Albéniz y Enrique Granados. En 1891, Lluís Millet y Amadeo Vives fundaron el Orfeón Catalán. En este período se popularizó también la música coral, especialmente con los llamados «coros de Clavé», que aglutinaban la música con la fraternidad obrera. A finales de siglo se popularizó una canción que con el tiempo se convertiría en el himno catalán, Els segadors, una antigua canción popular que fue adaptada entre 1892 (música, Francisco Alió) y 1899 (letra, Emili Guanyavents). Aunque en principio no tenía ninguna connotación reivindicativa ni patriótica, fue adoptada como himno nacional por el catalanismo, sin reconocimiento oficial hasta su consagración por la Generalidad en 1993.
La ópera tuvo una gran popularidad durante esta centuria, representada inicialmente en el Teatro de la Santa Cruz (Teatro Principal desde 1838) y, desde 1847, en el Gran Teatro del Liceo, que se convertiría en el corazón de la lírica barcelonesa. Entre los principales intérpretes cabe citar a los bajos Agustí Rodas, Josep Mirall y Jaume Ballescà; los barítonos Adolf de Gironella, Joan Cuyàs y Ramon Blanchart; los tenores Rossend Dalmau, Enric Bertran y Francisco Viñas; la contralto Emerenciana Wehrle; y las sopranos Manuela Rossi-Caccia, Carmelina Poch, Dionísia Fité y Andreua Carrera. También durante este siglo tuvo mucho éxito la zarzuela, representada fundamentalmente en el Teatro Principal, así como en otros escenarios, como el Teatro del Bosque, el Nuevo, el Tívoli y el Odeón.

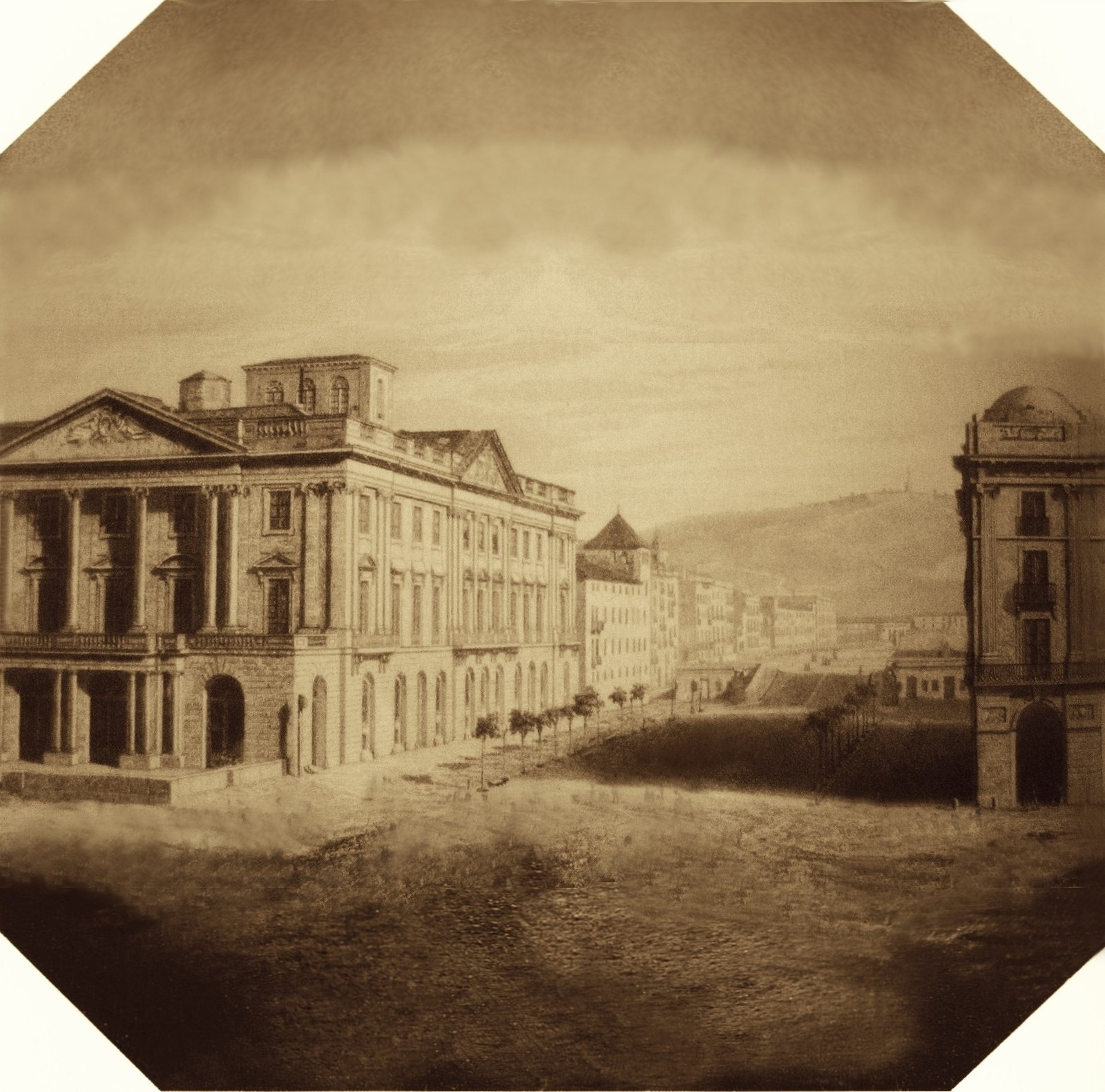
Primera fotografía realizada en España, el 10 de noviembre de 1839, por Ramon Alabern. Se puede contemplar la casa Xifré y la Lonja del Mar.

La danza clásica (o ballet) se desarrolló notablemente en esta centuria, con dos escenarios principales: el Gran Teatro del Liceo y el Teatro Principal. Destacaron especialmente los bailarines Joan Camprubí y Pere Mauri, las bailarinas Roseta Mauri y Pauleta Pàmies, y los coreógrafos Josep Alsina y Ricard Moragas. En este siglo llegaron a la ciudad las primeras compañías circenses internacionales: en 1800 presentó su espectáculo el circo italiano de Frescara y Chiarini, el cual retornó los años siguientes debido a su éxito entre el público barcelonés. En 1827 se instaló el circo ecuestre de Louis Auriol en el solar donde luego se construiría el Teatro del Liceo. En 1855 se presentó la familia Franconi y, en 1863, el funámbulo Blondin. En cambio, el espectáculo del Salvaje Oeste de Buffalo Bill Cody no tuvo mucho éxito en 1890.
La ciencia también adquirió un notable avance en este siglo, especialmente gracias a la teoría positivista. En 1805 se creó la Escuela de Química, en 1807 la de Botánica y, en 1808, la de Mecánica. En 1842 retornó la Universidad de Barcelona. En 1882 se fundó el Museo de Ciencias Naturales de Barcelona (Museo Martorell). En 1886 el Ayuntamiento creó el Laboratorio de Microbiología, dirigido por Jaume Ferran i Clua. En 1887 se construyeron dos torres para el estudio de la astronomía, y otra para la meteorología. Como nombres propios, cabe destacar a: Francesc Xavier de Bolòs, farmacéutico y naturalista; Joan Francesc Bahí, Antonio Cipriano Costa y Joan Cadevall, botánicos; Estanislau Vayreda, botánico y farmacéutico; Pere Marcer, físico; Josep Antoni Llobet, físico y geólogo; Luis Mariano Vidal, ingeniero y geólogo; Artur Bofill, geólogo y naturalista; Jaime Almera, geólogo; Francesc Martorell, naturalista; Rafael Roig, ingeniero agrícola; y Jaime Arbós, químico. En medicina, destacaron, además de Jaume Ferran: Àlvar Esquerdo, cirujano; Jaime Pi y Suñer, fisiólogo; Miquel Àngel Fargas, ginecólogo; Lluís Suñé, otorrinolaringólogo; Bartolomé Robert, internista; y Ramón Turró, bacteriólogo.
En este siglo se inventó la fotografía: en Barcelona se realizó la primera fotografía de toda España, tomada con un daguerrotipo el 10 de noviembre de 1839 en el Pla de Palau por Ramón Alabern. Sin embargo, la mayoría de los primeros fotógrafos que trabajaron en la ciudad fueron extranjeros, como Alexandre Gobinet de Villecholes, Charles Chavan o Eugène Lorichon. Pese a todo, pronto surgieron fotógrafos autóctonos, como Severo Bruguera o Antonio Fernández “Napoleón”. Desde 1850, con la aparición de la técnica positivo-negativo, el procedimiento se popularizó. Surgieron entonces numerosos estudios, como Moliné i Albareda, Rafael Arenyes, Frank i Wigle, Gustavo Larauza y Juan Martí. Con la Exposición Universal de 1888 se consagraron dos relevantes figuras del nuevo arte: Antonio Esplugas y Pablo Audouard.

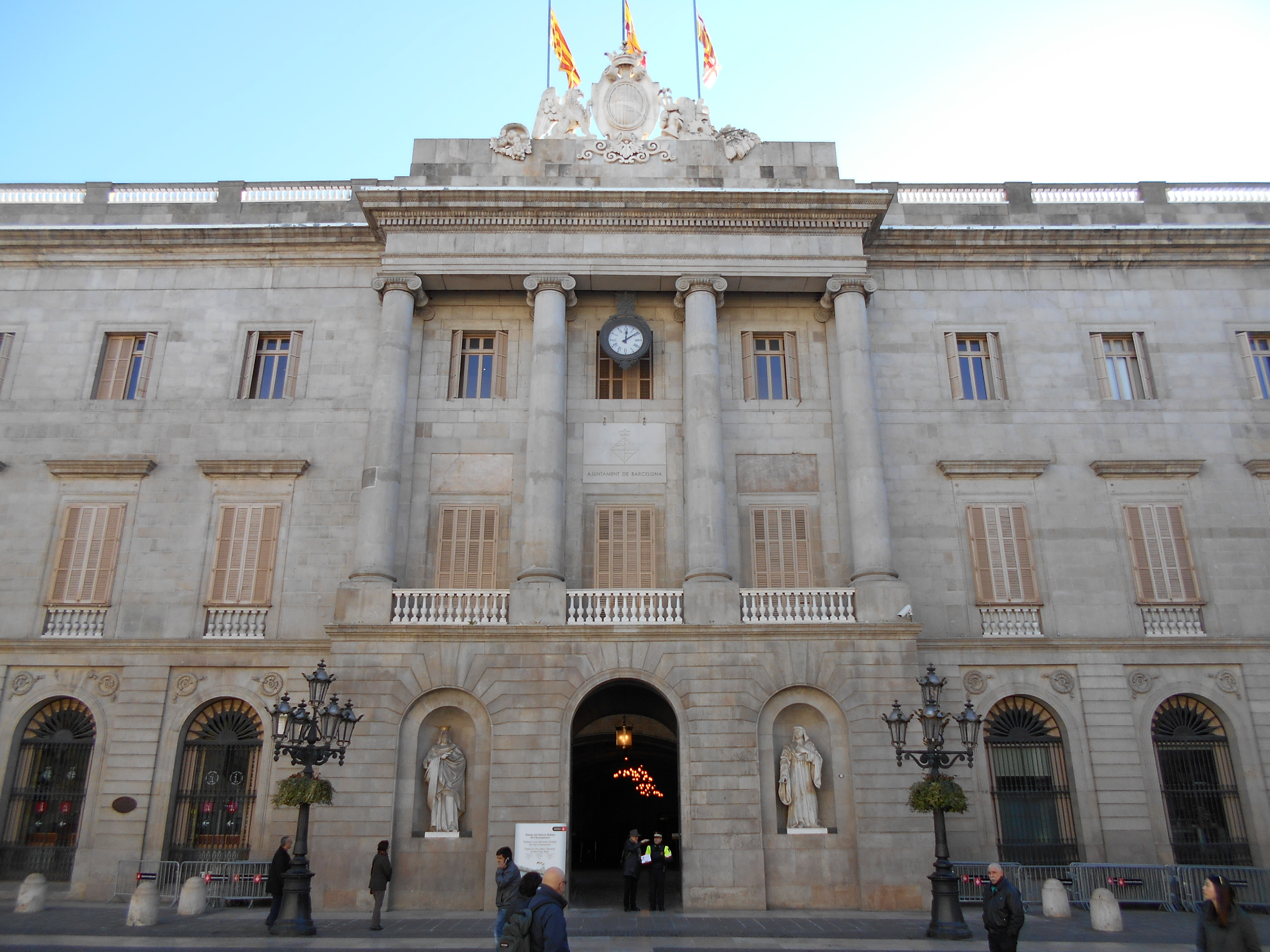
Fachada de la Casa de la Ciudad (1830).
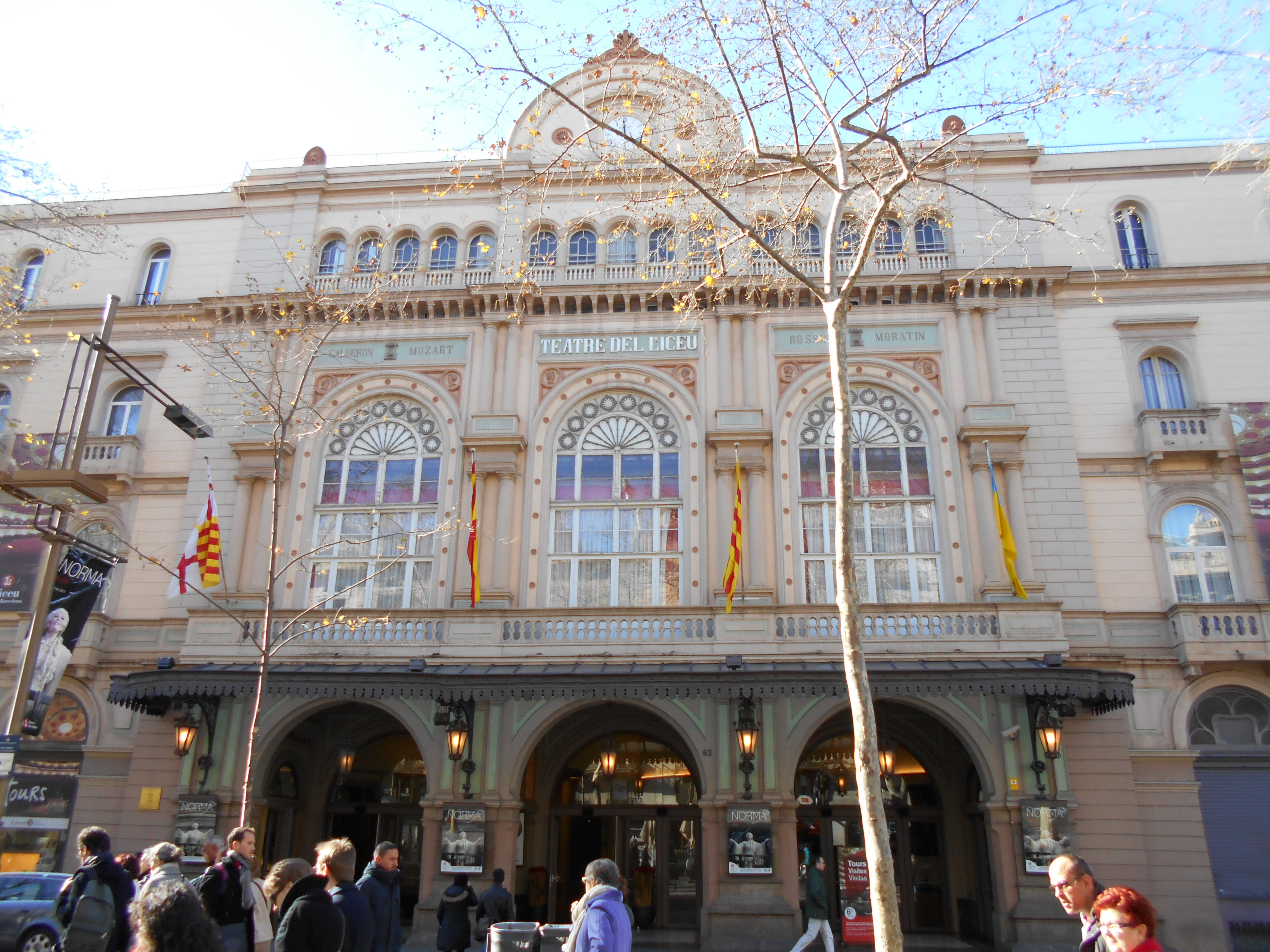
Gran Teatro del Liceo (1862), de Josep Oriol Mestres.
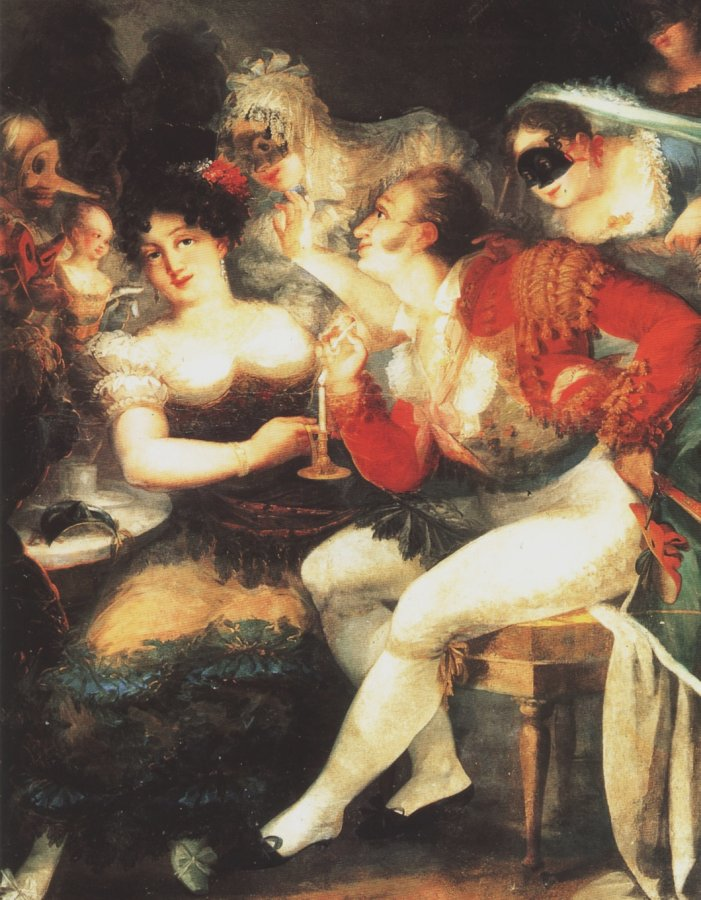
Un café en carnaval (1825), de Salvador Mayol, MNAC.
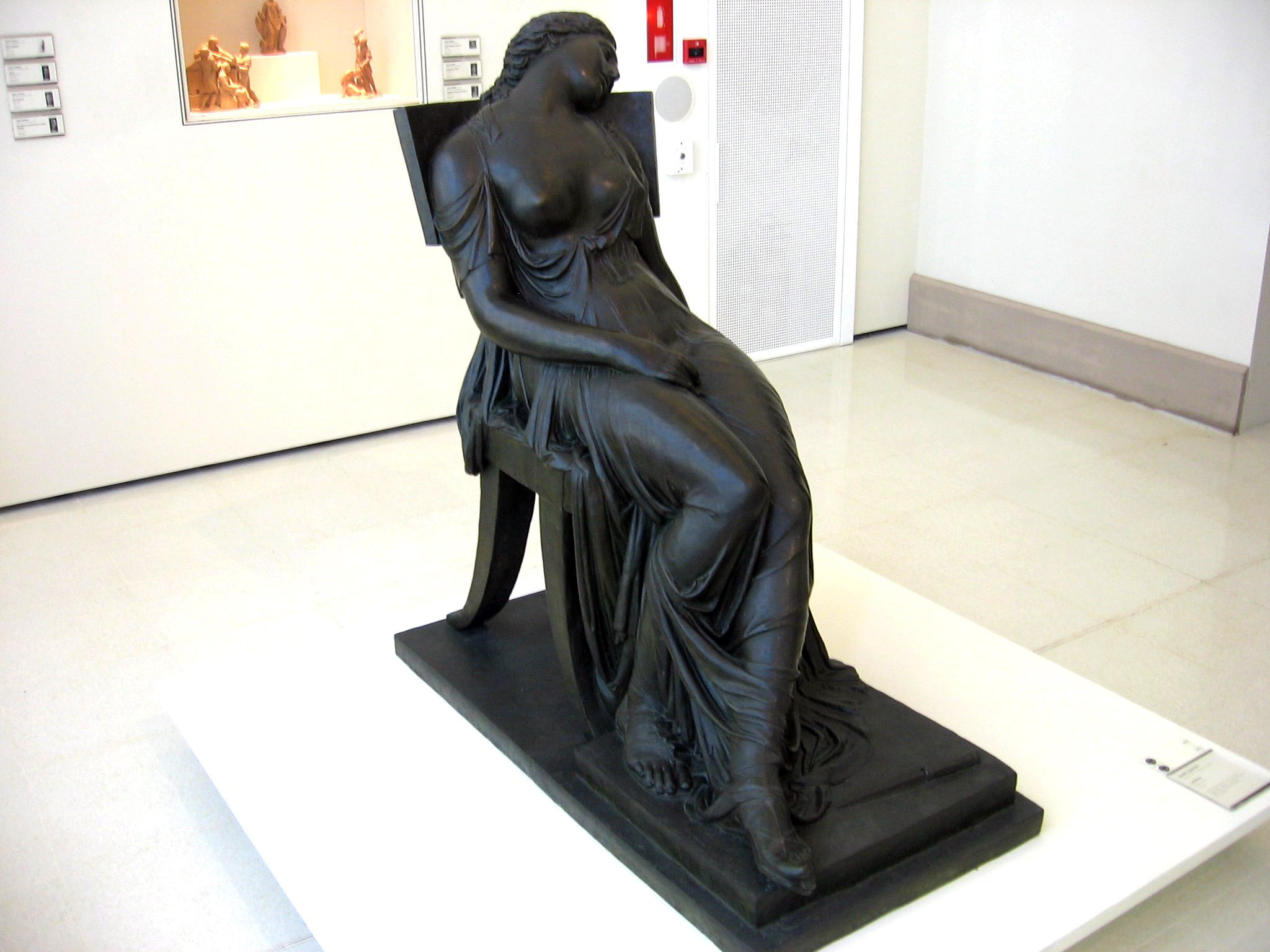
Lucrecia moribunda (1804), de Damià Campeny, MNAC.
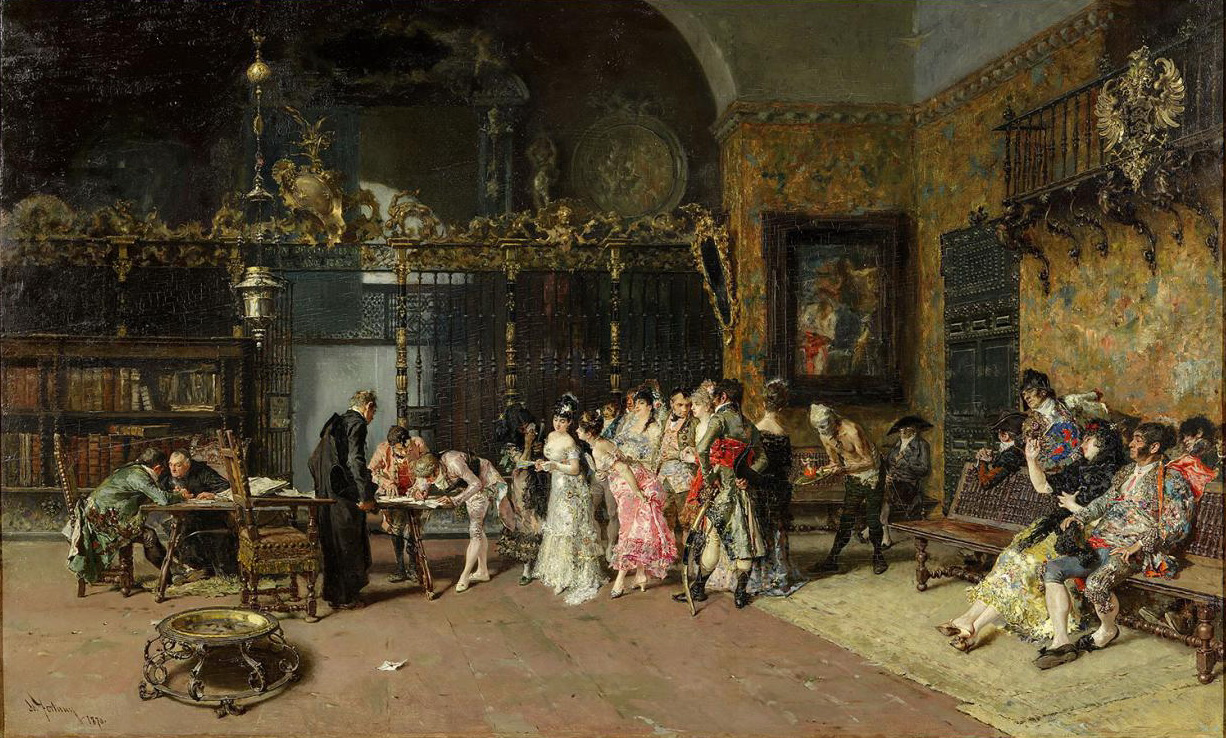
La vicaría (1870), de Mariano Fortuny, MNAC.
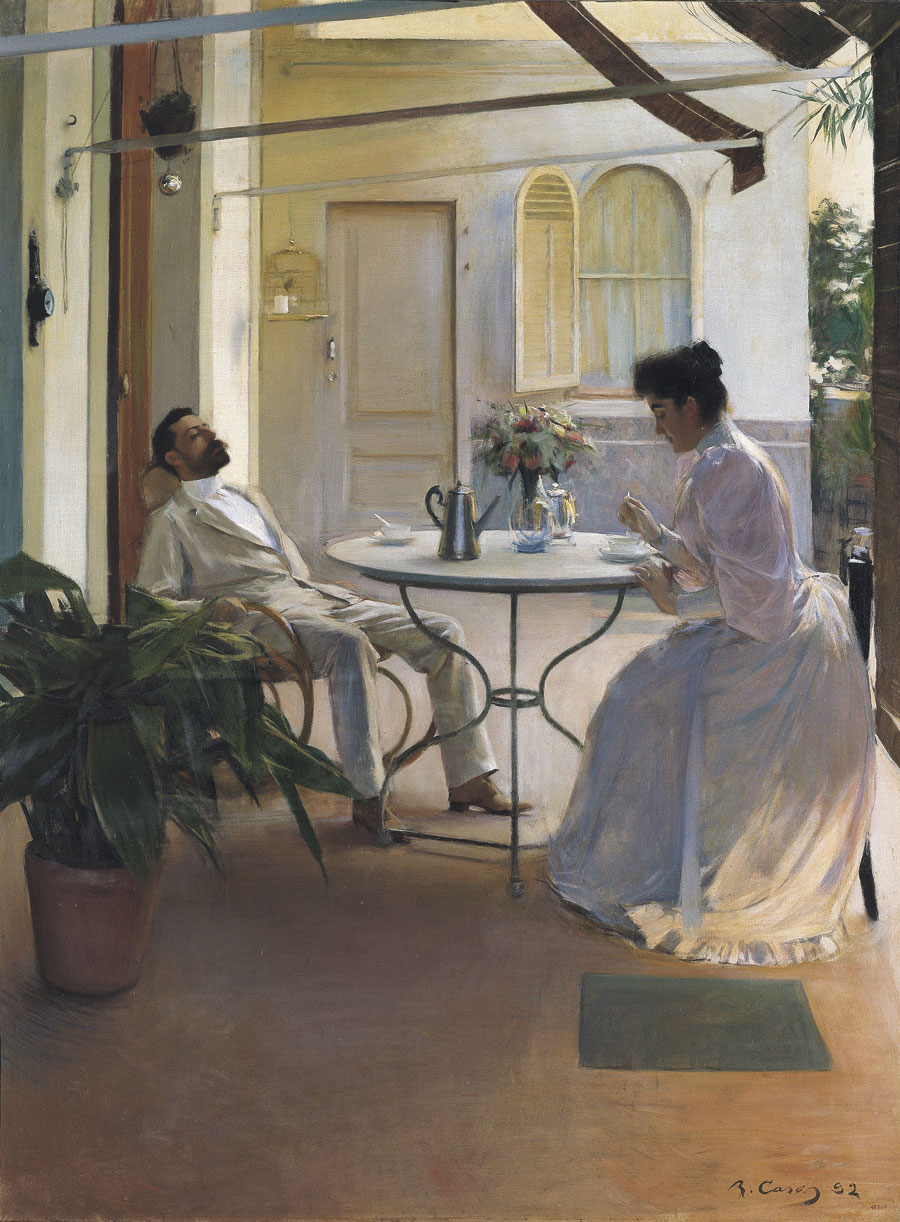
Interior al aire libre (1892), de Ramón Casas.
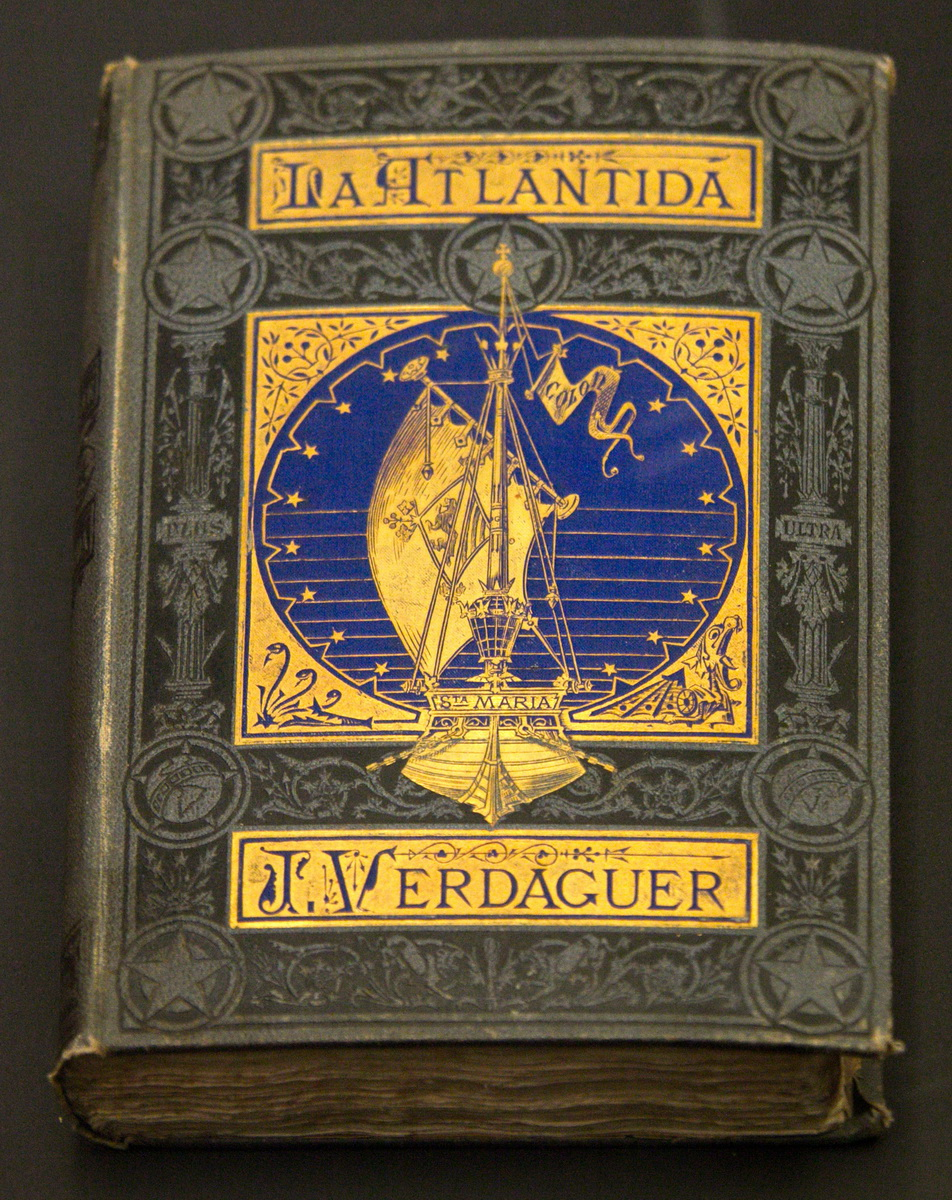
L'Atlàntida, de Jacinto Verdaguer (1877).

### Sociedad

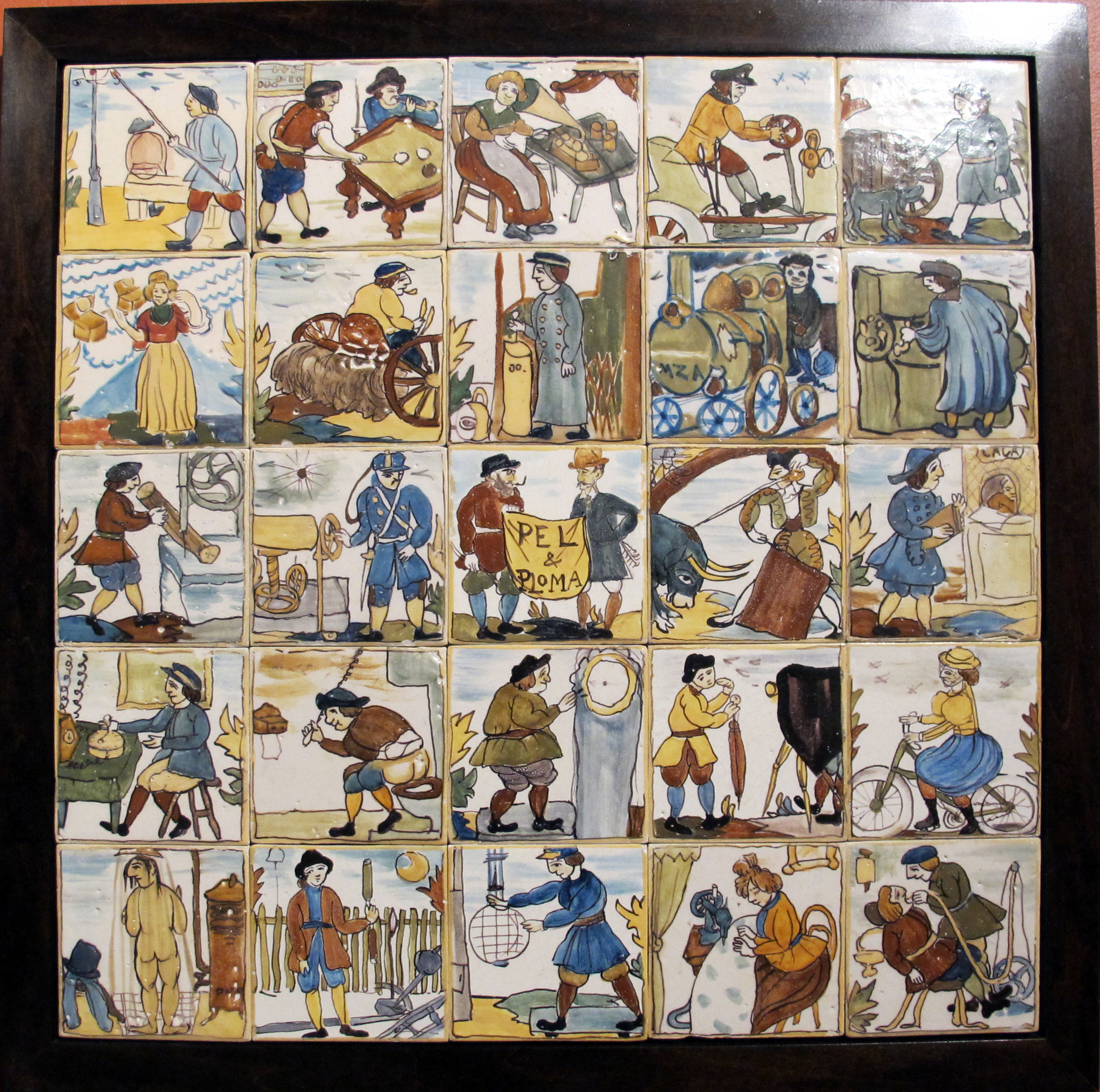
Escenas de la vida cotidiana, cerámica de Ramón Casas (1902).

Desde finales del siglo XVIII se fue gestando una distinción dentro de la burguesía: a la antigua burguesía de tipo comercial, de origen medieval, se fue supeditando la nueva burguesía de tipo industrial, surgida de los nuevos procedimientos económicos derivados del capitalismo y el inicio de la industrialización. Esta nueva burguesía iría ascendiendo hasta casi desplazar a la antigua aristocracia terrateniente, al adquirir títulos nobiliarios —muchas veces comprados—, como sería el caso del fabricante textil Juan Pablo Canals, nombrado en 1777 barón de Vallroja por Carlos III. El estamento que continuó sin apenas variaciones fue el eclesiástico: a principios del siglo XIX había en Barcelona más de 25 conventos y unos 200 sacerdotes, que tenían un gran ascendente sobre la población. La Iglesia estaba además muy presente en el terreno educativo y el cultural.
Por otro lado, el proceso de industrialización conllevó la creación de un nuevo tipo de clase social de bajo estamento: el proletariado, un conjunto de obreros no especializados de carácter urbano, que fue creciendo en la ciudad en torno a las fábricas en las que trabajaban. También creció notablemente la mendicidad. Con el tiempo, las diferencias sociales se fueron agrandando, especialmente por la desaparición de la clase artesana de tipo gremial: las nuevas medidas estatales favorecedoras de la libertad de industria tomadas entre finales del siglo XVIII y principios del xix conllevaron la desaparición de los privilegios gremiales, lo que provocó la paulatina desaparición de los gremios.

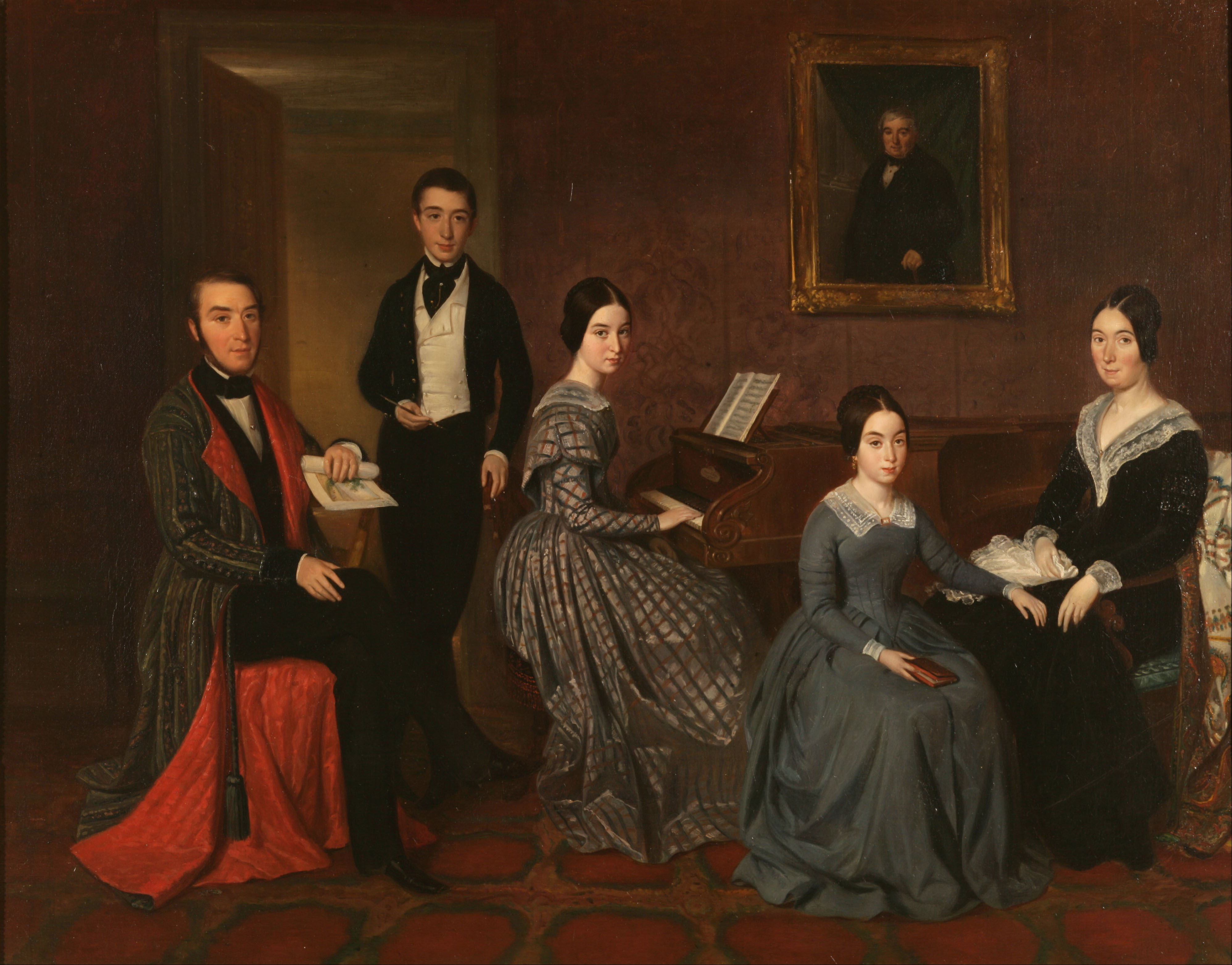
Retrato de una familia burguesa de la época: La familia de Jordi Flaquer (1845), de Joaquín Espalter, Museo del Romanticismo (Madrid).

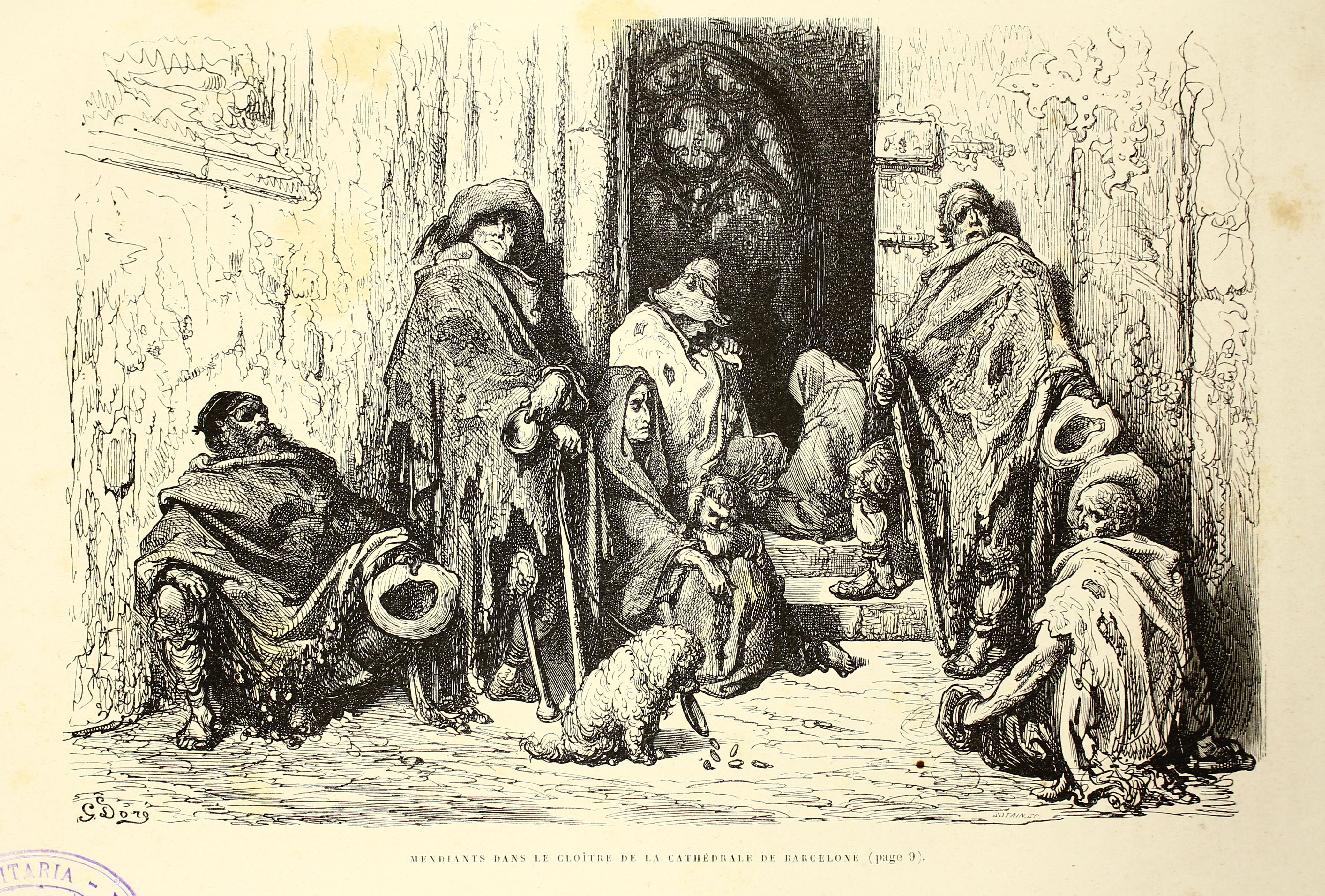
Mendigos en el claustro de la Catedral de Barcelona, grabado de Gustave Doré (1874).

Las condiciones de la clase obrera en esta época eran de miseria, con jornadas de 16 horas diarias de lunes a sábado, sin vacaciones, jubilación ni seguro médico, sin ninguna estabilidad contractual, y en pésimas condiciones de salubridad. La mayoría de obreros residía en los barrios de El Raval y San Pedro, cerca de las fábricas, de las que les llegaba la contaminación hasta el hogar. La dieta alimentaria de las clases populares se centraba en féculas (pan, legumbres y patatas), bacalao y sardinas. Por ello la desnutrición, junto al tifus y la tuberculosis, eran los principales problemas de salud que solían tener los trabajadores. En esta época la esperanza de vida era baja: en su Monografía estadística de la clase obrera (1867), Ildefonso Cerdá señalaba que la esperanza de vida era de 38,3 años para los ricos y 19,7 para los pobres. Cabe señalar que a mediados de siglo había un índice de analfabetismo del 46,5 %, mayor en el segmento femenino que en el masculino.
Las nuevas condiciones de vida impulsaron en la sociedad civil el asociacionismo: durante esta época surgieron multitud de clubes y asociaciones de todo tipo, tanto en el terreno político como el cultural, o simplemente el cívico. Las principales surgieron alrededor de movimientos como las sociedades corales, los centros excursionistas, los ateneos y agrupaciones científicas (Ateneo Barcelonés, Ateneo Catalán de la Clase Obrera), certámenes literarios como los Juegos Florales o círculos artísticos como el de San Lucas o el Real Círculo Artístico de Barcelona.

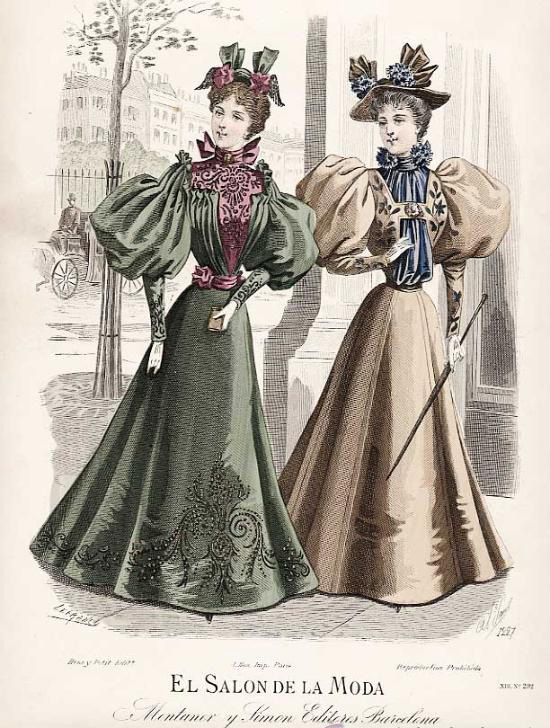
El Salón de la Moda, Montaner y Simón Editores.

Durante esta centuria la moda siguió preferentemente las corrientes internacionales más en boga en cada momento: a principios de siglo dominaba la moda Imperio procedente de Francia, influida por la estatuaria grecorromana, con vestidos rectos y vaporosos; en los años 1830, el romanticismo puso de moda un tipo de indumentaria popular y castiza, con vestidos anchos y pesados; a finales de siglo se puso de moda el polisón. En cuanto a indumentaria masculina, durante casi todo el siglo se siguió el patrón inglés de pantalón largo, chaleco y levita. En 1876 se formó La Confianza Sociedad de Maestros Sastres de Barcelona. Por lo que respecta a la peluquería, evolucionó desde la profesión de barbero-peluquero hacia la nueva coiffure de influencia francesa; en 1892 abrió un lujoso establecimiento Tomás Cebado, situado en la Rambla. En el ámbito de la gastronomía, en 1835 se publicó el recetario La cuynera catalana, de autor desconocido, un manual de la cocina catalana del momento.

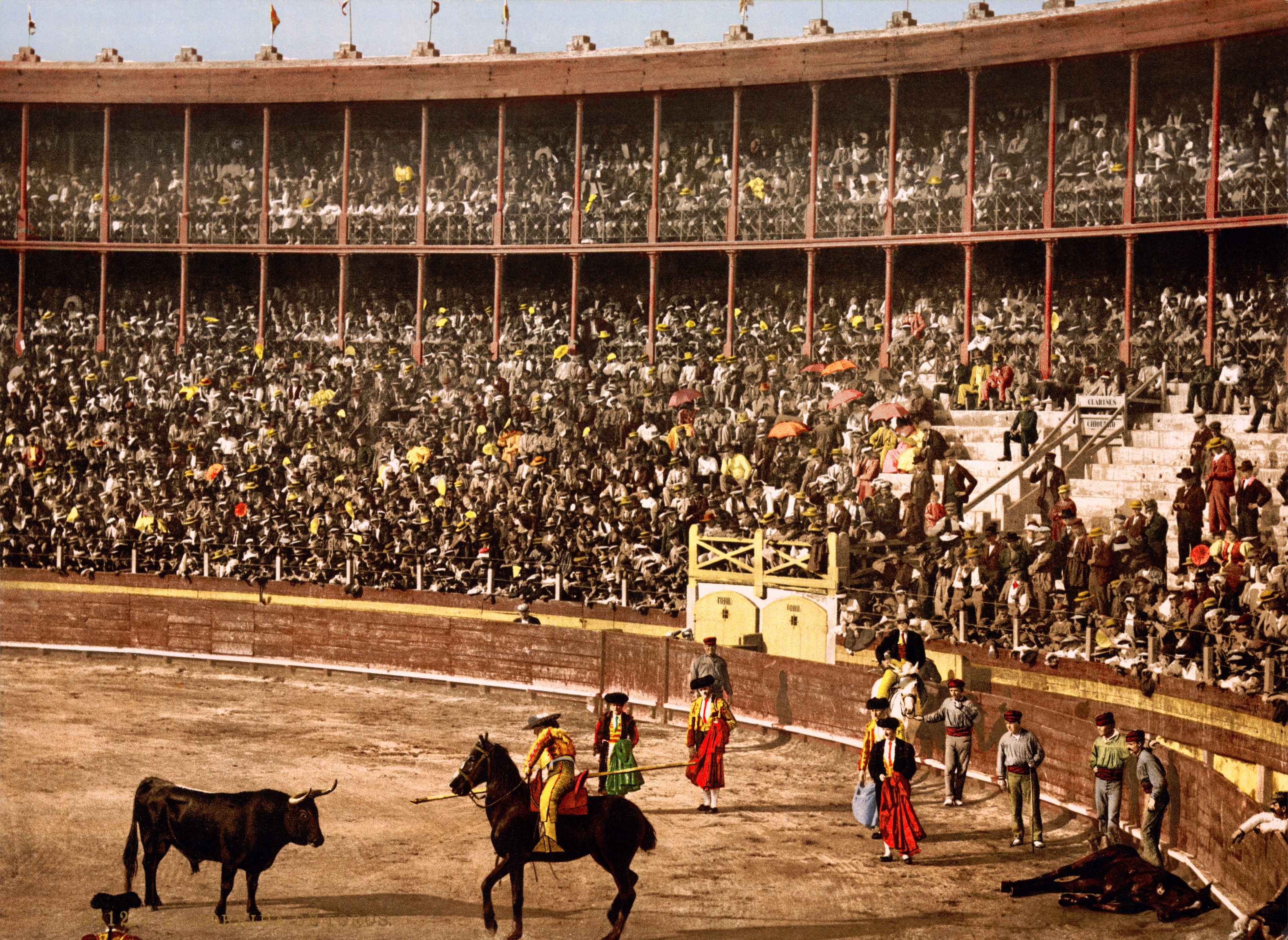
Corrida de toros en Barcelona (1890).

En este siglo, los principales espectáculos en la ciudad eran la zarzuela, el sainete, la revista y el vodevil, además del flamenco y los toros. En 1834 se construyó una plaza de toros en la Barceloneta, El Torín, que sustituyó la anterior plaza de madera; en 1887 se estableció un reglamento taurino propio, el segundo del estado. En este período, el torero más afamado fue el cordobés «Lagartijo». Entre los bailes tradicionales se hallaban el ball de deu, el ball del vano i el ram y el ball d'en Serrallonga, que se bailaban en las fiestas mayores, aunque poco a poco fueron decayendo a medida que se introducían los bailes de salón de origen europeo. La vida nocturna se centraba en los teatros, salas de baile y tabernas. La prostitución era clandestina, ya que los prostíbulos estaban prohibidos desde 1623; sin embargo, el ambiente de marginalidad derivado de la prostitución callejera y el aumento de enfermedades venéreas llevaron en 1863 a hacer un reglamento para la práctica de esta actividad. En 1888 abrió el burdel Madame Petit, que tuvo mucha fama.

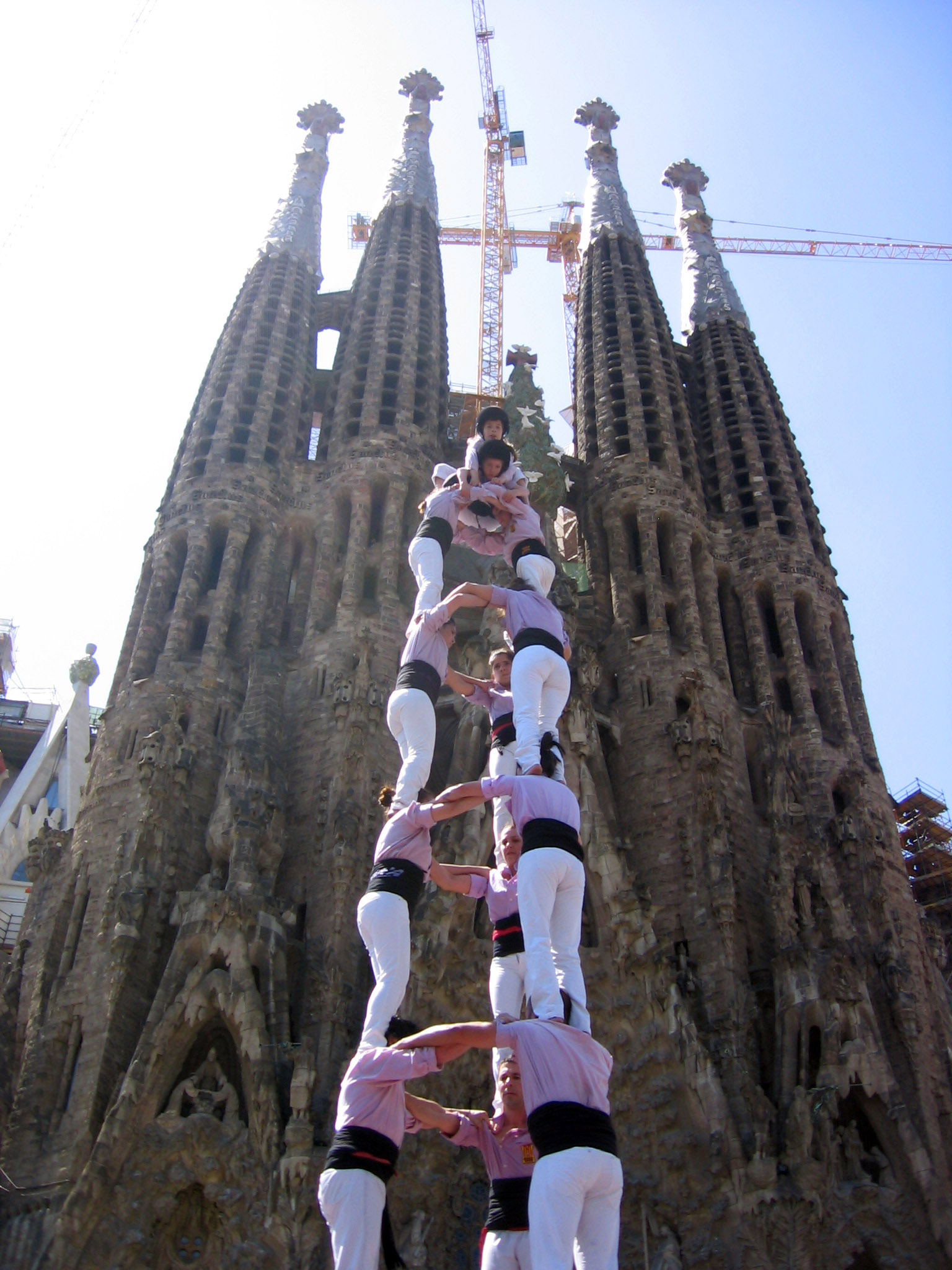
Elevación de un castell frente a la Sagrada Familia.

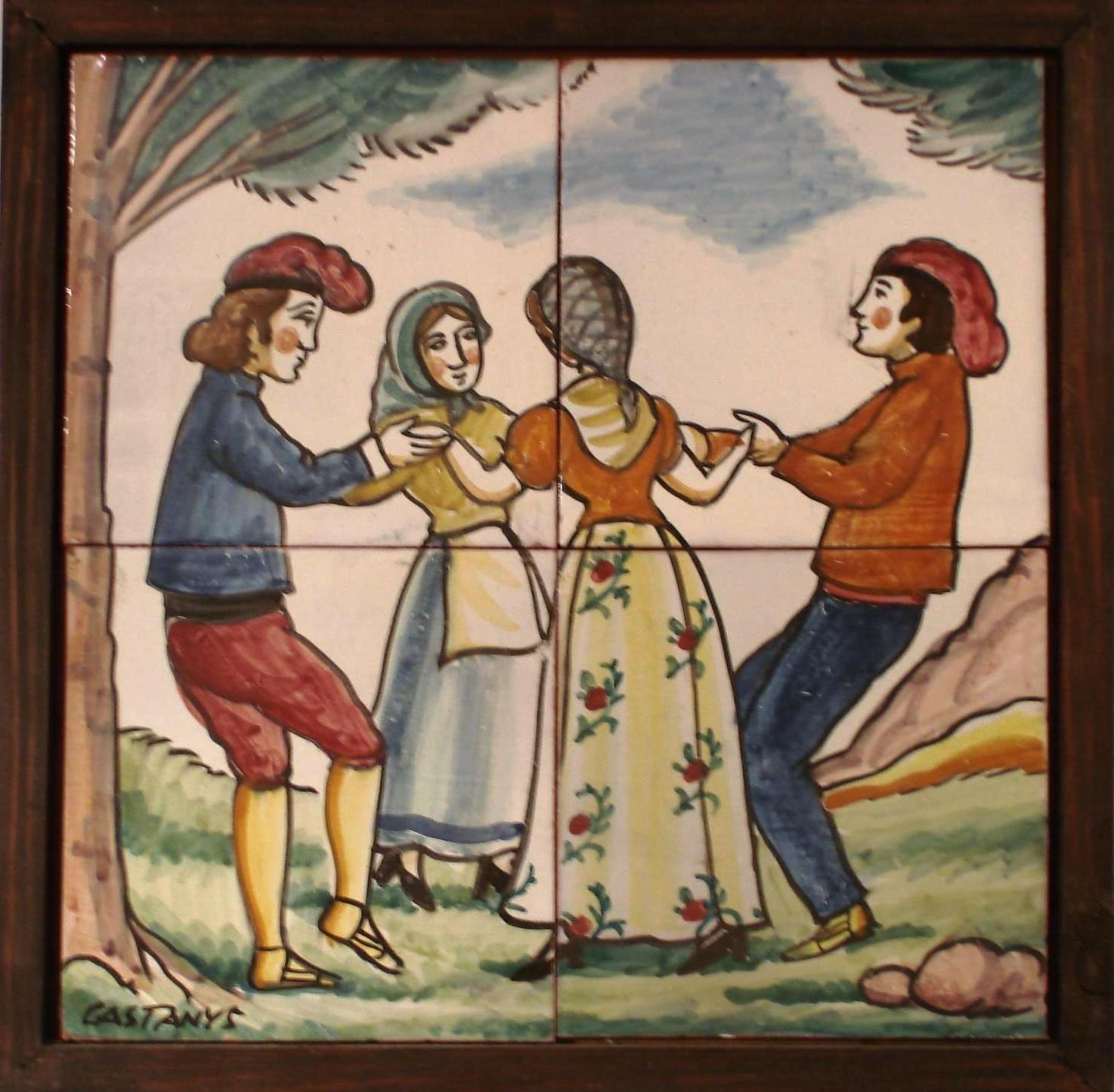
Baldosas representando una sardana.

Las tradiciones populares experimentaron una gran revitalización durante este siglo gracias al renacimiento cultural propiciado por la Renaixença, la revalorización del folclore auspiciada por el romanticismo y el empuje dado a los elementos culturales propios por el catalanismo. Ello se reflejó principalmente en dos componentes culturales que, pese a no tener tradición en la Ciudad Condal, arraigaron hondamente desde entonces: la sardana y los castells. La primera, un baile popular en grupo danzado al ritmo de la cobla, era originaria del Ampurdán. Se introdujo en la ciudad desde 1871, y fue creciendo en popularidad en el tránsito con el siglo XX; en 1921 se creó la asociación Foment de la Sardana de Barcelona. Por su parte, los castells eran unas torres humanas originarias del Campo de Tarragona y el Panadés, que se introdujeron en la ciudad a finales de siglo: en 1877 consta la participación en las fiestas de la Merced de una colla barcelonesa, que no tenía un nombre establecido; en 1902 hay referencias a una Colla Nova de Gracia, aunque durante la primera mitad del siglo XX la afición decayó, hasta que en 1958 se formó la colla de Castellers de Barcelona, a la que siguieron diversas en los diferentes barrios de Barcelona.

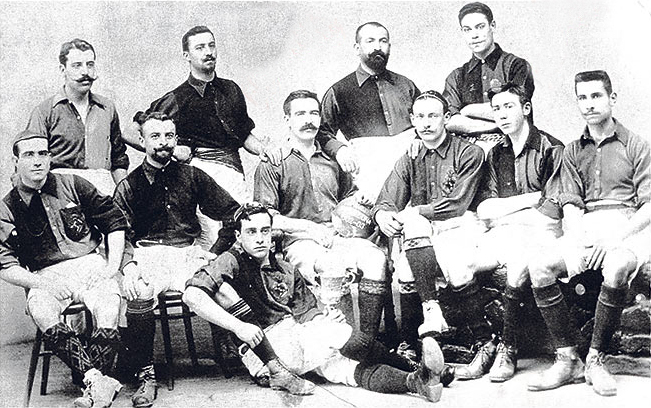
Equipo del Fútbol Club Barcelona (1903).

En cuanto a festividades, la más popular seguía siendo el Carnaval, en la que se celebraban rúas, bailes y mascaradas; a menudo servían para ridiculizar a las autoridades, actuando como válvula de escape política, y también se hacían concursos literarios humorísticos, como el Certamen Polilingüe Moixiganesc. Durante todo este siglo y hasta mediados del siglo XX una costumbre muy popular era la fontada, un tipo de excursión campestre que consistía en acudir a alguna de las diversas fuentes situadas a las afueras de la ciudad, especialmente en parajes de Montjuic y Collserola (como la Font del Gat o la del Lleó), y organizar alguna comida o merienda; en ocasiones servían para algún acto de tipo cultural o político, como los organizados por corales claverianas, agrupaciones sardanistas o concentraciones obreras del Primero de Mayo.
Por otro lado, a finales del siglo XIX los barceloneses comenzaron a experimentar la proliferación de nuevas formas de vida, ocio y relación social que tenían en el deporte y la práctica de actividad física su máxima expresión. Una de las primeras aficiones de los barceloneses fue el montañismo, aglutinada en la Asociación Catalana de Excursiones Científicas (1876), posterior Centro Excursionista de Cataluña (1890). Le siguieron deportes como el atletismo (carrera Jean Bouin), el ciclismo, el boxeo, el rugby o el automovilismo. En los últimos años del siglo la ciudad vio nacer los primeros gimnasios, así como una gran cantidad de clubs de natación, tenis o fútbol, que tendrían una gran importancia en el siglo XX en la vida social de los barceloneses y en la proyección exterior de la ciudad. Clubs como el Fútbol Club Barcelona (fundado en 1899), el RCD Español (1900), el Real Club de Tenis Barcelona o el Club Natació Barcelona cobraron enseguida una gran popularidad en la ciudad, y convirtieron a Barcelona en la gran capital del deporte español de principios del siglo XX. El propio barón de Coubertin, padre de los Juegos Olímpicos modernos, comentó en una visita a la ciudad a principios del siglo XX: «creía saber lo que era una ciudad deportiva antes de visitar Barcelona, pero estaba equivocado; ahora sí lo sé».

## SigloXX

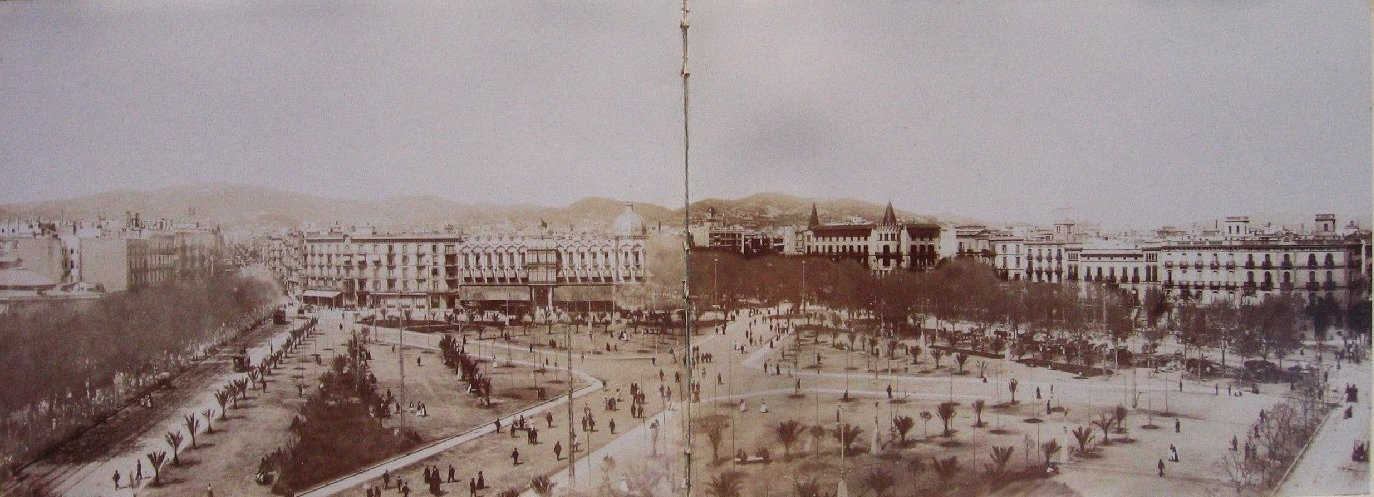
Vista de la plaza de Cataluña (1900).

El siglo XX estuvo condicionado por la convulsa situación política, con la dictadura de Primo de Rivera (1923-1930), el fin de la monarquía en 1931 y la llegada de la Segunda República, finalizada con la Guerra Civil y sustituida por la dictadura franquista, hasta el restablecimiento de la monarquía y la llegada de la democracia. El continuo progreso tanto económico como social llevaron a la ciudad a ser una urbe de gran relevancia tanto en el contexto español como europeo, mientras que diversos acontecimientos sociales como los Juegos Olímpicos de 1992 situaron a Barcelona como una metrópoli de reconocido prestigio internacional. Socialmente, este siglo vio la llegada masiva de inmigración a la ciudad, con el consecuente aumento de la población: si en 1900 había 530 000 habitantes, en 1930 casi se habían doblado (1 009 000 hab), para llegar entre 1970 y 1980 al pico máximo (1 754 900) y a finales de siglo a 1 500 000 habitantes.

### Inicio de siglo convulso: la Semana Trágica

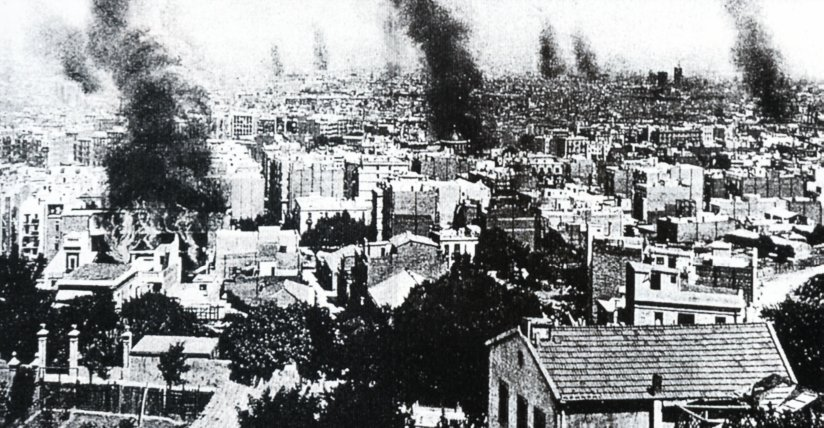
Barcelona durante la Semana Trágica (1909).

Con el cambio de siglo se abrió un nuevo escenario político marcado por la pérdida de las colonias en América y Asia y el auge de la Liga Regionalista, dirigida por políticos como Francisco Cambó, Enric Prat de la Riba y el arquitecto Josep Puig i Cadafalch, quienes manifestaron su deseo de situar a Barcelona en la primera línea internacional, al nivel de ciudades como París, Nueva York, Berlín o Viena. Era el modelo de la «Barcelona Imperial» planteado por Prat de la Riba, o de la «Nueva París del Mediodía» comentada por Puig i Cadafalch. Surgieron en ese sentido proyectos de mejoras de las infraestructuras, los ferrocarriles, los transportes y los equipamientos, la creación de un puerto franco, la atención a las necesidades de una sociedad cada vez más industrializada, la búsqueda de mecanismos para acoger el aumento de la población y satisfacer aspectos hasta ahora poco atendidos como la educación, la cultura y los espacios verdes.
El siglo se inició en el mismo ambiente de confrontación social que había caracterizado la sociedad barcelonesa los años anteriores. El 17 de febrero de 1902 comenzó una huelga general que duró varios días, secundada por unos cien mil trabajadores, que sin embargo acabó con fuertes represalias y sin concesiones por parte de la patronal. Se abrió una suscripción pública para los heridos y familiares de los huelguistas, que dio origen a la creación de la Caja de Pensiones para la Vejez y de Ahorros de Cataluña y Baleares (1905). Sin embargo, la economía seguía en pujanza y, en 1904, se creó la fábrica de automóviles Hispano-Suiza, situada inicialmente en la esquina de las calles Floridablanca y Calabria, pero trasladada en 1911 a una nueva factoría en La Sagrera. Los automóviles de esta marca gozaron de gran fama internacional, sobre todo por su mecánica, y participaron en diversas competiciones, ganando la Coupe de l'Auto en 1910 y la carrera de Indianápolis en 1928.

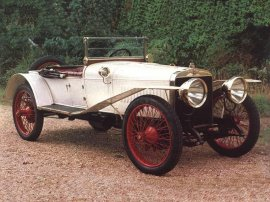
Hispano-Suiza Alfonso XIII (1908).

La visita del rey Alfonso XIII a Barcelona en 1904, acompañado del presidente del gobierno, Antonio Maura, fue aprovechada por la Liga Regionalista para exponer al monarca las reivindicaciones de su partido. Sin embargo, el rey no tomó en consideración sus peticiones, ante lo que se inició una escisión en el partido entre el sector más conservador y el más republicano. Tomó la primacía el ala conservadora, partidaria de una política posibilista con el gobierno central, con el que querían llegar a un acuerdo de tipo federalista, como expresó Prat de la Riba en 1906:

Consecuencia de toda la doctrina aquí expuesta es la reivindicación de un Estado catalán, en unión federativa con los estados de las otras nacionalidades de España. Así el nacionalismo catalán, que nunca ha sido separatista, que siempre ha sentido intensamente la unión de hermandad de las nacionalidades ibéricas dentro de la organización federativa.

En 1908, Alejandro Lerroux creó en Barcelona el Partido Republicano Radical que, con sus soflamas de fuerte contendido demagógico y radical, anticatalanista y anticlerical, exacerbó los ánimos en las clases populares. En este ambiente, en 1909 se produjo la Semana Trágica: las sucesivas derrotas del ejército español en Marruecos obligaron al gobierno a reclutar nuevas levas para enviar al frente, que se nutrieron sobre todo de gente humilde, pues las clases favorecidas podían comprar la dispensa por una módica cantidad de dinero. Este hecho provocó un levantamiento popular en la Ciudad Condal, que canalizó la ira y frustración de la clase obrera por su situación marginal. Entre el 26 de julio y el 2 de agosto de 1909 los sublevados levantaron barricadas y se dedicaron a la quema de iglesias y conventos (unos 80). Finalmente, la revuelta fue sofocada por el ejército, con un saldo de 2500 detenidos, de los que 1725 fueron juzgados militarmente. Se dictaron 59 sentencias de cadena perpetua y 17 de muerte, de las que se efectuaron cinco, entre ellos el pedagogo Francisco Ferrer Guardia, que sirvió de cabeza de turco.

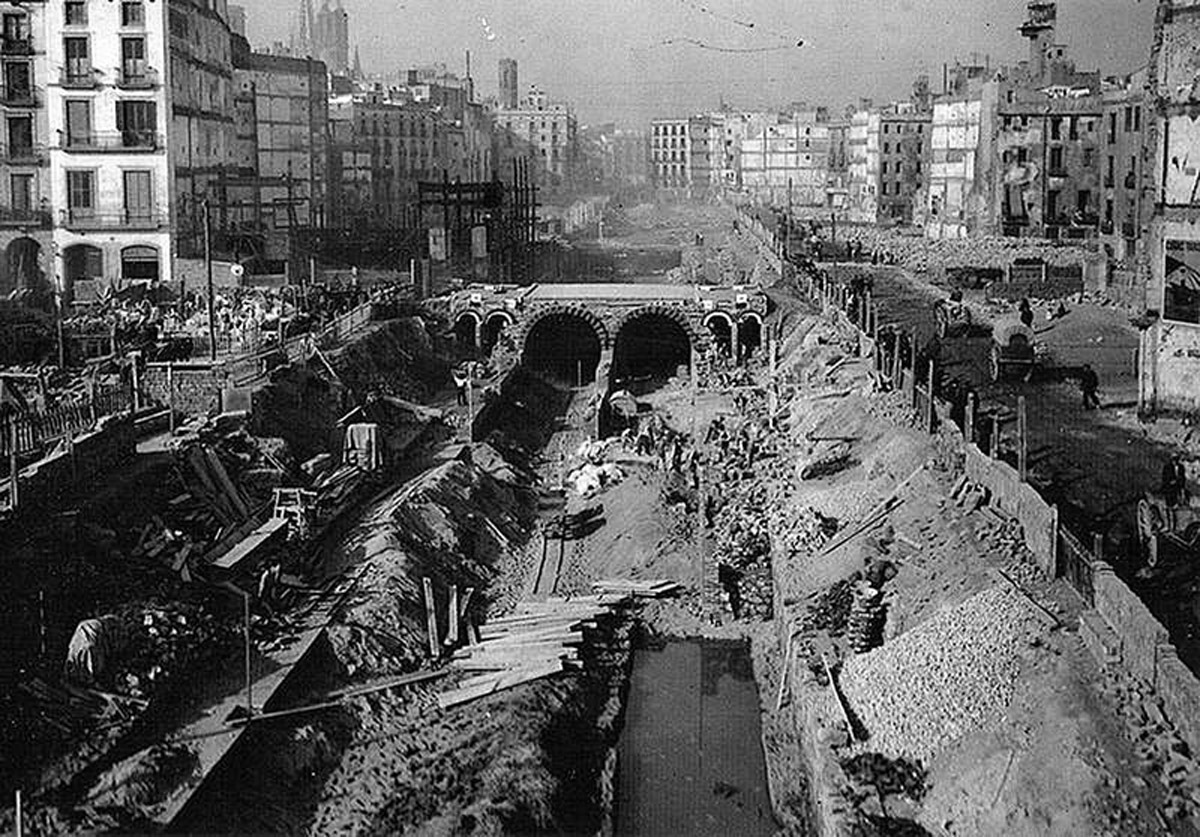
Apertura de la Vía Layetana (1912).

Los sucesos de la Semana Trágica comportaron un viraje radical en el seno del catalanismo, que cambió de opción política: tras la visualización de la violencia obrera, la burguesía catalanista se decantó definitivamente hacia un conservadurismo estatalista que creía podría defender sus intereses; en cambio, una parte de la clase obrera, cansada de ver cómo el gobierno central desatendía de forma sistemática sus necesidades más básicas, se decantó por un catalanismo de signo más republicano, que preconizaba un cambio de régimen, dando origen al catalanismo de izquierdas que, tras varios proyectos políticos de escasa envergadura, se aglutinaría en Esquerra Republicana de Catalunya. Por otro lado, la Semana Trágica comportó un auge del asociacionismo obrero, que se plasmó en la creación en 1910 del sindicato Confederación Nacional del Trabajo (CNT), de signo anarcosindicalista.

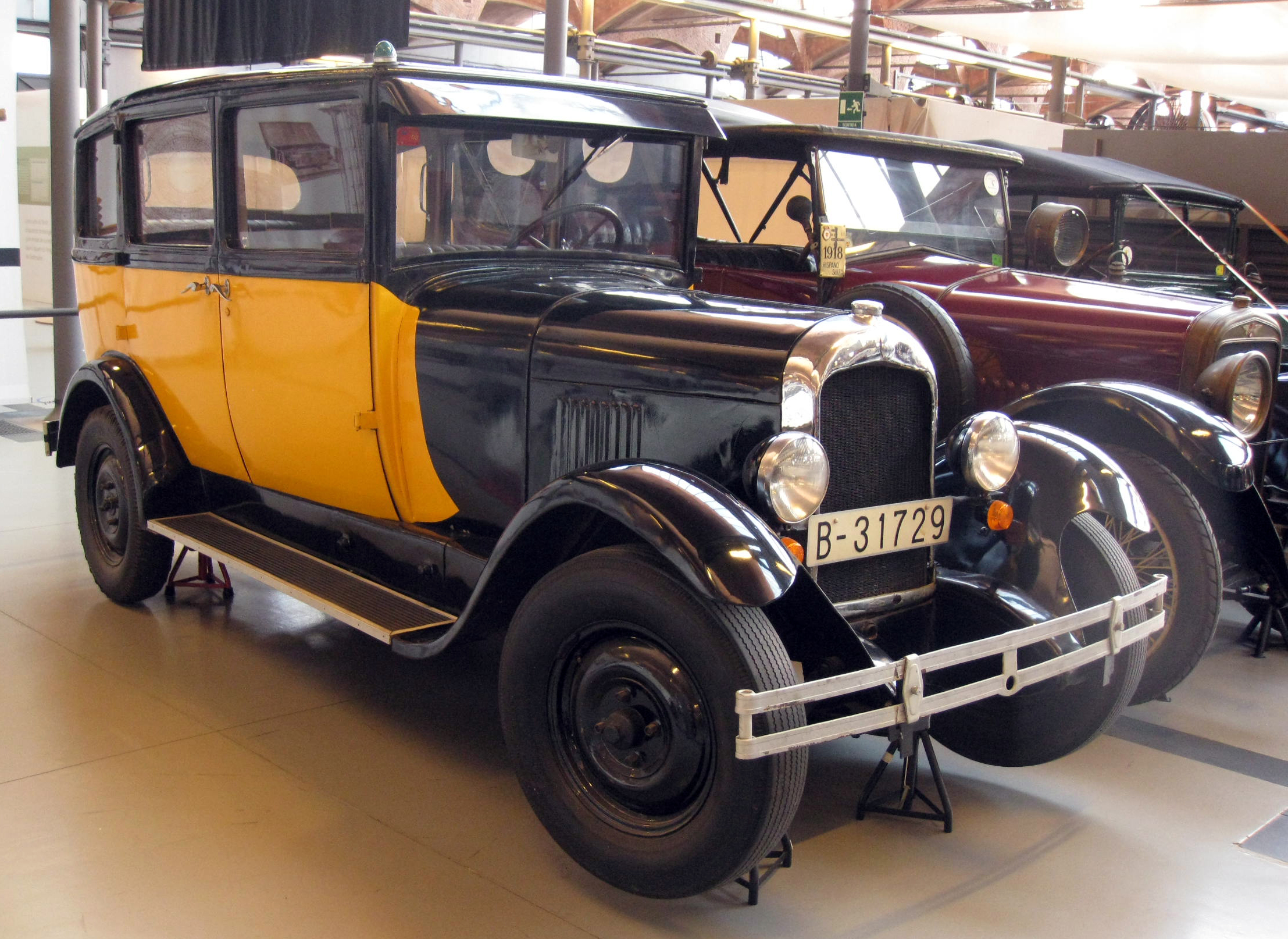
Taxi de Barcelona.

En el terreno urbanístico, la actuación más importante en estos años fue la apertura de la Vía Layetana, que conectaba el Ensanche con el mar, proyectada con la letra A en el Plan Baixeras de 1878. Las obras se realizaron finalmente en 1908, con una financiación conjunta entre el Ayuntamiento y el Banco Hispano Colonial. La nueva vía se diseñó con la voluntad de crear una avenida de aspecto uniforme, por lo que la mayoría de edificios son de aspecto novecentista, con cierta influencia de la Escuela de Chicago. Las críticas a las obras de apertura de esta vía, que comportaron numerosos derribos de casas —algunos edificios de valor artístico fueron trasladados—, paralizaron la construcción de los otros dos viales previstos por Baixeras, aunque con posterioridad se hicieron algunas intervenciones puntuales en estos lugares, conforme a los proyectos de Antoni Darder (1918), Joaquim Vilaseca (1932, Plan de Reforma, urbanización y enlace entre los puntos singulares del Casco Antiguo) y Soteras-Bordoy (1956, Plan parcial de Ordenación del Casco Antiguo de Barcelona).

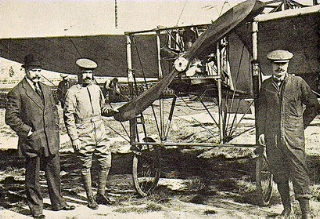
Primer vuelo en aeroplano de España (1910), por el piloto francés Julien Mamet, hipódromo de Can Tunis.

También en los primeros años del siglo se urbanizó la falda del Tibidabo, con una amplia avenida que unía la avenida de San Gervasio con la montaña, que fue ocupada por casas unifamiliares al estilo de las ciudades-jardín inglesas. Para el transporte se instaló un tranvía en la avenida y un funicular para ascender a lo alto de la montaña (1901), donde se emplazó el Parque de Atracciones del Tibidabo. En 1906 se abrió también el funicular de Vallvidrera. Otro proyecto similar fue el impulsado por Eusebi Güell en la finca Can Muntaner de Dalt, en la falda del monte Carmelo, cuyo proyecto encargó a Antoni Gaudí; sin embargo, el proyecto de urbanización de casas unifamiliares fracasó, y posteriormente se convirtió en un parque público, el parque Güell.
Durante los primeros años del siglo se efectuó una ampliación del puerto, con un proyecto elaborado por Julio Valdés y realizado entre 1905 y 1912: se prolongó el dique del este y se construyeron un contradique y los muelles interiores. Estas obras dieron al puerto prácticamente su fisonomía actual, exceptuando la construcción del muelle sur y la dársena interior en 1965. A principios de siglo aparecieron también los primeros autobuses: en 1906 se creó la primera línea entre la plaza de Cataluña y la de Trilla, en Gracia, operada por la compañía La Catalana, con cinco coches Brillié-Schneider. El servicio se suprimió en 1908 por las protestas de las compañías de tranvías, para las cuales era una clara competencia, pero en 1916 aparecieron algunas líneas suburbanas, que hacían el trayecto entre Barcelona y San Justo Desvern, Santa Coloma de Gramanet, Hospitalet, Badalona, El Prat, San Baudilio, Gavá y San Clemente de Llobregat. En 1922 se restablecieron los autobuses urbanos, a cargo de la Compañía General de Autobuses de Barcelona (CGA), que posteriormente fue absorbida por Tranvías de Barcelona, la cual pasó a operar ambos transportes. También en esta época aparecieron los primeros taxis: en 1910 se otorgó la licencia a los 21 primeros vehículos; en 1920 ya había mil taxis, con 64 paradas por toda la ciudad. En 1928 se incorporó la luz verde como señal de «libre» y, en 1931, se estableció el color negro y amarillo como distintivo de la ciudad. Cabe remarcar que en Barcelona se produjo el primer vuelo de un aeroplano de toda la península, realizado el 12 de febrero de 1910 por el piloto francés Julien Mamet a bordo de un Blériot XI con motor de 25 CV, el cual sobrevoló el hipódromo de Can Tunis.

### La Mancomunidad

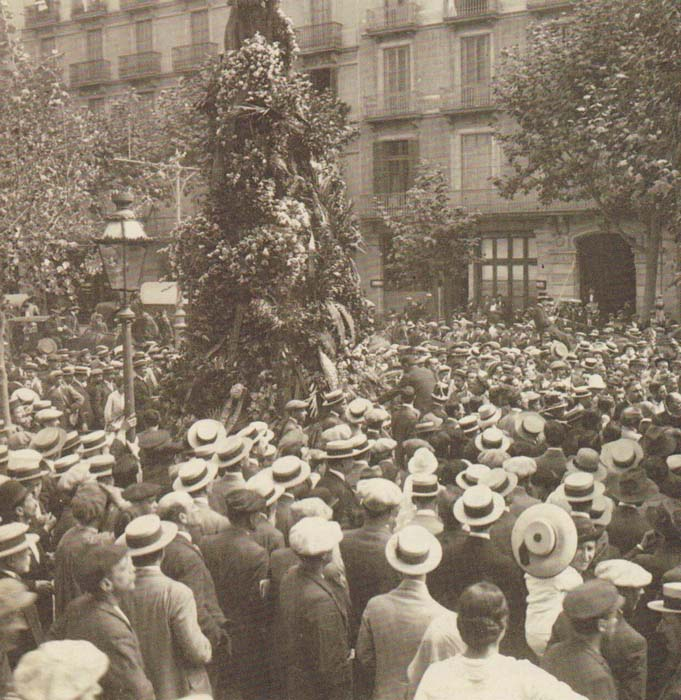
Homenaje a Rafael de Casanova en la diada de 1914.

En 1914 se creó la Mancomunidad de Cataluña, dirigida por la Liga Regionalista y presidida en primer lugar por Enric Prat de la Riba. Con atribuciones reunidas de las cuatro diputaciones provinciales, tenía competencias sobre ciertos ámbitos administrativos y de fomento cultural. Entre otras actuaciones, fue la responsable de la creación de la Escuela Industrial, la Escuela del Trabajo, la Escuela Superior de Bellos Oficios, el Instituto de Orientación Profesional y las escuelas de Enfermeras y Bibliotecarias, reorganizó la Escuela de Administración Local y la Escuela Catalana de Arte Dramático, e impulsó la Biblioteca de Cataluña y el Instituto de Estudios Catalanes. Junto al Ayuntamiento, el cual creó en 1922 el Patronato Escolar, fomentaron la educación laica, bilingüe y de renovación pedagógica, e impulsaron un ambicioso plan de construcciones escolares, entre las que destacan las edificadas en estilo novecentista por Josep Goday (colegios Ramon Llull, Collaso i Gil, Lluís Vives, Milà i Fontanals, Baixeras y Pere Vila). También crearon una cátedra de Lengua Catalana en la Universidad de Barcelona, dirigida por Pompeu Fabra.

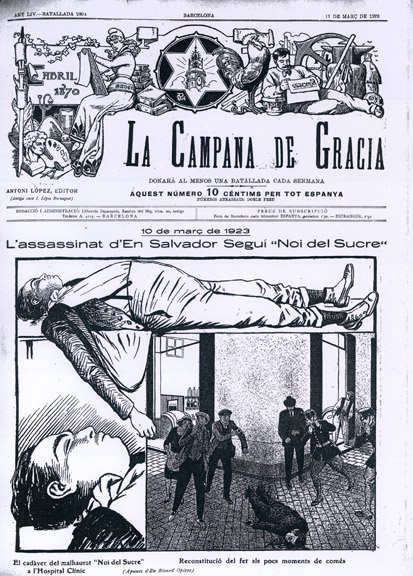
Asesinato de Salvador Seguí, portada de La Campana de Gràcia, 10 de marzo de 1923.

El sistema político de la Restauración empezó a resquebrajarse en 1917: ese año, la creación de las Juntas de Defensa militares provocó el cierre de las Cortes por parte del gobierno de Eduardo Dato. En Barcelona, la Liga Regionalista convocó a los parlamentarios españoles para iniciar unas nuevas Cortes que estudiasen la reorganización del estado. Logró reunir a 69 diputados y senadores, principalmente republicanos, socialistas y catalanistas; sin embargo, esta Asamblea de Parlamentarios fue disuelta por la policía. En agosto de ese año se produjo una nueva huelga general, convocada por UGT y CNT, la cual fue reprimida violentamente por el ejército. Por otro lado, el fin de la Primera Guerra Mundial y la contracción del mercado europeo llevaron a una crisis económica, que provocó en 1920 la quiebra del Banco de Barcelona.
La crisis derivada del fin de la contienda mundial y la decepción provocada por la campaña autonomista de 1918-1919 hicieron aflorar por primera vez el sentimiento independentista en un pequeño sector de la sociedad catalana, especialmente en el seno del sindicato Centro Autonomista de Dependientes del Comercio y de la Industria (CADCI). En 1919 se fundó la Federació Democràtica Nacionalista, liderada por Francesc Macià, la cual se convertiría en 1922 en el partido Estat Català.
Durante esos años prosiguió la agitación social: en 1919 se produjo la huelga de La Canadiense —como era conocida la empresa eléctrica Barcelona Traction Light & Power—, motivada por el despido de varios obreros únicamente por estar sindicados. En ella se mostró por primera vez la fuerza de la CNT: el 5 de febrero de 1919 se declaró la huelga del ramo de gas y electricidad, con lo que Barcelona quedó a oscuras y se paralizó la actividad industrial. El ejército intervino reanudando el suministro, con lo que la huelga se generalizó. Se declaró el estado de guerra, y fueron detenidos 3000 huelguistas. El conflicto continuó, hasta que el 14 de abril se llegó a un acuerdo en el que, entre otras cosas, el gobierno aceptó la jornada laboral de ocho horas. Sin embargo, la patronal, descontenta, realizó un cierre de doce días, que afectó a cien mil obreros que quedaron en paro. Desde entonces se exasperó el enfrentamiento entre obreros y empresarios, y se inició un clima de violencia que generó una serie de atentados y asesinatos, el pistolerismo, que llevaron el terror a las calles. El período 1920-1922 fue particularmente tenso, con Severiano Martínez Anido de gobernador civil y Miguel Arlegui de jefe de la policía, apoyándose esta última en los Sindicatos Libres para aplicar la «política del mauser» contra los anarquistas. En poco tiempo hubo 230 muertes violentas en Barcelona, entre ellas las del abogado sindicalista Francesc Layret (1920) y el dirigente anarquista Salvador Seguí (1923), mientras que en el sector gubernamental fue asesinado el jefe de la policía, Manuel Bravo Portillo (1919).
En los años 1920 se mejoró el transporte urbano con la construcción del Metro de Barcelona. Las obras comenzaron en 1920 con la instalación de dos líneas: la 3 (Lesseps-Liceo), inaugurada en 1924, y la 1 (Bordeta-Cataluña), puesta en servicio en 1926. La red se fue expandiendo progresivamente, y en la actualidad Barcelona cuenta con 12 líneas. Inicialmente estaba explotado por tres compañías: Gran Metropolitano de Barcelona (L3), Metropolitano Transversal (L1) y Ferrocarril de Sarrià a Barcelona (actual Ferrocarriles de la Generalidad de Cataluña); las dos primeras se fundieron en 1957 en la compañía Ferrocarril Metropolitano de Barcelona, que, junto a la compañía de autobuses Transportes de Barcelona, formó en 1979 la compañía Transportes Metropolitanos de Barcelona (TMB).

### La dictadura de Primo de Rivera

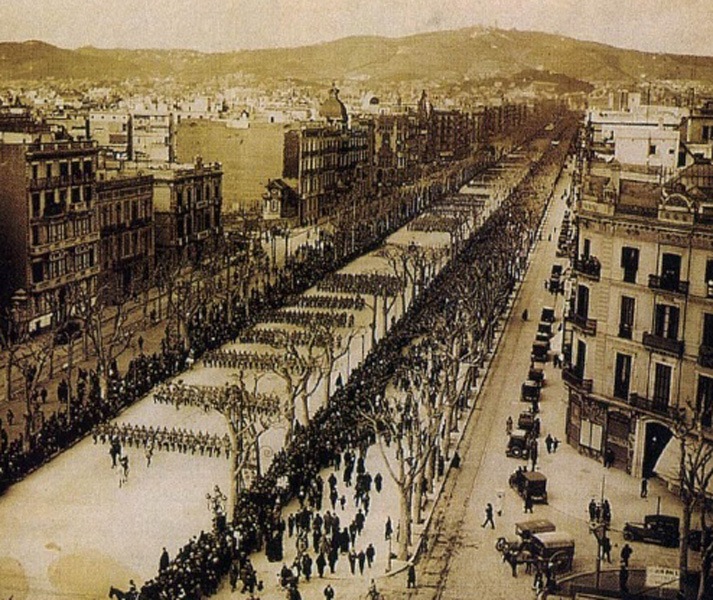
Desfile militar en el paseo de Gracia (1925)

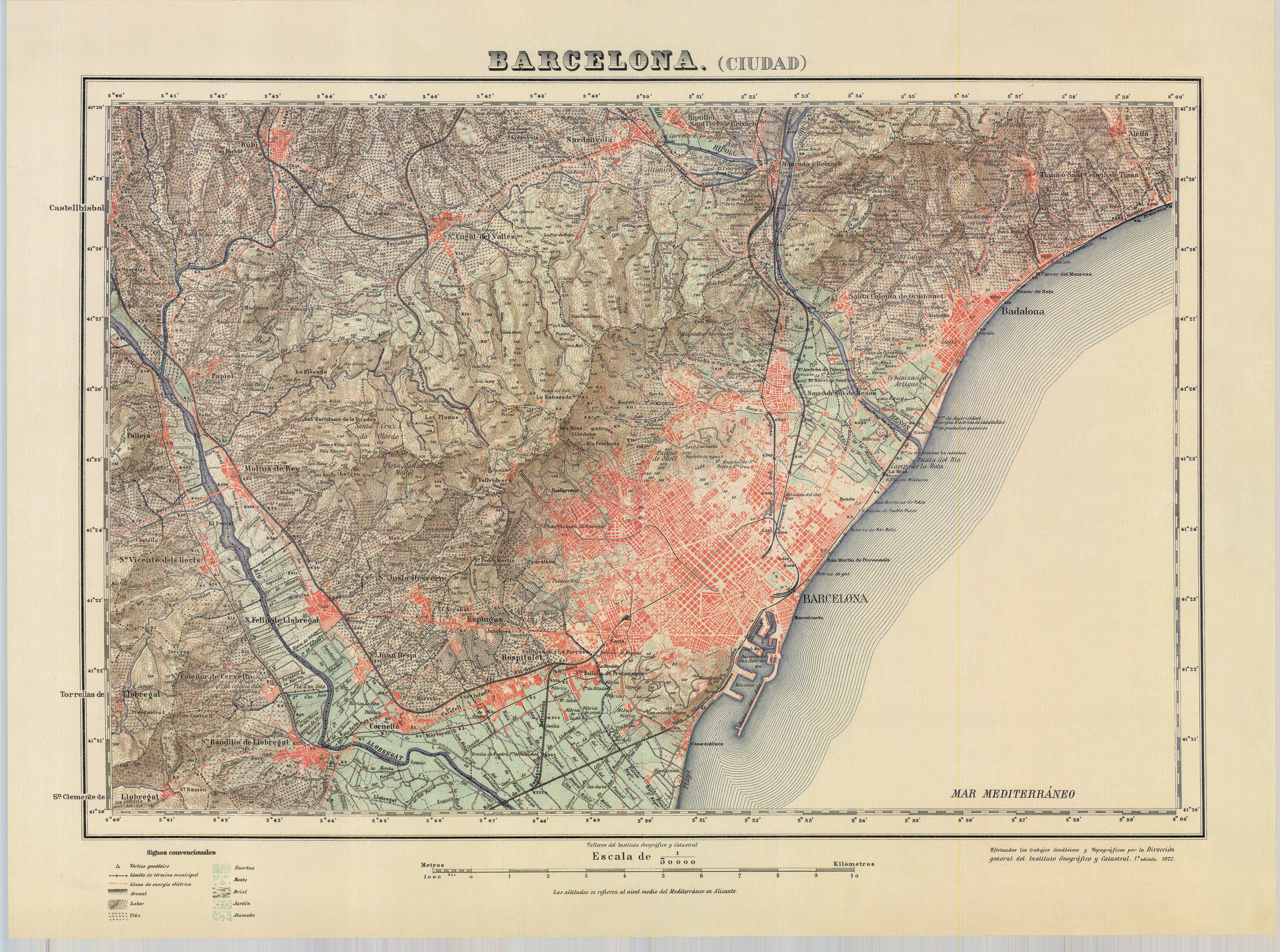
Mapa de Barcelona y sus alrededores en 1927

El ambiente de conflictividad social vivido entre los años 1910 y primeros 1920 —especialmente el asesinato del jefe de Gobierno, Eduardo Dato, asesinado en Madrid por anarquistas catalanes— propició un golpe de Estado el 13 de septiembre de 1923, realizado por el capitán general de Cataluña, Miguel Primo de Rivera, que contó con el apoyo del rey Alfonso XIII. La nueva dictadura eliminó las instituciones democráticas, e inició una feroz represión de las organizaciones sindicales. Suprimió la Mancomunidad de Cataluña y prohibió el uso del idioma catalán y de la bandera catalana. Se clausuraron instituciones como el Orfeón Catalán, e incluso el Fútbol Club Barcelona fue suspendido por seis meses. También se disolvió el consistorio barcelonés, y fue nombrado alcalde por Real Orden el teniente coronel Fernando Álvarez de la Campa, al que sucedió en 1924 Darío Rumeu y Freixa, barón de Viver. En marzo de 1924 José Calvo Sotelo redactó un nuevo estatuto municipal, por el que se configuraba un ejecutivo consistorial formado por el alcalde y el teniente de alcalde, y restaba protagonismo al pleno del Ayuntamiento.
La resistencia contra la dictadura llevó a diversos complots que fueron desbaratados, como el intento de atentado contra Alfonso XIII en su visita a Barcelona en mayo de 1925, planeado por La Bandera Negra, un grupúsculo del partido Estat Català. También hubo un intento insurreccional de la CNT en 1924, en las Atarazanas, pero, en general, el movimiento obrero estuvo reprimido.

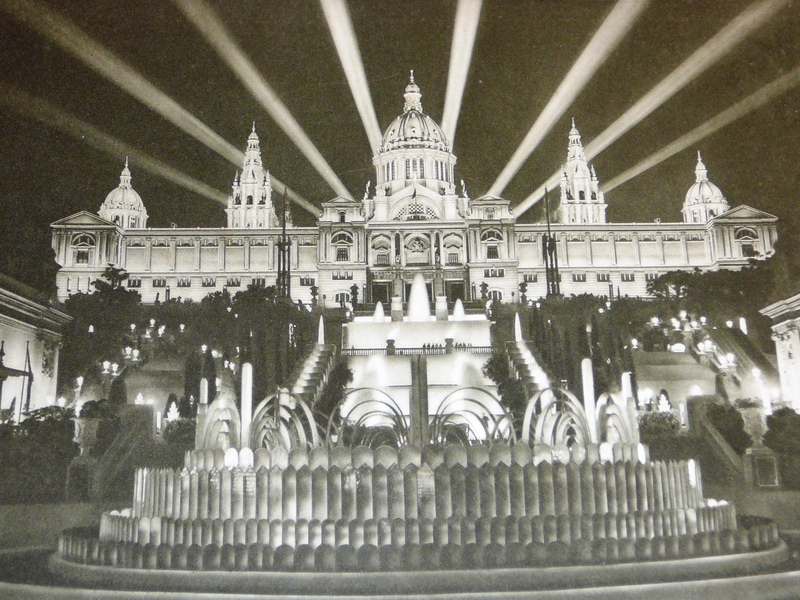
Exposición Internacional de Barcelona (1929).

El principal evento de esta época fue la Exposición Internacional de 1929, celebrada en Montjuic. Para este acontecimiento se urbanizó toda la zona de la plaza de España, y se construyeron los pabellones que acogen actualmente la Feria de Barcelona. La Exposición tuvo lugar del 20 de mayo de 1929 al 15 de enero de 1930, sobre una superficie de 118 ha, y tuvo un coste de 130 millones de pesetas. Además del recinto ferial, la muestra dejó numerosos edificios e instalaciones, algunos de los cuales se han convertido en emblemas de la ciudad, como el Palacio Nacional, la Fuente Mágica, el Teatro Griego, el Pueblo Español y el Estadio Olímpico, además de un exponente de la arquitectura internacional de vanguardia como el Pabellón de Alemania de Ludwig Mies van der Rohe.

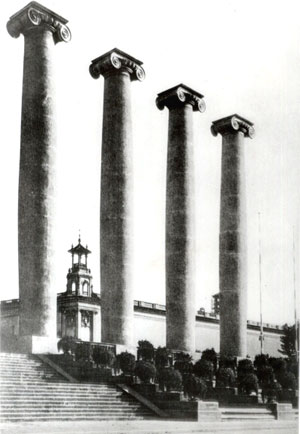
Las Cuatro Columnas, obra del arquitecto Josep Puig i Cadafalch. Ubicadas donde posteriormente se situó la Fuente Mágica, representaban la senyera catalana, por lo que fueron mandadas derribar por Primo de Rivera.

Como ocurrió en 1888, la Exposición de 1929 supuso un gran impacto para la ciudad de Barcelona a nivel urbanístico, no solo en la zona de Montjuic, por toda la ciudad se realizaron obras de mejora y acondicionamiento: se ajardinaron las plazas de Tetuán, Urquinaona y Letamendi; se construyó el puente de Marina; se urbanizó la plaza de Cataluña; y se prolongaron la avenida Diagonal hacia el oeste y la Gran Vía hacia el suroeste. También se realizaron diversas obras públicas: se mejoró el asfaltado de calles y el alcantarillado, se instalaron lavabos públicos y se sustituyó la iluminación de gas por la eléctrica. También se instalaron las primeras papeleras públicas, del modelo Tulipa, así como los primeros semáforos. Asimismo, se remodelaron diversos edificios, como la Casa de la Ciudad o el Palacio de la Generalidad de Cataluña —donde se construyó el puente flamígero que cruza la calle Obispo—, y se terminaron el edificio de Correos y la Estación de Francia, que llevaban varios años en obras; asimismo, se construyó el Palacio Real de Pedralbes, como residencia de la familia real.

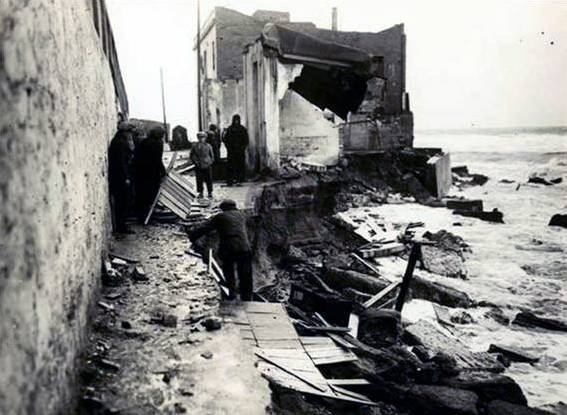
Barrio de Pequín (1932).

Se mejoraron las comunicaciones de la ciudad, con la construcción del Aeropuerto de Barcelona, la mejora de los enlaces con los barrios periféricos, la supresión de los pasos a nivel dentro de la ciudad, el soterramiento de las vías del tren en el interior urbano —en calles como Aragón, Balmes y Vía Augusta— y la electrificación de los tranvías públicos. También se construyó un funicular para acceder hasta lo alto de la montaña de Montjuic —con un segundo tramo para ascender hasta el castillo, que en 1970 fue sustituido por un telecabina—, así como un teleférico para acceder a la misma desde el puerto de Barcelona, una obra de Carles Buïgas que por un retraso en las obras fue inaugurada en 1931.
Todas estas obras públicas comportaron una fuerte demanda de empleo, que provocó un gran aumento de la inmigración hacia la Ciudad Condal, proveniente de todas partes de España. Este aumento de población conllevó la construcción de diversos barrios obreros de casas baratas, como el grupo Eduardo Aunós en Montjuic (desaparecido), el de Ramon Albó en Horta (actual Can Peguera) y los grupos Milans del Bosch (actual Buen Pastor) y Barón de Viver en el Besós. Sin embargo, uno de sus peores efectos fue el auge del barraquismo, ya que muchos de los inmigrantes que no podían acceder a una vivienda recurrieron a la autoconstrucción, con edificaciones precarias realizadas con materiales de desecho (caña, madera, latón), en espacios únicos para la familia de unos 25 m². En 1930 había unas 30 000 barracas en Barcelona, principalmente en San Andrés, la montaña de Montjuic y las playas de la Barceloneta y el Pueblo Nuevo, donde aún se recuerdan barrios como el de Pequín, la Perona y el Somorrostro.

### Segunda República

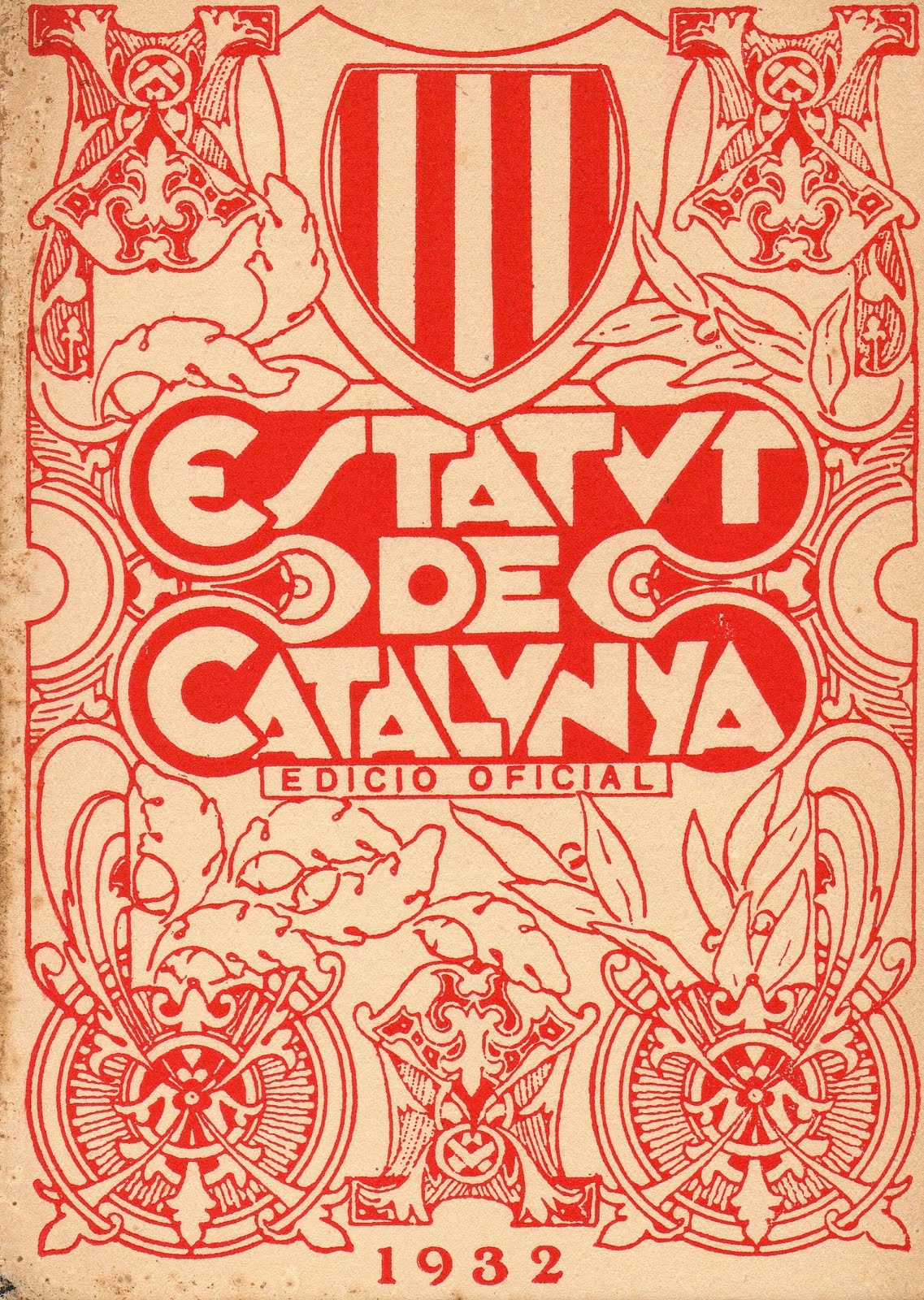
Portada del Estatuto de Nuria.

A finales de los años 1920 la dictadura de Primo de Rivera fue perdiendo apoyos, tanto de la corona como de parte del ejército y la burguesía, hasta que presentó su dimisión al rey el 28 de enero de 1930. Tras los gobiernos efímeros de Berenguer y Aznar, el 12 de abril de 1931 se celebraron elecciones municipales, que supusieron el fin de la monarquía. En Barcelona, ganó mayoritariamente el partido nacionalista Esquerra Republicana de Catalunya, con un total de 25 concejales, y fue elegido alcalde Jaume Aiguadé. El 14 de abril, día que se proclamó la República, el dirigente republicano Francesc Macià instauró un gobierno provisional en Cataluña y, desde el balcón del palacio de la Diputación, proclamó la «República Catalana como parte integrante de la Federación Ibérica». Pese a todo, tres días después, el gobierno central consiguió la renuncia a este propósito, a cambio de la restauración de la Generalidad y de un estatuto de autonomía.
La primera redacción del llamado Estatuto de Nuria definía a Cataluña como «un estado autónomo dentro de la República española», establecía el catalán como única lengua oficial y regulaba numerosas competencias transferidas desde el gobierno central; fue refrendado por los ayuntamientos catalanes durante la segunda quincena de julio, así como a través de una consulta popular el 2 de agosto, que dio un 99 % de votos positivos. Sin embargo, tras su paso por las Cortes españolas, el texto sufrió algunas modificaciones, como la definición de «región autónoma dentro del estado español» y la cooficialidad de castellano y catalán, además de algunas competencias recortadas; el texto definitivo fue aprobado el 9 de septiembre de 1932. A continuación, el 20 de noviembre de 1932 se celebraron las primeras elecciones al Parlamento de Cataluña, que ganó ERC, con lo que, el 14 de diciembre, Macià fue nombrado presidente de la restaurada Generalidad. Tras su fallecimiento en 1933, fue sucedido por Lluís Companys.

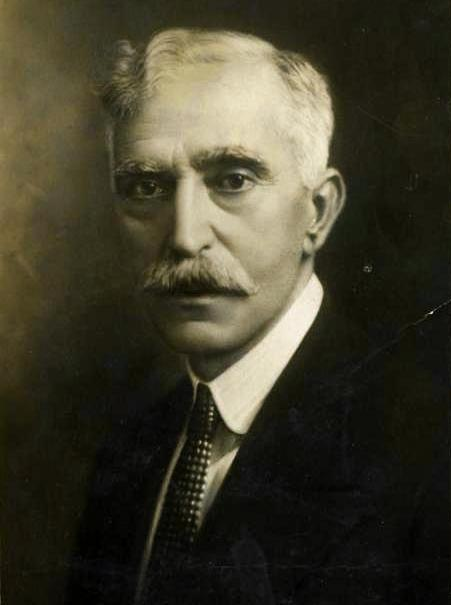
Francesc Macià, primer presidente de la reinstaurada Generalidad de Cataluña.

Los primeros años de la Segunda República significaron una profunda transformación social, gracias a la aprobación de numerosas leyes de signo progresista que mejoraron las condiciones de las clases más desfavorecidas. Sin embargo, estos primeros años fueron de penuria económica, motivada por la crisis internacional de 1929, que provocó el aumento del paro y la bajada de salarios. En 1933 se produjeron 66 huelgas, secundadas por más de 150 000 trabajadores. De especial relevancia fue la huelga general de enero de 1933, que coincidió con los Sucesos de Casas Viejas en la provincia de Cádiz. En Barcelona fueron detenidos 115 sindicalistas, a los que se sumaron los 25 detenidos en Sallent, que se trasladaron a Barcelona.
En las elecciones de 1933 triunfó la derecha de la CEDA, lo que supuso un incremento de la tensión social. En las elecciones municipales de enero de 1934 salió elegido alcalde Carles Pi i Sunyer, de ERC. La situación entre la Generalidad y el gobierno central se fue tensando y, tras la entrada de la CEDA en el gobierno presidido por Alejandro Lerroux, el presidente Companys proclamó el 6 de octubre de 1934 el Estado Catalán de la República Federal Española, pronunciamiento que fue rápidamente sofocado por el ejército. Se suspendió el Estatuto, y el gobierno autonómico pasó directamente a manos de la administración central. En Barcelona, el alcalde Pi Sunyer fue depuesto y sustituido por un militar, José Martínez Herrero, al cual sucedió en enero de 1935 el derechista Juan Pich y Pon. No obstante, el cambio de gobierno con el triunfo del Frente Popular en las elecciones del 16 de febrero de 1936 comportó la restauración de la Generalidad y del presidente Companys. También retornó a la alcaldía Carles Pi i Sunyer. La situación continuó, sin embargo, siendo tensa, como se evidenció con el asesinato el 28 de abril de 1936 de los hermanos Josep y Miquel Badia por miembros de la FAI —organización anarquista creada en Valencia en 1927—, en venganza por la represión de anarquistas llevada a cabo por los Badia desde su puesto en la Comisaría General de Orden Público de la Generalidad.

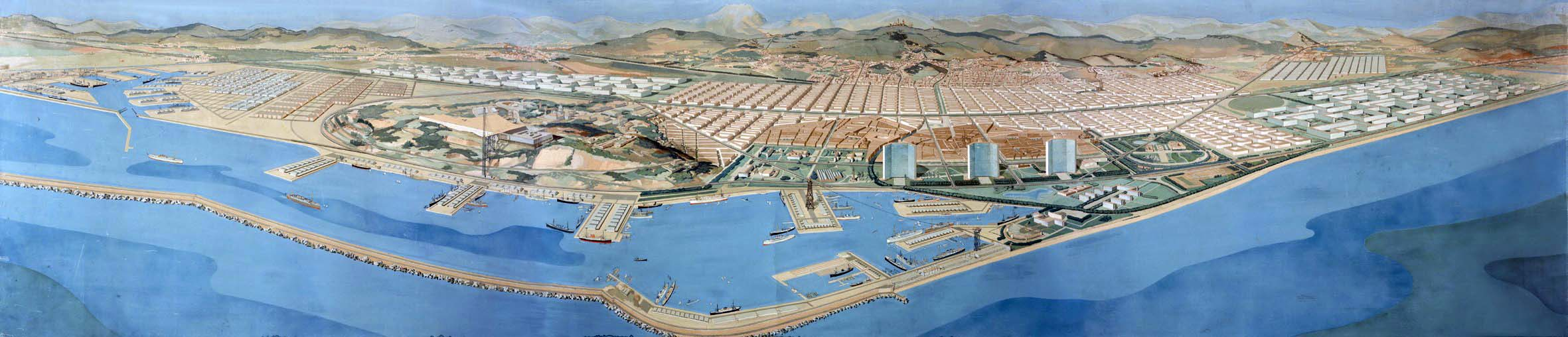
Diorama del Plan Macià, de Josep Torres Clavé (1932)

Durante los años de la República se realizó un proyecto de reestructuración territorial, la División Territorial de Cataluña (1936), a partir de un trabajo encargado por la Generalidad en 1932 a Pau Vila. El proyecto buscaba una organización espacial con base en los servicios públicos administrativos, que se tradujo en una división en 9 regiones y 38 comarcas. La Ciudad Condal quedó como la capital de la comarca del Barcelonés, que englobaba a Hospitalet de Llobregat, Badalona, Esplugas de Llobregat, San Justo Desvern, San Adrián de Besós y Santa Coloma de Gramanet. En estos años se generó un interesante proyecto urbanístico, el Plan Macià (1932-1935), elaborado por los arquitectos del GATCPAC, con Josep Lluís Sert a la cabeza, en colaboración con el arquitecto racionalista francés Le Corbusier. El proyecto preveía una distribución funcional de la ciudad con un nuevo orden geométrico, a través de grandes ejes vertebradores y con una nueva fachada marítima definida por rascacielos cartesianos, además de la mejora de equipamientos y servicios, el fomento de la vivienda pública y la creación de un gran parque y centro de ocio junto al delta del Llobregat. Aunque el Plan Macià no se llevó a la práctica, su diseño innovador y vanguardista lo convirtió en uno de los hitos del urbanismo barcelonés, y algunos de sus aspectos inspiraron el urbanismo de la ciudad en el período democrático.
En 1933 se hizo una nueva reformulación administrativa de la ciudad, con diez distritos: I-Barceloneta, II-Poble Sec y Montjuïc, III-Sarriá, Vallvidrera y San Gervasio, IV- San Pedro y Derecha del Ensanche, V-El Raval, VI-Izquierda del Ensanche, VII-Sants, Les Corts y Hostafrancs, VIII-Gracia, IX-Horta, San Andrés de Palomar, Sagrera y Campo del Arpa, X-San Martín de Provensals, Clot y Poblenou. Estos distritos fueron ampliados en 1949 con dos más: XI-Les Corts y XII-Sagrada Familia.

### Guerra Civil

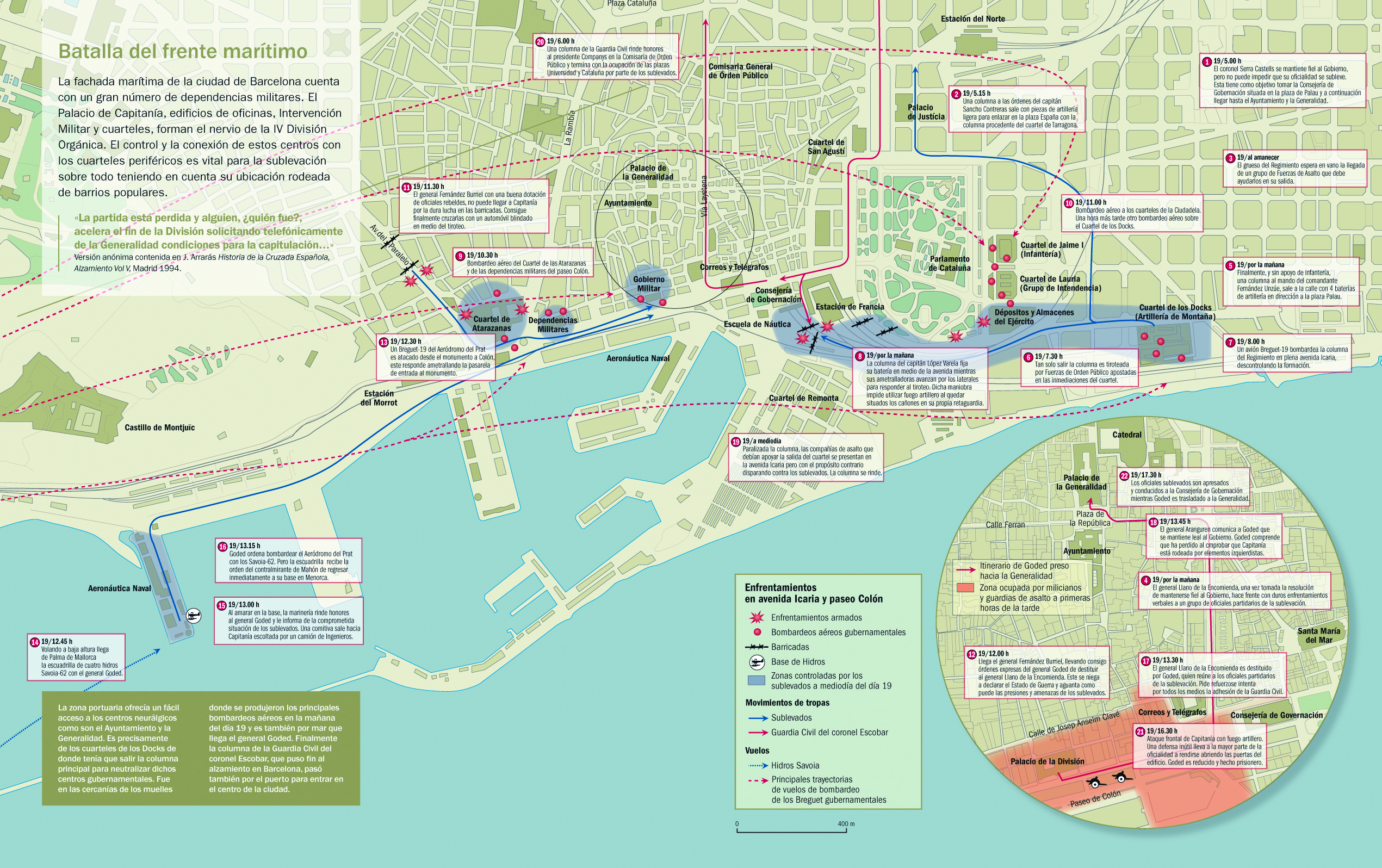
Infografía que narra los combates en Barcelona durante el 19 de julio de 1936.

En el verano de 1936, Barcelona se disponía a organizar un gran evento deportivo internacional: la Olimpiada Popular. Sin embargo, poco antes de que comenzase, entre el 17 y el 18 de julio, una parte del ejército inició un golpe militar contra la Segunda República, lo cual dio origen a la Guerra Civil. El 19 de julio diversas columnas militares se dirigieron al centro de la ciudad con la intención de tomar los puntos más estratégicos para conseguir el control de la población. Sin embargo, la firme resistencia organizada por los Mozos de Escuadra, la Guardia Civil —que se mantuvo fiel a la República— y las milicias urbanas, provocaron el fracaso del levantamiento en la Ciudad Condal. El general Manuel Goded, que había volado desde Mallorca para hacerse cargo del gobierno rebelde en Cataluña, fue detenido y posteriormente fusilado.

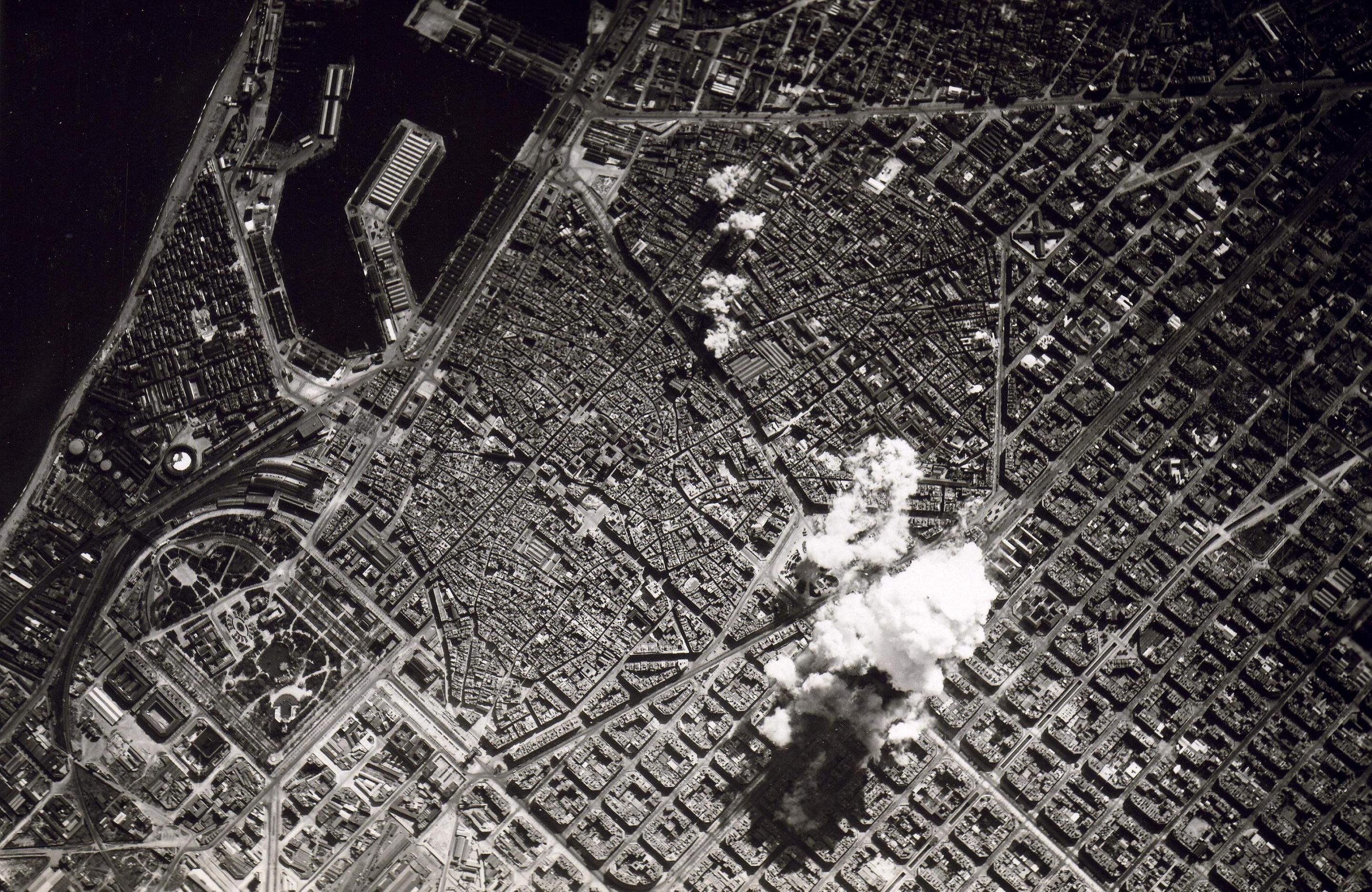
Bombardeo sobre Barcelona el 17 de marzo de 1938.

En Barcelona se vivió un proceso revolucionario mediante el cual gran parte de las empresas y servicios fueron colectivizados por sindicatos como la CNT y la UGT. Pocos días después del golpe, el 23 de julio, se fundó el Partido Socialista Unificado de Cataluña (PSUC), de ideología comunista. La autoridad del Gobierno de la República y la Generalidad era teórica, ya que quienes controlaban de forma efectiva las calles eran los anarquistas, quienes iniciaron la revolución y emprendieron un proceso de represión de los sectores derechistas y eclesiásticos de la ciudad. En estas represalias fueron asesinadas en la ciudad 2328 personas, de las cuales un 20 % pertenecían al clero, entre ellos el obispo Manuel Irurita. Se creó el Comité Central de Milicias Antifascistas, que se encargó de reclutar y armar voluntarios para combatir en el frente de Aragón junto a las tropas regulares. George Orwell comentó sobre la Barcelona de aquellos días:

Por primera vez en mi vida, me encontraba en una ciudad donde la clase trabajadora llevaba las riendas. Casi todos los edificios, cualquiera que fuera su tamaño, estaban en manos de los trabajadores y cubiertos con banderas rojas o con la bandera roja y negra de los anarquistas; las paredes ostentaban la hoz y el martillo y las iniciales de los partidos revolucionarios; casi todos los templos habían sido destruidos y sus imágenes, quemadas. Por todas partes, cuadrillas de obreros se dedicaban sistemáticamente a demoler iglesias. En toda tienda y en todo café se veían letreros que proclamaban su nueva condición de servicios socializados; hasta los limpiabotas habían sido colectivizados y sus cajas estaban pintadas de rojo y negro. Camareros y dependientes miraban al cliente cara a cara y lo trataban como a un igual. Las formas serviles e incluso ceremoniosas del lenguaje habían desaparecido. Nadie decía señor, o don y tampoco usted; todos se trataban de «camarada» y «tú», y decían ¡salud! en lugar de buenos días.
George Orwell, Homenaje a Cataluña.

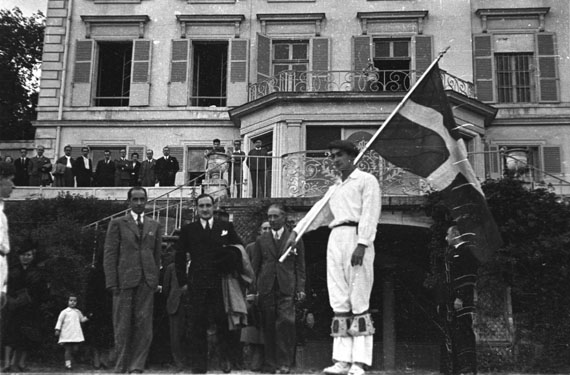
El lendakari vasco, José Antonio Aguirre, y el presidente Lluís Companys, en Barcelona (octubre de 1938).

Sin embargo, a partir de los sucesos de Mayo de 1937, que enfrentaron a los comunistas prosoviéticos del PSUC y los republicanos catalanistas de ERC —partidarios de ganar primero la guerra— con los anarquistas de CNT-FAI y los comunistas de tendencia trotskista del POUM —defensores de realizar primero la revolución social—, la influencia de los anarquistas decreció. Esta pequeña guerra civil dentro de la más grande a nivel estatal dejó un saldo de 200 muertos, entre ellos el líder del POUM, Andrés Nin.
Durante la guerra, Barcelona fue bombardeada en diversas ocasiones por el ejército sublevado: el primer bombardeo fue del crucero italiano Eugenio di Savoia el 13 de febrero de 1937, que dejó 18 muertos. El primer bombardeo aéreo tuvo lugar el 29 de mayo (60 muertos), al que se sucedieron numerosas réplicas a todo lo largo de la contienda, con especial virulencia del 1 al 30 de enero de 1938. Los bombardeos aéreos más intensos y que más bajas causaron fueron los desarrollados entre el 16 y el 18 de marzo de 1938. El balance final fue de unas 2500 víctimas, la mayoría civiles. Especialmente cruento fue el bombardeo de una escuela infantil en la plaza de San Felipe Neri, el 22 de diciembre de 1937, que dejó 153 muertos, 50 de ellos niños; aún quedan huellas de la metralla en la iglesia de San Felipe Neri.
En los tiempos finales de la contienda Barcelona fue la sede del gobierno español, ya que, en otoño de 1937, el gobierno de la República, presidido por Juan Negrín, se trasladó desde Valencia a Barcelona. También recaló en la ciudad el gobierno autónomo vasco del lendakari José Antonio Aguirre. La ciudad fue ocupada por el ejército franquista el 26 de enero de 1939. Una gran parte de la población barcelonesa tuvo que marchar al exilio. Desde el exterior continuó la resistencia, aglutinada en el Front Nacional de Catalunya (FNC), fundado en 1940 en Francia, que ayudó a los aliados durante la Segunda Guerra Mundial.
La Guerra Civil también supuso un importante quebranto para la prensa barcelonesa: en julio de 1936 se editaban en la Ciudad Condal unos veintiocho periódicos, muchos de los cuales fueron clausurados, incautados o reconvertidos tras el estallido de la contienda. Hacia 1940 solo se editaban cinco cabeceras: dos (La Prensa y Solidaridad Nacional) bajo control del partido único del régimen y otras tres (La Vanguardia, El Correo Catalán y Diario de Barcelona) privadas.

### La dictadura franquista

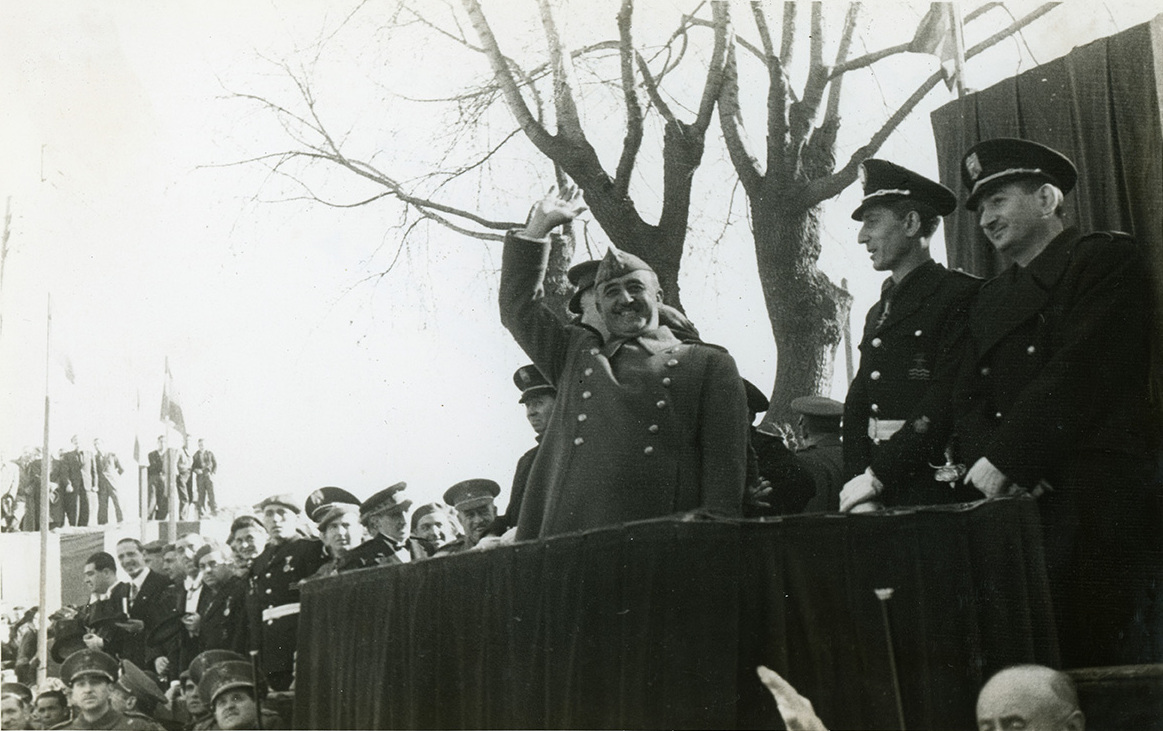
Visita de Francisco Franco a Barcelona (1942).

Con la instauración del nuevo régimen, se realizó una purga política que relegó a cualquier persona vinculada a la República, al comunismo o al catalanismo. Muchas personas debieron exiliarse, mientras que otras fueron encarceladas y algunas ejecutadas, como el presidente Companys, fusilado en Montjuic en 1940. En Barcelona se instalaron varios campos de concentración, como los de Montjuic, Pueblo Nuevo y Valle de Hebrón. Los ejecutados eran fusilados en el Campo de la Bota y enterrados en el Fossar de la Pedrera, donde se calcula que se inhumaron unos 1725 represaliados entre 1939 y 1952. Por otro lado, se abolieron el Estatuto, la Generalidad y otras instituciones y organizaciones políticas, sindicales y culturales, fue prohibido el uso del catalán a nivel público y oficial, así como la bandera y el himno catalanes, se cambió el nombre de las calles y se retiraron monumentos de signo catalanista o izquierdista, que fueron sustituidos por la nueva iconografía franquista. El primer alcalde franquista de la ciudad fue Miguel Mateu y Pla, al que sucedieron José María de Albert Despujol, Antonio María Simarro, José María de Porcioles, Enric Masó y Joaquín Viola.
El anticatalanismo del nuevo régimen se evidenció en la marginalización tanto política como económica, social y cultural con que sometió a Cataluña durante estos años, hasta el punto de que hasta un franquista notorio como el alcalde de Sabadell, José María Marcet, escribió en 1956 al Generalísimo una lista de agravios que eran patentes hasta para los adeptos al régimen. Entre otras cosas, decía:

Barcelona fue siempre una ciudad laboriosa, con vida y alegría; ahora se nota como un ambiente de tristeza y pesadez en todas las clases sociales. El contraste con Madrid, de vuelta de la capital, es enervante. Abandono en lo municipal; el alcalde, sin popularidad alguna; (…) suciedad e inactividad urbanística, deficiencia de transporte, malestar y fermento de protesta y desengaño.

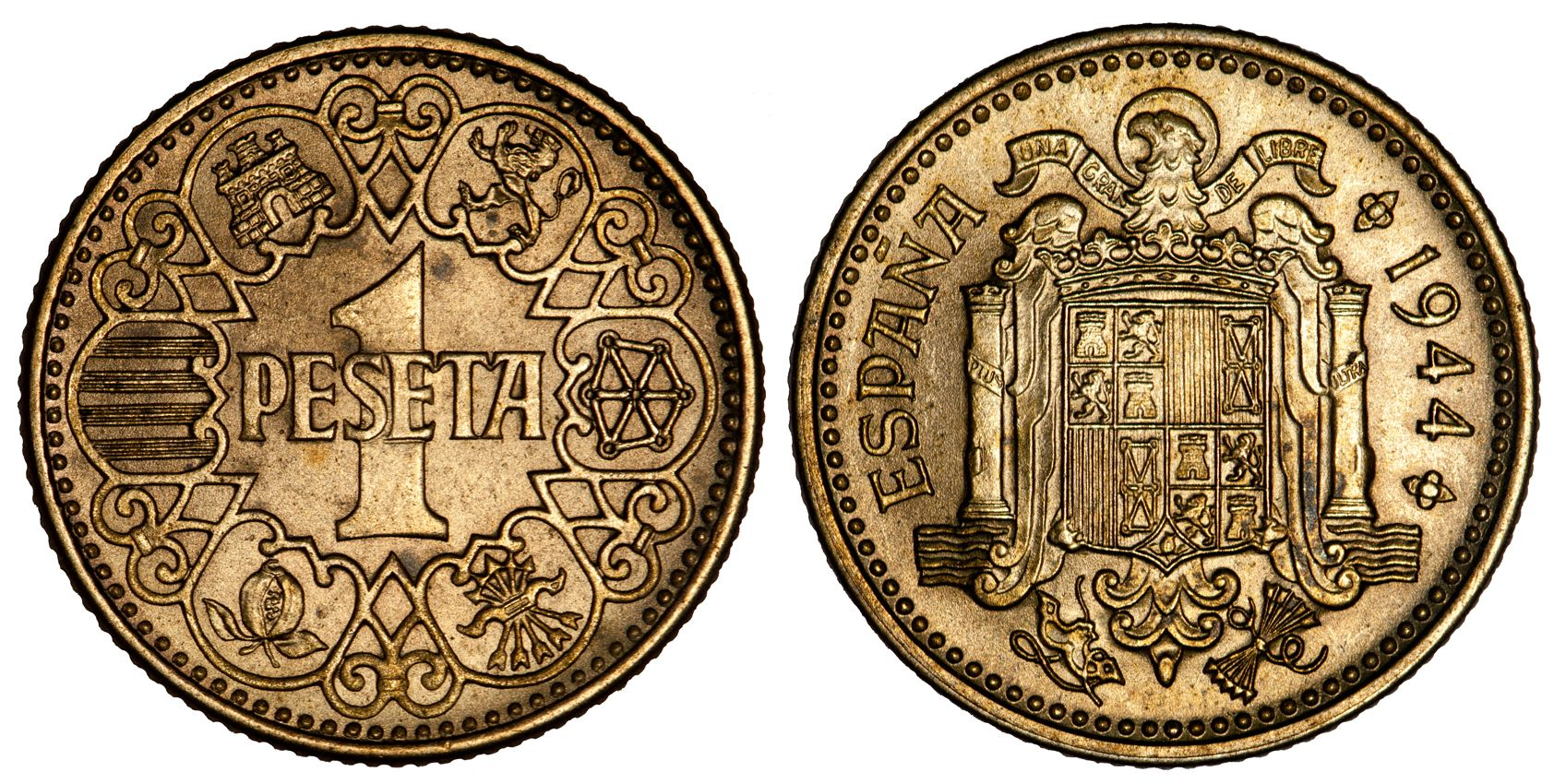
Moneda de 1 peseta (1944).

Sin embargo, frente a la represión de los primeros años, desde 1945 el régimen suavizó sus política hacia los símbolos catalanes. En 1945 Bartolomé Barba fue nombrado gobernador civil de Barcelona, con la consigna de «hacerse querer por los catalanes». Durante el período en que estuvo destinado en la capital catalana, Barba llevó a cabo varias medidas encaminadas a combatir a los sectores catalanistas de una forma más pragmática y menos dura que las políticas aplicadas por sus antecesores. Entre otras cosas, autorizó que el Orfeón Catalán pudiera dar conciertos, que el teatro pudiera volver a ser en lengua catalana y también permitió la publicación de novelas o libros de poesía en catalán. Estas medidas obedecían a un proyecto más amplio, en el que Barba insistía en la integración de los símbolos catalanes en el «acervo español» como una manera de combatir al catalanismo. A tal respecto, posteriormente comentaría:

Los catalanistas religiosos y los catalanistas ateos aparecen esporádicamente, de cuando en cuando, pero si queremos hacerles fracasar no debemos oponer un «castellanismo» a un «catalanismo», ponernos enfrente de ellos, adoptar su misma postura. ¡Que más quisieran! Hoy son cuatro, dispersos e inofensivos; mañana serían cuatro mil, unidos y compactos. Hay que reconocer como nuestro, de todos, lo que ellos quisieran solamente suyo. La Virgen de Montserrat no es sólo de los catalanes, como la Virgen del Pilar no es sólo de los aragoneses, ni la Macarena de los sevillanos; si ellos sacan las cosas de quicio, nosotros debemos situarlas en su verdadero lugar.

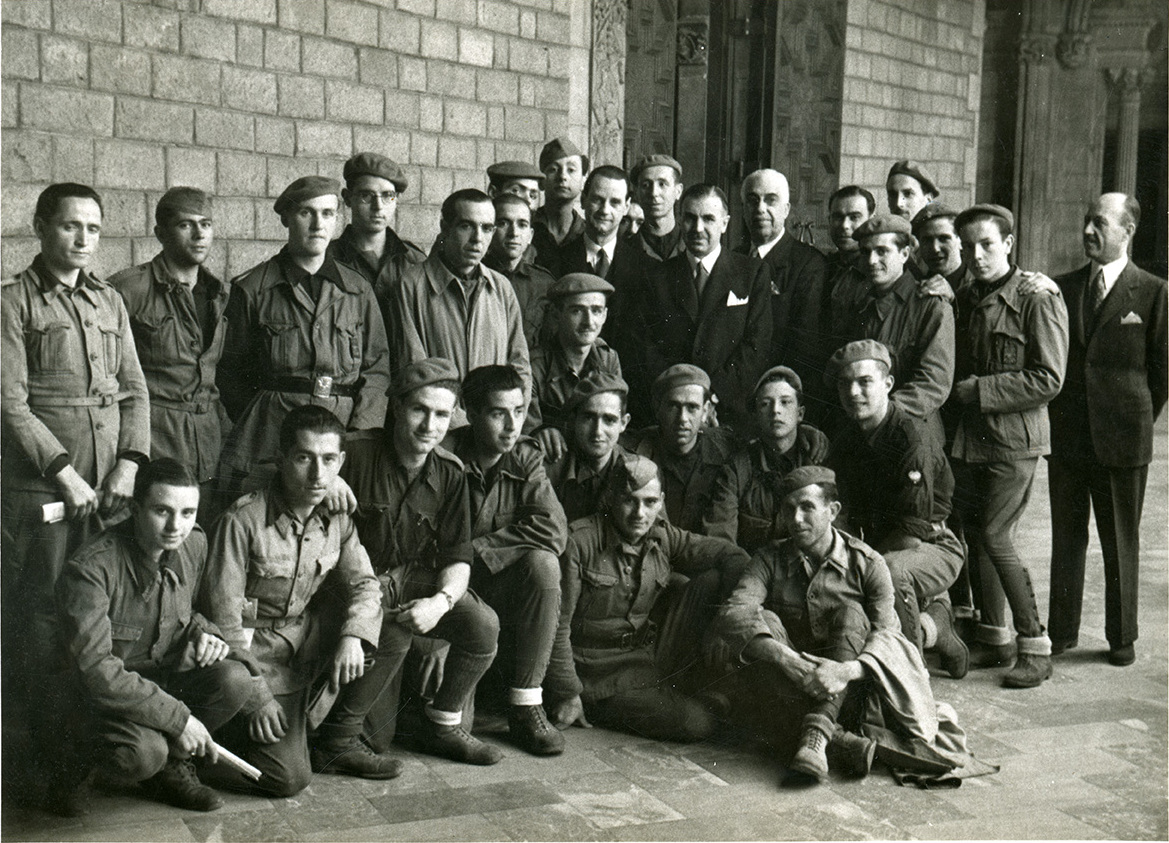
El alcalde Miguel Mateu con voluntarios de la División Azul (1942).

La posguerra fue un período de gran penuria económica, por el colapso sufrido durante la guerra y el posterior aislamiento del régimen franquista a nivel internacional. El régimen impuso un sistema autárquico que implicó un fuerte racionamiento de productos básicos y favoreció la especulación, con la aparición de un mercado negro (estraperlo) que llegó a controlar hasta el 50 % de la economía catalana. Las condiciones de vida de las clases populares eran pésimas: en 1949 había en la ciudad 5000 personas que vivían en cuevas, 60 000 en barracas y 150 000 realquiladas. Hasta los años 1950, con la alianza con Estados Unidos —que comportó la llegada de ayuda económica— y el Plan de Estabilización, no se reactivó la economía. Entonces comenzó un progresivo desarrollo, plasmado en la implantación en la Zona Franca barcelonesa de la empresa SEAT, primera gran factoría de automóviles construida en España.

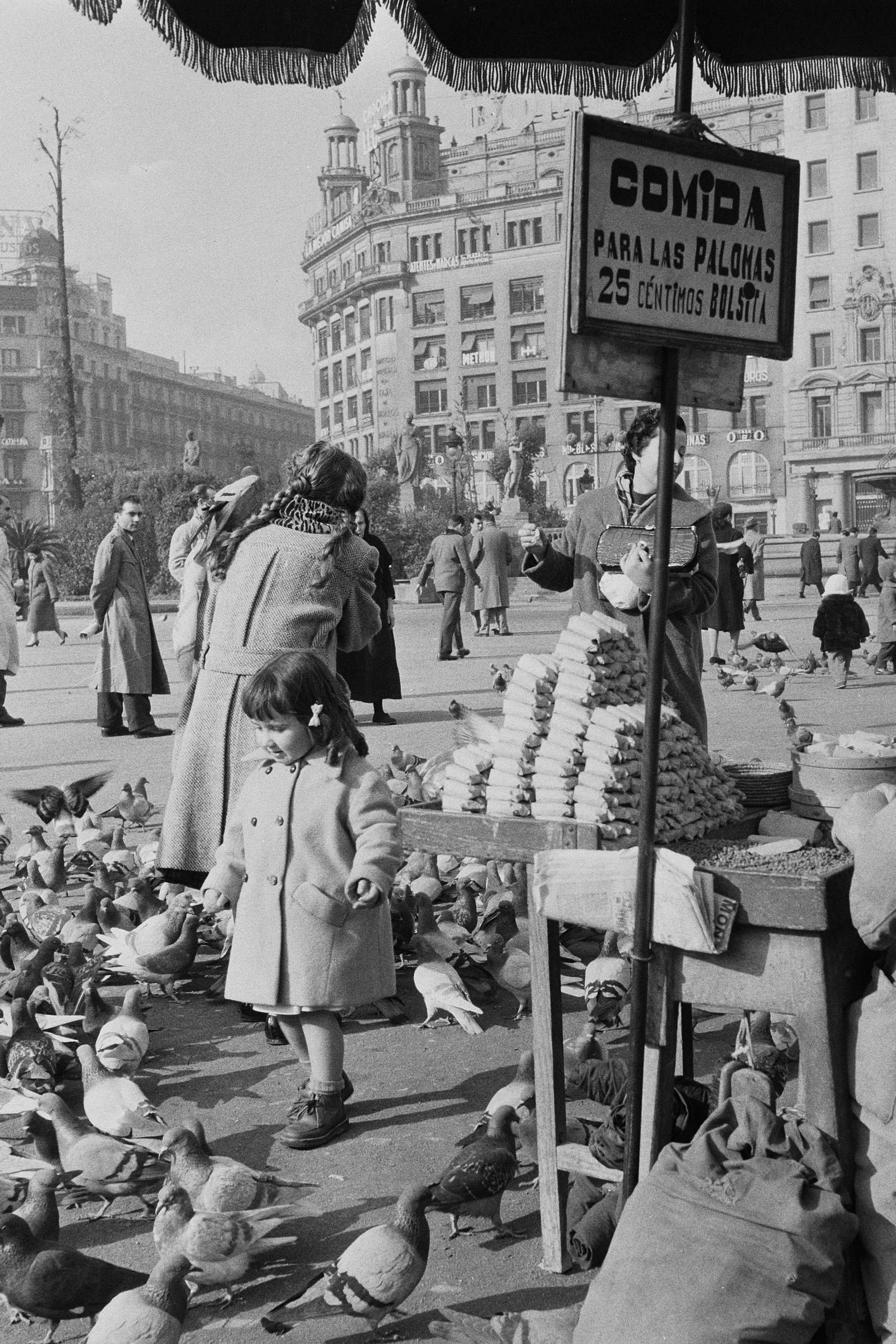
Barcelona en 1957

Los años de la dictadura franquista (1939-1975) se caracterizaron por el desarrollismo urbano, que consistió en la construcción desenfrenada de viviendas baratas, en gran parte de protección oficial, para absorber la inmigración procedente del resto de España. En dos décadas se pasó de los 1 280 179 habitantes en 1950 a 1 745 142 en 1970. Sin embargo, aunque se fomentó la vivienda protegida, ello no frenó la especulación. La nueva vivienda se desarrolló sobre todo en la periferia de la ciudad —una superficie de unas 2500 ha, el doble del Ensanche—, con tres modelos principales: barrios de expansión suburbana, barrios de urbanización marginal o de autoconstrucción, y polígonos de vivienda masiva. La construcción de viviendas se llevó a cabo, en muchos casos, sin una planificación urbanística previa, y utilizando materiales baratos que, con los años, provocarían problemas varios, como la aluminosis. La fiebre constructora provocó la creación o expansión de nuevos barrios, como El Carmelo, Nou Barris, El Guinardó, El Valle de Hebrón, La Sagrera, El Clot o el Pueblo Nuevo. El crecimiento de los suburbios provocó la conexión ininterrumpida con los municipios colindantes (Santa Coloma de Gramanet, Badalona, San Adrián de Besós, Hospitalet de Llobregat, Esplugas de Llobregat), que a su vez crecieron enormemente, hecho que llevó al alcalde Porcioles a acuñar el concepto de la «Gran Barcelona». Para la renovación urbanística de posguerra se confeccionó un proyecto de ordenación de la ciudad y su entorno, el Plan Comarcal de 1953, desarrollado por Josep Soteras, un intento de integrar la ciudad con los municipios colindantes en vías de satisfacer la fuerte demanda de vivienda, al tiempo que intentaba frenar la especulación inmobiliaria y mejorar el entorno urbano. Sin embargo, el proyecto no se llevó a cabo en su totalidad, y solo se realizaron algunos planes parciales.
Durante los primeros años de la dictadura franquista se acentuaron las diferencias entre la burguesía y el proletariado: la primera, adepta al régimen, renunció al catalanismo y adoptó la ideología nacionalcatólica, si bien algunos empresarios con el tiempo criticarían el intervencionismo estatal en la economía, aunque muchos de ellos amasaron grandes fortunas debido a la coyuntura; la segunda, lastrada por la pérdida de todos los derechos sociales conseguidos durante la República, sufrió un período de penuria económica, mientras que políticamente militaban en su mayoría en el antifranquismo. También existía una clase media formada por comerciantes, pequeños propietarios, funcionarios y profesionales liberales, que en general toleraba el franquismo pero no comulgaba totalmente con sus ideas.

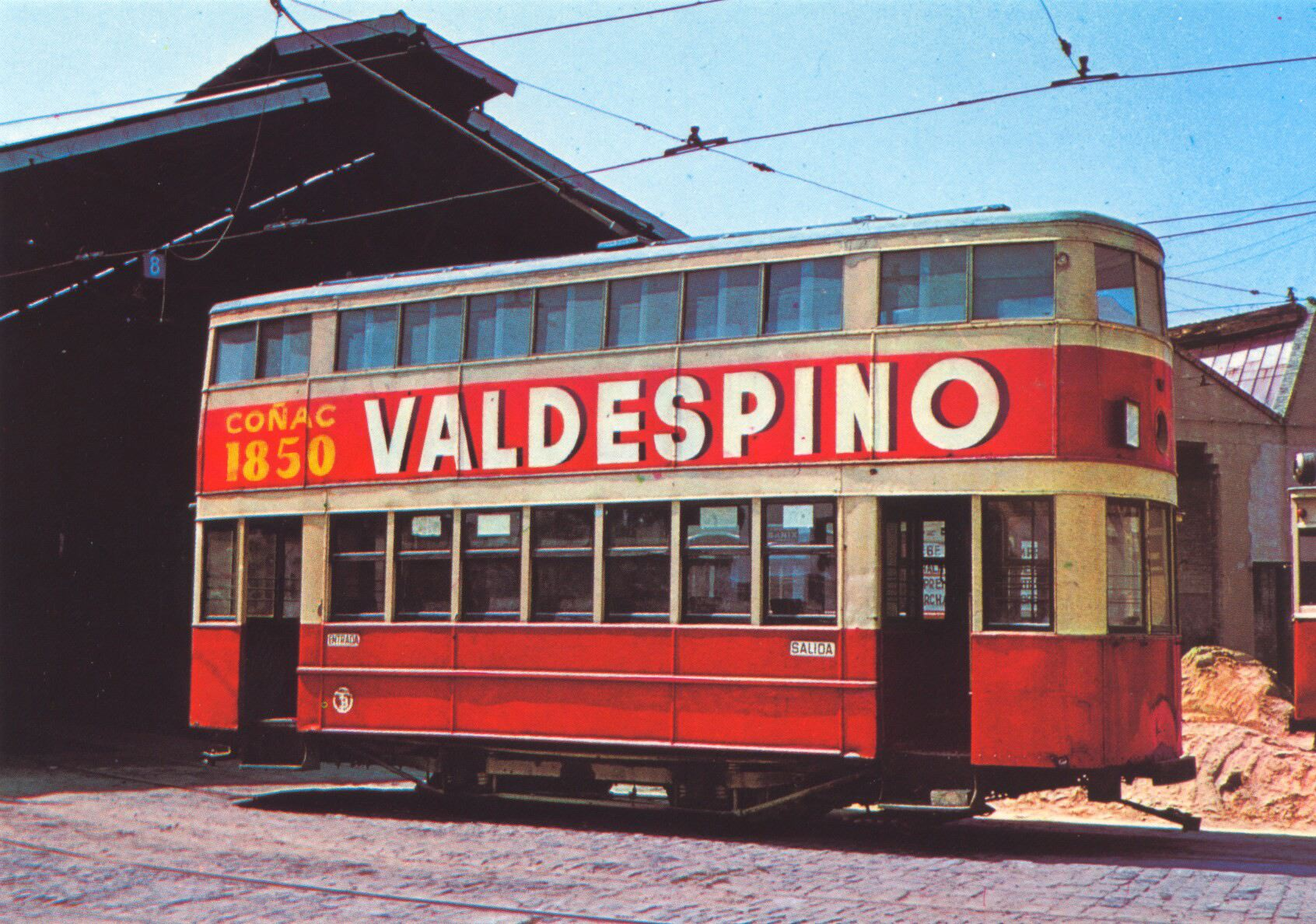
Tranvía en Barcelona en los años 1950.

A partir de los años 1950 surgieron los primeros indicios de malestar social, y se reactivó la lucha obrera, la cual se evidenció en la huelga de tranvías de 1951, motivada por el aumento del precio de los billetes de tranvía y el consiguiente incremento del coste de la vida. Convertida en huelga general, la presión popular logró revertir el aumento de las tarifas. Por otro lado, en esta década se produjo una cierta mejora económica: en 1952 desaparecieron las cartillas de racionamiento y, en los primeros años de la década, los salarios subieron un 30 %. En 1952, Barcelona acogió el XXXV Congreso Eucarístico Internacional, que permitió la urbanización de un nuevo barrio conocido como Congreso, que incluía un conjunto de viviendas, iglesia, escuela y diversos equipamientos. El evento fue impulsado por el obispo Gregorio Modrego, quien, en 1964, se convirtió en el primer arzobispo de la ciudad, al ser esta elevada a archidiócesis. A mediados de esa década comenzó un cierto aperturismo del régimen: en 1957 Franco nombró un nuevo gobierno dirigido por tecnócratas, la mayoría vinculados al Opus Dei, los cuales iniciaron un proceso de liberalización de la economía española, más encaminada al mercado exterior. Así, en 1958, España entró en la Organización Europea de Cooperación Económica (OECE) y en el Fondo Monetario Internacional (FMI).. Se inicia la época del llamado milagro económico español (1959-1973).
En estos años aumentó notablemente el tráfico automovilístico, lo que llevó a mejorar la red viaria de la ciudad: se abrió la avenida Meridiana, se construyó el primer cinturón de ronda (ronda del Medio) y se planificó el segundo, se inició la construcción de aparcamientos subterráneos y se amplió la red de autopistas gracias al proyecto de red arterial de 1962, con un conjunto de autopistas radiales que partían de Barcelona en varios ejes (Vallés, Llobregat, Maresme). En transportes, se sustituyeron los tranvías por autobuses, y se amplió la red de metro; en 1941 aparecieron los trolebuses, desaparecidos en 1968. También se mejoró el suministro de agua con la aportación proveniente del río Ter, se introdujo el gas natural y el butano, y se renovaron las redes eléctricas y telefónicas. En los años 1960 se construyó la Zona Franca, un sector industrial ubicado entre la montaña de Montjuic, el puerto y el Llobregat, que, pese a su nombre, proveniente de un proyecto inicial de zona franca para el puerto de Barcelona, acabó siendo un polígono industrial; incluye la empresa Mercabarna, un mercado central de alimentación de venta al mayor que provee a toda la ciudad.

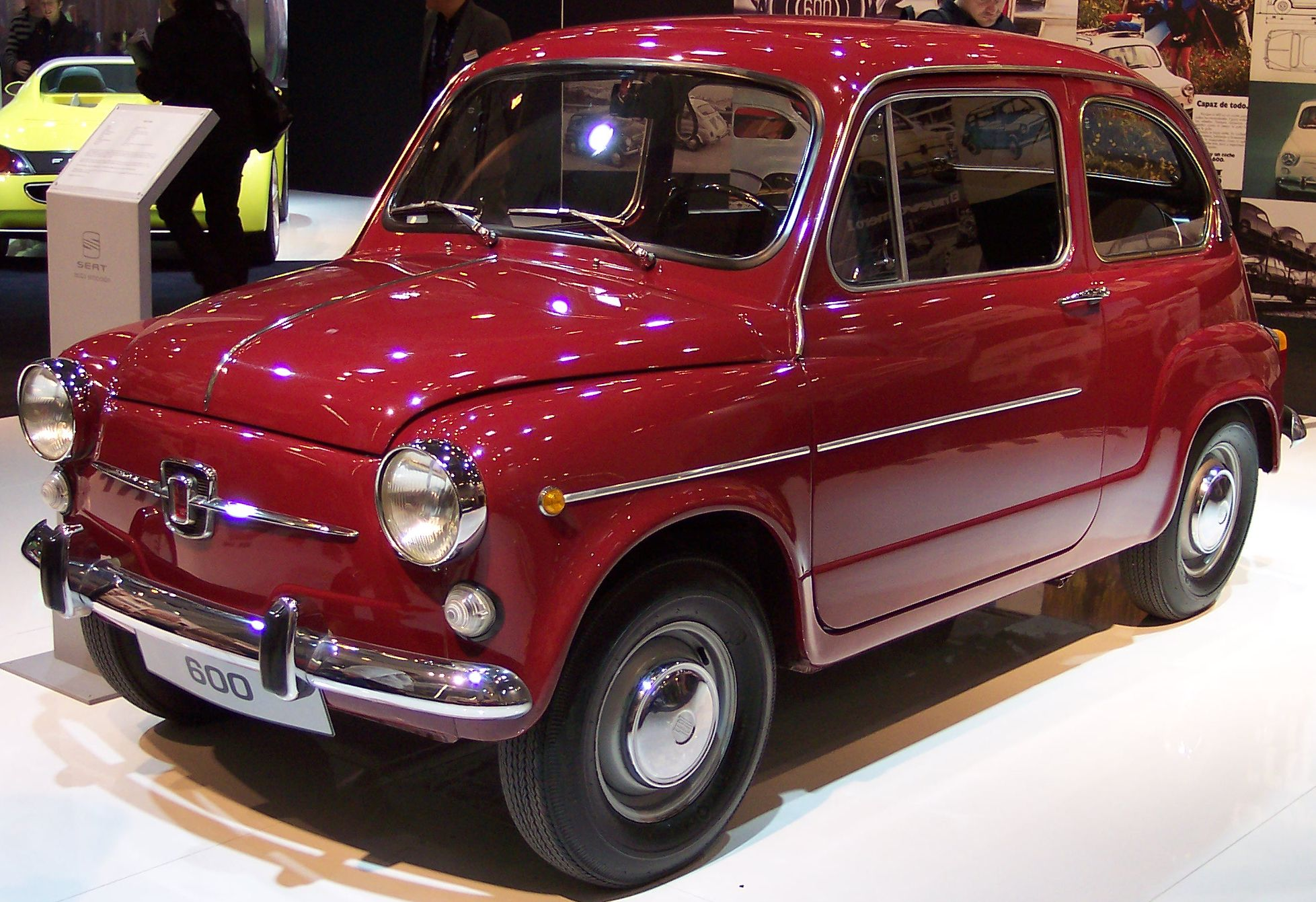
SEAT 600, el utilitario más característico de los años 1960.

Entre 1957 y 1973 fue alcalde José María de Porcioles, un largo mandato conocido como la «era porciolista», que destacó en urbanismo por su desenfreno especulador, favorecido por la Carta Municipal de 1960, que otorgaba al Ayuntamiento amplios poderes en numerosos terrenos, entre ellos el urbanismo. Porcioles creó el Patronato Municipal de la Vivienda, de cuyas promociones cabe destacar la creación de grandes polígonos de vivienda, como los de Montbau (1958-1961), el Sudoeste del Besós (1959-1960) o Canyelles (1974). La economía mejoró gracias al Plan de Desarrollo de 1964-1967, que comportó un incremento salarial y el auge del consumo: los ciudadanos tuvieron entonces un mejor acceso a productos como electrodomésticos —incluida la televisión— y automóviles —como el famoso 600 de SEAT—, y pudieron invertir también en ocio, especialmente en las vacaciones, con un fuerte incremento del turismo interno, sobre todo el de playa.

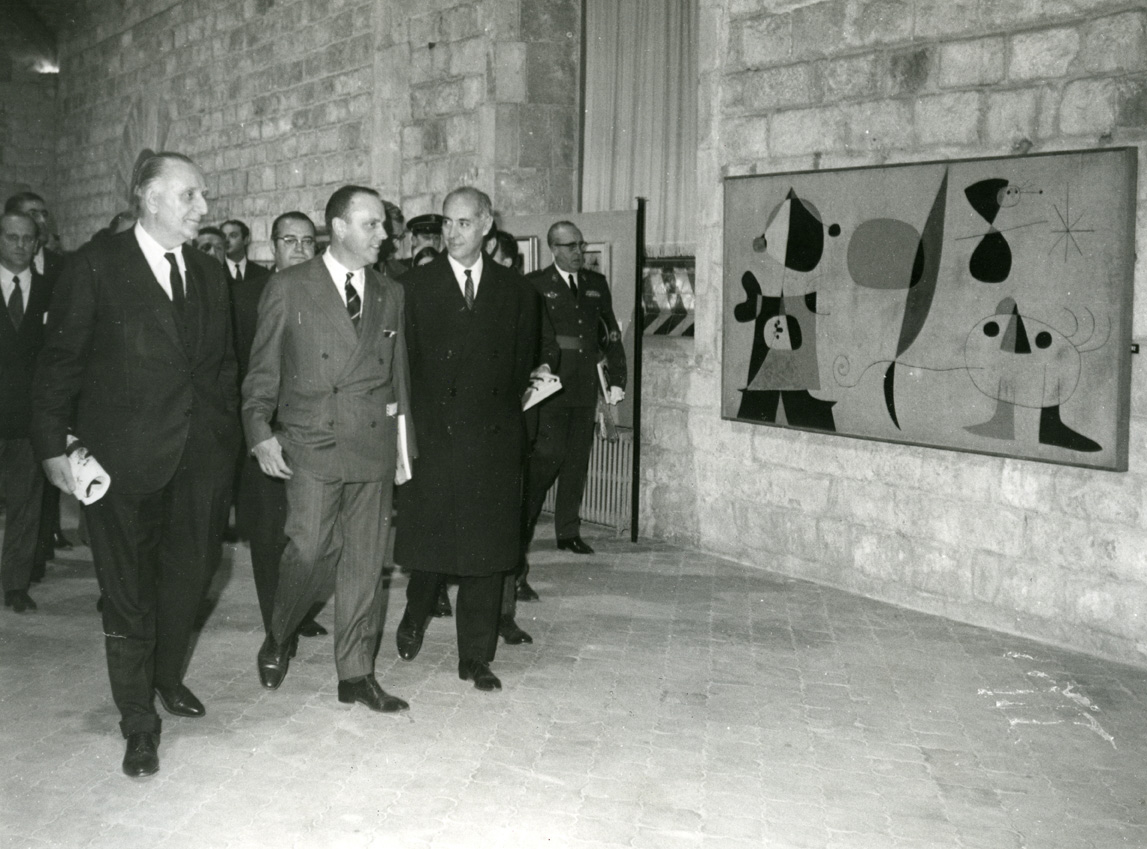
El alcalde Porcioles y el ministro Manuel Fraga en la inauguración de una exposición de Joan Miró en el Antiguo Hospital de la Santa Cruz (1968).

Desde los años 1960 creció el descontento político con el régimen, que se manifestó en diversos actos de protesta y movimientos asociativos de las fuerzas opositoras al régimen. En 1960 se dio el llamado caso Galinsoga, nombre del entonces director de La Vanguardia, quien, en protesta por el uso del catalán en una misa, exclamó «todos los catalanes son una mierda» —si bien él lo negó posteriormente—, lo que provocó un boicot a este periódico que condujo a su destitución. El mismo año se dieron los sucesos del Palau de la Música, ocurridos en ese auditorio durante la estancia en la ciudad de Franco en desagravio por el caso Galinsoga y para promulgar ciertas concesiones a la sociedad catalana; durante la representación, el público se puso a cantar el Cant de la senyera, un himno catalanista prohibido por las autoridades, lo que llevó a la detención y encarcelamiento de Jordi Pujol, uno de los dirigentes de la protesta. Otra confrontación fue la celebración de la diada del 11 de septiembre de 1964, que reunió a 3000 manifestantes, los cuales fueron disueltos violentamente por la policía. En noviembre de 1964 se fundó en la parroquia de San Medín la rama catalana del sindicato Comisiones Obreras.
A estos movimientos les sucedieron diversos actos reivindicativos, como el encierro en el convento de los Capuchinos de Sarriá para constituir un Sindicato Democrático de Estudiantes (1966); la «marcha contra la tortura» protagonizada en 1966 por 130 sacerdotes en las calles de la ciudad; o el asalto al rectorado de la Universidad de Barcelona en 1969, que llevó al estado de excepción decretado por las autoridades. En 1968 se fundó el Partit Socialista d'Alliberament Nacional dels Països Catalans (PSAN), de ideología independentista. En 1971 se creó en la parroquia de San Agustín la Assemblea de Catalunya, de donde surgió la consigna llibertat, amnistia, Estatut d'autonomia («libertad, amnistía, Estatuto de autonomía»). También en 1971 resultó muerto un trabajador de SEAT, Antonio Ruiz Villalba, en el asalto de la policía a esta fábrica, ocupada por los trabajadores en defensa de los derechos laborales. Otra ejecución polémica fue la de Salvador Puig Antich, un miembro del MIL condenado a muerte por un tribunal militar por el homicidio de un subinspector de policía en el transcurso de un tiroteo. Además de estas protestas, amplios sectores de la sociedad se fueron sumando al descontento popular, como el mundo cultural aglutinado en el grupo de cantautores Els Setze Jutges, o como un amplio movimiento vecinal de denuncia de las condiciones urbanas de los barrios periféricos de la ciudad, que se plasmó en la creación en 1974 de la Federación de Asociaciones de Vecinos de Barcelona.
En 1973, el régimen inició un cierto aperturismo, fomentado por el nuevo gobierno de Arias Navarro, sucesor del almirante Carrero Blanco, que había sido asesinado por ETA. En Barcelona, el alcalde Porcioles fue sustituido por Enric Masó (1973-1975), quien inició un diálogo con las asociaciones vecinales y aceptó algunas de sus propuestas para mejorar la ciudad, como la de soterrar la ronda del Medio bajo la plaza de Lesseps para que este espacio estuviese abierto a la ciudadanía; también fue el primer alcalde en presentar el déficit del consistorio y, en 1974, creó la Corporación Metropolitana de Barcelona. Sin embargo, su abstención en una votación municipal para subvencionar la enseñanza del catalán provocó su caída, y el nuevo alcalde, Joaquín Viola, revirtió la política dialogante de su predecesor.

### La democracia

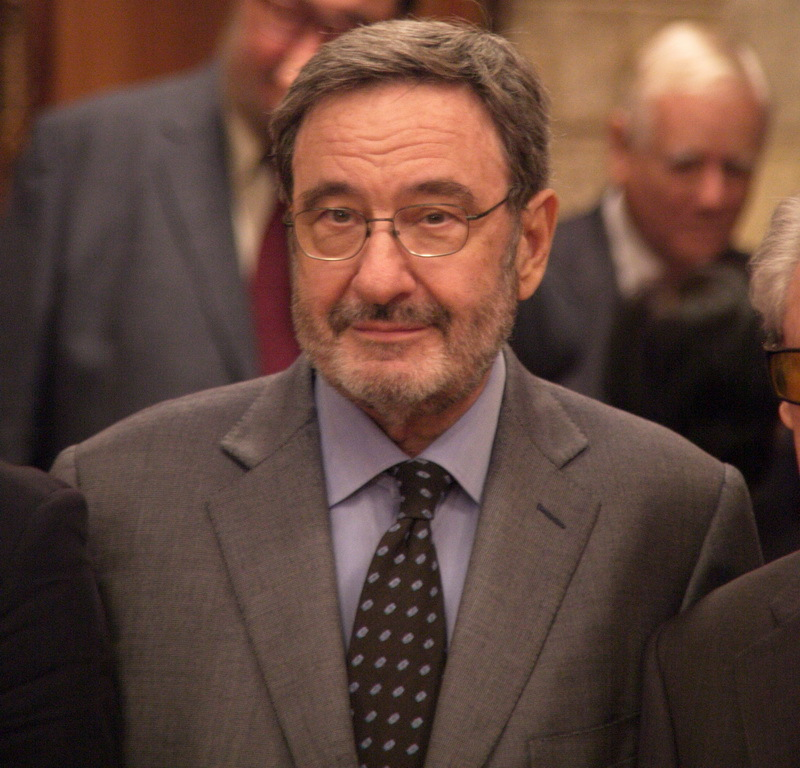
Narcís Serra, primer alcalde de Barcelona elegido democráticamente.

Tras la muerte de Franco en noviembre de 1975, se inició un proceso de transición hacia la democracia. Al dictador le sucedió en la jefatura del estado el rey Juan Carlos I, quien visitó Barcelona en febrero de 1976 y pronunció un discurso en el Salón del Tinell, una parte del cual fue en catalán. El rey ratificó temporalmente en su cargo al presidente del último gobierno franquista, Carlos Arias Navarro, quien dimitió en julio de 1976. El rey nombró entonces a Adolfo Suárez, quien convocó las primeras elecciones generales democráticas el 15 de junio de 1977, las cuales dieron el triunfo a la UCD de Suárez. Por otro lado, en diciembre de 1976, fue sustituido el último alcalde franquista, Joaquín Viola, por José María Socías, quien inició el camino de la transición en el Ayuntamiento. El 11 de septiembre de 1977 (diada de Cataluña) se produjo una multitudinaria manifestación en Barcelona reclamando un Estatuto de autonomía, secundada por —según la prensa de la época—, un millón de ciudadanos. Este hecho precipitó la decisión de Suárez de restaurar la Generalidad el 29 de septiembre, lo que se tradujo en el regreso del presidente en el exilio, Josep Tarradellas.
En 1978 se aprobó por referéndum una nueva Constitución, que consolidó la monarquía parlamentaria y favoreció el estado de las autonomías. Ello propició la aprobación del Estatuto de autonomía el 18 de diciembre de 1979. Así, Barcelona volvía a ser capital de la Cataluña autonómica y sede del nuevo parlamento y del gobierno autónomo. El 20 de marzo de 1980 se produjeron las primeras elecciones autonómicas, que dieron el triunfo a Jordi Pujol, del partido nacionalista conservador CiU, quien se mantuvo en el cargo hasta 2003. El nuevo gobierno catalán asumió competencias en terrenos como economía, educación y cultura, justicia, sanidad, trabajo, industria y energía, consumo y turismo, agricultura, ganadería y pesca, obras públicas, bienestar social y medio ambiente; en 1983, además, se acordó la creación de una policía autonómica, los Mozos de Escuadra. En el ámbito municipal, las primeras elecciones democráticas fueron el 3 de abril de 1979, en las que fue elegido alcalde el socialista Narcís Serra, quien reorganizó la administración municipal y desarrolló un amplio programa de reformas en la ciudad.
El 23 de febrero de 1981 se produjo un intento de golpe de Estado por parte de varios militares como el teniente coronel de la Guardia Civil Antonio Tejero o el general Jaime Milans del Bosch, que fracasó ante la negativa del rey Juan Carlos a secundarlo. En Barcelona, el gobernador civil convocó la Junta de Orden Público, y el alcalde encomendó a la Guardia Urbana la vigilancia de edificios públicos y de centrales de radio y televisión. El coronel José Valdés, del Regimiento de Caballería Numancia de San Baudilio, recibió al parecer órdenes de tomar la ciudad con carros blindados, pero se negó a acatar dichas órdenes.

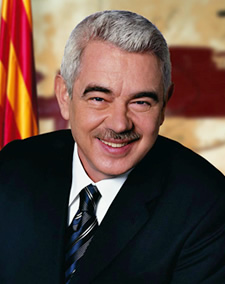
Pasqual Maragall, alcalde entre 1982 y 1997.

Tras la victoria del PSOE en las elecciones generales de 1982, el nuevo presidente, Felipe González, nombró al alcalde Serra ministro de Defensa, por lo que fue relevado en la alcaldía por Pasqual Maragall. Este continuó las reformas emprendidas en la ciudad, e impulsó la candidatura de la Ciudad Condal para los Juegos Olímpicos de 1992, cuya adjudicación fue anunciada en 1987 por el presidente del COI, el barcelonés Juan Antonio Samaranch. Desde 1979 hasta 2011 el PSC estuvo siempre encabezando el gobierno de la ciudad: a Maragall sucedió en 1997 Joan Clos y, a este, Jordi Hereu en 2006. La dualidad entre la Generalidad convergente y el Ayuntamiento socialista provocó durante estos años numerosos conflictos de competencias, que se materializaron en la anulación de la Corporación Metropolitana de Barcelona, impulsada por el cinturón de ayuntamientos socialistas del entorno barcelonés, y que fue desmantelada por el gobierno convergente gracias a su mayoría parlamentaria, ya que veía en la Corporación un contrapoder al gobierno autonómico.

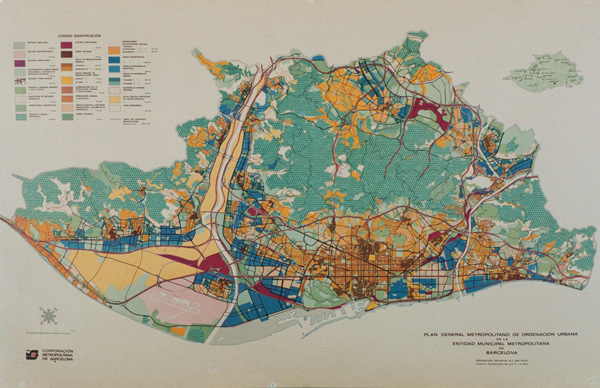
Plan General Metropolitano (1976).

En los comienzos de la transición surgieron en Cataluña algunos grupos terroristas de signo independentista, como el Exèrcit Popular Català, responsable de los asesinatos del empresario José María Bultó (1977) y el exalcalde Joaquín Viola (1978). En 1978 se creó Terra Lliure, que realizó numerosos atentados en oficinas bancarias, juzgados y locales de la administración, así como contra la policía y el ejército, hasta su disolución en 1991. Barcelona fue también objetivo del terrorismo independentista vasco de ETA, y fue escenario de uno de sus atentados más cruentos, el de Hipercor, el 19 de junio de 1987, que dejó un saldo de 21 muertos. También fue la responsable del asesinato del exministro socialista Ernest Lluch, el 21 de noviembre de 2000.
El inicio de los años 1980 fue de dificultades económicas: en 1985 había una tasa de desocupación del 22 %, con una fuerte caída del PIB que afectó al poder adquisitivo y, por tanto, al consumo. En 1984 quebró Banca Catalana, que fue intervenida por el Banco de España; su deficiente gestión salpicó a Jordi Pujol, que había sido uno de sus principales directivos. Sin embargo, en la segunda mitad de la década y durante los años 1990 —excepto una recesión entre 1991 y 1993— mejoró la economía, con medio millón de nuevos puestos de trabajo creados entre 1985 y 1991, en especial en los sectores de la construcción y servicios. En 1990 se fusionaron la Caja de Ahorros y Monte de Piedad de Barcelona y la Caja de Pensiones para la Vejez y el Ahorro, dando lugar a la Caja de Ahorros y Pensiones de Barcelona. Cabe señalar que en 1985 España entró en la Comunidad Económica Europea, gracias al tratado de adhesión firmado el 12 de junio por Felipe González.

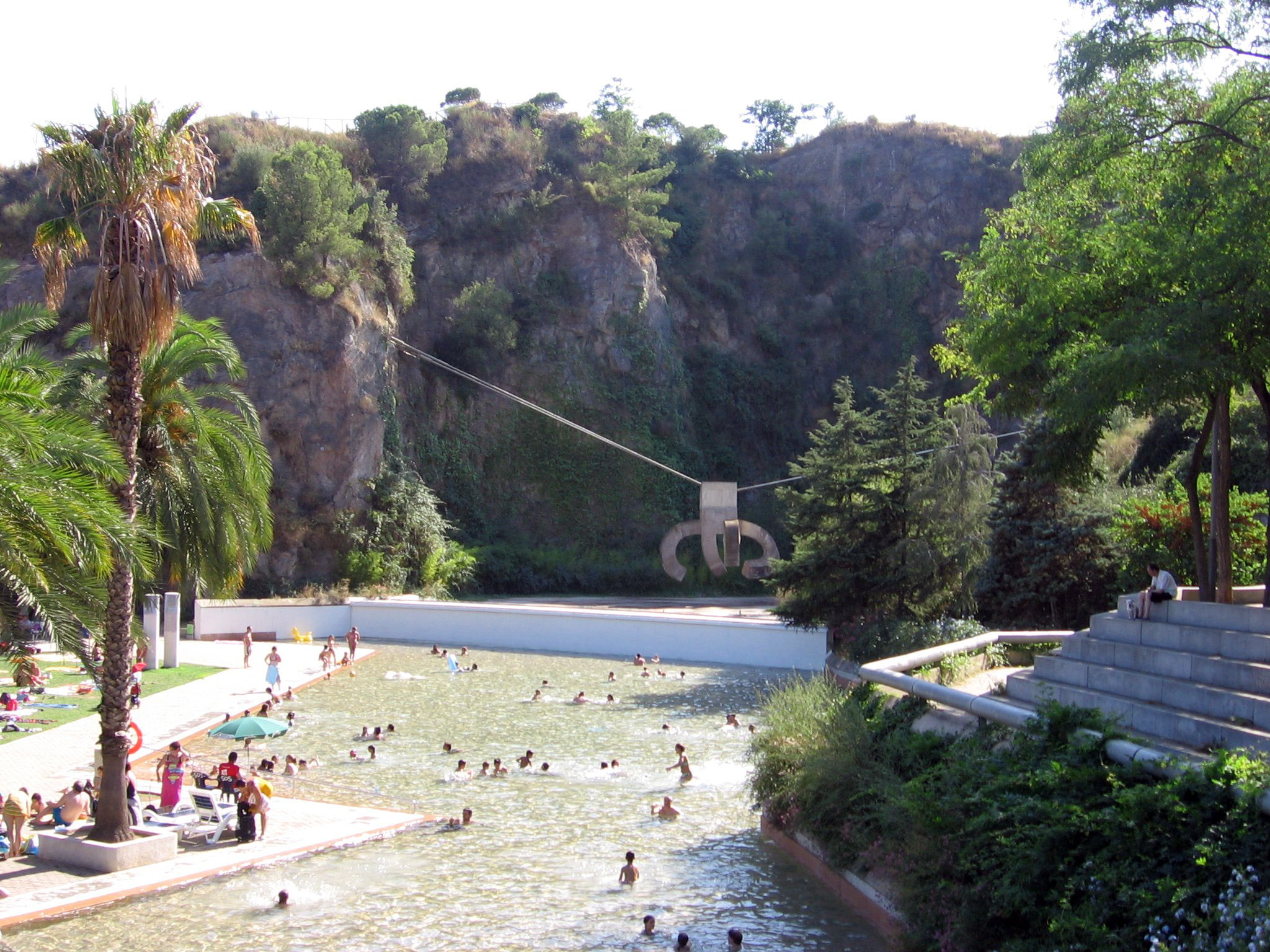
Parque de la Creueta del Coll (1981-1987), de MBM Arquitectes, con la escultura Elogio del agua de Eduardo Chillida.

Durante los años de democracia la población descendió ligeramente, debido a la caída de la tasa de natalidad (de 19,7 nacimientos por cada mil habitantes en 1975 a 10 en 1984) y el descenso de la llegada de inmigrantes, motivado por la crisis económica de finales de los años 1970, que llevó a unas cotas de paro de hasta el 22 % de la población activa. Por otro lado, el aumento de la esperanza de vida conllevó un envejecimiento progresivo de la población: si en 1950 había un 8 % de habitantes mayores de 65 años, en 1988 la tasa se elevó al 15 %. También cabe remarcar el relevo en la nacionalidad de los inmigrantes, que pasaron de ser mayoritariamente españoles a proceder sobre todo de Hispanoamérica y norte de África.

Distritos de Barcelona.

La llegada de la democracia favoreció la renovación urbanística de la ciudad: con el nombramiento de Oriol Bohigas como delegado de Urbanismo, se inició un período de fuerte inversión pública en la ciudad que comportó un cambio radical en la fisonomía urbana. Buena parte de las actuaciones municipales consistieron en la adquisición de suelo urbano, hecho favorecido por la deslocalización de fábricas y complejos industriales que se trasladaron fuera de la ciudad, gracias a lo cual se pudo incrementar el número de equipamientos como escuelas, parques y jardines, vías y espacios urbanos, centros cívicos, culturales y deportivos. El nuevo urbanismo se plasmó en el Plan General Metropolitano de Ordenación Urbana (1976), redactado por Joan Antoni Solans, un intento de frenar la especulación y rehabilitar los espacios urbanos más degradados, poniendo especial énfasis en los equipamientos sociales, asistenciales y culturales, con diversas líneas de actuación: rehabilitación urbana a pequeña escala, reestructuración urbana y reorganización morfológica. Realizado tan solo parcialmente, sus directrices generales han marcado las actuaciones urbanísticas de finales del siglo XX y principios del XXI. Entre las actuaciones urbanas de este período cabe destacar la creación de nuevas zonas verdes: surgieron numerosos parques reconvertidos de antiguas instalaciones municipales, como el parque de Joan Miró (1980-1982), instalado en el solar del antiguo matadero central de Barcelona; o bien en zonas industriales (parque de la España Industrial, 1981-1985; parque de la Pegaso, 1982-1986; parque del Clot, 1982-1986) o de antiguas instalaciones ferroviarias (parque de Sant Martí, 1985; parque de la Estación del Norte, 1988). En el solar de una antigua cantera se estableció igualmente el parque de la Creueta del Coll (1981-1987), obra del equipo MBM Arquitectes.
En 1984 se aprobó la división administrativa de la ciudad en diez distritos, vigente hoy en día. Fue establecida con el objetivo de descentralizar el Ayuntamiento, transfiriendo competencias a los nuevos consistorios. Los nuevos distritos fueron establecidos buscando el máximo respeto a su identidad histórica y morfológica, pero procurando también una delimitación práctica y funcional, que garantizase a los vecinos una amplia cobertura asistencial. En general, se procuró respetar las antiguas demarcaciones procedentes de la ciudad antigua, su ensanche y los municipios agregados, aunque algunas zonas variaron respecto a su pertenencia histórica: Pedralbes, anteriormente perteneciente a Sarriá, pasó a Les Corts; Vallcarca, antes de Horta, se incorporó a Gracia; El Guinardó, originario de San Martín, fue agregado a Horta; y el nuevo distrito de Nou Barris fue segregado de San Andrés.

### Juegos Olímpicos de 1992

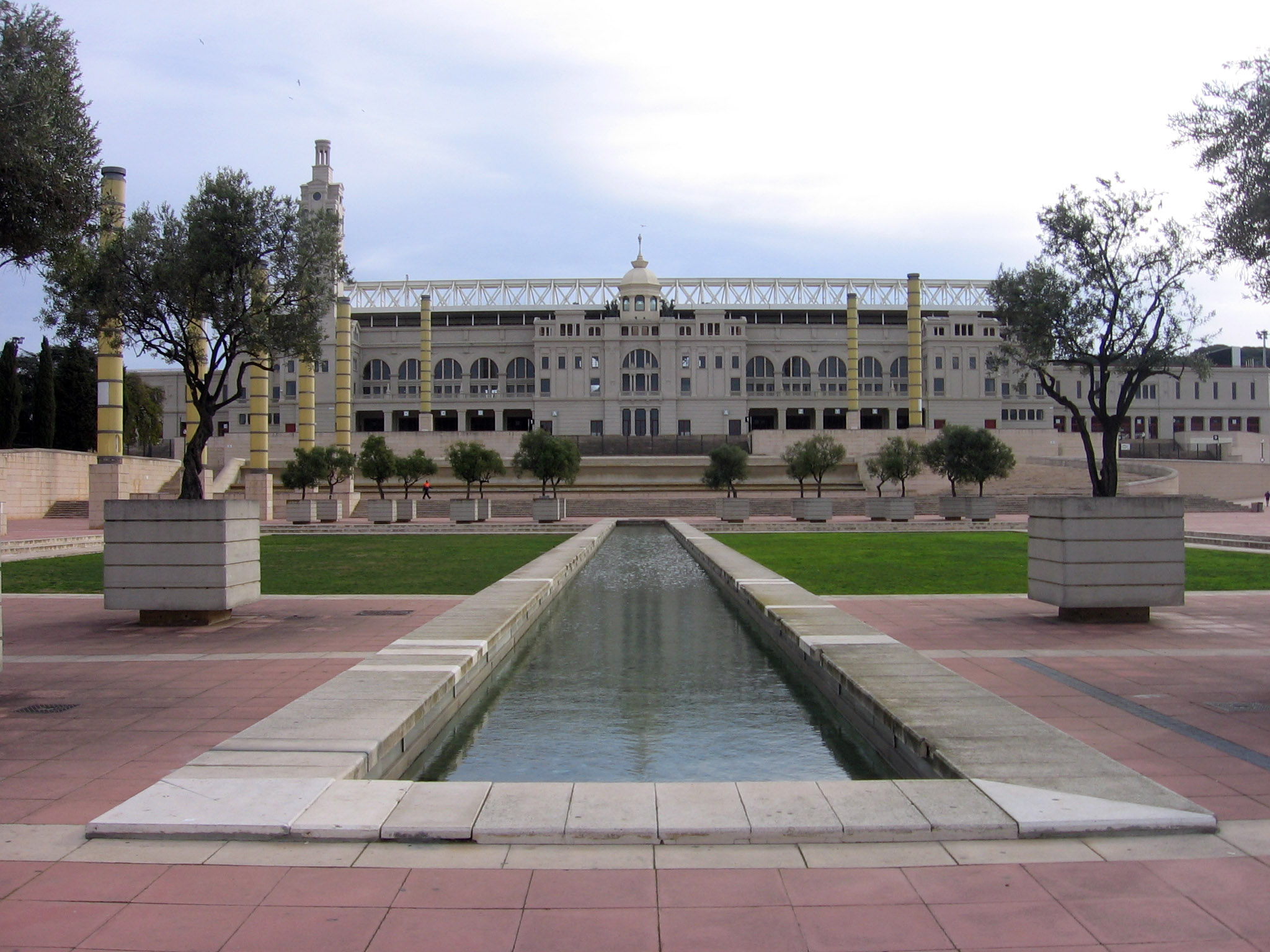
Anillo Olímpico de Montjuic; al fondo, el Estadio Olímpico Lluís Companys.

Barcelona fue designada el 17 de octubre de 1987 ciudad organizadora de los XXV Juegos Olímpicos de 1992 (y IX Juegos Paralímpicos). Los años que transcurrieron entre 1987 y 1992 fueron de gran transformación para la ciudad: no solo se construyeron los complejos deportivos necesarios (remodelación del Estadio Olímpico, construcción del Palau Sant Jordi), sino que se llevaron a cabo obras tan importantes como la construcción de las rondas de circunvalación de la ciudad (ronda de Dalt y ronda del Litoral), la recuperación de las playas y todo el frente marítimo, la construcción de nuevos barrios como la Villa Olímpica, la mejora del sistema de transporte y modernización del metro, la renovación y ampliación del Aeropuerto de Barcelona, la renovación de la flota de taxis, la limpieza de fachadas de los edificios de la ciudad (campaña Barcelona ponte guapa), la modernización de hospitales, la construcción de polideportivos municipales, la multiplicación de plazas hoteleras, y un largo etcétera. Los Juegos, además, internacionalizaron definitivamente la imagen de una moderna Barcelona ante todo el mundo, y recuperaron la ilusión de los barceloneses, orgullosos de su ciudad.

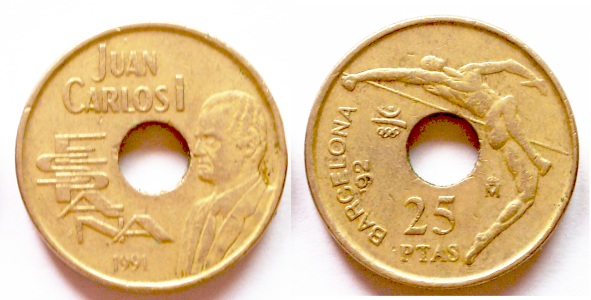
Moneda de 25 pesetas conmemorativa de los Juegos.

Los Juegos se celebraron entre el 25 de julio y el 9 de agosto de 1992. Participaron 9356 atletas de 169 países, que compitieron en 28 deportes y 257 especialidades. Posteriormente se celebraron los Juegos Paralímpicos, entre el 3 y el 14 de septiembre de 1992. La mayor parte de los eventos deportivos se disputaron en instalaciones de Barcelona ciudad y su provincia, si bien hubo otras sedes secundarias, como Seo de Urgel (piragüismo en aguas bravas) o el lago de Bañolas (remo), además de los estadios de La Romareda (Zaragoza) y Mestalla (Valencia) para algunos partidos de fútbol. Durante los Juegos se batieron un total de 32 récords mundiales y 73 olímpicos.

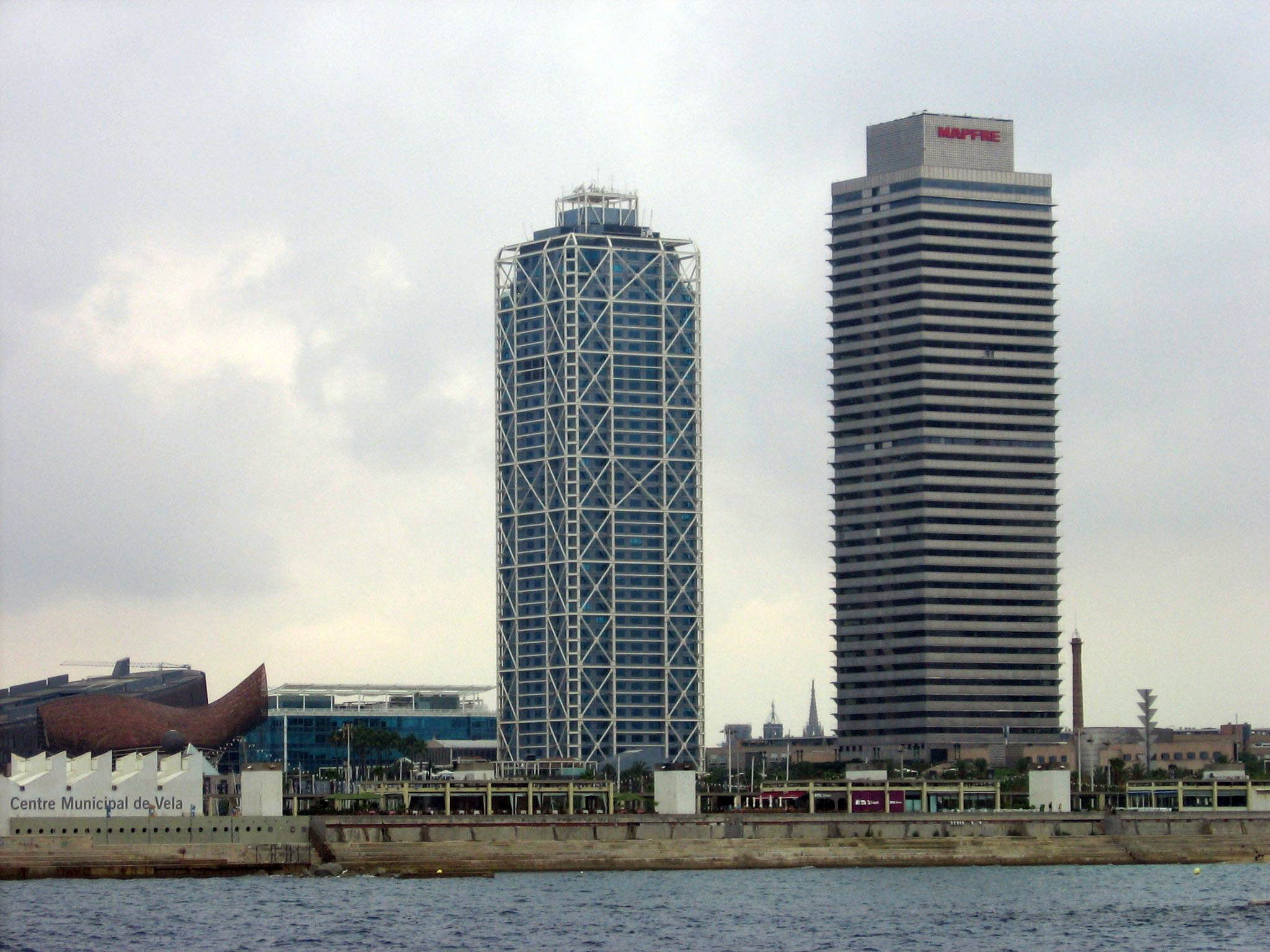
El Hotel Arts y la Torre Mapfre, los dos rascacielos de la Villa Olímpica que cambiaron la fisonomía de Barcelona.

Con motivo de los Juegos se remodeló también el Puerto Viejo (Port Vell), con un proyecto de Jordi Henrich y Olga Tarrasó. El nuevo espacio se dedicó al ocio, con la creación del centro lúdico Maremagnum, unido a tierra por la rambla de Mar, un puente pivotante diseñado por Helio Piñón y Albert Viaplana. Para el evento se instituyó también un Plan de Costas con vistas a la regeneración de las playas de la ciudad, bastante erosionadas hasta entonces, y que fueron renovadas totalmente y ganadas para el disfrute de los ciudadanos. Playas como las de San Sebastián, la Barceloneta, Nova Icària, Bogatell, Mar Bella y Nova Mar Bella fueron limpiadas y rellenadas de arena del fondo marino, se construyeron depuradoras en los ríos Besós y Llobregat, y se colocaron escollos submarinos para favorecer la flora y la fauna. Por otro lado, el río Llobregat fue desviado en su tramo final 2,5 km al sur, con lo que se pudo ampliar el puerto en esa dirección. Otra actuación urbanística fue en el barrio de El Raval, que se remodeló con un proyecto de Jaume Artigues y Pere Cabrera, que consistió en la apertura de la rambla de El Raval y la adecuación del entorno de la plaza de los Ángeles como centro cultural, donde se ubicaron el Centro de Cultura Contemporánea de Barcelona (1990-1993) y el Museo de Arte Contemporáneo de Barcelona (1987-1996).
Los Juegos también comportaron un avance en el sector tecnológico, con nuevas infraestructuras especialmente en el sector de las telecomunicaciones: se construyeron las torres de comunicaciones de Collserola (obra de Norman Foster) y de Montjuic (de Santiago Calatrava), y se instalaron 150 km de cableado de fibra óptica en el subsuelo de la ciudad.
El cambio de siglo vio también el incremento de proyectos plurimunicipales, especialmente en lo relativo a infraestructuras y transportes, como la ampliación del puerto y el aeropuerto, el trazado del AVE y el Plan para el transporte público, o los proyectos de rehabilitación de los deltas del Llobregat y el Besós. El Plan Director de Infraestructuras (PDI) marcó la ampliación y mejora de los transportes públicos, con una red de metro que abarca toda el área metropolitana, la reintroducción del tranvía en los dos extremos de la Diagonal (Bajo Llobregat y Besós), y la mejora de la red de autobús.

### Sociedad

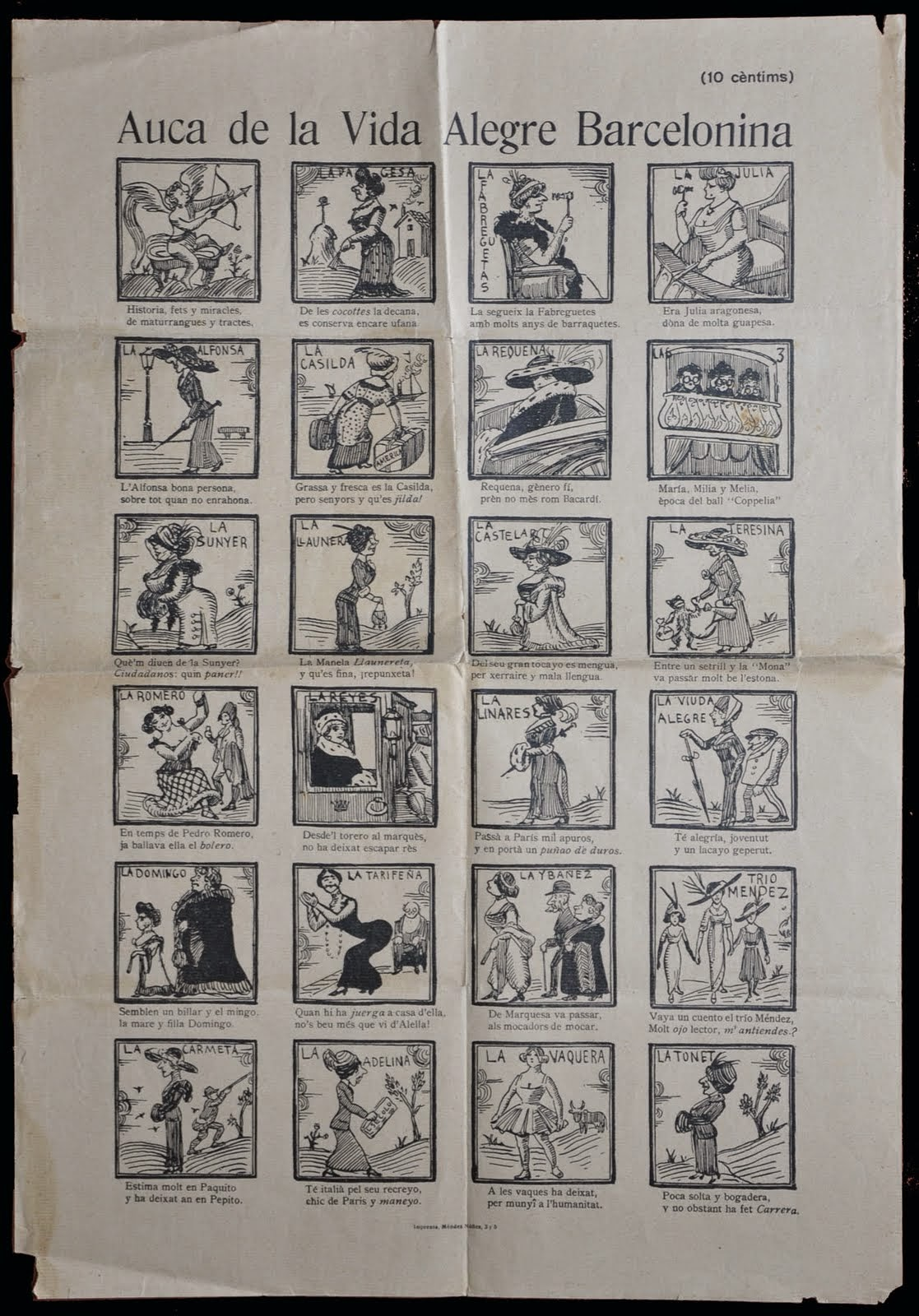
Auca de la vida alegre barcelonesa (1911).

La sociedad de principios del siglo XX no distaba mucho de la del siglo anterior en cuanto a diferencias sociales, con una clara diferenciación entre burguesía y proletariado, si bien las cada vez mayores movilizaciones obreras fueron consiguiendo con el paso del tiempo mejoras en las condiciones de trabajo y los derechos laborales. Durante la dictadura franquista siguió existiendo esta clara diferenciación social, si bien poco a poco fue aumentando la clase media, formada por pequeños empresarios y comerciantes, profesionales liberales y funcionarios. Con la llegada de la democracia se fueron paliando las diferencias sociales, y se incrementó notablemente el segmento intermedio. Durante el primer tercio del siglo disminuyó considerablemente el analfabetismo: de un 48,20 % en 1900 se pasó a un 36,25 % en 1910, un 26,05 % en 1920 y un 21,02 % en 1930. En este período se produjo un constante aumento de la esperanza de vida: en 1900 era de 31,6 años; en 1940, de 56,1; en 1980, de 76,4; en 2002, de 79,1 (75,3 para hombres y 82,6 para mujeres).
Con el aumento de la población crecieron las necesidades de logística y distribución de alimentos, por lo que aumentó el número de mercados de abastos; a principios de siglo se consumían en la ciudad 28 000 toneladas de carne, 8400 de pescado, 24 600 de patatas, 30 000 de frutas y verduras, 20 000 de legumbres y 70 millones de huevos, además de 71 000 toneladas de pan y medio millón de hectolitros de vino. Los años de la posguerra fueron de una gran penuria en el ámbito alimentario: la carne, el pescado y la leche eran productos de lujo, y la dieta se centraba en el pan, las legumbres, patatas, pastas, verduras, huevos y salazones. La aparición de las pastillas de caldo de pollo Avecrem en 1950 —llamado el «caldo de los pobres»— alivió en buena medida las necesidades nutricionales de la población.

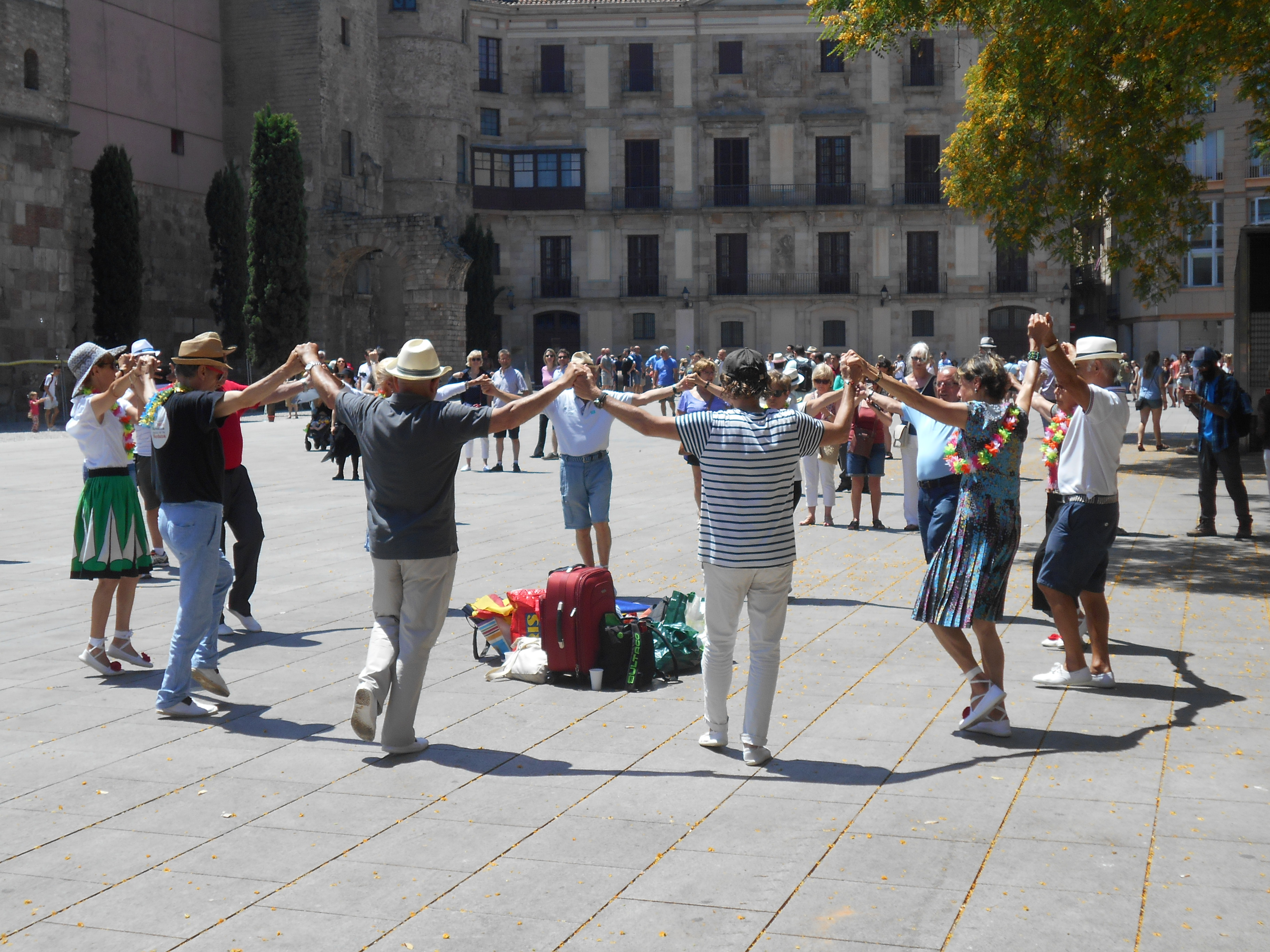
Sardana en la plaza de la Catedral.

El idioma catalán tuvo diversos altibajos a lo largo del siglo, al estar prohibido por las dictaduras de Primo de Rivera y Franco. Con la llegada de la democracia y la instauración del catalán como lengua cooficial se iniciaron políticas de fomento y conservación del idioma, que cristalizaron con la política de normalización lingüística en la enseñanza y la administración. En 1985 había un 60,8 % de la población que tenía el castellano como lengua materna, por un 34,2 % que consideraba el catalán como lengua propia; un 2,4 % se declaraba bilingüe. En cambio, el año 2000 había crecido el número de habitantes que dominaban las dos lenguas, un 13,5 %, frente al 29,8 % de catalán y el 56,1 % de castellano. En general, la población con el catalán como lengua materna se concentraba en sectores sociales elevados, mientras que el español se daba más en sectores populares, procedentes mayoritariamente de la inmigración.

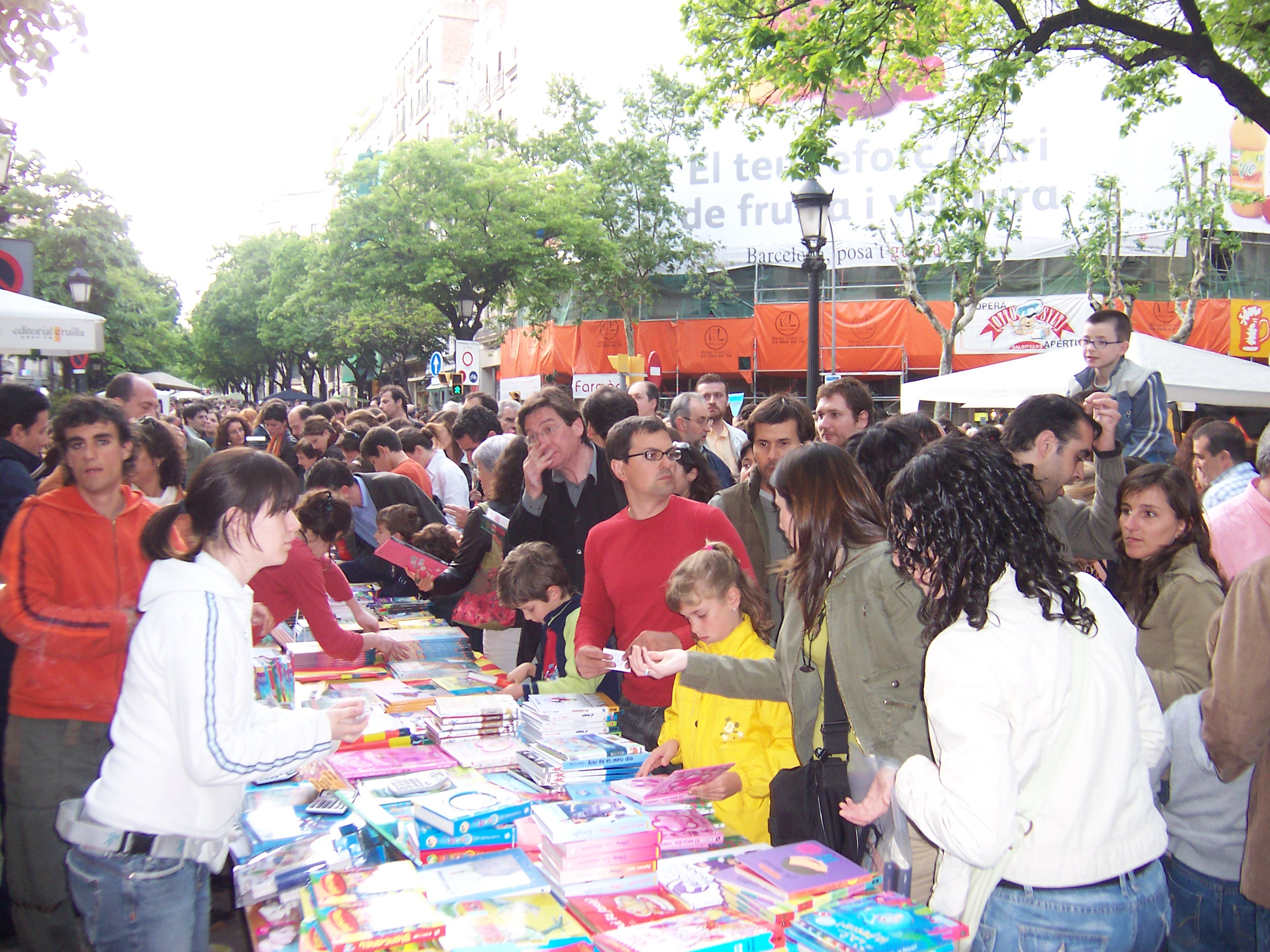
Puesto callejero de venta de libros el Día de Sant Jordi, en la Rambla de Cataluña de Barcelona.

Entre las principales minorías sociales se encuentra la de los gitanos, documentados en la ciudad desde el siglo XV. Forman un conjunto heterogéneo, con diversos grupos según su procedencia, desde los llamados «gitanos catalanes» hasta los de otras zonas del estado u otros países —principalmente Rumanía, Hungría y Portugal—. En 1999, había censados en la capital catalana unos 6620 gitanos, la mayoría en los distritos de Sants-Montjuïc, Nou Barris y San Martín; el 80 % de ellos eran nacidos en la misma ciudad. En 1998 el Ayuntamiento creó el Consejo Municipal del Pueblo Gitano de Barcelona, donde están representadas las principales asociaciones gitanas de la ciudad.
En cuanto a inmigración, si bien desde finales del siglo XIX la mayoría había venido procedente de otras regiones españolas, durante el período de la transición a la democracia pasó a provenir de otros países, principalmente de Hispanoamérica y el norte de África. Uno de los mayores picos de llegada de inmigrantes se produjo entre los años 1960 y 1970, en que llegaron a la ciudad unos 100 000, la mayoría procedentes de Andalucía, Extremadura, Murcia y Galicia. Posteriormente, se produjo un fuerte incremento en el tránsito del siglo XX al XXI, la mayoría originarios de Ecuador, Perú, Marruecos, Colombia, Argentina y Pakistán. Si en 1995 había en la ciudad casi 30 000 extranjeros (un 1,9 % de la población), en 2005 había 230 000 (14,6 %).

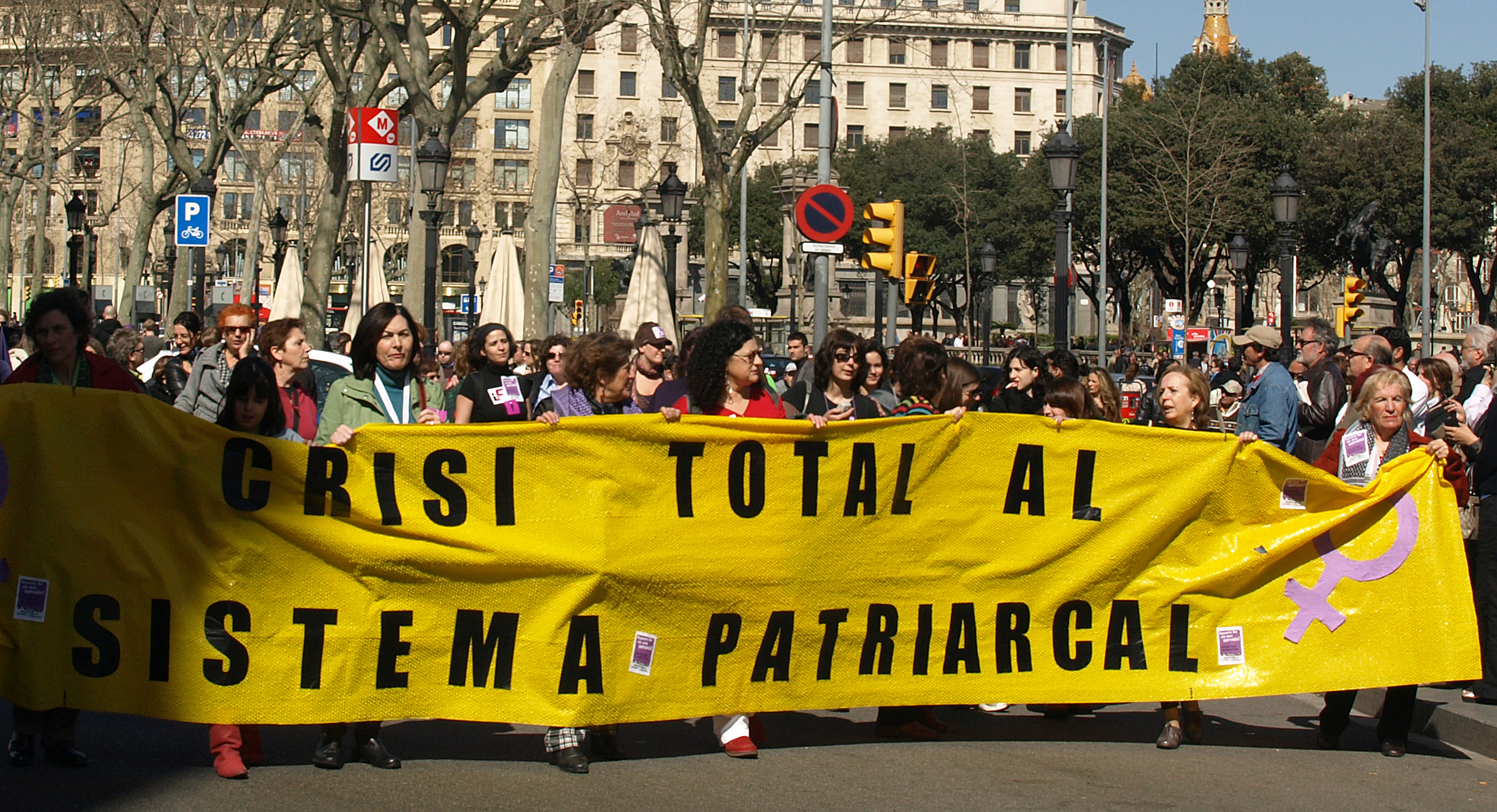
Manifestación en Barcelona por el Día Internacional de la Mujer.

Entre finales del siglo XIX y principios del XX aumentaron las reivindicaciones de la población femenina, que se materializaron en el feminismo como movimiento de emancipación de género. Durante esta centuria se consiguieron numerosos derechos de los que estaban desprovistas, como el voto (1931) o el acceso a la educación, y se anularon numerosas disposiciones legales discriminatorias. Durante la Segunda República se consiguieron derechos como el divorcio (1932) y el aborto (1936), que fueron revertidos por la dictadura franquista, la cual supuso un retroceso de los derechos de las mujeres. En 1976, la celebración de las Primeras Jornadas Catalanas de la Mujer relanzó las reivindicaciones feministas. La Constitución de 1978 garantizó unos derechos esenciales, pero en la práctica la desigualdad ha continuado tanto a nivel laboral como social, y continúan aspectos sociológicos como el machismo y la violencia de género. En el año 2000 había más mujeres que hombres en el ámbito universitario (un 27 % de la población frente al 15 % masculino), y la ocupación femenina en el mercado laboral era de un 56,5 %.
Otro sector de la población que ha visto reconocidos sus derechos a finales de esta centuria ha sido el colectivo LGBT. Hasta prácticamente la llegada de la democracia en 1978, este colectivo se hallaba marginado socialmente, y prácticamente abocado a la clandestinidad. Su aspecto más visible era en los espectáculos de cabaret, aparte de algunos círculos artísticos e intelectuales. Durante la dictadura franquista hubo una fuerte represión de la homosexualidad, a través de la ley de vagos y maleantes, que sin embargo era permitida en los ambientes de la prostitución en El Raval. En 1970 se fundó clandestinamente en la ciudad el Movimiento Español de Liberación Homosexual que, en 1975, se convirtió en el Front d'Alliberament Gai de Catalunya. El 28 de junio de 1977 se produjo la primera manifestación del Día del Orgullo Gay, la primera hecha en España. Ese año se creó dentro del FAGC el Colectivo de Lesbianas. Desde entonces han sido reconocidos los derechos de este colectivo: en 1988 el Parlamento de Cataluña aprobó la ley de uniones estables de pareja —que incluía las homosexuales— y, en 2005, el gobierno español aprobó el matrimonio homosexual.

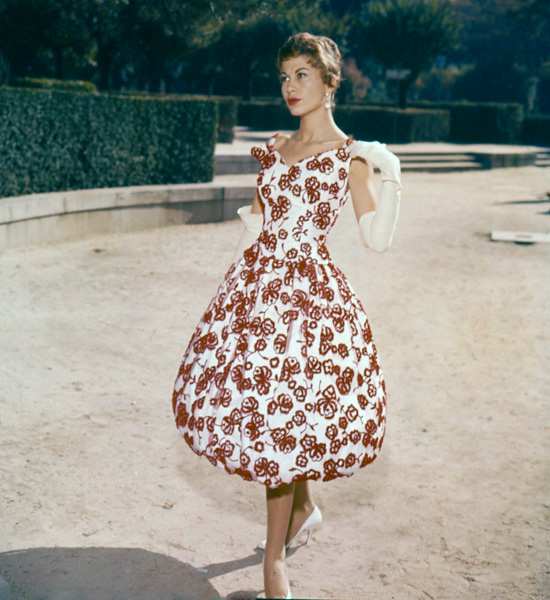
Vestido de Pedro Rodríguez, h. 1954.

La moda avanzó notablemente en este siglo, con una cada vez más rápida sucesión de estilos en boga. A partir de los años 1910 se introdujo la moda parisina, revolucionada en aquella época por Coco Chanel. En 1919 Pedro Rodríguez abrió en la ciudad la primera casa de alta costura de España, con un sistema de inspiración francesa de confeccionar un catálogo por temporada anual, y de pases de modelos ante la clientela. En los años 1920-1930 dominaron los estilos art déco, novecentista y racionalista. En 1940 se creó la Cooperativa de Alta Costura; destacaron en esta época Carmen Mir, Asunción Bastida y Manuel Pertegaz. Desde los años 1970 se fueron introduciendo las colecciones prêt-à-porter, y el mundo de la moda se fue industrializando, al tiempo que se recibía la influencia de corrientes internacionales como la hippy, la folk o la punk. Entre los últimos creadores cabe destacar a Margarita Nuez, Kima Guitart, Antonio Miró, Custo Barcelona y Lydia Delgado. En los años 1980 nació la Pasarela Gaudí, llamada desde 2006 Barcelona Fashion Week. En cuanto a peluquería, entre los años 1910-1930 surgió un estilo propio en la ciudad que llevó a hablar de una «escuela barcelonesa» de peluquería, representada por Cecilio Tarruella, Raffel Pagès y otros; más adelante cabe destacar el nombre de Lluís Llongueras, peluquero de fama internacional.
El calendario festivo fue evolucionando a lo largo del siglo y, desde las antiguas solemnidades religiosas, se pasó en la transición a un modelo más lúdico y popular. Las más relevantes en época actual son las fiestas de Carnaval, Semana Santa, San Medín, San Jorge, San Juan, la Merced y Navidad. Además, cada barrio tiene su fiesta mayor; las más conocidas y populares son las de Gracia y Sants. En 1971 comenzó por parte de personas de origen andaluz —aunque la fiesta se hizo extensiva a todo el mundo— la celebración de la Feria de Abril, la primera semana de mayo; inicialmente se organizaba en terrenos de las cercanías de Barcelona, como Barberá del Vallés, Santa Coloma de Gramanet o San Adrián de Besós, aunque desde 2001 se celebra en la ciudad, primero en la playa de la Mar Bella y, desde 2004, en el parque del Fórum. También desde los años 1970 se celebra la romería del Rocío, con diferentes localizaciones, aunque desde 2001 se suele celebrar en un bosque entre Ripollet y Moncada y Reixach.
Durante la primera mitad del siglo XX el espectáculo favorito de los barceloneses seguía siendo los toros, y las tres plazas de la ciudad se llenaban casi a diario. Al Torín se añadieron las plazas de toros de Las Arenas y La Monumental, con lo que Barcelona se convirtió, durante el segundo tercio del siglo, en la primera plaza taurina del mundo. En esta época destacaron diestros como Joselito, Belmonte, Manolete y Chamaco, además de barceloneses como Mario Cabré, Carlos Corpas y Joaquín Bernadó, o bien el torero cómico Charlot, figura destacada de la charlotada o «toreo bufo».
En cuanto a vida nocturna, a principios de siglo cobró gran auge la avenida del Paralelo, donde se concentraron diversos cafés, teatros y music-halls, como el Teatro Arnau —donde triunfó Raquel Meller—, los teatros Español, Nuevo, Condal, Apolo y Victoria, o el famoso cabaret El Molino, inspirado en el parisino Moulin Rouge. Los bailes de moda de la época fueron el vals y la mazurca al despuntar el siglo, el charlestón en los años 1920 y el tango y el jazz en los 1930. En los años 1920 se popularizó el llamado Barrio Chino, un sector de El Raval de tipo marginal donde era abundante la prostitución y el tráfico de drogas; fue bautizado así en 1925 por el periodista Francisco Madrid. Durante el período franquista los cabarets más famosos fueron Bolero, Río, Empórium, Folies, Casablanca y Lamoga, y salas de baile como Cibeles y La Paloma; destacaron en esta época La Bella Dorita, Mary Santpere, Carmen de Lirio y Maty Mont. En 1956 se prohibieron los burdeles, lo que originó la aparición de meublés; algunos tuvieron mucha fama, como la Casita Blanca o el Diagonal.
En los años de la democracia se dieron diversos cambios sociales en el sector de la población joven: entre los años 1980 y 1990 aparecieron las llamadas tribus urbanas (mods, rockers, punkies, heavies, raperos, góticos, skinheads, rastafaris, etc.), unas subculturas con características propias y diferenciales, generalmente centradas en un determinado tipo de música, y diferenciadas por aspectos como la ropa, el peinado, los tatuajes o los piercings. Estas subculturas estuvieron ligadas a menudo al consumo de alcohol y drogas. La vida nocturna se centraba en discotecas como Bikini (1953-1991) y Zeleste (1968-2000). Por otro lado, durante estos años hubo un repunte de la delincuencia, vinculada a menudo al tráfico de drogas, así como a la delincuencia juvenil y de bandas urbanas. Personajes como el Vaquilla o el Torete se convirtieron en fenómenos sociológicos de la época. También en estos años surgió el movimiento okupa, vinculado generalmente a sectores de población cercanos al marxismo y el anarquismo —aunque de forma bastante heterodoxa—, los cuales comenzaron a ocupar casas y pisos abandonados, bien para vivir en ellos o bien para la creación de centros sociales y culturales.

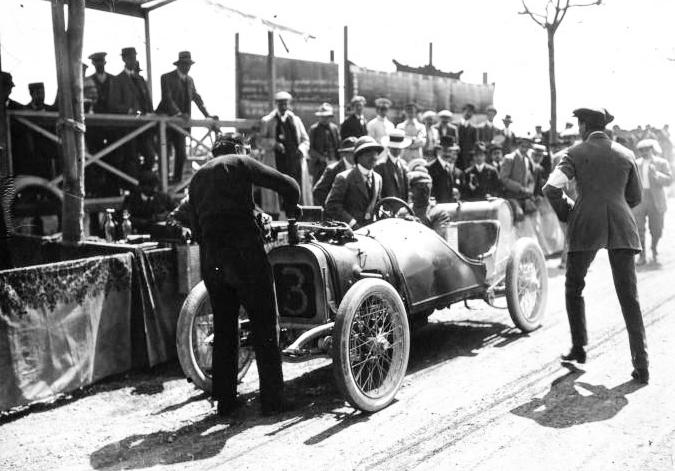
Copa Cataluña de automovilismo (1909).

Durante este siglo creció la afición al deporte como espectáculo, especialmente el fútbol, el boxeo, el automovilismo y el ciclismo. El boxeo tuvo su auge de popularidad entre los años 1920 y 1940, especialmente el combate entre Primo Carnera y Paulino Uzcudun en el estadio de Montjuic en 1930; como púgiles barceloneses destacaron Josep Gironès y Luis Romero. En cuanto al automovilismo, en 1903 se fundó el Real Automóvil Club de Cataluña, impulsor de la Copa Cataluña (1908), la Copa Barcelona (1911) y la Copa Tibidabo (1914); en los años 1920 se estableció el circuito de Montjuic para las competiciones automovilísticas, utilizado hasta 1975; en 1991 la Fórmula 1 se trasladó a Montmeló. El ciclismo cobró popularidad gracias a la aparición de velódromos y la organización de carreras, como la Volta a Cataluña, celebrada desde 1911; como ciclistas destacaron Mariano Cañardo y Miguel Poblet. En 1924 se fundó en Barcelona el Comité Olímpico Español. Barcelona se postuló a los Juegos Olímpicos de 1924 y 1936, pero no fue elegida. Para la Exposición Internacional de 1929 se construyó el Estadio Olímpico de Montjuic, así como la piscina municipal y pistas de tenis. En 1936 se intentó organizar una Olimpiada Popular, que fue frustrada por la Guerra Civil. La posguerra no fue muy propicia para la práctica del deporte, aunque en estos años cabe destacar la celebración en 1955 de los II Juegos Mediterráneos, para los que se construyó el Pabellón Municipal de Deportes. Un referente en estos años fue el gimnasta Joaquín Blume. En la democracia se revitalizó el deporte, cada vez más a nivel popular, como se demuestra en eventos multitudinarios como la Cursa de la Mercè. El punto culminante del deporte en la ciudad fue con la consecución de los Juegos Olímpicos en 1992.

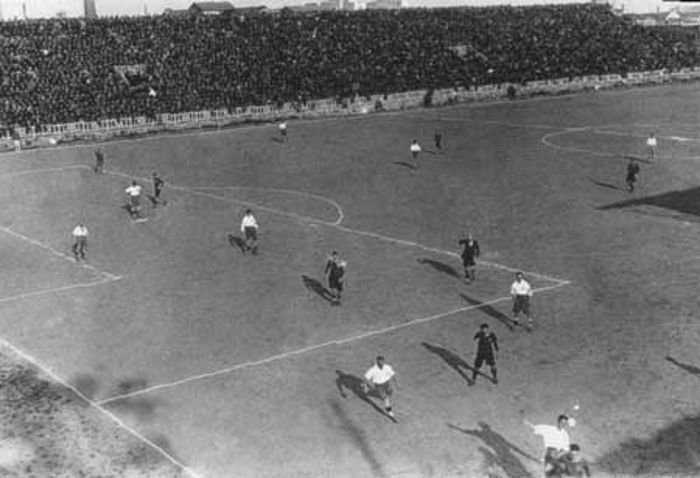
Partido entre el FC Barcelona y Club Nacional de Football (1925).

En esta centuria el deporte más popular pasó a ser el fútbol, celebrado en grandes estadios, como el de Les Corts (1922) del Fútbol Club Barcelona (en 1957 inauguró su nuevo estadio, el Camp Nou) o el de Sarriá (1923) del RCD Español (desde 2009 en Cornellà-El Prat). A principios de siglo destacaron futbolistas como Alcántara, Samitier o Zamora. Durante la dictadura franquista el Barça contó con la mítica figura de Kubala, y su afición aglutinó un importante sentimiento identitario y de oposición al régimen, lo que se plasmó en el lema «el Barça es más que un club». Ya en democracia, el F. C. Barcelona contó con figuras como Johan Cruyff, Quini, Schuster, Maradona, Koeman, Stoichkov, Romário y Ronaldo, y vivió una época dorada durante la etapa de entrenador de Cruyff (1988-1996), en la que se forjó el llamado Dream Team, un equipo que ganó cuatro ligas y una copa, una recopa y una supercopa de Europa. Por su parte, el RCD Español contó con figuras como Marañón, Tintín Márquez, Lauridsen y N'Kono; en 1995 catalanizó su nombre (Espanyol).
En otros deportes destacaron: los pilotos Sito Pons y Sete Gibernau; en baloncesto, Nacho Solozábal, Xavi Crespo, Joan Creus, Juan Antonio San Epifanio y Rafael Jofresa; en tenis, Sergi Bruguera, Sergio Casal, Àlex Corretja y Arantxa Sánchez Vicario; en balonmano, Enric Masip; en atletismo, Javier García Chico y Gustavo Adolfo Becker; y, en waterpolo, Manel Estiarte. Por otro lado, en 1991 se creó el equipo de rugby Barcelona Dragons.
A principios de siglo se introdujo el escultismo y, en 1912, se creó la asociación Exploradors Barcelonesos. Durante la Exposición Internacional de 1929 se organizó una reunión internacional (jamboree) a la que asistieron 2000 escoltas de 14 países. Prohibido inicialmente durante el franquismo, en 1957 resurgió con la Delegación Diocesana de Escultismo de Barcelona, presidida por Jordi Bonet i Armengol. A finales de siglo había en la ciudad unas sesenta agrupaciones escoltas.

### Cultura

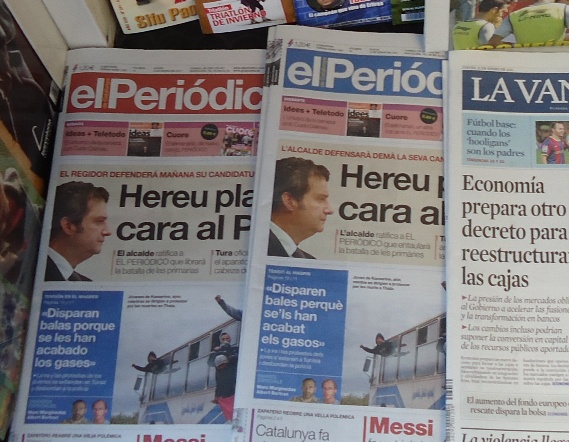
El Periódico de Catalunya: ediciones en español (cabecera roja) y en catalán (cabecera azul).

En el aspecto cultural, las dictaduras de Primo de Rivera y Franco fueron de una fuerte represión sobre la lengua catalana, lo que provocó un retroceso en su utilización y difusión. Además, la llegada masiva de inmigración multiplicó el número de hispanohablantes en una ciudad en la que, hasta los años 1930, el idioma catalán era la lengua preponderante (aunque al empezar la década un 34,5 % de la población había nacido en otras regiones). En 1961 se fundó Òmnium Cultural, una asociación de difusión de la lengua y la cultura catalana. En 1975 se fundó el Congreso de Cultura Catalana, encargado de recuperar y promover la cultura de Cataluña. En este siglo se fundaron diversas universidades en la ciudad: la Universidad Autónoma de Barcelona (1968), la Universidad Politécnica de Cataluña (1971), la Universidad Pompeu Fabra (1990), la Universidad Ramon Llull (1990), la Universidad Abierta de Cataluña (1994) y la Universidad Internacional de Cataluña (1997).
En el ámbito del periodismo, a principios de siglo aparecieron en la ciudad diversos periódicos, como El Poble Català (1905) o Solidaridad Obrera (1907). En 1906 surgió Mundo Deportivo, dedicado al deporte. En 1913 se creó la Asociación de Periodistas de Barcelona. En 1924 se creó Radio Barcelona, primera emisora de toda España. Durante la dictadura franquista, La Vanguardia pasó a ser La Vanguardia Española, y surgió el diario Solidaridad Nacional (1939); también nació el fenómeno de las revistas del corazón (Lecturas, 1941; ¡Hola!, 1944; Pronto, 1972). Las emisiones de televisión (TVE) comenzaron en la Ciudad Condal en 1959, casi tres años después que en la capital del estado, gracias a la apertura de los estudios de Miramar, en Montjuic. En 1968 se creó la Escuela Oficial de Periodismo de Barcelona. En 1976 se fundó el diario Avui, en catalán y, en 1978, El Periódico de Catalunya, en castellano —desde 1997 también en catalán—; junto a La Vanguardia y la edición catalana de El País son los diarios más vendidos en Cataluña en la actualidad. En 1979 surgió Sport, especializado en el deporte. En 1983 se creó la cadena de televisión autonómica TV3, con emisiones íntegramente en idioma catalán, así como Catalunya Ràdio. En 1994 se fundó Barcelona Televisió (BTV), y, en 2001, City TV (actual 8tv), del Grupo Godó.
Durante este siglo se introdujo el esperantismo, gracias a la difusión internacional del nuevo lenguaje creado por el doctor Zamenhof. En 1906 surgió el Grupo Esperantista de Barcelona, al que siguieron numerosas federaciones por toda la ciudad. En 1909 se organizó en la ciudad el V Congreso Internacional de Esperanto, presidido por el propio Zamenhof y, al año siguiente, se creó la Kataluna Esperantista Federacio. A finales de siglo había unos quince grupos esperantistas en la ciudad.
Arte y arquitectura

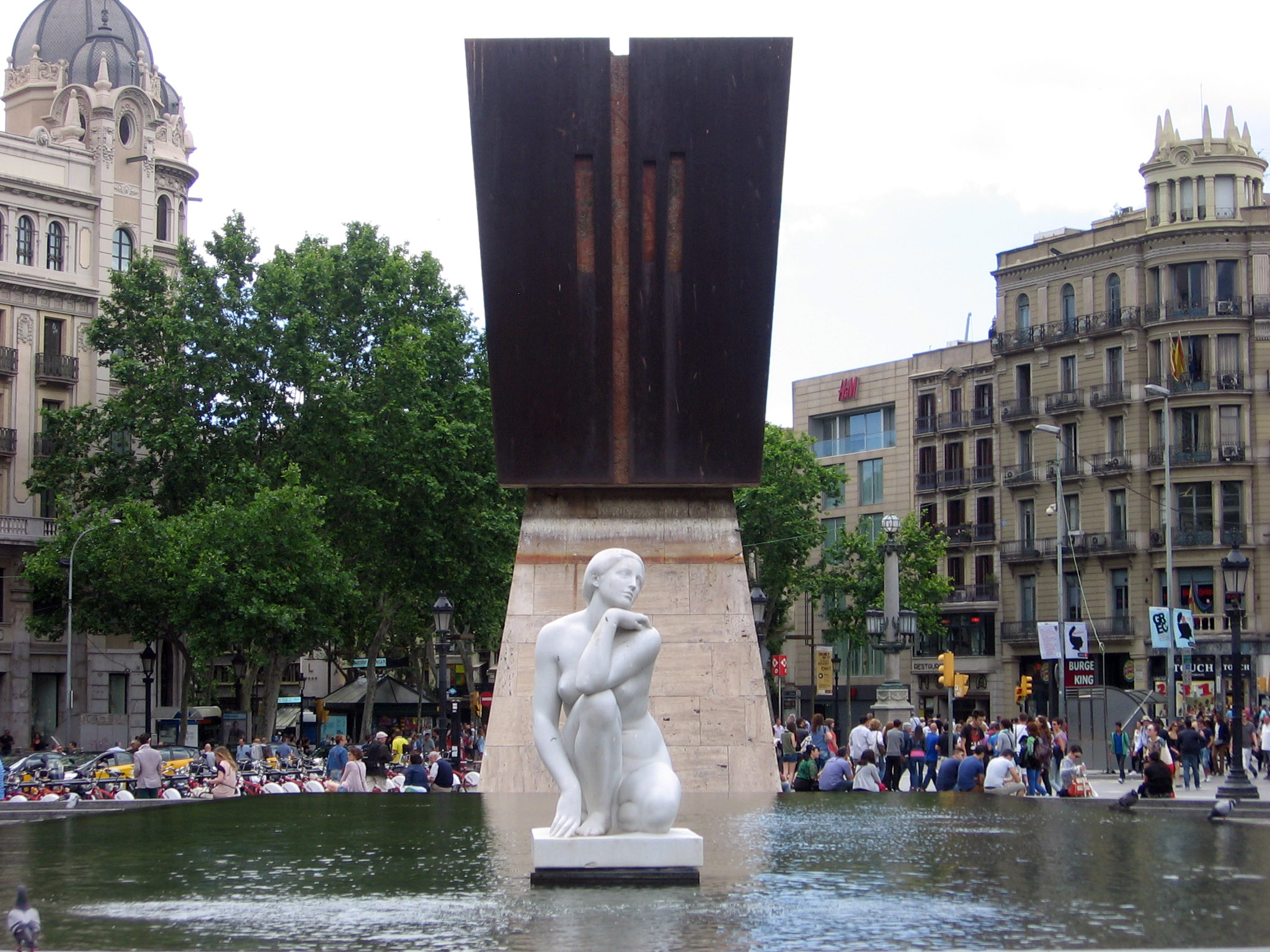
La diosa (1908-1910), de Josep Clarà, MNAC.

El panorama artístico del siglo XX estuvo marcado por la rápida sucesión de estilos y movimientos. Al modernismo de la transición entre los siglos xix y xx sucedió el novecentismo, donde destacaron arquitectos como Joan Rubió, Josep Goday, Nicolau Maria Rubió i Tudurí, Ramon Reventós, Francisco Folguera, Francesc Nebot, Eusebi Bona, Adolfo Florensa y Eugenio Cendoya; pintores como el uruguayo Joaquín Torres García, Joaquim Sunyer, Josep Maria Sert, Xavier Nogués, Josep Aragay y Francesc d'Assís Galí; y escultores como Josep Clarà, Manolo Hugué, Frederic Marès, Enric Casanovas, Julio Antonio y Apel·les Fenosa.
A partir de los años 1910 se fueron introduciendo las corrientes de vanguardia: un primer y efímero intento fue la Agrupación Courbet, fundada en Barcelona en 1918 y disuelta en 1919, con nombres como Joan Miró, Josep de Togores, Josep Obiols y la georgiana Olga Sacharoff. En los años 1920 surgió el surrealismo, que dio en Cataluña dos grandes nombres: Salvador Dalí y Joan Miró. La escultura entró plenamente en la vanguardia con la obra de Pablo Gargallo y Julio González, además del grupo ADLAN (Amics de l'Art Nou, «amigos del arte nuevo»), donde destacaron Ángel Ferrant —madrileño pero afincado en Barcelona entre 1920 y 1934—, Eudald Serra y Ramon Marinello.

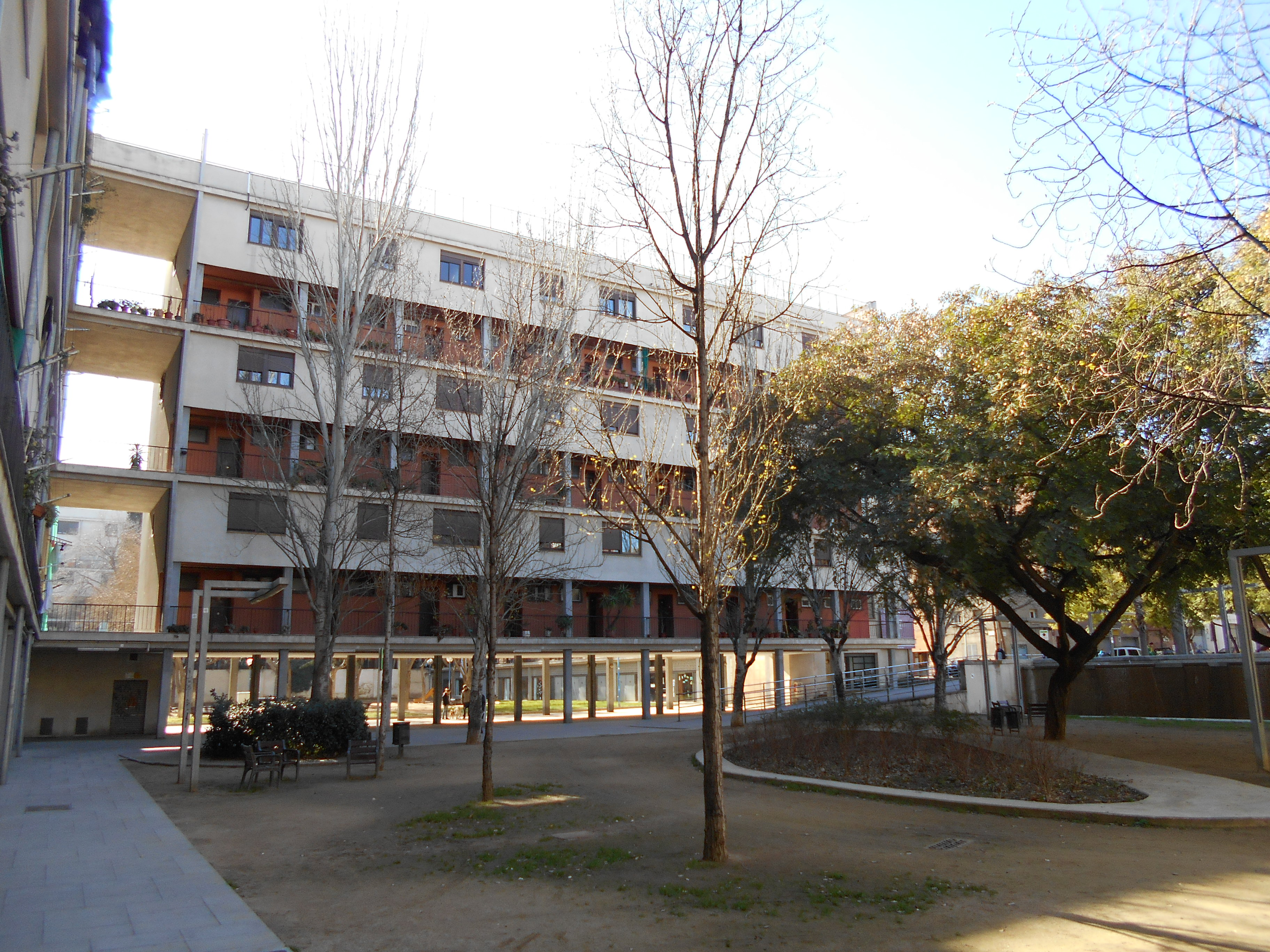
Casa Bloc (1932-1936), de Josep Lluís Sert, Josep Torres Clavé y Joan Baptista Subirana.

Coincidiendo prácticamente con la Segunda República se desarrolló el racionalismo arquitectónico, representado por el grupo GATCPAC (Grupo de Artistas y Técnicos Catalanes para el Progreso de la Arquitectura Contemporánea), formado por Josep Lluís Sert, Josep Torres Clavé, Germán Rodríguez Arias, Sixt Illescas, Ricardo de Churruca y Joan Baptista Subirana.
La posguerra supuso el retorno a las formas académicas, con arquitectos como Raimon Duran i Reynals, Lluís Bonet i Garí, Francesc Mitjans, Manuel de Solà-Morales, Francisco Juan Barba Corsini, Pere Benavent de Barberà y Josep Soteras. Sin embargo, en los años 1950 hubo una renovación del panorama arquitectónico gracias al Grupo R (1951-1961), representado por José Antonio Coderch, Antoni de Moragas, Josep Maria Sostres, Oriol Bohigas y Josep Martorell. Esta renovación se afianzó entre los años 1960 y 1970 con la denominada Escuela de Barcelona, entre cuyos miembros figuraban de nuevo Oriol Bohigas y Josep Martorell, además de Federico Correa, Alfons Milà, Ricardo Bofill y el grupo Studio PER, formado por Lluís Clotet, Óscar Tusquets, Cristian Cirici y Josep Bonet.

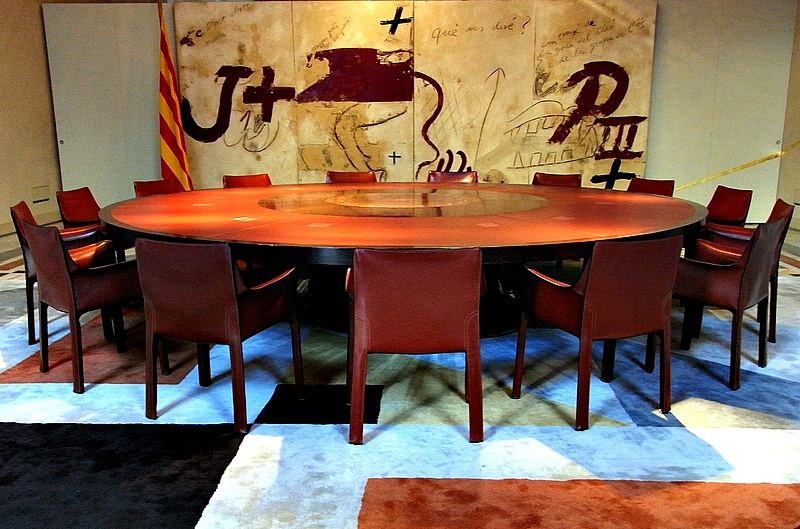
Las cuatro crónicas (1991), de Antoni Tàpies, Palacio de la Generalidad de Cataluña.

En las artes visuales, a finales de los años 1940 comenzó a resurgir el panorama artístico a través de movimientos como el Cercle Maillol o el grupo Dau al Set, creado en 1948 por Antoni Tàpies, Modest Cuixart, Joan Brossa, Joan Josep Tharrats, Joan Ponç y Arnau Puig. En los años 1950 se impuso el informalismo, encabezado por Antoni Tàpies, además de Modest Cuixart, Josep Guinovart, Albert Ràfols Casamada, Joan Hernández Pijuan y Eduardo Arranz-Bravo, mientras que en escultura destacaron Joan Brossa, Domènec Fita, Manuel Cusachs, Salvador Aulèstia y Moisès Villèlia.
En el período democrático hubo una revitalización artística gracias a la nueva política impulsada por el Ayuntamiento, especialmente en el ámbito urbanístico, cuyo desarrollo en estos años llevó a hablar de un «Modelo Barcelona» de urbanismo, reconocido con diversos premios y distinciones, como el Premio Príncipe de Gales de Urbanismo de la Universidad de Harvard (1990), la Medalla de Oro del Real Instituto de Arquitectos Británicos (RIBA) en 1999 y el premio de la Bienal de Venecia en 2002. En arquitectura, cabe citar en este período nombres como Josep Llinàs, Enric Miralles, Carlos Ferrater, Elías Torres, José Antonio Martínez Lapeña, Helio Piñón y Albert Viaplana. Desde 1988 en Barcelona se otorga el Premio Mies van der Rohe de arquitectura contemporánea, concedido junto a la Unión Europea. Las artes visuales se adentraron desde los años 1980 en las corrientes internacionales, con artistas como Francesc Abad o Jordi Benito, adscritos al arte conceptual; desde finales de siglo y durante los inicios del siglo XXI predominó el arte posmoderno, practicado por Miquel Barceló —artista mallorquín instalado en Barcelona—, Joan Pere Viladecans o Ferran García Sevilla. En escultura, el principal nombre de la segunda mitad del siglo XX fue Josep Maria Subirachs, además de Xavier Corberó, Susana Solano y Jaume Plensa.

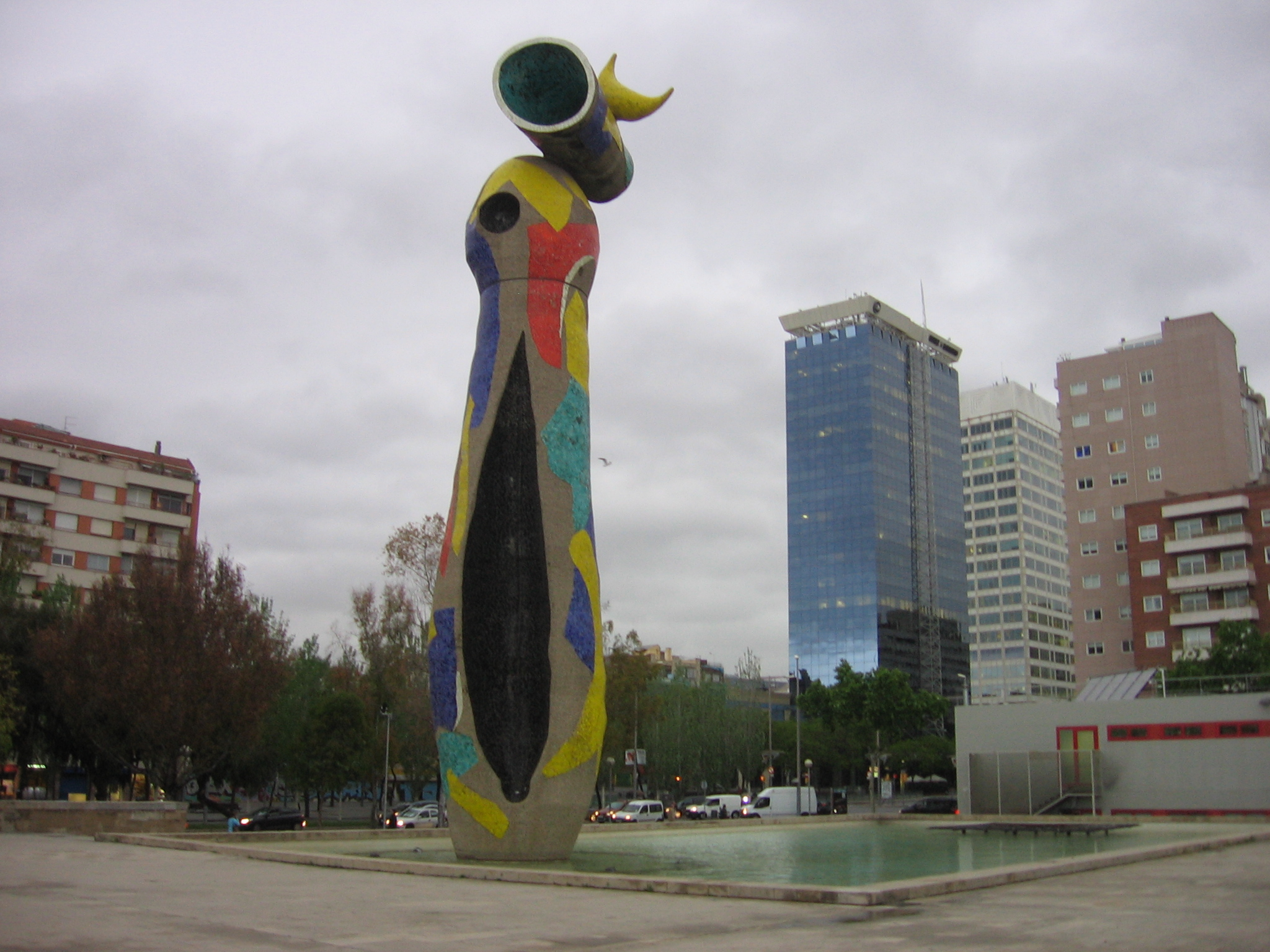
Mujer y Pájaro, de Joan Miró, parque de Joan Miró.

En el ámbito del arte público este siglo fue muy prolífico, y conviene citar obras como: el Monumento al Doctor Robert (1910), en la plaza de Tetuán, obra de Josep Llimona; la escultura Desconsuelo (1917), en el parque de la Ciudadela, de Josep Llimona; el Monumento a Mosén Jacint Verdaguer (1924), en la plaza homónima, de Joan Borrell i Nicolau; el conjunto escultórico de la plaza de Cataluña (1929), un total de 28 esculturas de diversos autores; el Monumento a la República (1934), en la plaza de la República, de Josep Viladomat; el Monumento a Pau Casals (1982), en la avenida homónima, formado por una estatua de Josep Viladomat y una estela de Apel·les Fenosa; Mujer y Pájaro (1983), de Joan Miró, en el parque homónimo; A Goya (1984), de José Gonzalvo, en la avenida de Roma; Elogio del agua (1987), de Eduardo Chillida, en el parque de la Creueta del Coll; Gato (1990), de Fernando Botero, en la rambla de El Raval; el Monumento a Francesc Macià (1991), de Josep Maria Subirachs, en la plaza de Cataluña; y la Cabeza de Barcelona (1992), de Roy Lichtenstein, en el muelle de Bosch y Alsina.
Por lo que respecta a instituciones artísticas, en 1903 se fundó la entidad Fomento de las Artes Decorativas (FAD), impulsora de la creación y el diseño en Cataluña; en 1929 se creó la Escuela Massana; en 1963 se fundó el Museo Picasso y, en 1971, la Fundación Joan Miró; en 1990 se fundó la Fundación Antoni Tàpies y se instituyó el Museo Nacional de Arte de Cataluña (MNAC), por la fusión del Museo de Arte de Cataluña y el Museo de Arte Moderno; en 1995 se inauguró el Museo de Arte Contemporáneo de Barcelona (MACBA). También cabe citar en el terreno de la arqueología la figura de Agustí Duran i Sanpere, quien emprendió numerosas campañas de estudio de restos arqueológicos en el perímetro urbano; fue el primer director del Museo de Historia de la Ciudad, inaugurado en 1943.
Literatura

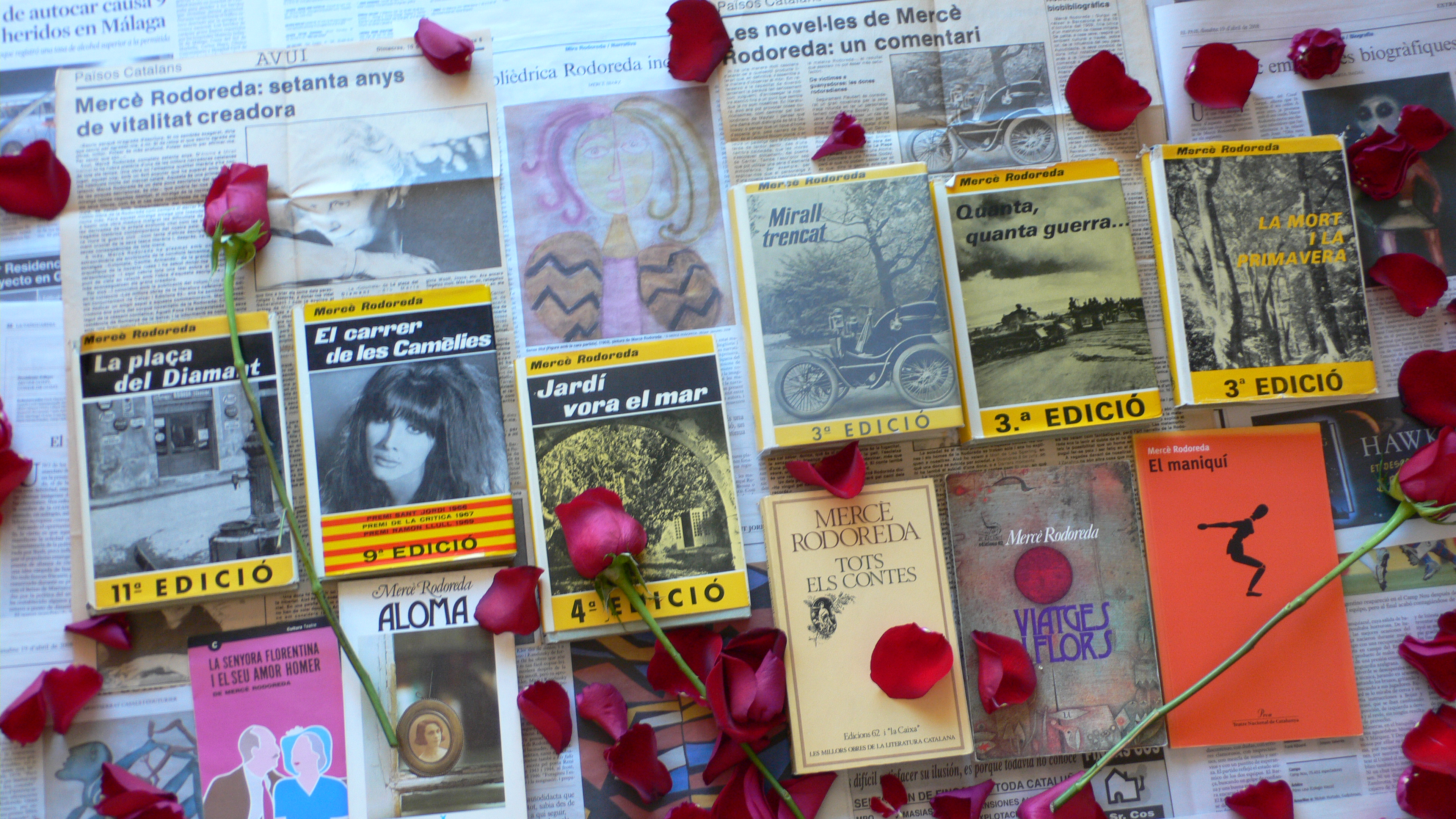
Recopilación de obras de Mercè Rodoreda.

En literatura, el siglo se inició con cierta pervivencia del modernismo, que destacó principalmente en novela, con dos tendencias: novela rural (Raimon Casellas, Josep Pous i Pagès) y novela urbana (Pedro Corominas, Joaquim Ruyra, Santiago Rusiñol); la poesía fue cultivada en castellano por Eduardo Marquina; en teatro, cabe citar a Adrià Gual, con un estilo poético y simbólico, e Ignasi Iglésias, en una línea más de teatro social de influencia ibseniana. Entre los años 1910-1930 se desarrolló el novecentismo, representado en prosa por Eugenio d'Ors, aunque más desarrollado en poesía, de tono intelectual y perfeccionamiento formal, representada fundamentalmente por Josep Carner y Carles Riba, además de Guerau de Liost, José Pijoán y Clementina Arderiu. En los años anteriores a la guerra, la prosa denotó la influencia de la novela psicológica europea, con raíces en Proust y Joyce, con autores como Carles Soldevila y Sebastià Juan Arbó, además de la figura de Josep Pla, que cultivó diversos géneros; la poesía se enmarcó en el vanguardismo europeo, especialmente el surrealismo, y contó con poetas como Joan Salvat-Papasseit, Pere Quart, Josep Vicenç Foix, Ventura Gassol y Marià Manent; en teatro cabe mencionar a Josep Maria de Sagarra, también poeta y novelista.

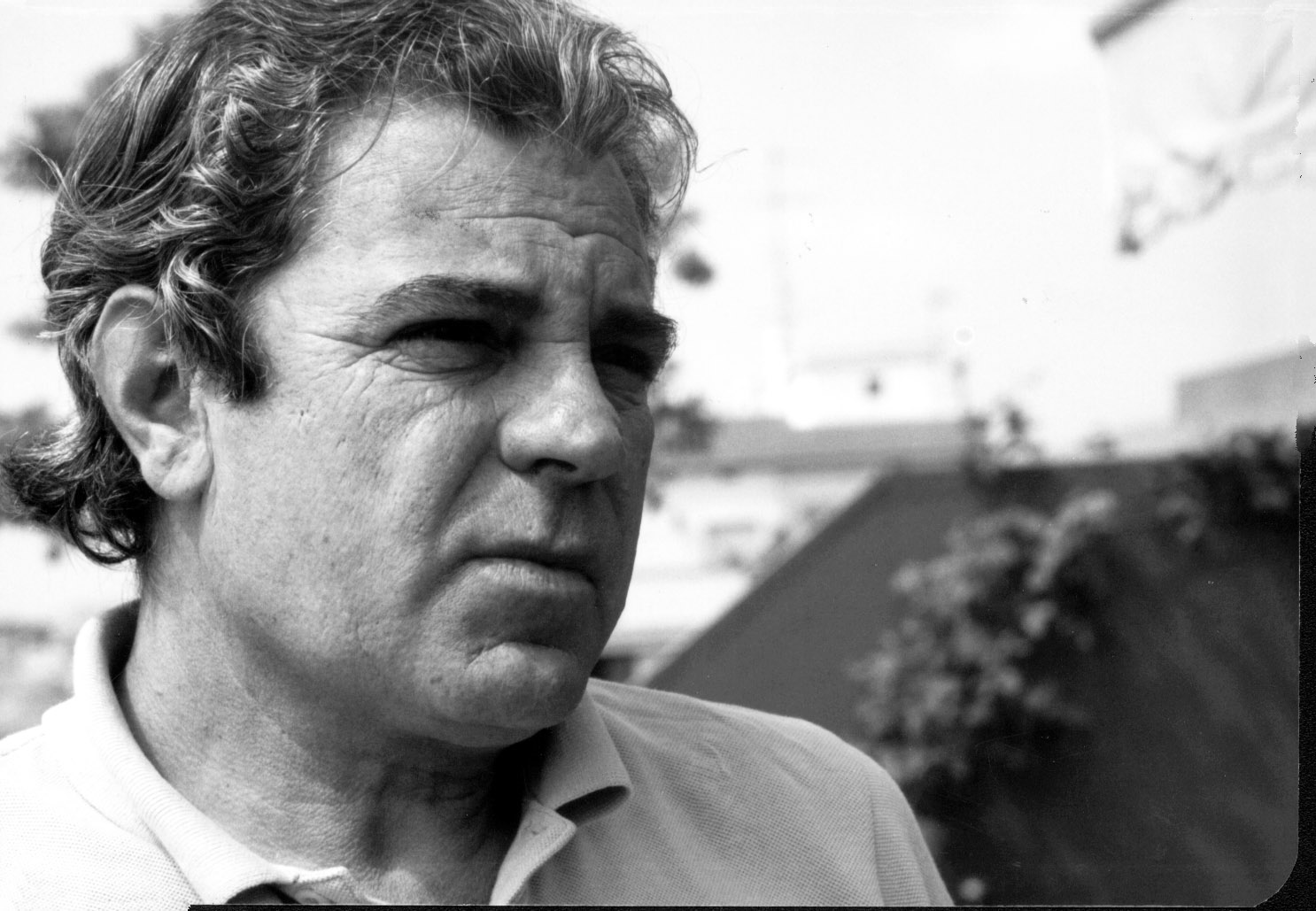
El escritor barcelonés Juan Marsé en 1991.

En la posguerra, aunque inicialmente la edición en catalán fue prohibida, se permitió desde 1946 con la Editorial Selecta, aunque sometida a la censura, como por otro lado pasaba con la literatura en español. La prosa fue abandonando la novela psicológica para recibir influencias contemporáneas, como las de Kafka y Faulkner; cabe citar nombres como: Pere Calders, Mercè Rodoreda, Joan Puig i Ferreter, Xavier Benguerel, Joan Perucho, Manuel de Pedrolo, Jordi Sarsanedas, Maria Aurèlia Capmany, Josep Maria Espinàs o Baltasar Porcel; y, en castellano, Ignacio Agustí, Carmen Laforet, Ana María Matute, Juan Goytisolo, Luis Goytisolo, Ana María Moix, Terenci Moix, Mercedes Salisachs y Juan Marsé. En poesía, Joan Teixidor y Joan Vinyoli cultivaron un tono intimista y de raíz existencial, mientras que Salvador Espriu representa el paso de lo existencial a lo social, y Joan Brossa y Gabriel Ferrater tienen un lenguaje más renovador; en la llamada generación del 50 destacaron poetas en castellano, como Carlos Barral, Jaime Gil de Biedma y José Agustín Goytisolo; en los años 1960 predominó el realismo, ligado a la poesía social, con figuras como Francesc Vallverdú; y, en los años 1970, surgió un nuevo formalismo, los «novísimos», representado por Pere Gimferrer y, en castellano, Félix de Azúa. En cuanto al teatro, hubo escasa producción hasta los años 1950, surgiendo entonces el teatro del absurdo de la mano de Joan Brossa y Manuel de Pedrolo; más tarde se dio un realismo de influencia brechtiana, representado por Jordi Teixidor y Josep Maria Benet i Jornet. En 1949 se creó el premio Nadal y se fundó la editorial Planeta, una de las más relevantes de las letras hispanas, que desde 1952 otorga el premio Planeta. También cabe destacar el papel ejercido por el mundo editorial barcelonés en el boom de la literatura hispanoamericana (Gabriel García Márquez, Mario Vargas Llosa) durante los años 1960, especialmente gracias a la labor de la agente literaria Carmen Balcells y del editor Carlos Barral. De tiempos democráticos cabe citar, en catalán, a Quim Monzó y Sergi Pàmies, en prosa; y a Joan Margarit y Enric Casasses, en poesía; en castellano, destacan Manuel Vázquez Montalbán, Eduardo Mendoza, Francisco González Ledesma, Enrique Vila-Matas, Ignacio Vidal-Folch, Ignacio Martínez de Pisón y Alicia Giménez Bartlett.
En el terreno de la filosofía, surgió a principios de siglo, a raíz de la creación en 1912 de la cátedra de Filosofía de la Universidad de Barcelona, la llamada Escuela de Barcelona, representada por Jaume Serra i Hunter, Tomàs Carreras i Artau, Joaquim Xirau, Eduardo Nicol y José Ferrater Mora. El novecentismo estuvo representado por Eugenio d'Ors. Posteriormente, el marxismo tuvo su exponente en Manuel Sacristán. Otros autores destacados son: Xavier Rubert de Ventós, Eugenio Trías, Norbert Bilbeny, Salvador Pániker, Raimon Panikkar y Lluís Maria Xirinacs.
Música

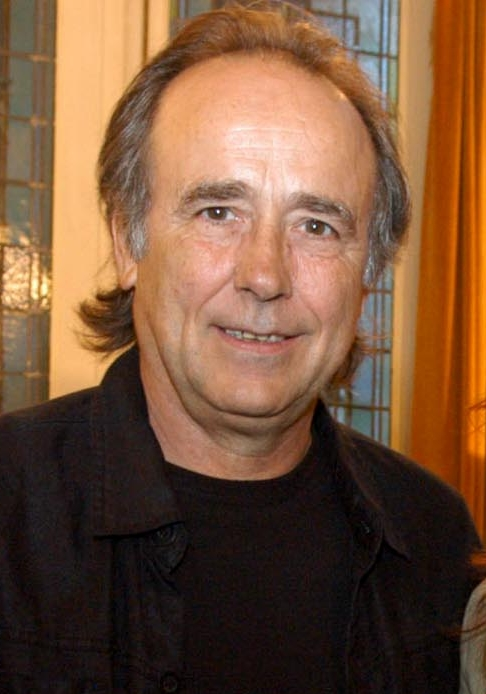
Joan Manuel Serrat.

En música, el siglo comenzó con una cierta pervivencia del modernismo nacionalista, representado por Enric Morera, Jaume Pahissa, Cristòfor Taltabull y Joan Lamote de Grignon. En 1901 se fundó la Asociación Wagneriana de Barcelona. En 1908 se creó el Palacio de la Música Catalana, en 1914 la Banda Municipal se convirtió en orquesta sinfónica y, en 1920, se fundó la Orquesta Pau Casals, dirigida por el insigne violoncelista. En el seno del novecentismo destacaron Eduard Toldrà, Federico Mompou y Manuel Blancafort, y Roberto Gerhard se acercó a las corrientes vanguardistas internacionales. Durante la dictadura franquista se clausuraron muchas asociaciones musicales, orfeones y corales; de esta época cabe citar como compositores destacados a Joaquim Homs, Xavier Montsalvatge, Josep Maria Mestres Quadreny, Xavier Benguerel y Joan Guinjoan. En 1944 se fundó la Orquesta Municipal de Barcelona, que en 1994 pasó a llamarse Orquesta Sinfónica de Barcelona y Nacional de Cataluña. En 1999 se inauguró el Auditorio de Barcelona.
La ópera siguió contando en esta centuria con muy buena acogida, y el Gran Teatro del Liceo pasó a ser uno de los centros operísticos más reputados a nivel internacional. En 1963 se inició el Concurso Internacional de Canto Francesc Viñas, para dar a conocer a jóvenes talentos. Como principales intérpretes cabe destacar a los barítonos Manuel Ausensi y Josep Simorra; los tenores Hipólito Lázaro, Jaume Aragall y Josep Carreras; las mezzosopranos Conchita Supervía y Anna Ricci; y las sopranos María Barrientos, Graziella Pareto, Mercedes Capsir, Victoria de los Ángeles, Montserrat Caballé y Carmen Bustamante. Entre 1994 y 1999 se remodeló totalmente el Gran Teatro del Liceo tras un incendio; abrió de nuevo sus puertas al público el 17 de octubre de 1999. A principios de siglo, Enric Morera intentó crear una zarzuela catalana, pero tuvo escaso éxito frente a la castellana, que gozó de gran popularidad hasta mediados de siglo. El Orfeón Catalán estuvo prohibido hasta 1946, pero desde entonces reanudó sus actuaciones. La sardana también estuvo prohibida hasta 1943; en 1950 se fundó la Obra del Ballet Popular, que fomentaba tanto este como otros bailes populares.
En los años 1930 se introdujo en Barcelona el jazz, uno de cuyos centros se encontraba en el Hot Club, abierto en 1936; uno de sus principales intérpretes fue el pianista Tete Montoliu. El flamenco, introducido en la ciudad ya desde el siglo XIX, tuvo una edad de oro en los años 1920-1930, con figuras excepcionales como Carmen Amaya y Vicente Escudero. A nivel popular, la música más escuchada a principios de la dictadura franquista fue la copla y, posteriormente, el bolero y la balada (José Guardiola, Salomé, Ramón Calduch, Moncho, Dyango). A mediados de los años 1950 surgió la llamada «rumba catalana», con intérpretes como el Pescaílla y Peret; en los años 1970, destacaron Los Amaya y Rumba Tres. Por otro lado, en los años 1960 fue la eclosión de la música pop (Los Sírex, Dúo Dinámico) y rock (Los Salvajes, Los Mustang). El 3 de julio de 1965 actuaron en Barcelona The Beatles. Entre los 60 y los 70 surgió la llamada «onda layetana», un estilo de rock sinfónico, representado fundamentalmente por Companyia Elèctrica Dharma. Durante los últimos años del régimen surgió el movimiento Els Setze Jutges, un grupo de cantautores fuertemente politizados, que con su música reclamaban la democracia, la amnistía política y la normalización del catalán; estaba compuesto, entre otros, por Lluís Llach, Guillermina Motta, Quico Pi de la Serra, Maria del Mar Bonet y Joan Manuel Serrat; junto a otros intérpretes de la llamada Nova Cançó, como Ovidi Montllor o Raimon, crearon un frente de batalla de reivindicación catalanista y democrática. En los años 1970 surgió la llamada Cançó catalana, con intérpretes como Marina Rossell, Jaume Sisa, Pere Tàpias o Joan Isaac, o grupos como La Trinca. Ya en período democrático, dentro de la música pop-rock destacaron Loquillo, Los Rebeldes, El Último de la Fila, Los Sencillos, OBK y Jarabedepalo; en el flamenco, Mayte Martín, Miguel Poveda y Ojos de Brujo; y, en la rumba, Los Manolos, mientras que Gato Pérez mezcló rumba, jazz y rock.
Artes escénicas

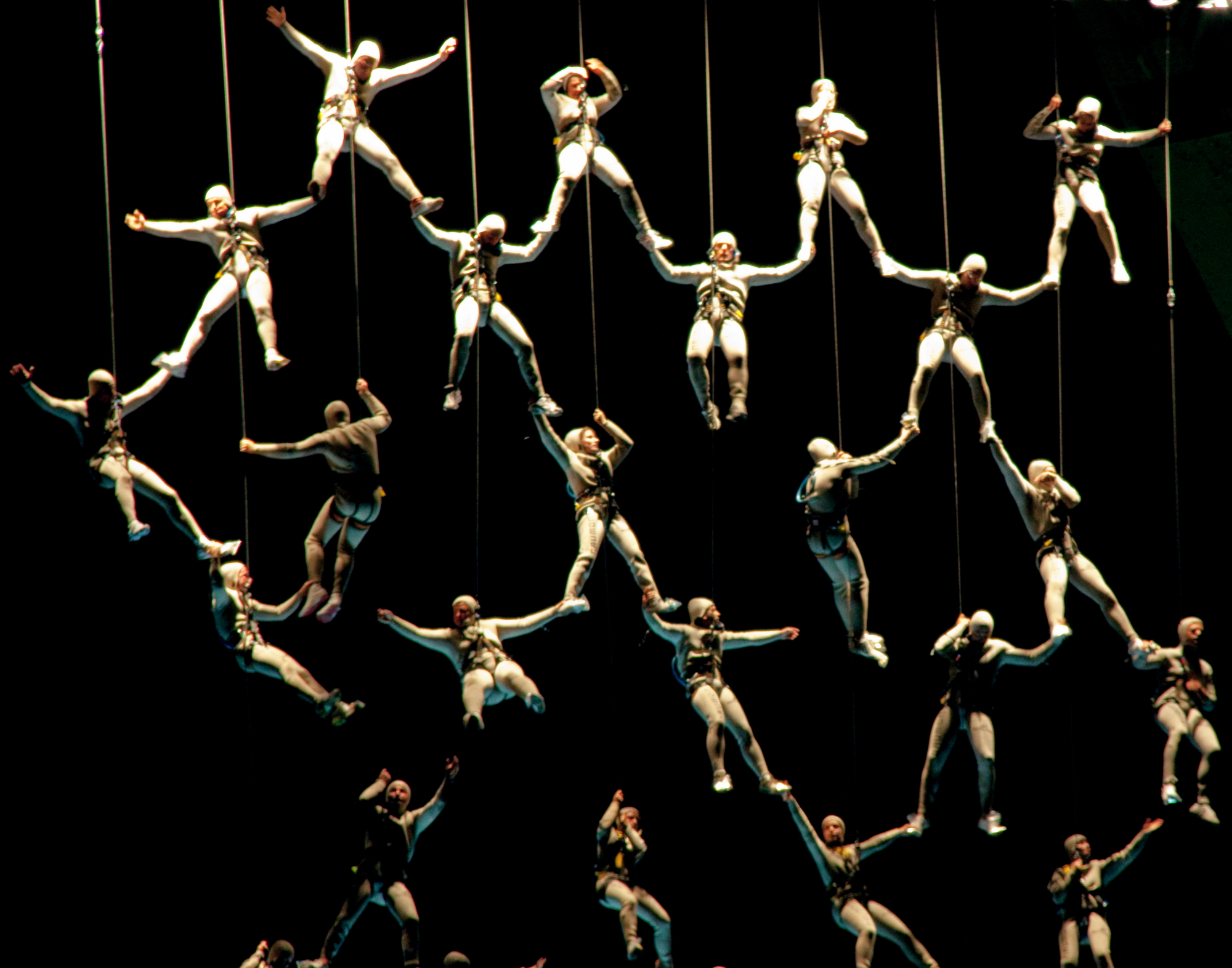
La Fura dels Baus.

El mundo del teatro contó en el primer tercio del siglo con la excepcional figura de Margarita Xirgu. Tras el parón de la Guerra Civil y la posguerra, desde los años 1960 las artes escénicas experimentaron una gran revitalización, gracias a la actividad de Ricard Salvat y la Escuela de Arte Dramático Adrià Gual, directores como Fabià Puigserver y Lluís Pasqual, actores como Núria Espert, Josep Maria Flotats, Rosa Novell y Joan Capri, y grupos teatrales como Els Joglars, Els Comediants, Dagoll Dagom, Tricicle y La Fura dels Baus. En 1976 se fundó el Teatre Lliure, y comenzó el Festival Grec; en 1983 se abrió el teatro municipal Mercado de las Flores; y, en 1997, se inauguró el Teatro Nacional de Cataluña.
La danza evolucionó notablemente durante esta centuria. Entre 1917 y 1930 hubo numerosas actuaciones de los Ballets Rusos de Diaghilev en el Gran Teatro del Liceo, que ejercieron una enorme influencia en el ballet catalán, que se incorporó a las corrientes de vanguardia con figuras como Joan Magriñà, bailarín y coreógrafo, el cual fundó en 1951 la compañía Ballet de Barcelona. Discípulo suyo fue Joan Tena, quien introdujo el dodecafonismo en la danza catalana. También se denotó la influencia de Isadora Duncan en bailarinas como Tórtola Valencia, Josefina Cira y Àurea de Sarrà. En los años 1960 se introdujo el jazz y el modern dance de la mano de Anna Maleras. En 1976, Ramón Solé fundó el Ballet Contemporáneo de Barcelona, mientras que en los años 1980 surgieron numerosas compañías, como Metros, Trànsit, Danat Dansa, Gelabert-Azzopardi, Lanònima Imperial, Nats Nus y Mal Pelo, así como el centro pedagógico La Fàbrica.
Durante este siglo el mundo del circo contó con los mejores espectáculos internacionales, además de las compañías autóctonas. Desde 1956 se organizaron los Festivales Mundiales del Circo en el Palacio de Deportes. En 1968 se organizó en la ciudad el IV Congreso Mundial de Amigos del Circo, que contó con Charlie Rivel como estrella principal. En 1976, la compañía La Tràgica inauguró el circo contemporáneo catalán. En 1981, el payaso Tortell Poltrona fundó el Circ Cric, el primero en idioma catalán. En 1991 se creó la Asociación de Circo de Cataluña y, en 1995, el Centre de Recerca de les Arts del Circ.
Fotografía
Durante este siglo se fueron mejorando los procedimientos técnicos del nuevo arte aparecido la centuria anterior, y se popularizó su práctica entre la población. En 1918 se fundó la Unión Fotográfica de Cataluña, editora de la revista Lux. En estos años se fueron incorporando fotografías en revistas y periódicos, por lo que apareció la figura del fotoperiodista o reportero, algunos de cuyos primeros representantes fueron: Alejandro Merletti, Adolf Mas i Ginestà, Josep Brangulí y Carlos Pérez de Rozas. También surgió el pictorialismo, que defendía la esteticidad de la fotografía (Pere Casas Abarca, Joaquim Pla Janini, Antoni Campañà). Otra vertiente desarrollada estos años fue la fotografía publicitaria (Josep Masana, Pere Català i Pic). En el período de la Guerra Civil destacó la excepcional obra de Agustí Centelles. Durante la dictadura franquista destacaron fotógrafos como Francesc Català Roca, Ramón Masats, Xavier Miserachs, Joan Colom, Oriol Maspons, Leopoldo Pomés y Eugeni Forcano. Posteriormente destacaron figuras como Colita, Paco Elvira, Kim Manresa, Joan Fontcuberta, Ferran Freixa y Pere Formiguera.
Cine
Tras la invención del cinematógrafo por los hermanos Lumière en 1895, la llegada del séptimo arte a la Ciudad Condal fue rápida: el 10 de diciembre de 1896 se presentó el nuevo aparato en el salón fotográfico de Antonio Fernández “Napoleón”, con gran éxito de público. El primer realizador barcelonés y pionero en todo el estado fue Fructuós Gelabert, autor en 1897 de la película Riña en un café, a la que siguieron diversas producciones hasta 1928. Otro pionero fue el turolense Segundo de Chomón, instalado en Barcelona en 1902 tras una estancia en París, autor de numerosas producciones que destacaban por su magia visual y sus efectos de trucaje. Pronto se convirtió Barcelona en el principal centro productor de toda España, y muchos cineastas y técnicos internacionales se instalaron en la ciudad. En 1927 se introdujo el cine sonoro y, ese mismo año, se filmó la primera película hablada parcialmente en catalán: La Marieta de l'ull viu o Baixant de la Font del Gat, de Josep Amich. Durante la Segunda República, la Generalidad creó en 1932 el Comité de Cine, impulsor de la cinematografía catalana, el cual patrocinó la creación el mismo año de los estudios Orphea Film. La Guerra Civil y la instauración de la dictadura franquista afectaron gravemente a la producción cinematográfica, constreñida además por la censura y la prohibición del catalán. En estos años destacaron directores como Ricardo Gascón, Arturo Moreno y Francesc Rovira i Beleta. Durante los años 1950 se realizaron numerosas producciones de cine negro, que acabó por ser un sello propio del cine barcelonés. En los años 1960 surgió la llamada Escuela de Barcelona, con directores como Vicente Aranda, Jacinto Esteva, Jaime Camino, Pere Portabella, Joaquim Jordà y Antoni Ribas. La llegada de la democracia significó el fin de la censura y la revitalización del cine en catalán, tras un cierto aperturismo en los años finales del régimen, en que se pudieron hacer unas cuantas producciones en este idioma. En 1975 se creó el Instituto del Cine Catalán y, en 1976, la Filmoteca de Cataluña. En estos años destacaron autores como Francesc Bellmunt, Ventura Pons, Bigas Luna, Francesc Betriu, Antoni Verdaguer, Rosa Vergés, Manuel Huerga, Marc Recha, Mario Gas y Marta Balletbò-Coll. En el terreno de la interpretación, cabe destacar a Rafael Bardem, Alberto Closas, Aurora Redondo, Emma Cohen, Amparo Baró, Adolfo Marsillach, Fernando Guillén, Carlos Larrañaga, Lluís Homar, Juanjo Puigcorbé, Rosa Maria Sardá, Eduard Fernández, Loles León y Ariadna Gil.
Cómic

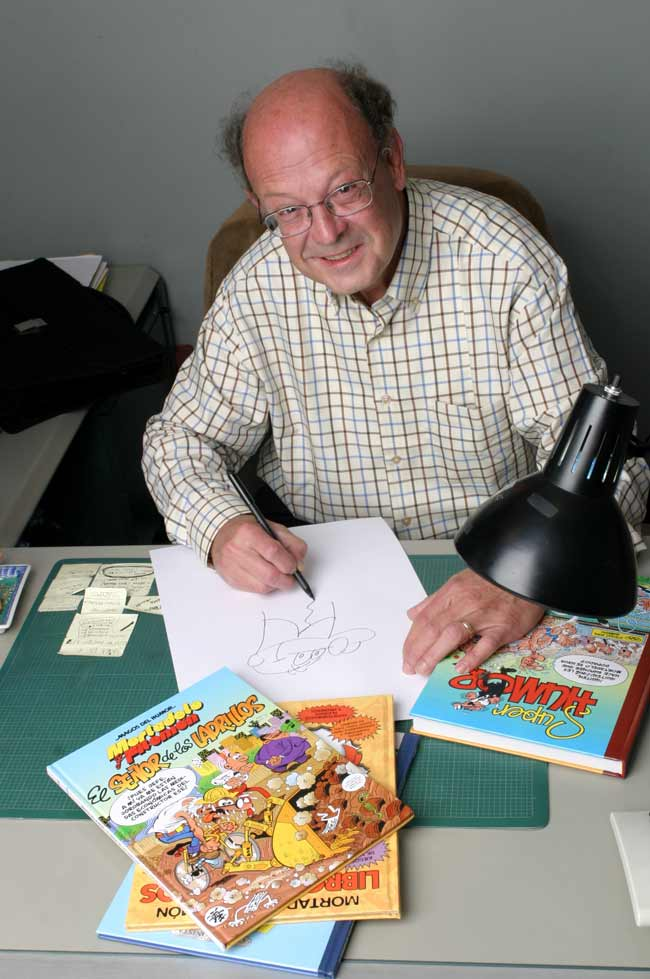
Francisco Ibáñez.

El cómic moderno nació con las tiras de viñetas de periódico en Estados Unidos, en la transición de los siglos xix-xx. De primeros de siglo son revistas satíricas como L'Esquella de la Torratxa (1872-1939) y ¡Cu-Cut! (1902-1912), y la revista infantil En Patufet (1904-1938). En Barcelona nació en 1917 el semanario TBO, pionero del cómic español, que llegó a ser tan popular que dio origen al término tebeo como sinónimo de historieta. Le siguieron revistas como Pulgarcito (desde 1921), Mickey (1935-1936) y Pocholo (1931-1952). En 1940 se creó la Editorial Bruguera, que dio origen a toda una escuela de historietistas, como Escobar, José Peñarroya, Manuel Vázquez, Guillermo Cifré y Francisco Ibáñez. Víctor Mora creó en 1956 el Capitán Trueno. En 1957, varios dibujantes de Bruguera crearon la cooperativa D.E.R. (Dibujantes Españoles Reunidos), y lanzaron la revista Tío Vivo, dirigida a un público más adulto. En 1961 apareció la revista en catalán Cavall Fort, inspirada en el cómic francobelga. En 1973 el dibujante Jan creó Superlópez. También en 1973 surgió El Rrollo enmascarado, enmarcada en el cómic underground; en 1977, El Jueves, de humor satírico; y, en 1979, El Víbora, representante de la llamada línea chunga. En 1981 aparecieron Cairo y Cimoc, de línea clara.
Ciencia

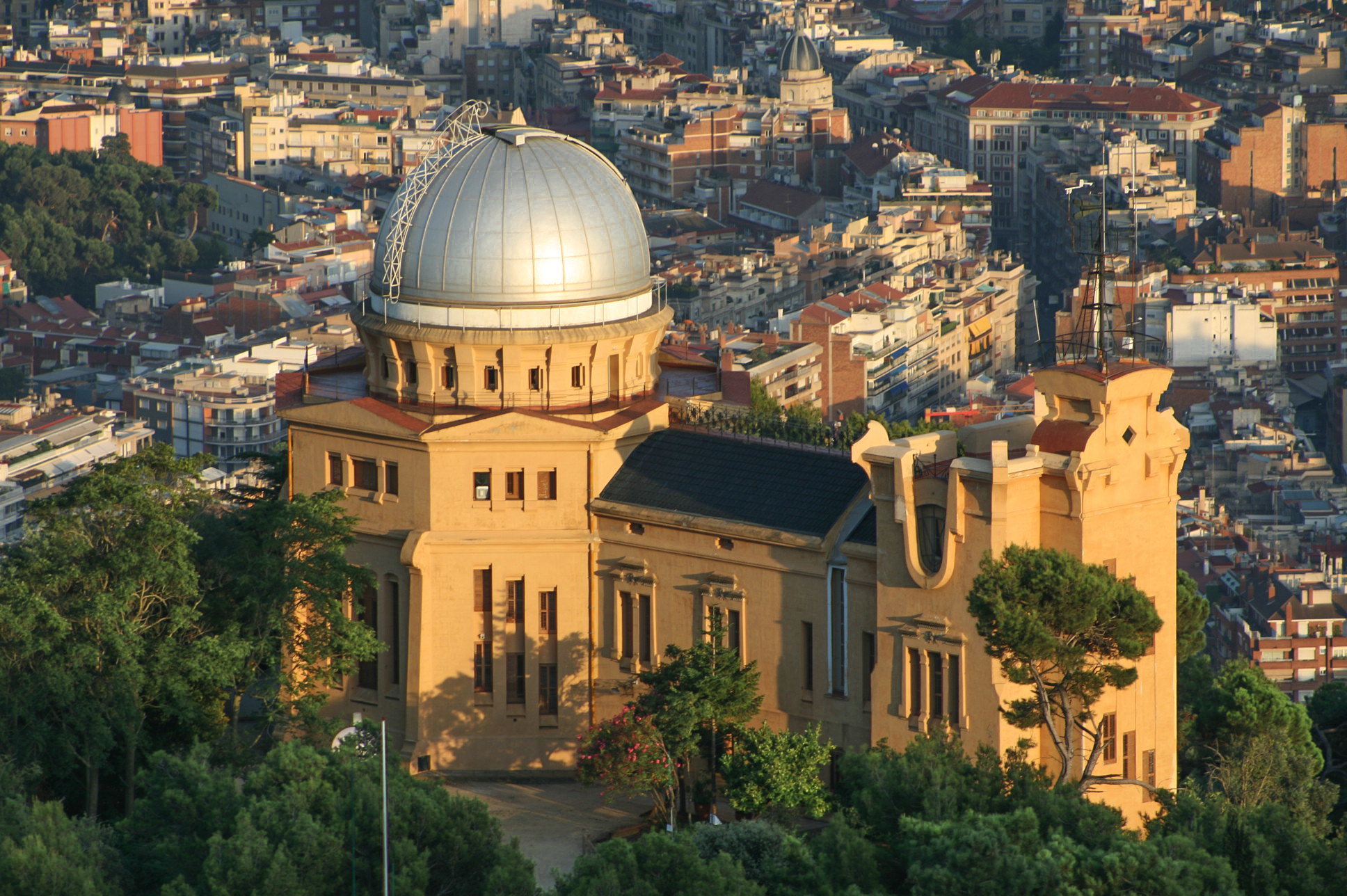
Observatorio Fabra.

La ciencia adquirió un progresivo desarrollo durante este siglo, un período de grandes adelantos científicos y tecnológicos, y de grandes descubrimientos tanto teóricos como prácticos. En 1900 se creó la Institución Catalana de Historia Natural. En 1904 se fundó el Observatorio Fabra de astronomía, situado en la montaña del Tibidabo, al que en 1912 se añadió una sección meteorológica y sísmica; su primer director, José Comas y Solá, descubrió entre 1915 y 1930 dos cometas y once asteroides, uno de ellos bautizado Barcelona. En 1906 se creó la Junta Municipal de Ciencias Naturales de Barcelona. En 1916 se inauguraron el Instituto Biológico de Sarriá y el Instituto Químico de Sarriá, ambos patrocinados por los jesuitas. En 1920 se creó el Instituto de Fisiología; en 1924, el Museo de Zoología; en 1931, la Real Academia de Farmacia; y, en 1934, el Jardín Botánico de Barcelona. También cabe destacar la labor divulgativa del Museo de la Ciencia, creado en 1981 (actual CosmoCaixa, que cuenta con un magnífico planetario. Entre los científicos de este siglo destacan: Eduard Fontserè, meteorólogo y sismólogo; Isidre Pòlit, físico y astrónomo; Ramon Jardí, físico y meteorólogo; Joaquim Febrer, astrónomo y matemático; Pius Font i Quer, químico, farmacéutico y botánico; Esteve Terradas, ingeniero y matemático; Miquel Masriera, físico; Norberto Font y Sagué, naturalista y geólogo; Marià Faura, geólogo y paleontólogo; Josep Ramon Bataller, Jaume Marcet, Noel Llopis y Valentí Masachs, geólogos; Antoni Torroja, ingeniero y matemático; Pedro Puig Adam, Josep Maria Orts y Ferran Sunyer, matemáticos; Josep Torrens, ingeniero industrial; Jaime Pujiula, biólogo; Salvador Maluquer y Francesc Pardillo, naturalistas; y Eduard Vitòria, químico. El panorama cultural barcelonés tuvo el honor de la visita en 1923 del científico Albert Einstein, autor de la teoría de la relatividad, el cual impartió un curso monográfico sobre su teoría en la Escuela Industrial.
En el campo de la medicina, se construyeron los hospitales Clínico, del Mar, de San Pablo y del Valle de Hebrón, así como la Casa de Maternidad. Destacaron nombres como: August Pi i Sunyer, fisiólogo; Jaume Peyrí, dermatólogo; Pere Nubiola, tocólogo; Hermenegildo Arruga, José Antonio Barraquer, Ignacio Barraquer y Joaquín Barraquer, oftalmólogos; Luis Barraquer, neurólogo; Manuel Corachán, Antoni y Joaquim Trias i Pujol, y Josep Trueta, cirujanos; Salvador Gil Vernet y Antonio Puigvert, urólogos; Agustín Pedro Pons, internista; Francesc Gallart, digestólogo; Leandro Cervera, endocrinólogo; Emilio Mira y Jeroni de Moragas, psiquiatras; Valentín Fuster, cardiólogo; y Josep Alsina i Bofill, nefrólogo.

## SigloXXI

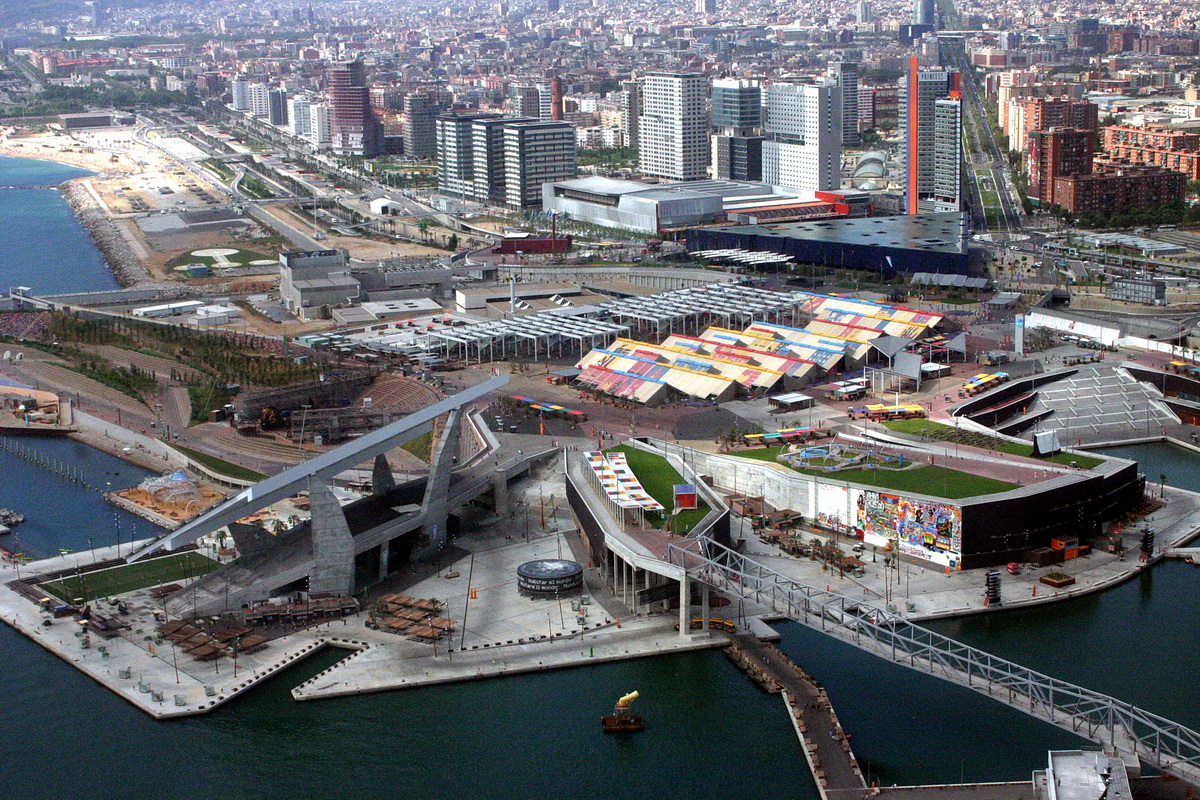
Vista aérea del Fórum Universal de las Culturas.

La Barcelona del siglo XXI es una ciudad próspera y con proyección internacional, que apuesta por la cultura, la calidad de vida, la innovación, la solidaridad y la sostenibilidad. Los profundos cambios experimentados gracias a la celebración de eventos como los Juegos Olímpicos de 1992 y el Fórum de las Culturas de 2004 dejaron una ciudad renovada, cosmopolita y de gran atractivo turístico y cultural. Sin embargo, el precio que pagaron los barceloneses fue el desorbitado incremento del precio del suelo, que provocó una espectacular alza en el precio de los pisos, situando a Barcelona como una de las ciudades más caras de Europa, con pisos al mismo nivel de precios que ciudades como Madrid o París. Al inicio del siglo, la economía experimentó una cierta desindustrialización, al tiempo que apostaba por nuevos sectores, como el de las nuevas tecnologías de la información y la comunicación, establecidas en el llamado distrito 22@. El turismo fue en aumento desde el inicio de la proyección internacional de la ciudad con los Juegos Olímpicos, favorecido además por el incremento de la llegada de cruceros al puerto de Barcelona. También aumentó la celebración en la ciudad de importantes ferias y congresos, algunos de relevancia internacional, como el Mobile World Congress, celebrado en la Ciudad Condal desde 2006. En 2002 se introdujo la nueva moneda europea, el euro, en sustitución de la peseta.
En 2003 se produjo una importante movilización ciudadana en contra de la invasión de Irak por parte de Estados Unidos, la cual estaba secundada por el gobierno de José María Aznar; en Barcelona, el 15 de febrero se manifestaron cerca de 1 300 000 personas —la manifestación más multitudinaria de la historia de la ciudad—, bajo el lema «Paremos la guerra». Ese año terminó la larga etapa de Jordi Pujol en el gobierno de la Generalidad. En las elecciones autonómicas del 16 de noviembre de 2003 ganó el socialista Pasqual Maragall en número de votos, pero en escaños triunfó CiU, liderada por el delfín de Pujol, Artur Mas. Sin embargo, Maragall logró un pacto de gobierno con ICV-EUiA y ERC, dando paso al llamado «gobierno del tripartito» (2003-2006), el cual tuvo como eje de su legislatura la redacción de un nuevo estatuto de autonomía con mayor margen de autogobierno. El nuevo estatuto fue aprobado por el Parlamento de Cataluña en septiembre de 2005, refrendado por las Cortes Españolas —tras algunos recortes— el 30 de marzo de 2006, y votado en referéndum por el pueblo catalán el 18 de junio de 2006.

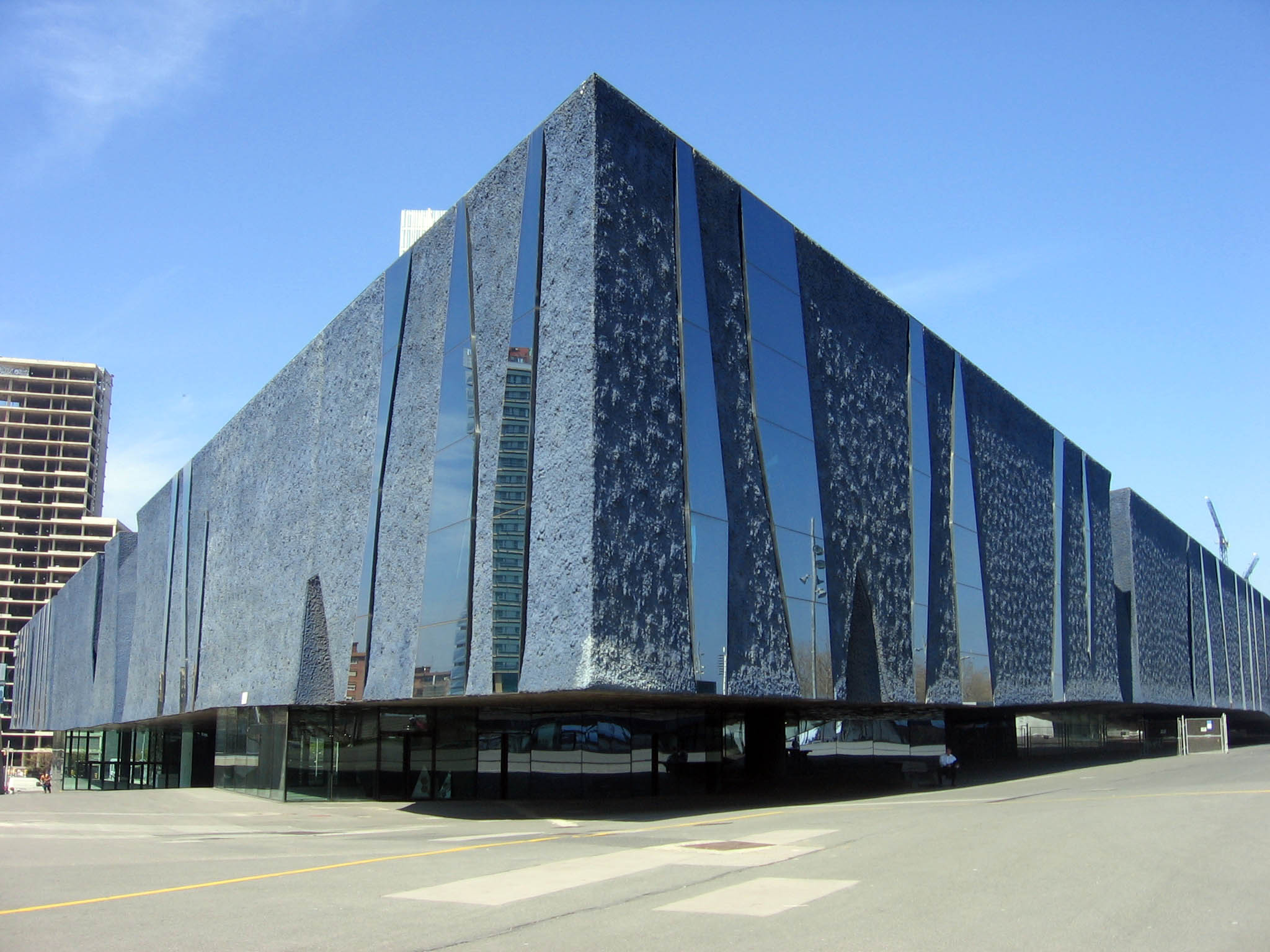
Fórum Universal de las Culturas 2004: Edificio Fórum (2000-2004), de Jacques Herzog y Pierre de Meuron.

La celebración de un nuevo evento en el año 2004, el Fórum Universal de las Culturas, permitió unos cambios urbanísticos de relevancia en la ciudad: se recuperó toda la zona del Besós, hasta entonces poblada de antiguas fábricas en desuso, lo que permitió regenerar todo el barrio del Pueblo Nuevo y construir el nuevo barrio de Diagonal Mar, así como hacer llegar la avenida Diagonal hasta el mar. Además, el Fórum legó a la ciudad nuevos parques y amplios espacios para el ocio de los ciudadanos, nuevas plazas hoteleras de alta categoría, y dos nuevos edificios para exposiciones y congresos que dieron nuevas posibilidades al perfil económico de la ciudad. El Fórum se celebró entre el 9 de mayo y el 26 de septiembre de 2004, y reunió un amplio conjunto de exposiciones, festivales, debates y espectáculos organizados en torno a tres ejes fundamentales: la paz, la sostenibilidad y la diversidad cultural.

### Crisis económica

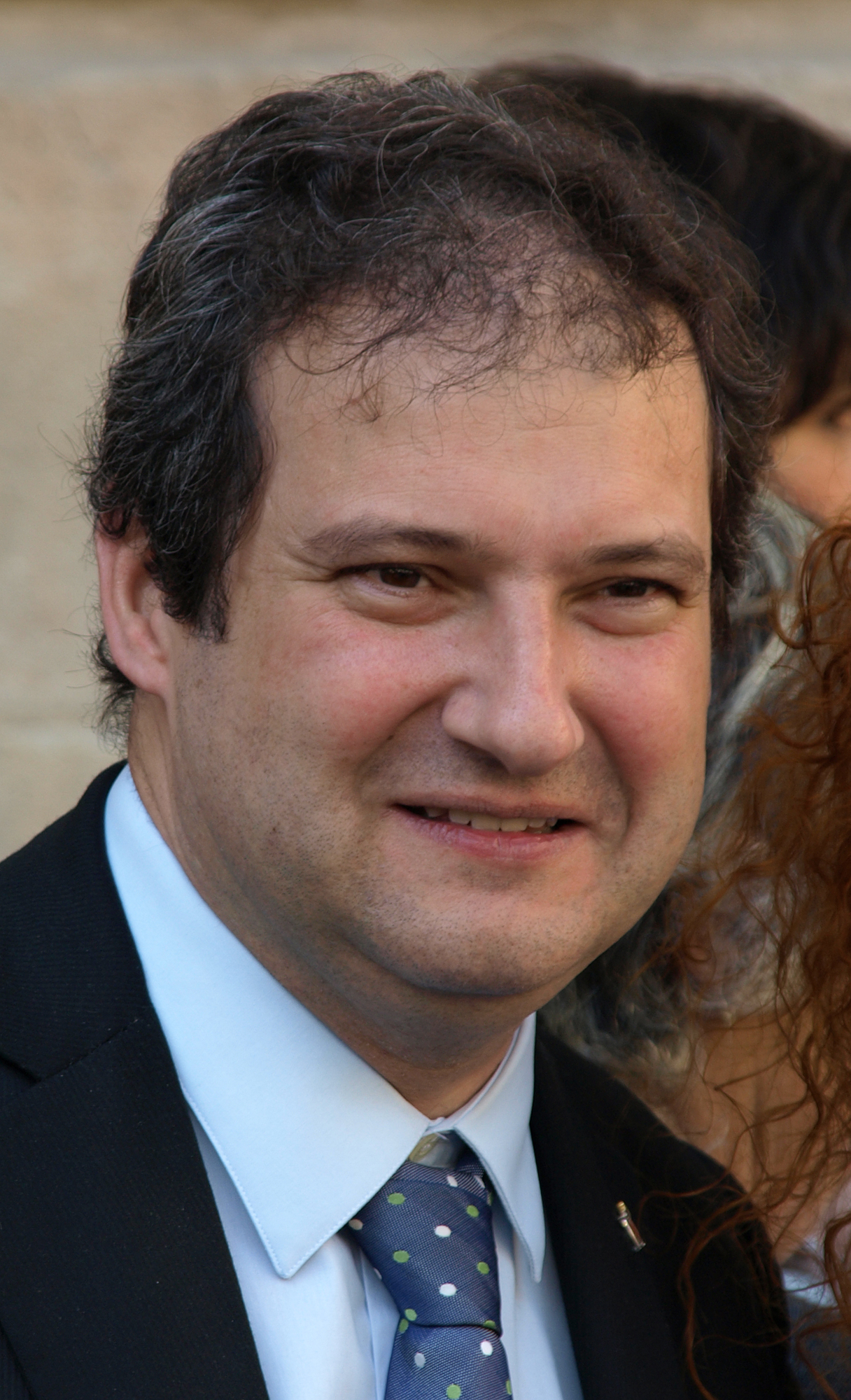
Jordi Hereu.

En septiembre de 2006, Jordi Hereu sucedió a Joan Clos al frente de la alcaldía, al hacerse cargo este de la cartera de Industria del gobierno de José Luis Rodríguez Zapatero. En noviembre de ese año, las elecciones autonómicas dieron la presidencia de la Generalidad al socialista José Montilla, sucesor de Maragall, al frente de un nuevo tripartito. Su legislatura estuvo marcada por las tiranteces con sus socios de gobierno y por el inicio de la crisis económica internacional en 2008. Con la crisis aumentó considerablemente el desempleo, lo que, unido a los recortes en prestaciones sociales, llevó a un considerable sector de la población a una situación de precariedad sin precedentes. La crisis acentuó de nuevo las brechas sociales entre ricos y pobres, con el efecto de un descenso pronunciado de la clase media: entre 2007 y 2013 las rentas medias cayeron un 14,2 %, y las bajas pasaron del 21,7 % al 41,8 %. En rentas familiares, los siete barrios más ricos de la ciudad triplicaban a los diecinueve más pobres. Por otro lado, el descenso del nivel de vida afectó a la salud, lo que se constató en una diferencia de hasta 11 años de esperanza de vida entre barrios ricos y pobres. En estos años aumentaron los índices de pobreza: en 2014, el 26 % de la población se encontraba en riesgo de pobreza o exclusión; en 2016 había 2914 personas durmiendo en la calle o en centros sociales. La crisis también puso de relieve dramas sociales como los desahucios —por lo que en 2009 se creó la Plataforma de Afectados por la Hipoteca—, o la malnutrición infantil. Debido al desempleo, surgió de nuevo la emigración a otros países, principalmente del entorno europeo; entre 2010 y 2011 salieron de la provincia de Barcelona unas 200 000 personas, casi un 4 % de la población.

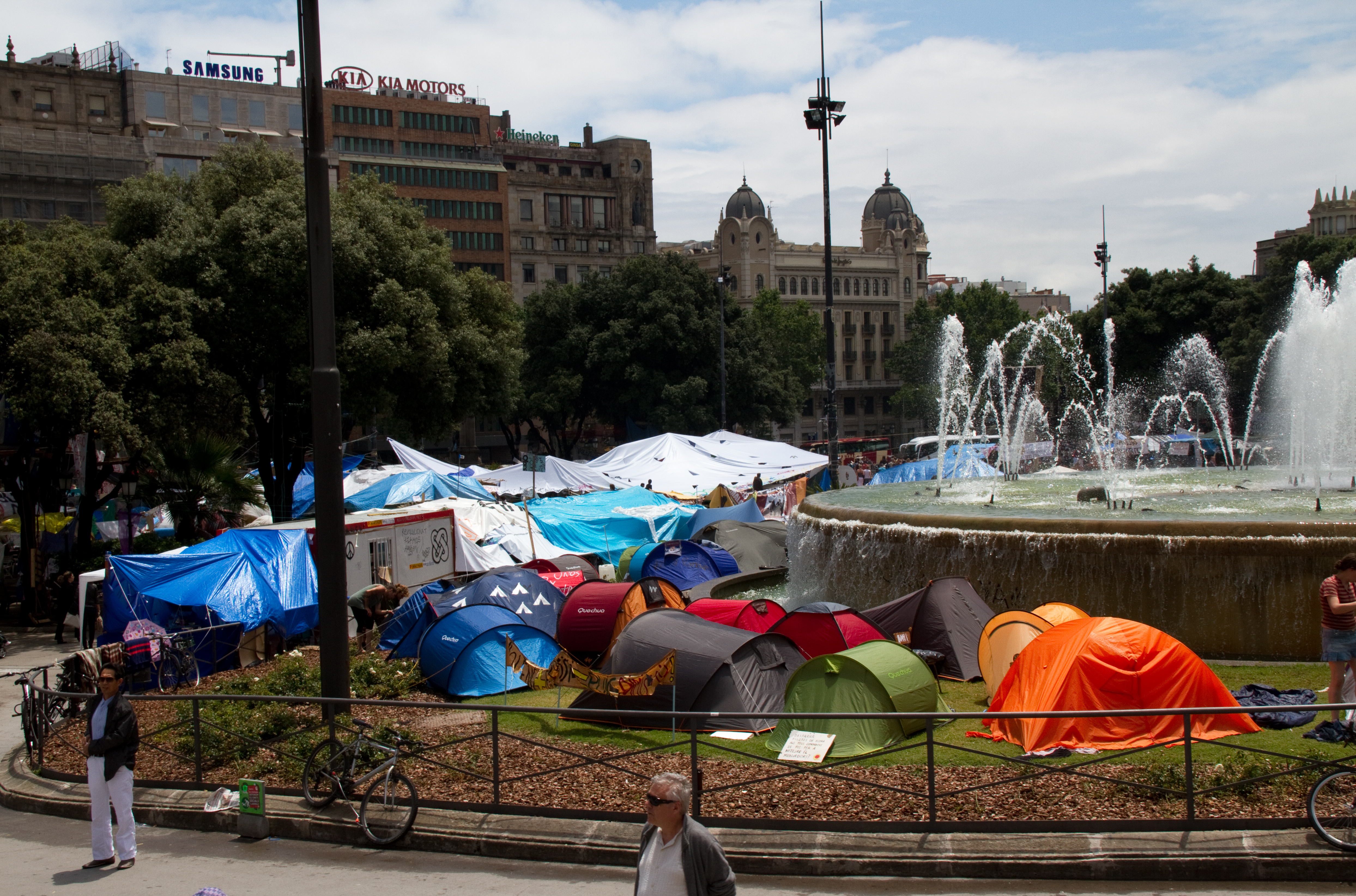
Acampada del Movimiento 15-M en Barcelona.

La crisis económica provocó una serie de protestas populares que se concretaron en el llamado Movimiento 15-M, iniciado con una serie de manifestaciones en toda España el 15 de mayo de 2011. A partir de esa fecha, se hicieron acampadas en numerosas ciudades en señal de protesta y como forma de canalizar todas las reivindicaciones efectuadas por este colectivo ciudadano. En Barcelona, el centro de la acampada fue la plaza de Cataluña, que duró hasta el 30 de junio. Las consecuencias de este movimiento fueron principalmente el surgimiento de nuevos partidos políticos para vehiculizar las reivindicaciones del colectivo, como Procés Constituent, Guanyem Barcelona (posteriormente llamado Barcelona en Comú) y Podem.
Durante este período surgieron diversos casos de corrupción política que supusieron un fuerte impacto en la opinión pública, cada vez más desencantada de la clase política. Los principales fueron: el caso 3%, un presunto cobro de comisiones de obras públicas realizado por la Generalidad, gobernada por CiU, denunciado por Pasqual Maragall en 2005; el caso Millet, destapado en 2009, un desfalco realizado en el Palacio de la Música Catalana por su director, Fèlix Millet i Tusell, y que salpicó a CiU, acusado de financiarse ilegalmente; el caso Pretoria (2009), con varios cargos de PSC y CiU acusados de soborno, corrupción urbanística y blanqueo de dinero; el caso Pallerols, sentenciado en 2013, que de nuevo salpicaba a CiU; y el caso Pujol (2014), en que se imputaba a Jordi Pujol, su esposa y sus hijos, diversos delitos de corrupción y evasión fiscal. Coincidiendo con todo ello, en 2009 se inauguró la Ciudad de la Justicia de Barcelona y Hospitalet de Llobregat.

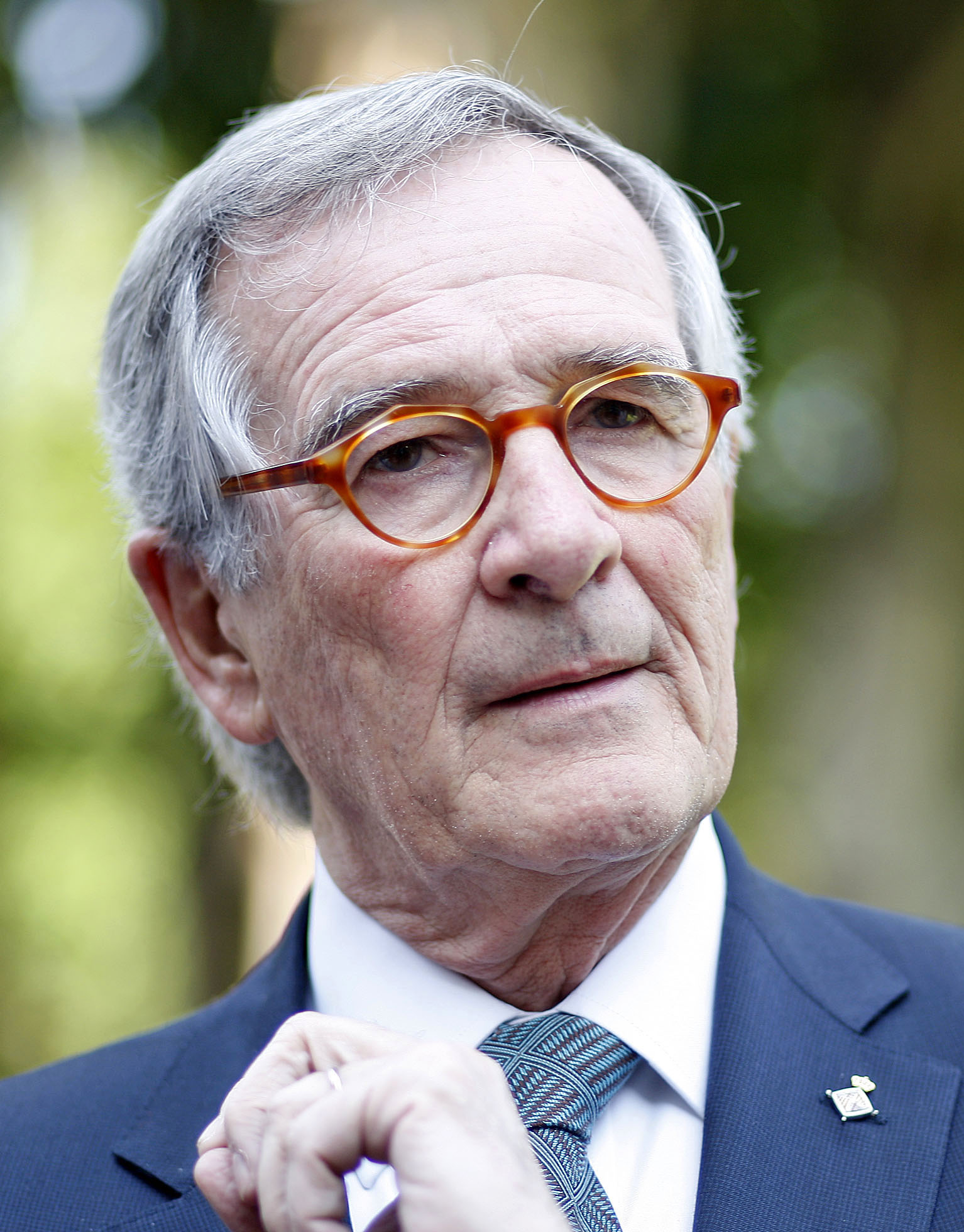
Xavier Trias.

Las elecciones del 23 de diciembre de 2010 supusieron el retorno al gobierno autonómico de CiU, bajo la presidencia de Artur Mas, la cual estuvo marcada por el creciente auge del independentismo, estimulado por la sentencia del Tribunal Constitucional de ese año que recortaba competencias al Estatuto, y liderado por movimientos sociales protagonizados por las asociaciones Asamblea Nacional Catalana (ANC) y Òmnium Cultural. En contrapartida, el proceso independentista contó con fuertes detractores en el seno de la sociedad catalana, encabezados por los partidos PPC y Ciudadanos, y por plataformas civiles como Sociedad Civil Catalana, fundada en 2014.
En 2011 se produjo el relevo político en la alcaldía al ganar CiU las elecciones municipales, siendo elegido alcalde Xavier Trias. El nuevo consistorio debió hacer frente a la crisis económica, aunque el déficit de la capital catalana era bastante moderado, comparado con otras ciudades españolas: al cierre de 2011 el déficit era de 398 millones de euros, menor al estimado en la elaboración del presupuesto de 2012.

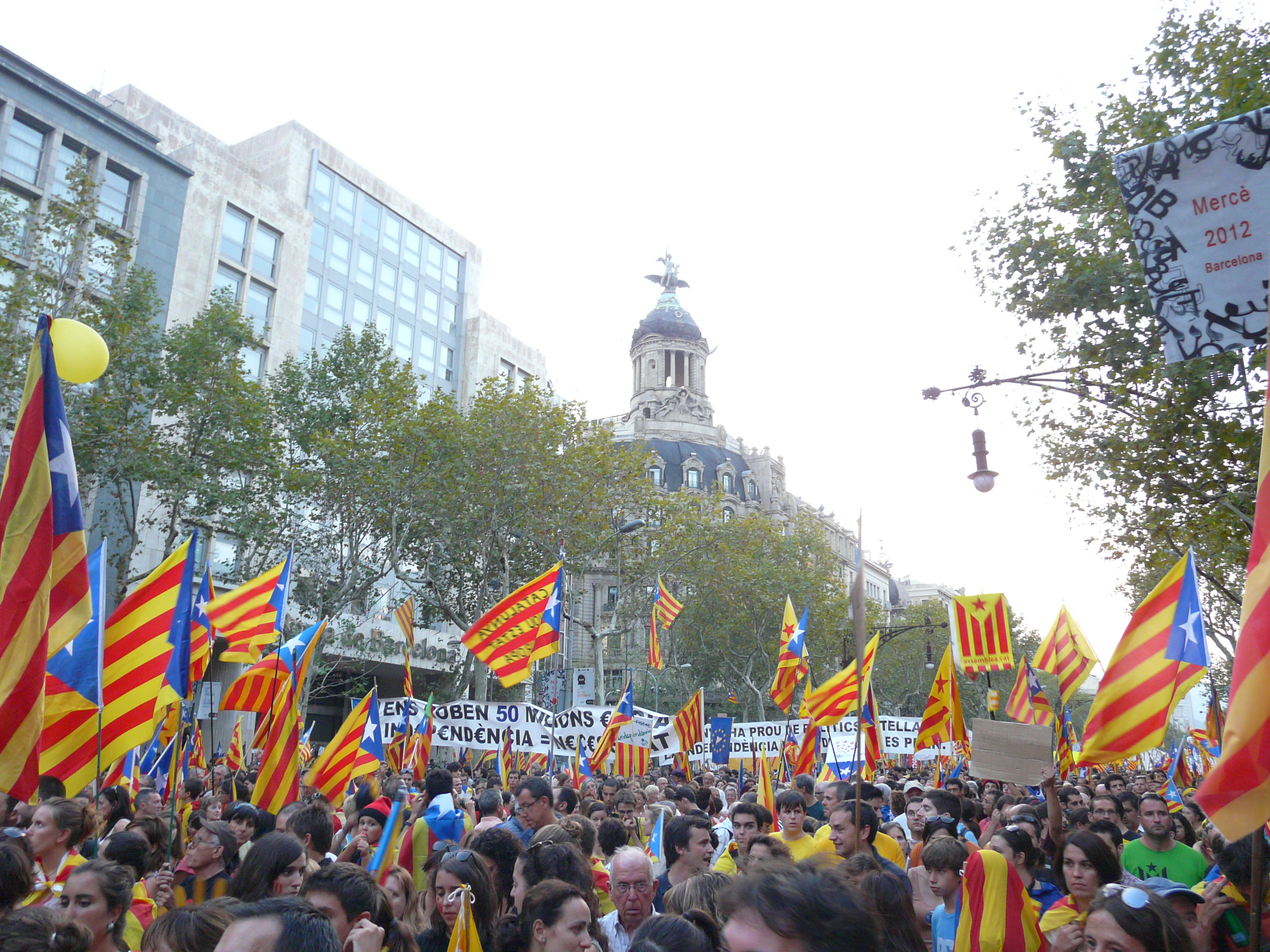
Manifestación «Catalunya, nou estat d'Europa» (11 de septiembre de 2012).

En estos años fue cobrando auge la reivindicación independentista: el 10 de abril de 2011 se efectuó en Barcelona una consulta popular sobre la independencia, en la que participó un 21,3 % del censo electoral, con un resultado del 89,7 % a favor de la independencia, el 8,8 % en contra, el 1,5 % en blanco, y el 0,2 % de votos nulos. El 11 de septiembre de 2012, diada de Cataluña, se produjo una manifestación en la Ciudad Condal bajo el lema «Cataluña, nuevo estado de Europa», a la que asistieron entre 600 000 y 1 500 000 personas. Igualmente, en la diada de 2013 se organizó la Vía Catalana hacia la Independencia, una cadena humana de unos 400 km que unió toda Cataluña de norte a sur con el fin de reivindicar el derecho a un referéndum de autodeterminación, con la participación de 1 600 000 personas; y, en la diada de 2014, se formó una V (de votar) entre la avenida Diagonal y la Gran Vía de las Cortes Catalanas, formada por un millón y medio de personas. En el proceso participativo sobre el futuro político de Cataluña celebrado el 9 de noviembre de 2014 participaron en la Ciudad Condal 495 249 personas, siendo la opción mayoritaria la del 'sí-sí' (78,53 %), seguida del 'sí-no' (12,87 %) y del 'no' (4,43 %).

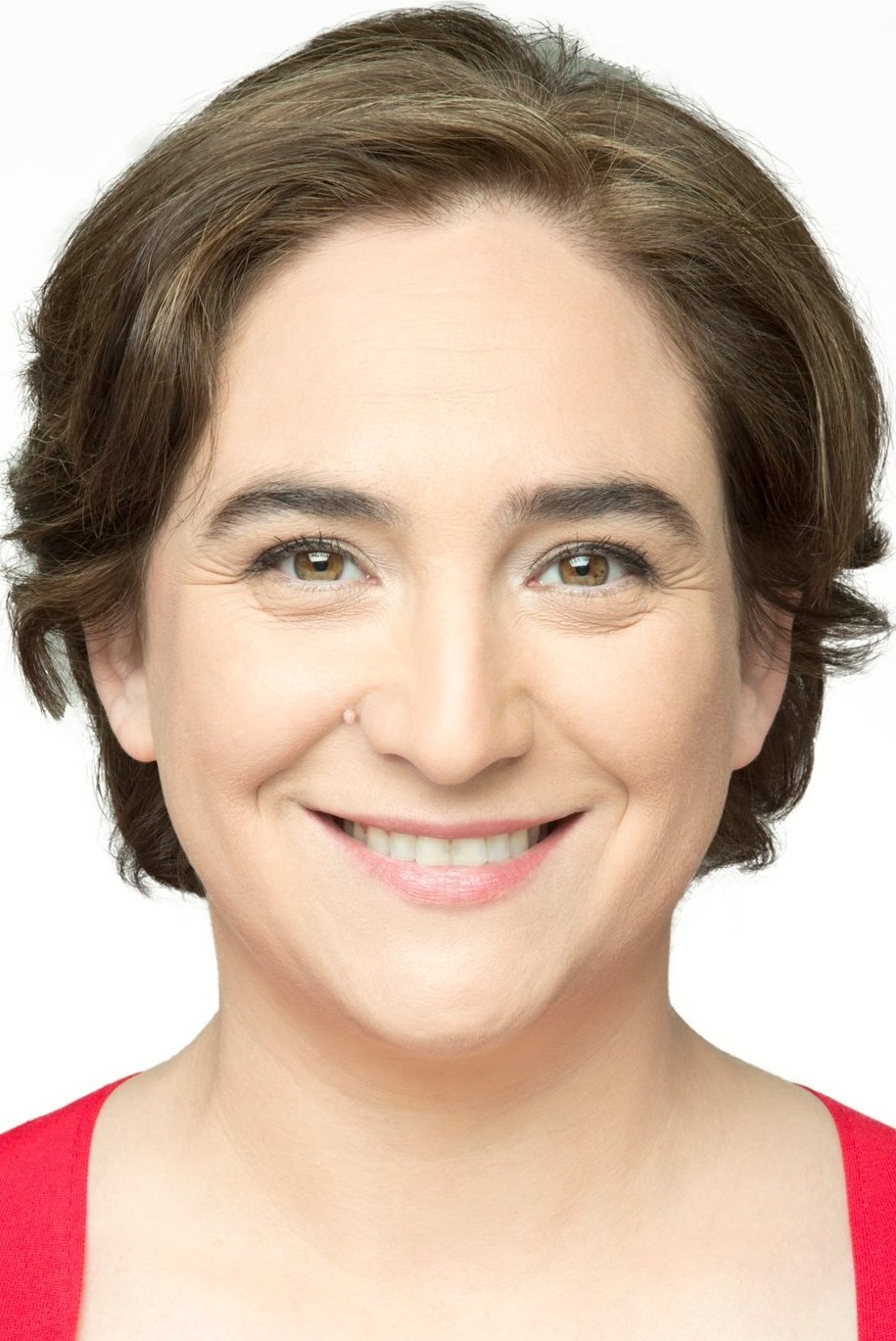
Ada Colau

En las elecciones municipales del 24 de mayo de 2015 resultó ganadora en número de votos (25 %) la plataforma Barcelona en Comú, liderada por Ada Colau, quien fue nombrada alcaldesa el 13 de junio de 2015. Colau se mostró partidaria de realizar una política más social y luchar contra la corrupción, y anunció que efectuaría una auditoría del gobierno anterior. Como en años anteriores, la diada del 11 de septiembre sirvió como acto de reivindicación independentista, aunque la alcaldesa Colau no asistió para mantener la neutralidad institucional.
Tras las elecciones autonómicas del 27 de septiembre de 2015, la falta de acuerdos políticos provocó la renuncia de Artur Mas a la presidencia de la Generalidad, que finalmente fue ocupada por Carles Puigdemont, quien tomó posesión el 12 de enero de 2016. Como objetivo principal de la legislatura se estableció la puesta en marcha de una hoja de ruta hacia la independencia de Cataluña, con la pretensión de alcanzarla en un plazo de 18 meses.
La posición en minoría del consistorio de Ada Colau llevó a un pacto con el PSC el 13 de mayo de 2016. Su dirigente, Jaume Collboni, pasó a ocupar el puesto de segundo teniente de alcalde. Aun así, las dificultades para gobernar se hicieron evidentes ante la imposibilidad de aprobar los presupuestos municipales para 2017, motivo por el cual la alcaldesa tuvo que enfrentarse a una moción de confianza, que superó el 25 de enero de 2017 al no presentarse ningún candidato alternativo.
Los dos primeros años de gobierno de Colau evidenciaron la imposibilidad de afrontar reformas en profundidad por parte del consistorio, especialmente en lo relativo a vivienda y turismo. Sin embargo, se incrementó la inversión social: de 221 millones de euros al final del mandato anterior a 332 millones en 2017.

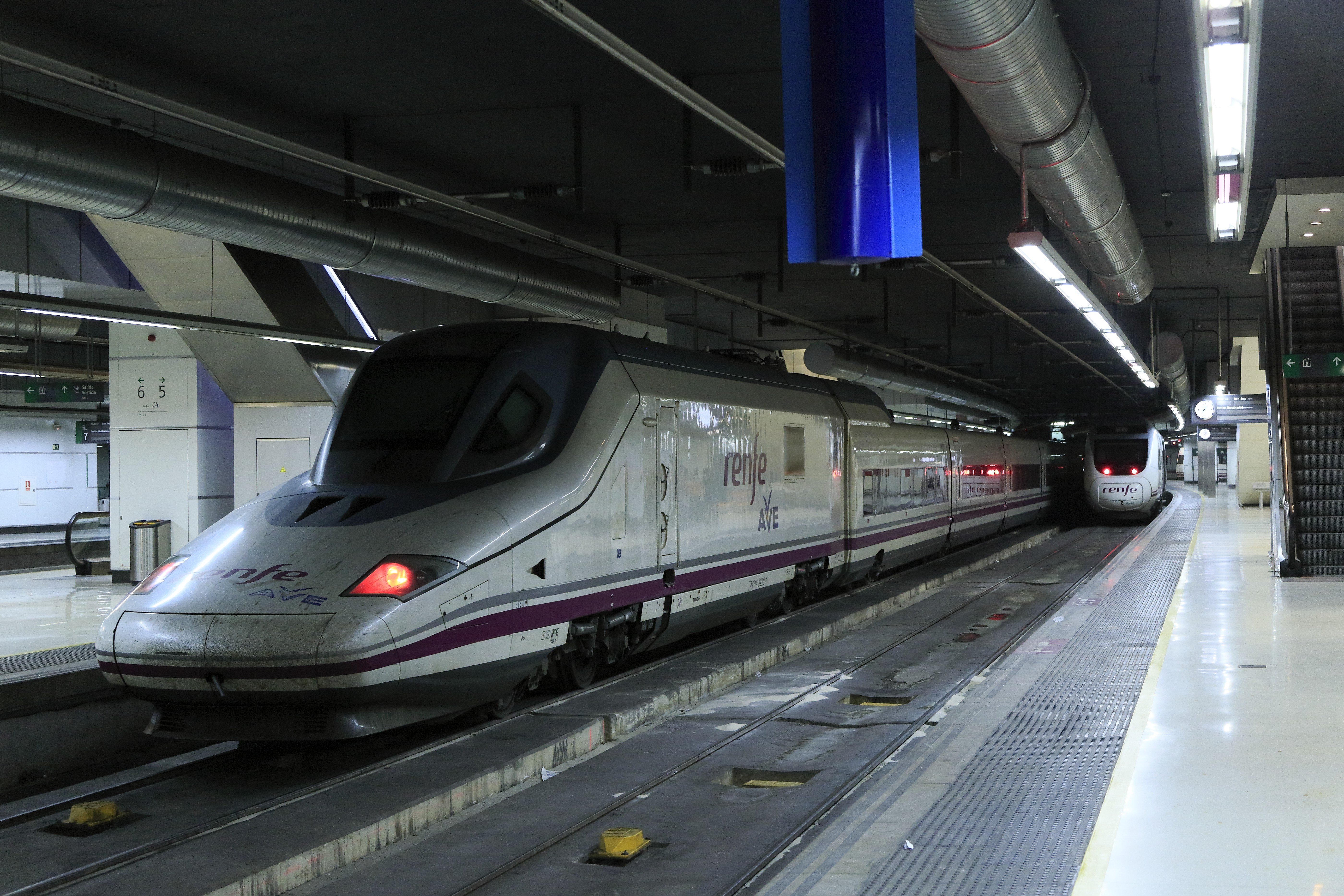
Tren AVE en la Estación de Sants.

El 17 de agosto de 2017 Barcelona fue escenario de un atentado vinculado al terrorismo yihadista: a las 17:00 (UTC+2) una furgoneta embistió a varias personas en La Rambla, uno de los centros neurálgicos de la ciudad, frecuentado por turistas, dejando 14 muertos y un centenar de heridos; poco después hubo otra víctima en la Diagonal, al que robaron su coche para la huida. El ataque, reivindicado por el Estado Islámico, fue perpetrado por una célula terrorista, de la que cinco miembros fueron abatidos por la policía horas después en Cambrils, tras matar a otra víctima por apuñalamiento, mientras que cuatro de ellos fueron detenidos. El conductor de la furgoneta fue abatido el 21 de agosto en Subirats.
En el ámbito urbanístico, en los inicios del nuevo siglo las comunicaciones mejoraron con la llegada de la alta velocidad, que une la ciudad con la capital del país, mientras que en dirección norte hay una línea directa hasta París (Francia); hacia el sur queda pendiente el corredor del Mediterráneo, que enlazaría con Valencia, Murcia y Almería. Se amplió el puerto y el aeropuerto de Barcelona-El Prat, con el objetivo de convertir a Barcelona en el centro logístico del sur de Europa. También se amplió la red de metro, con la prolongación de varias líneas (3 y 5), y la creación de algunas nuevas (9, 10 y 11), algunas de ellas totalmente automatizadas. En 2012 se inició una reordenación de la red de autobuses en forma ortogonal, para crear una red de autobús de tránsito rápido. También está prevista la construcción de un cuarto cinturón de ronda para mejorar las comunicaciones del área metropolitana, así como la conexión entre los tranvías del Bajo Llobregat y del Besós a través de la avenida Diagonal.

### Proceso independentista

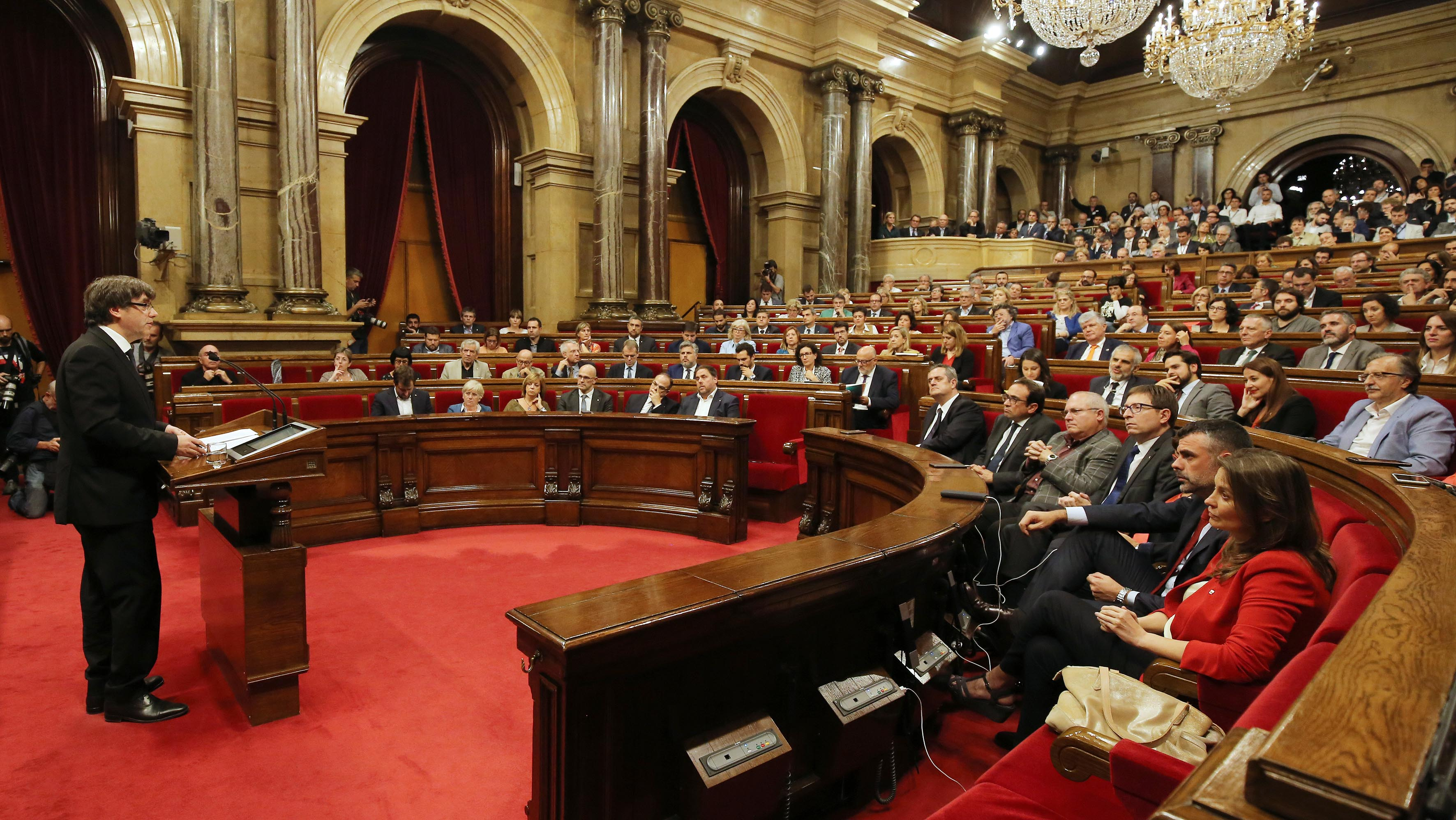
Discurso de Carles Puigdemont el 10 de octubre de 2017 en el Parlamento de Cataluña

En el marco del proceso independentista, el 1 de octubre de 2017 la Generalidad organizó un referéndum de independencia. La consulta fue promulgada por el gobierno catalán mediante la Ley del Referéndum aprobada el 6 de septiembre por el Parlamento de Cataluña con los votos de Junts pel Sí y la CUP, ley que sin embargo fue suspendida al día siguiente por el Tribunal Constitucional. Pese a todo, el ejecutivo de Carles Puigdemont continuó adelante y estableció como pregunta para la ciudadanía «¿Quiere que Cataluña sea un estado independiente en forma de república? Sí o No». Por su parte, el gobierno de Mariano Rajoy intentó impedir la celebración del referéndum mediante un gran despliegue policial, la operación Anubis, que llegó a concentrar en Cataluña unos 10 000 agentes entre efectivos de los Mozos de Escuadra, la Guardia Civil y el Cuerpo Nacional de Policía. En cuanto al Ayuntamiento de Barcelona, la alcaldesa Colau pidió en una carta dirigida a alcaldes de las principales capitales europeas la mediación de la Unión Europea en el conflicto catalán. El día de la votación se produjeron cargas policiales que dejaron 844 heridos, según la Generalidad, aunque los ingresos hospitalarios fueron de cuatro personas, dos graves y dos leves. Los resultados dados a conocer por la Generalidad fueron de 2 262 424 votos emitidos (un 42,58 % del electorado), de los que un 90 % (2 020 144) serían a favor del sí, un 7,8 % (176 000) partidarios del no, un 2 % (45 585) votos en blanco y un 0,8 % (20 129) nulos.

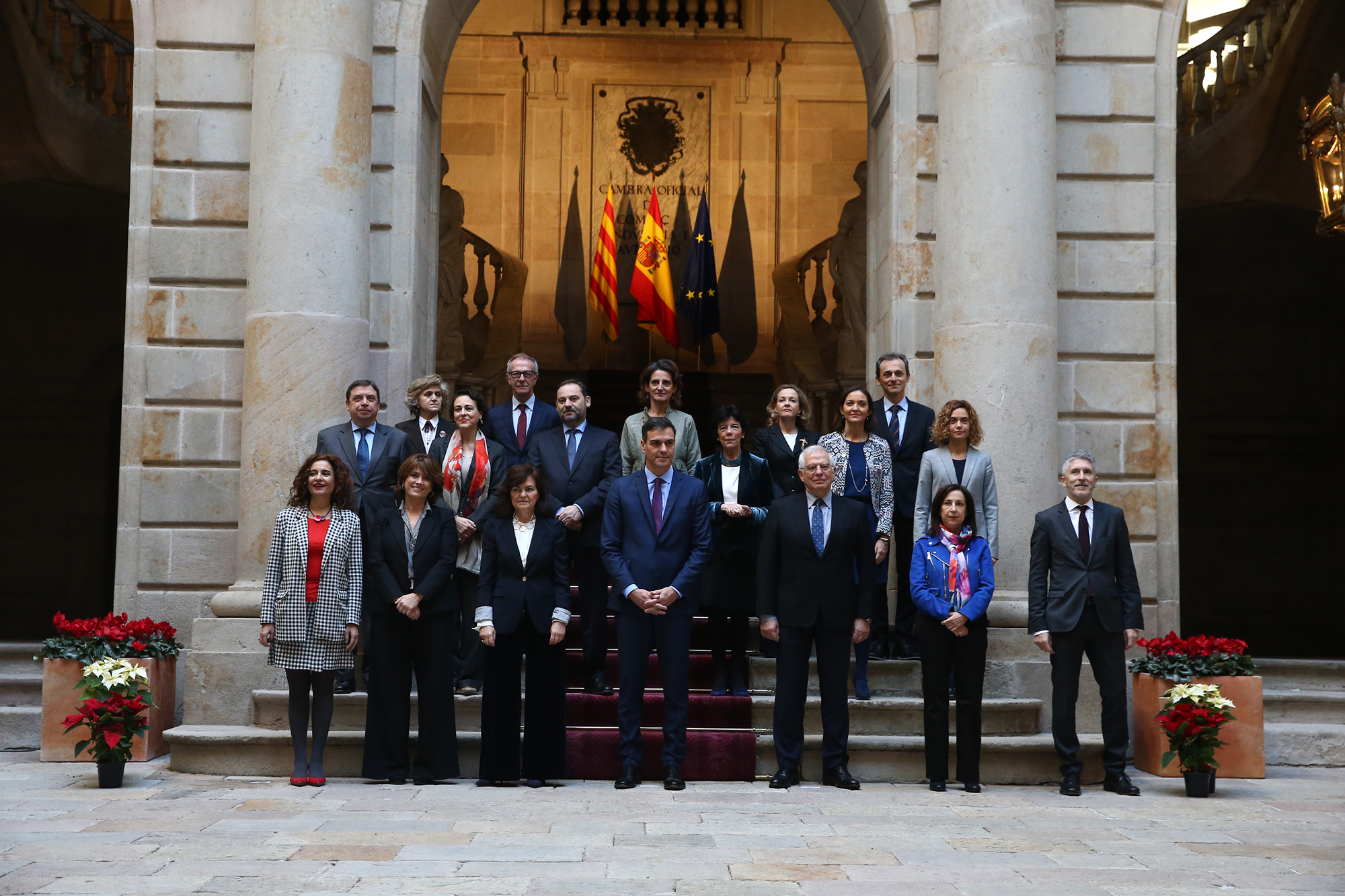
El Consejo de Ministros en Barcelona, 21 de diciembre de 2018

El 10 de octubre el presidente Puigdemont declaró en función de los resultados el derecho de Cataluña a ser una república independiente, pero suspendió la proclamación de la misma para abrir un período de diálogo y negociación con el gobierno central. Al día siguiente, el gobierno central hizo un requerimiento al presidente Puigdemont para que aclarase si efectivamente había declarado la independencia, como paso previo a la intervención estatal de la autonomía según el artículo 155 de la Constitución. La respuesta de Puigdemont no fue aclaratoria, ante lo cual el 21 de octubre el gobierno de Rajoy inició los trámites para la aplicación del artículo 155, que comportaría el cese del ejecutivo autonómico y la asunción de sus funciones por el gobierno central, el control del Parlamento catalán, de los Mozos de Escuadra y de los medios de comunicación públicos, y la promulgación de unas elecciones autonómicas en el plazo máximo de seis meses. La intervención de la autonomía fue aprobada por el Senado el 27 de octubre, el mismo día en que el Parlamento de Cataluña aprobó por votación la declaración de independencia. Tras un consejo de ministros, el presidente Rajoy anunció el cese del gobierno catalán y la convocatoria de elecciones autonómicas para el 21 de diciembre de 2017. La indignación del sector independentista tras estos acontecimientos propició la aparición de los llamados Comités de Defensa de la República, unas asociaciones de estructura horizontal defensoras de la desobediencia civil como herramienta de protesta política, que llevaron a cabo diversas acciones en defensa de los resultados del referéndum. Como efecto colateral, el 12 de noviembre la alcaldesa Colau anunció la ruptura del pacto de gobierno que mantenía con el PSC, debido al apoyo de este partido a la aplicación del artículo 155, con lo que desde entonces pasó a gobernar en minoría.
Las elecciones del 21 de diciembre fueron ganadas en escaños y votos por Ciudadanos, cuya candidata era Inés Arrimadas. Aun así, no llegó a la mayoría absoluta, cosa que sí consiguió el bloque independentista formado por Junts per Catalunya, ERC y CUP. Se abrió entonces un período de inestabilidad en que se produjeron varios intentos fallidos de investidura: Carles Puigdemont, que no pudo ser nombrado presidente por encontrarse en Bélgica tras salir del país acusado de rebelión y malversación; Jordi Sànchez, tampoco nombrado por hallarse en prisión preventiva acusado de sedición; y Jordi Turull, también en prisión por prevaricación, desobediencia y malversación. Finalmente, el 14 de mayo de 2018 fue investido presidente Quim Torra.
Tras la moción de censura contra Mariano Rajoy, celebrada entre el 31 de mayo y el 1 de junio de 2018, fue elegido presidente del gobierno español Pedro Sánchez, del PSOE. Dicho cambio propició una cierta distensión y el reinicio del diálogo entre ambos gobiernos, que se materializó en una primera reunión entre Torra y Sánchez en La Moncloa el 9 de julio de 2018, en la que se acordó reactivar la comisión bilateral Estado-Generalidad. En el mismo clima de diálogo, el gobierno central acordó celebrar un Consejo de Ministros en Barcelona el 21 de diciembre de 2018, el primero celebrado en la Ciudad Condal en 42 años. En dicho Consejo el Gobierno acordó, entre otras medidas, y como gesto simbólico hacia Cataluña, el nombrar el Aeropuerto de Barcelona-El Prat como Josep Tarradellas, así como condenar el juicio sumarísimo a que fue sometido Lluís Companys y restaurar su honorabilidad.

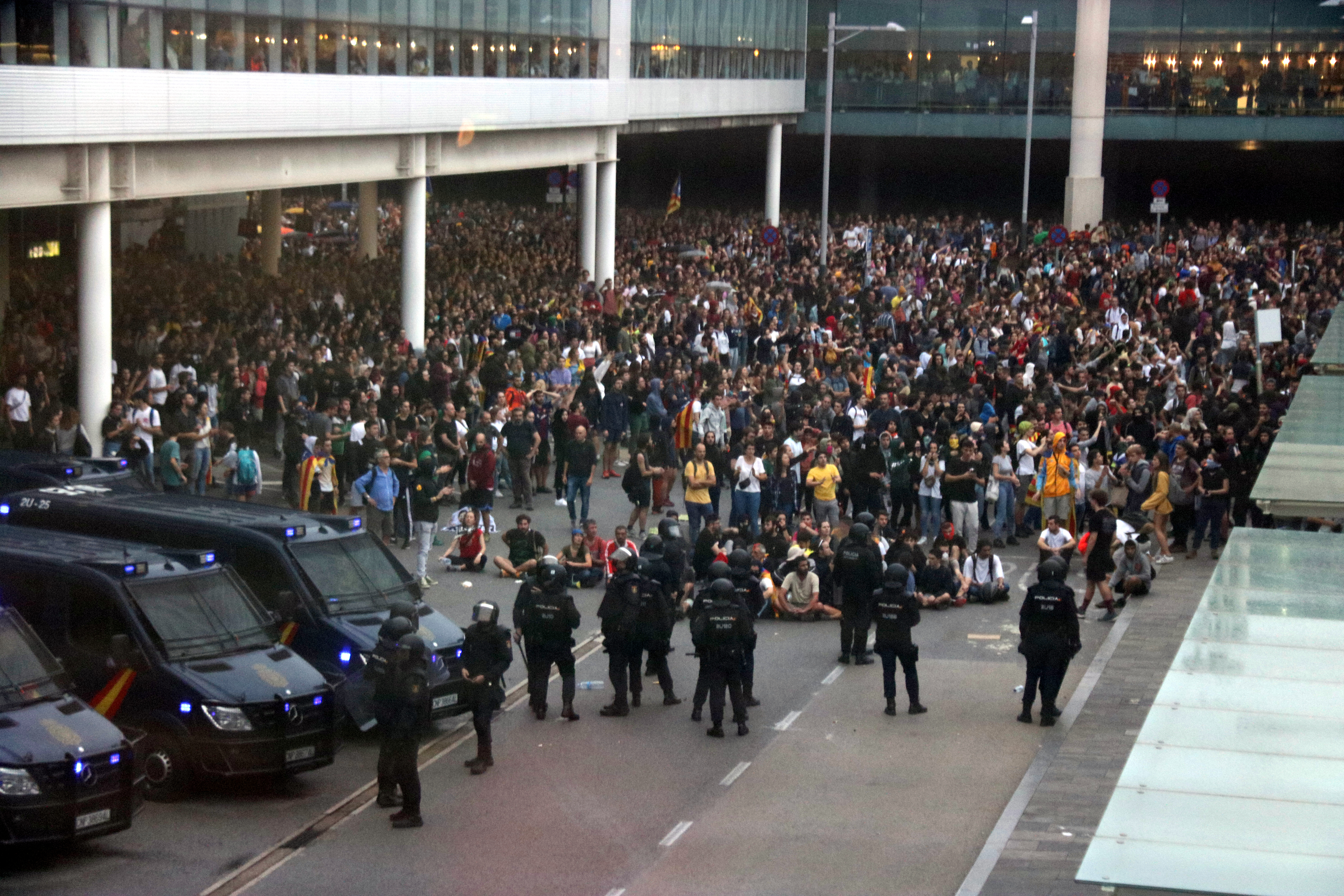
Manifestación en el aeropuerto del Prat contra la sentencia a los líderes independentistas catalanes, 14 de octubre de 2019

El mandato de Ada Colau se caracterizó por el aumento del superávit —7,7 millones de euros al cierre de 2018— y el aumento del gasto social, así como la lucha contra el fraude, que comportó la recaudación de 69 millones de euros de grandes compañías evasoras de impuestos. Una de sus mayores apuestas fue la creación de una compañía energética municipal (Barcelona Energía), la operadora energética pública más grande del Estado, que inició su andadura proporcionando energía a 20 000 hogares. También se creó una moneda local, el REC (Recurso Económico Ciudadano), en una prueba piloto con los comercios de la ciudad. Otro de los ejes del mandato fue el impulso a la vivienda social: se multiplicó por cuatro la inversión en vivienda, se destinaron 5250 viviendas públicas para alquiler sostenible, se paralizaron 6500 desahucios, se estableció a las constructoras una cuota del 30 % de vivienda asequible en las nuevas promociones y se impusieron tres millones de euros en multas a entidades especuladoras por mantener viviendas vacías. También se apostó por el turismo sostenible, la ecología, la atención social, la defensa del feminismo y los derechos de las minorías, el transporte urbano, los proyectos de barrio, la educación —especialmente en guarderías—, la cultura, la ciencia —creación del Premio Europeo de Ciencia Hipatia—, la salud —con la creación de un dentista municipal por primera vez en España— y el contacto con el ciudadano a través de reuniones entre alcaldesa y vecinos cada quince días. En cambio, se le ha criticado el aumento de la inseguridad debida a la delincuencia común, el auge de los narcopisos, la proliferación del top manta, el coto a la inversión turística, el aumento de la pobreza o la proliferación de huelgas y manifestaciones como deterioro de la imagen de la ciudad.
En las elecciones municipales del 26 de mayo de 2019 hubo un empate entre Barcelona en Comú y Esquerra Republicana de Catalunya, ambos con diez concejales; sin embargo, ERC ganó en número de votos por un estrecho margen, por lo que su candidato, Ernest Maragall, manifestó su intención de acceder a la alcaldía. Pese a ello, el 15 de junio Ada Colau fue reinvestida alcaldesa para un segundo mandato tras alcanzar un pacto de gobierno con el PSC y gracias al voto sin contraprestaciones de tres concejales electos por la lista de Barcelona pel Canvi-Ciutadans, con lo que alcanzó una mayoría absoluta de votos en la sesión constitutiva del pleno (21 votos de 41).

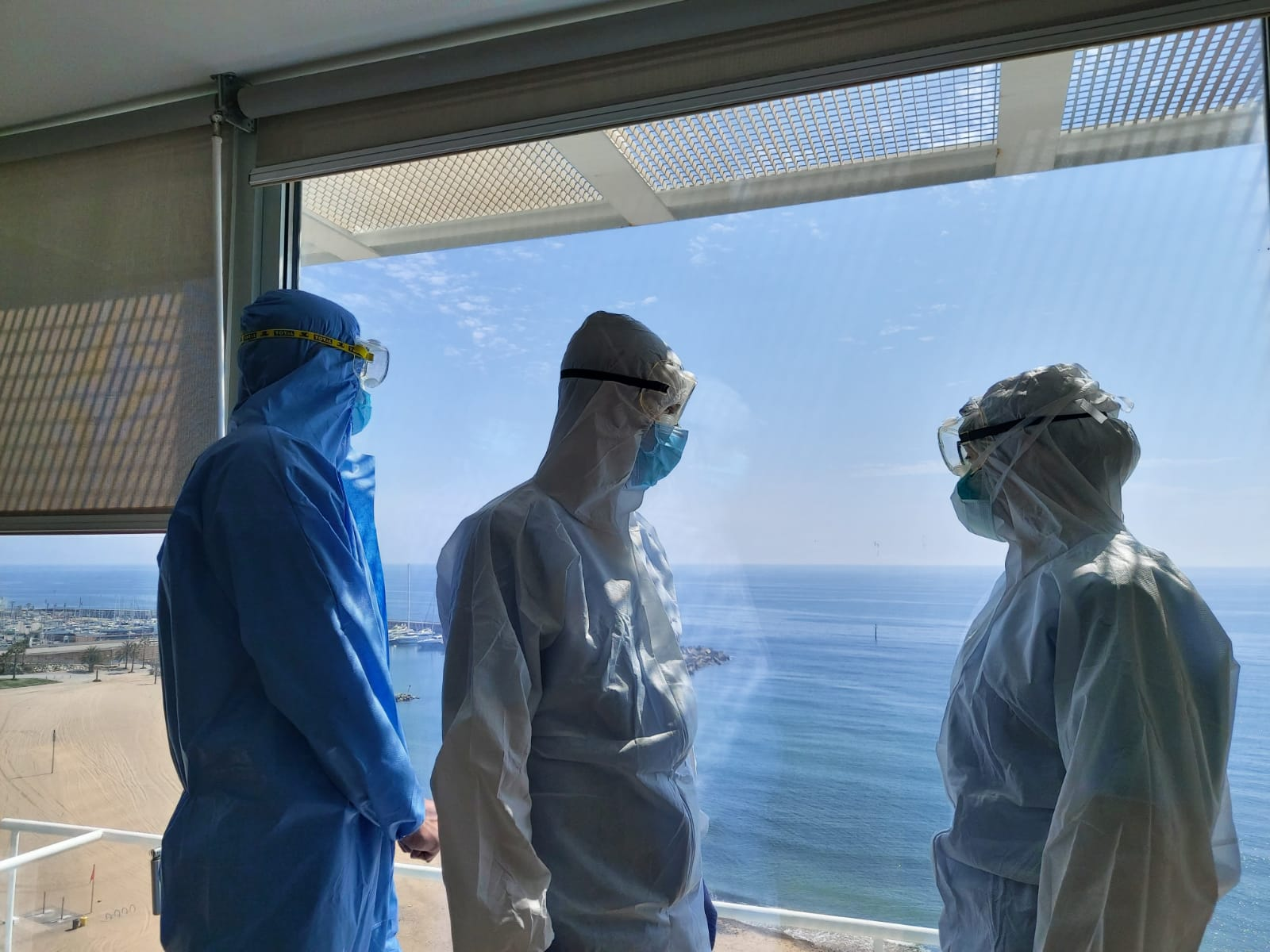
Personal sanitario en el Hospital del Mar de Barcelona durante la pandemia de coronavirus COVID-19

Tras la sentencia del Tribunal Supremo que condenaba por sedición a los líderes independentistas catalanes, el 14 de octubre de 2019, se iniciaron una serie de protestas y manifestaciones en toda Cataluña, inclusive diversos actos reivindicativos promovidos por el movimiento Tsunami Democràtic, como la ocupación del aeropuerto del Prat. Estos actos culminaron con una huelga general y una manifestación multitudinaria (Marchas por la Libertad) en Barcelona el 18 de octubre, a la que asistieron unos 500 000 manifestantes venidos de toda Cataluña —según la Guardia Urbana, 750 000 según los organizadores—. Paralelamente a estos actos de protesta, fundamentalmente pacíficos, por las noches se produjeron diversos disturbios y alborotos en las calles del centro de Barcelona protagonizados por independentistas radicales y grupos antisistema —algunos de ellos procedentes de otros países europeos—, entre los que fueron habituales el levantamiento de barricadas y el incendio de mobiliario urbano, con un coste estimado para la ciudad de unos dos millones de euros en pérdidas, así como centenares de heridos y detenidos.

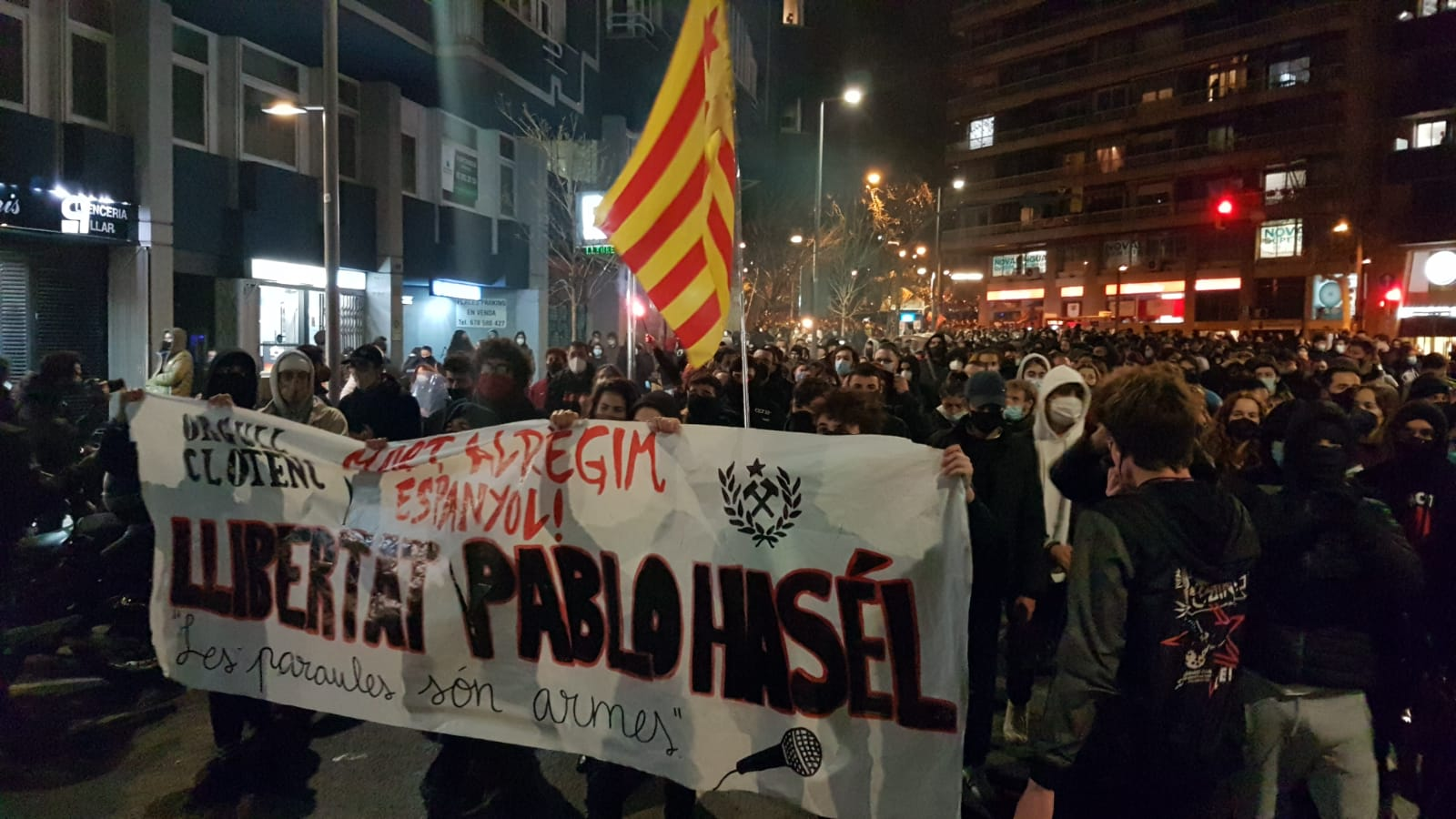
Manifestación en protesta por la encarcelación del rapero Pablo Hasél (16 de febrero de 2021)

A finales de 2019 se inició a nivel mundial una pandemia de coronavirus COVID-19, que también afectó a la ciudad. El 14 de marzo de 2020, el Gobierno español decretó la entrada en vigor del estado de alarma en todo el territorio nacional, con la obligación de la ciudadanía de confinarse en sus domicilios excepto para servicios esenciales. En Barcelona, como en el resto de ciudades, se tomaron medidas para evitar el contagio y disminuir su propagación, y se habilitaron los medios necesarios para asistir a los enfermos. Se recibió la ayuda de la Unidad Militar de Emergencias, que se encargó de desinfectar lugares estratégicos como el aeropuerto del Prat o el puerto, así como estaciones, residencias de ancianos y otros puntos sensibles de la ciudad. El Ejército se encargó igualmente de habilitar un pabellón de la Feria de Barcelona sito en Montjuïc para el alojamiento de personas sin hogar. También se habilitaron espacios tanto públicos —especialmente pabellones deportivos— como privados —sobre todo hoteles— para ampliar las plazas hospitalarias disponibles, al encontrarse los hospitales prácticamente saturados. La pandemia provocó una fuerte mortalidad: en 2020 se calcula que murieron en la Ciudad Condal unas 4300 personas a causa del coronavirus, lo que, unido al bajo nivel de natalidad, supuso un fuerte descenso en el padrón de habitantes, el mayor registrado desde la Guerra Civil.
En las elecciones al Parlamento de Cataluña celebradas el 14 de febrero de 2021 ganó en número de votos el PSC, aunque empatado en escaños con ERC, seguida en escaso margen por JxCat, el nuevo partido fundado por Carles Puigdemont. Las elecciones estuvieron marcadas por la pandemia de COVID-19, lo que provocó una elevada abstención. Por primera vez el independentismo superó la mitad de los votos, con un 51,25 % del sufragio. Pocos días después, se sucedieron una serie de manifestaciones en protesta por la encarcelación del rapero Pablo Hasél, que derivaron en una serie de disturbios en el curso de los cuales se cometieron actos de saqueo y vandalismo por elementos incontrolados, entre el 16 y el 27 de febrero. El 21 de mayo de 2021 fue elegido nuevo presidente de la Generalidad Pere Aragonès, de ERC, tras formar una alianza de gobierno con JxCat.
En el tramo final del segundo mandato de Colau las principales prioridades siguieron siendo la política social —Barcelona contó durante este tiempo con la mayor inversión social de todo el Estado— y de protección del medio ambiente, especialmente con la reducción del espacio destinado a tráfico rodado, mediante la creación de supermanzanas y ampliación de los carriles bici, así como la adaptación de todos los espacios colindantes a escuelas en zonas libres de tráfico. Se creó un servicio público de salud mental, así como un servicio de canguro municipal gratuito y el Centro LGTBI de Barcelona.

### Cambio de ciclo político

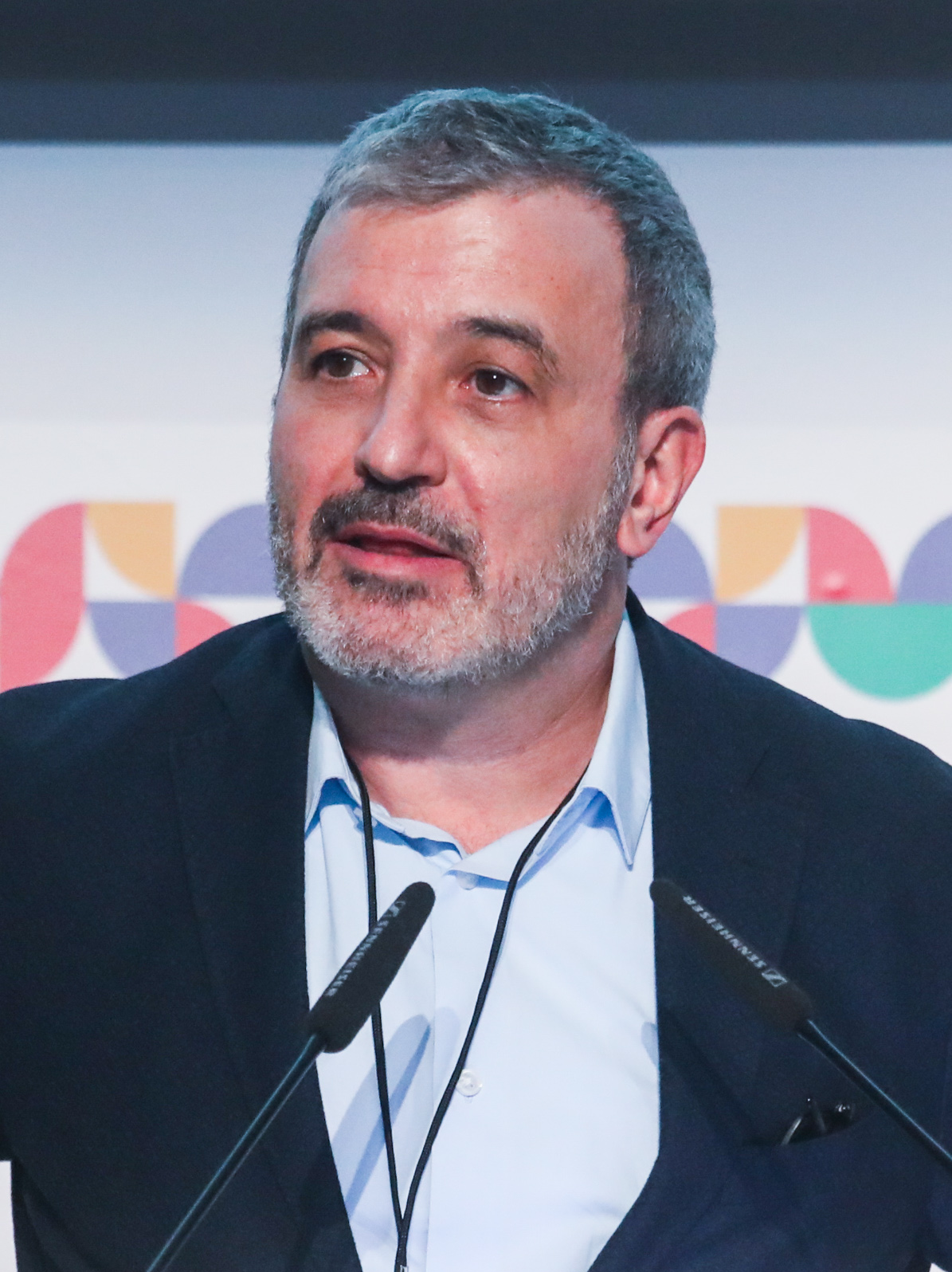
Jaume Collboni

En las elecciones municipales de 28 de mayo de 2023 resultó ganador en número de votos y concejales el representante de Junts per Catalunya, Xavier Trias. Sin embargo, gracias al apoyo de Barcelona en Comú y del PP, el 17 de junio fue investido como nuevo alcalde el candidato del PSC, Jaume Collboni. El nuevo gobierno municipal se formó en solitario, pero al estar en minoría deberá pactar sus propuestas de gobierno con otras formaciones.
El retorno del PSC a la alcaldía fue el inicio de un cambio de ciclo que cristalizó tras las elecciones autonómicas del 12 de mayo de 2024, ganadas igualmente por el PSC liderado por Salvador Illa, que contó con un 27,96 % de los votos y 42 diputados. Dichas elecciones constataron el descenso del independentismo, que bajó al 43,6 % de los votos. Pese a todo, al no tener mayoría absoluta, el PSC se vio abocado a negociar con otros partidos, abriéndose un período en el que intervino además el gobierno central de Pedro Sánchez, que entabló negociaciones con ERC y los Comunes, preferentemente, con los cuales finalmente alcanzó un pacto de investidura que incluía diversas concesiones, como una ley de amnistía para los procesados por el proceso independentista, una mejora de la financiación autonómica y el fomento de la cultura catalana. Finalmente, Illa fue investido presidente de la Generalidad el 8 de agosto de 2024.

### Cultura y sociedad

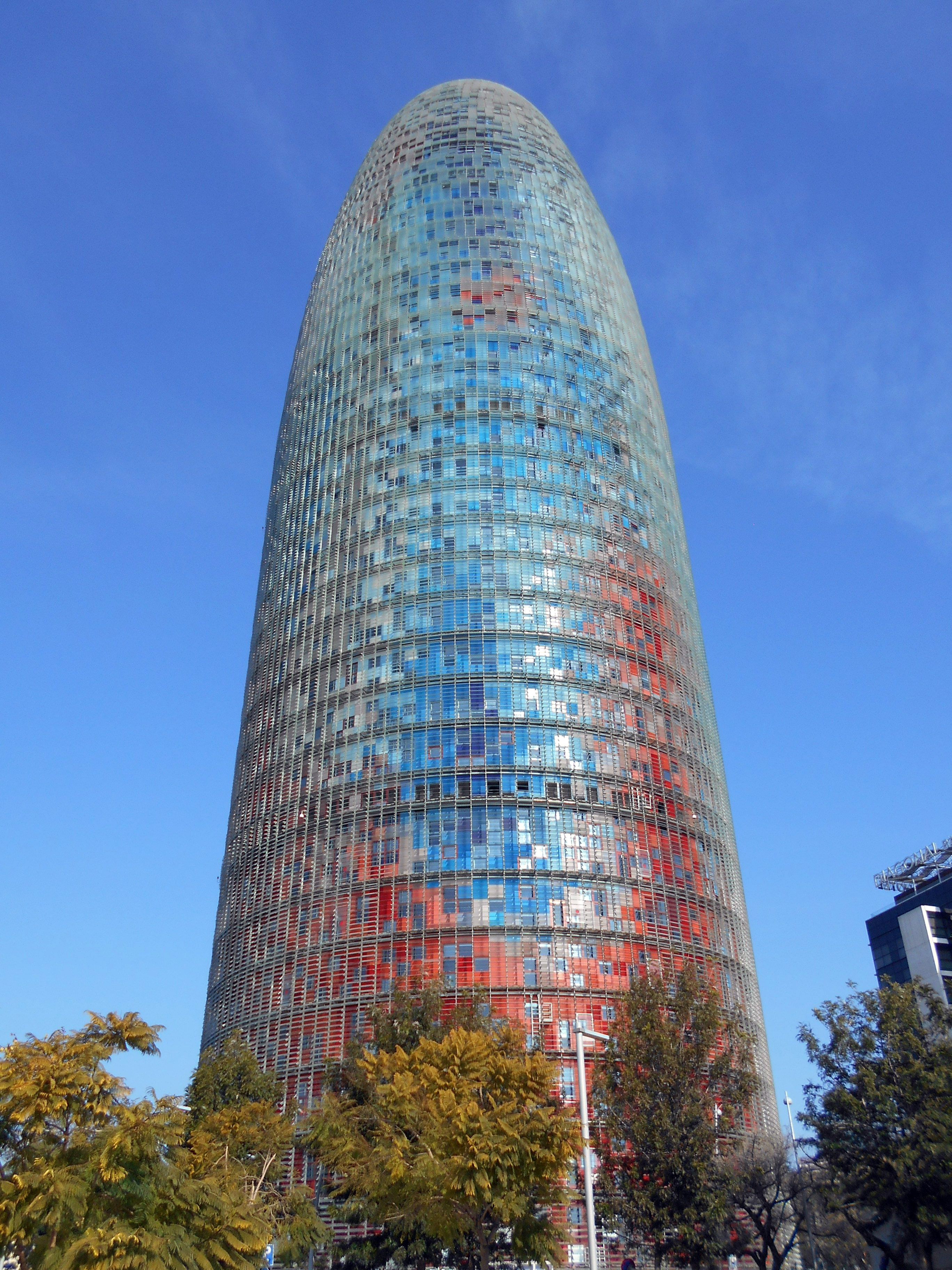
Torre Agbar (2000-2005), de Jean Nouvel.

El perfil de la ciudad cambió nuevamente tras la construcción de un gran rascacielos de forma cilíndrica, la Torre Agbar (2000-2005), obra de Jean Nouvel; así como el hotel W Barcelona (2009), de Ricardo Bofill, que ha modificado la fisonomía del puerto de Barcelona y, por tanto, de su frente marítimo. Actualmente se está remodelando la plaza de las Glorias Catalanas, un importante eje viario donde está previsto el soterramiento del tránsito automovilístico y la recuperación del terreno para uso público, proyecto en el que ya se ha ejecutado el edificio Disseny Hub Barcelona, donde se ubica el Museo del Diseño de Barcelona, así como el nuevo emplazamiento del mercado de encantes Fira de Bellcaire. La finalización de las obras está prevista para 2016 o 2017. En cuanto a espacios verdes, entre los últimos realizados cabe mencionar: el parque Central de Nou Barris (1997-2007), de Carme Fiol y Andreu Arriola; el parque de Diagonal Mar (1999-2002), de Enric Miralles y Benedetta Tagliabue; y el parque del Centro del Poblenou (2008), de Jean Nouvel. En 2025 se inauguró el parque de las Glorias, después de varios años de obras de remodelación del eje viario de la plaza de las Glorias Catalanas.

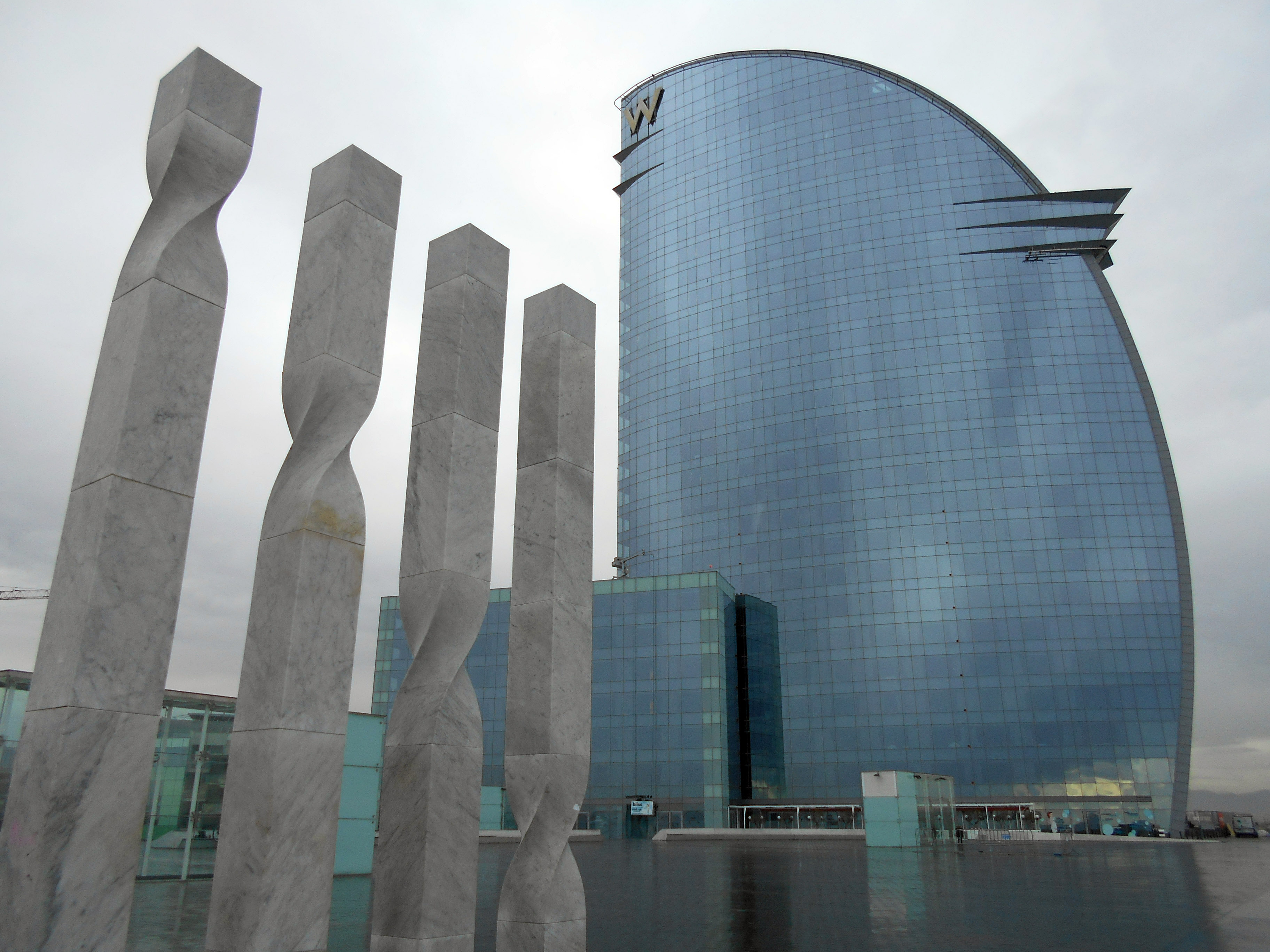
Hotel W Barcelona con la escultura Las cuatro barras de la señera catalana (2009), de Ricardo Bofill.

La sociedad barcelonesa inició el nuevo milenio con los mismos parámetros que la centuria anterior, basados en un cierto predominio de la clase media, aunque la crisis económica provocó un aumento del paro y pérdida del poder adquisitivo, lo que afectó a amplias capas de la sociedad y acentuó las diferencias entre clases. La inmigración descendió paulatinamente, también como efecto de la crisis. Las principales comunidades de extranjeros son la magrebí, la china y la pakistaní, así como las de diversos países latinoamericanos. La mayor parte de inmigrantes se concentran en el barrio de El Raval.

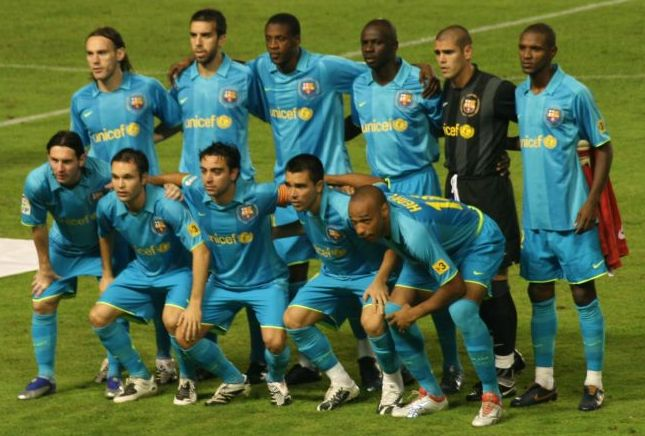
Alineación del Fútbol Club Barcelona, en la temporada 2007-2008.

En el ámbito cultural, el panorama artístico ha tenido una solución de continuidad respecto a finales del siglo pasado, especialmente en cuanto a la filiación al arte posmoderno, si bien la tendencia cada vez más atomizadora del arte lleva a hablar más de nombres propios de artistas que no de escuelas o estilos. En arquitectura, cabe destacar a Enric Ruiz-Geli (edificio Media-TIC, 2010) y Enric Massip-Bosch (torre Diagonal Zero-Zero, 2008-2011); en escultura, Robert Llimós, Antoni Llena, Rosa Serra y Frederic Amat; y, en pintura, Josep y Pere Santilari, Josep Moscardó y Pedro Moreno Meyerhoff. En literatura, en estos años se pueden citar escritores como Màrius Serra, Alfred Bosch, Mercè Ibarz, Lluís-Anton Baulenas, Enric Casasses y Albert Sánchez Piñol, en catalán; y Francisco Casavella, Ildefonso Falcones y Carlos Ruiz Zafón en castellano. En música, cabría citar a Manolo García, Muchachito Bombo Infierno, Facto Delafé y las Flores Azules, Las Migas, Mürfila, Rebeca, Eric Vinaixa, Els amics de les arts y Manel. En cine, destacan directores como Isabel Coixet, Cesc Gay y Juan Antonio Bayona, y actores como Fernando Guillén Cuervo, Daniel Brühl, Laia Marull, Leticia Dolera y Michelle Jenner; en 2009 se empezaron a otorgar los premios Gaudí de cine catalán. En el ámbito de la ciencia, en 2005 se puso en marcha en el Centro Nacional de Supercomputación de Barcelona el supercomputador MareNostrum, el más potente de España y uno de los más potentes de Europa, según la lista TOP500; en 2006 se inauguró el Parque de Investigación Biomédica de Barcelona, un gran centro dedicado a la investigación en terrenos como la bioinformática, la regulación génica y epigenética, la biología celular y del desarrollo, la farmacología y patofisiología clínica, la genética humana y biología de la evolución, y la epidemiología.
En el ámbito de la salud, en 2012 se creó el Servicio Trànsit, un nuevo servicio de asistencia médica dirigido a las personas transexuales, el primero de su tipo en España. Su modelo biopsicosocial ayudó a que se abriesen Unidades Trànsit en Badalona, Gerona, Lérida, Manresa, Reus, Sabadell y Tarrasa.
En deportes, el Fútbol Club Barcelona vivió una nueva época dorada con el entrenador Pep Guardiola, con un equipo liderado por Lionel Messi, Xavi e Iniesta, ganador entre 2009 y 2012 de tres ligas, dos copas del Rey, tres supercopas de España, dos supercopas de Europa, dos títulos de Champions y dos copas Mundial de Clubes; en 2009 lograron un sextete, el primer equipo del mundo en conseguirlo. En estos años también despuntó el equipo femenino del F.C. Barcelona, con figuras como Alexia Putellas y Aitana Bonmatí. El RCD Español ganó la Copa del Rey el año de su centenario (2000), y de nuevo en 2006, con un equipo liderado por Raúl Tamudo. En otros deportes, cabe mencionar a Pau Gasol, Juan Carlos Navarro y Ricky Rubio en baloncesto; David Barrufet en balonmano; Pedro de la Rosa y Jaime Alguersuari en automovilismo; Tito Rabat en motociclismo; Marcel Granollers en tenis; Joaquim Rodríguez en ciclismo; Erika Villaécija, Gemma Mengual y Ona Carbonell en natación; y Natalia Vía-Dufresne en vela. En 2024, Barcelona acogió la 37ª edición de la Copa América de vela, el tercer evento deportivo con mayor impacto económico para el organizador —tras los Juegos Olímpicos y el Mundial de Fútbol—, convirtiéndose en la primera ciudad del mundo en haber celebrado estos tres eventos.

## Historiografía

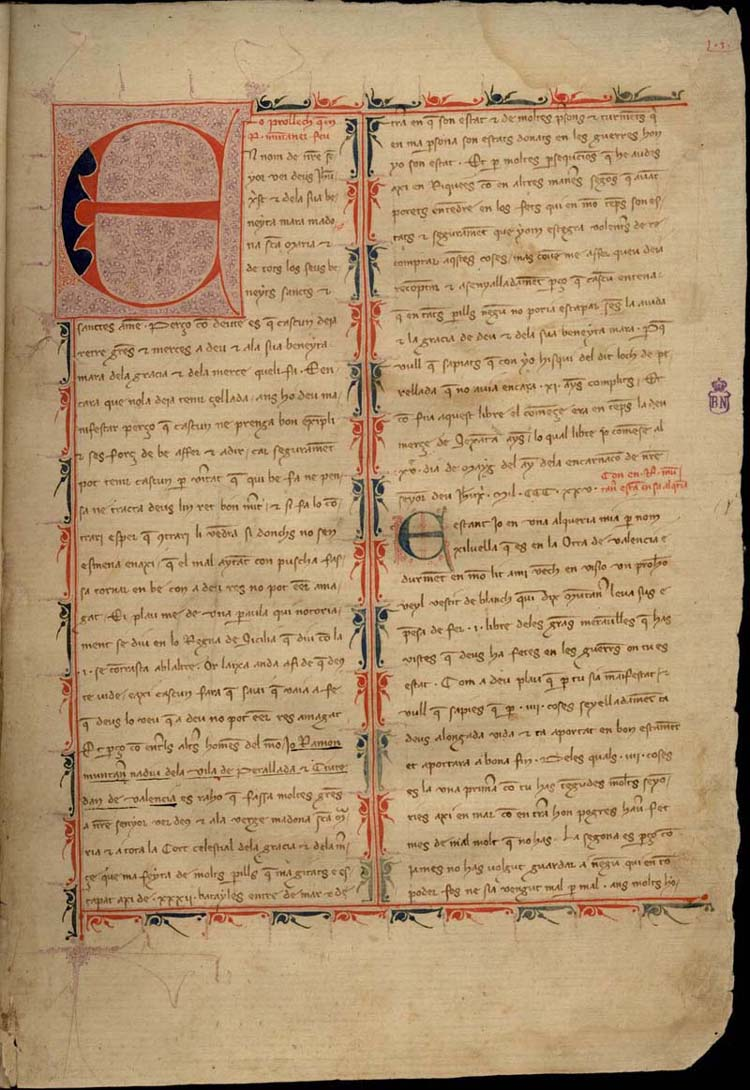
Crónica de Muntaner.

La historia de la ciudad ha sido compilada a lo largo del tiempo por diversas personalidades, tanto del mundo de la cultura como de la política, la sociedad, el clero o el mundo académico y universitario. La primera mención escrita sobre la ciudad procede del siglo I d. C., efectuada por Pomponio Mela, mientras que poco después el astrónomo Claudio Ptolomeo la mencionaba en su Geografía. En la Edad Media aparecieron las primeras narraciones de hechos acaecidos en la ciudad o en el ámbito del Condado de Barcelona o de la Corona de Aragón. El formato más usual de la época era el de las crónicas, que solían ser una anotación cronológica de fechas y sucesos, como la Vita seu passio sanctae Eulaliae Barcinonensis (siglo XII), la Crònica de Sant Pere de les Puelles (siglo XIII) o los Cronicons Barcinonenses (siglo XIV). Cabe destacar en ese sentido las cuatro grandes crónicas: el Llibre dels feits, el Llibre del rei en Pere d'Aragó de Bernat Desclot, la Crónica de Ramón Muntaner y la Crónica de Pedro el Ceremonioso (siglos XIII-XIV). Por otro lado, en el siglo XIII, Rodrigo Jiménez de Rada introdujo en su Historia de rebus Hispaniae la leyenda de la fundación de la ciudad por Hércules. También merecen especial atención los registros de escribanía del Consejo de Ciento: el Manual de novells ardits, un diario de hechos acaecidos en la ciudad elaborado desde 1390 y hasta 1839, y que se conserva en el Archivo Histórico de la Ciudad de Barcelona en 49 volúmenes; y el Llibre de les solemnitats de Barcelona, elaborado por la escribanía del racional del Consejo de Ciento entre los siglos xiv y xviii, un complemento del anterior, dedicado a acontecimientos excepcionales de la ciudad.

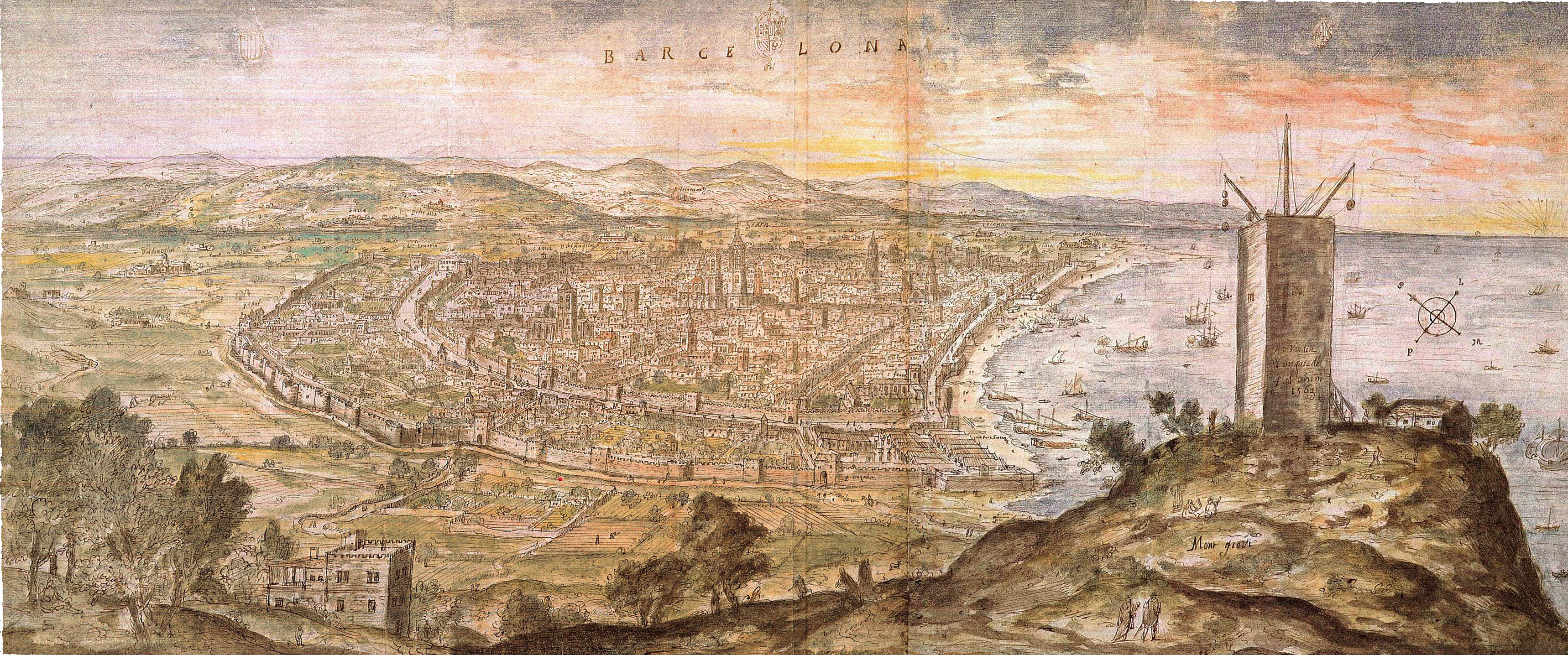
Barcelona vista desde Montjuic, de Anton van den Wyngaerde (Barcelona, 1563).

A inicios de la Edad Moderna y, especialmente, con el humanismo, surgieron los primeros historiadores dedicados más o menos plenamente a esta profesión. Cabe destacar a Pere Tomic, autor de Histories e conquestes dels Reys de Arago e Comtes de Barcelona (1438); y Jeroni Pau, quien en su obra Barcino (1491) fue el primero en atribuir la fundación de la ciudad a Amílcar Barca. Entre los siglos xvi y xvii abundaron los álbumes y atlas geográficos, que ofrecían más imágenes que textos, a menudo destacando los aspectos más folclóricos y pintorescos de la ciudad. Muchos de ellos fueron elaborados por extranjeros, como Anton van den Wyngaerde (Barcelona, 1563), Georg Braun, Frans Hogenberg, Daniel Meissner, Sébastien de Pontault, Francesco Valesio, etc. También cabe destacar en este período a Jerónimo Pujades (Coronica Universal del Principat de Cathalunya, 1609). Con la Ilustración, la historiografía adquirió un carácter más científico; cabe destacar la obra de Antonio de Capmany (Memorias históricas sobre la marina, comercio, y artes de la antigua ciudad de Barcelona, 4 volúmenes, 1779-1792); y de Próspero de Bofarull (Los Condes de Barcelona Vindicados, 1836). También cabe destacar en este período a Rafael de Amat y de Cortada, barón de Maldá, autor de Calaix de sastre (1769-1819), un diario donde recogía noticias y reflexiones que van desde el tono periodístico hasta el costumbrismo.

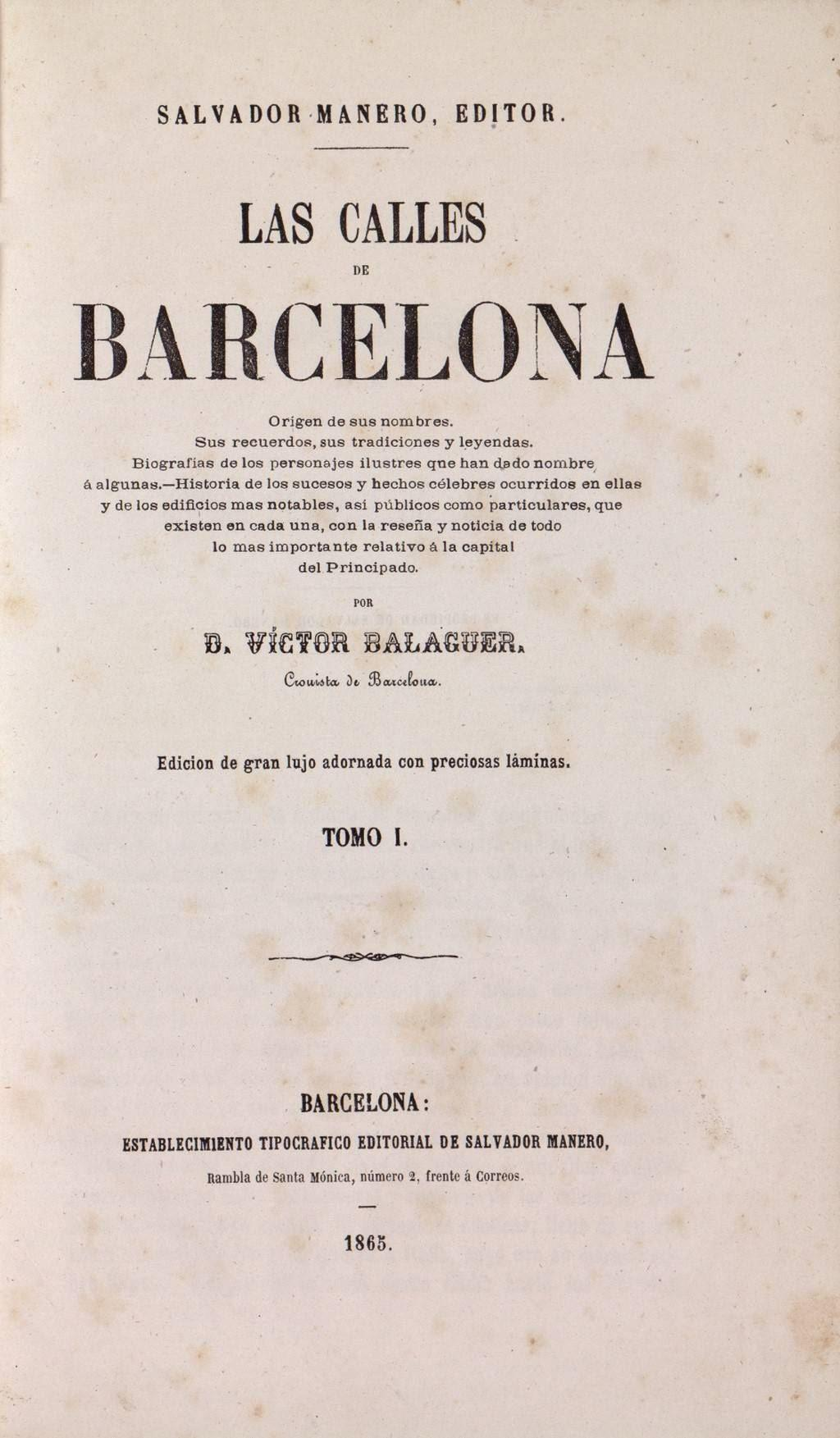
Las calles de Barcelona, de Víctor Balaguer (1865).

En el siglo XIX diversos escritores y eruditos abordaron la historia de la ciudad desde la perspectiva de la nueva urbe moderna que se empezaba a gestar, en obras que iban desde la historiografía científica hasta el ensayo narrativo, con autores como Laureano Figuerola (Estadística de Barcelona en 1849, 1849), Andrés Avelino Pi y Arimón (Barcelona antigua y moderna, 1854), Ildefonso Cerdá (Monografía estadística de la clase obrera en Barcelona, 1867), Salvador Sanpere y Miquel (Barcelona. Son passat, present i porvenir, 1878) y Antoni Aulèstia (Història de Catalunya, 1887-1889). Otra corriente historiográfica fue la vinculada al romanticismo, lo que se tradujo en obras que evocaban el pasado y que, a menudo, tendían a exaltar los acontecimientos nacionales y las glorias vividas tiempo atrás; su más claro exponente sería Víctor Balaguer (Historia de Cataluña y de la Corona de Aragón, 1860-63; Las calles de Barcelona, 1865).
En el siglo XX la historiografía fue adquiriendo una metodología más científica, si bien en ocasiones se dejaba influir por tendencias políticas confrontadas, ya fuese del signo izquierda-derecha o del catalanismo-españolismo. Cabe citar a autores como: Francesc Carreras Candi (La ciutat de Barcelona, 1916), Pedro Bosch Gimpera (La historia catalana, 1919), Ramon d'Abadal (Catalunya carolíngia, 1926-1971), Ferran Soldevila (Història de Catalunya, 1934-1935), Francesc Curet (Visions Barcelonines, 1935, con ilustraciones de Lola Anglada), Jaime Vicens Vives (Fernando II y la ciudad de Barcelona (1479-1516), 1937; Noticia de Cataluña, 1954; Cataluña en el siglo XIX, 1961), Aureli Capmany (Baladrers de Barcelona, 1947; Calendari de llegendes, costums i festes tradicionals catalanes, 1951), Santiago Sobrequés (Los grandes condes de Barcelona, 1961), Miquel Tarradell (Las raíces de Cataluña, 1962), Josep Maria Garrut (Barcelona, vint segles d'història, 1963), Alexandre Cirici (Barcelona pam a pam, 1971), Agustí Duran i Sanpere (Barcelona, 1972-1975), Josep Maria Carandell (Guía secreta de Barcelona, 1974), Pierre Vilar (Història de Catalunya, 1987-1990), Francesc Xavier Hernández Cardona (Barcelona. Història d'una ciutat, 1993) y Borja de Riquer (Història. Política, Societat i Cultura dels Països Catalans, 1995-99). También cabe destacar la labor de diversos cronistas de Barcelona procedentes del mundo periodístico, como Andreu-Avel·lí Artís “Sempronio” (Barcelona tal com és, 1948), Francisco Candel (Los otros catalanes, 1964), Sebastià Gasch (Les nits de Barcelona, 1969), Jaume Fabre y Josep Maria Huertas Clavería (Tots els barris de Barcelona, 1976, ocho volúmenes; Històries i llegendes de Barcelona, 1984; Barcelona: la construcció d'una ciutat, 1988) y Lluís Permanyer (Barcelona, un museo de esculturas al aire libre, 1991). También hay que señalar la labor editorial en este terreno, especialmente la colosal Història de Barcelona (1991) en ocho tomos, dirigida por Jaume Sobrequés; y la Enciclopèdia de Barcelona (2005) en cuatro tomos, ambas publicadas por Enciclopèdia Catalana. Por último, cabe destacar el trabajo de investigación y difusión realizado por el Instituto Municipal de Historia, creado por el Ayuntamiento en 1943.